# Arquitectura románica en Portugal

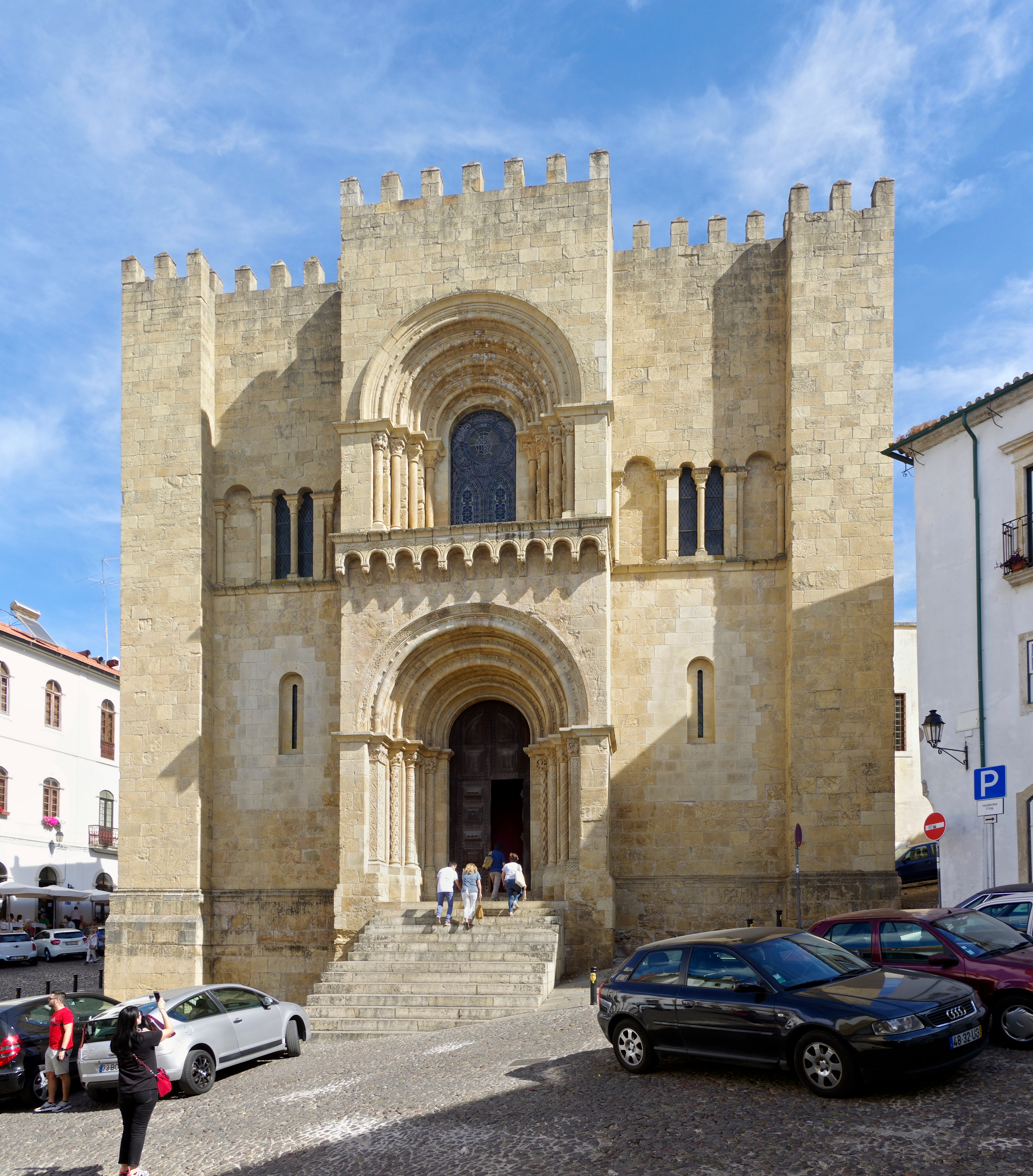
La catedral Vieja de Coímbra, comenzada en 1162, almenada y con apariencia de fortaleza

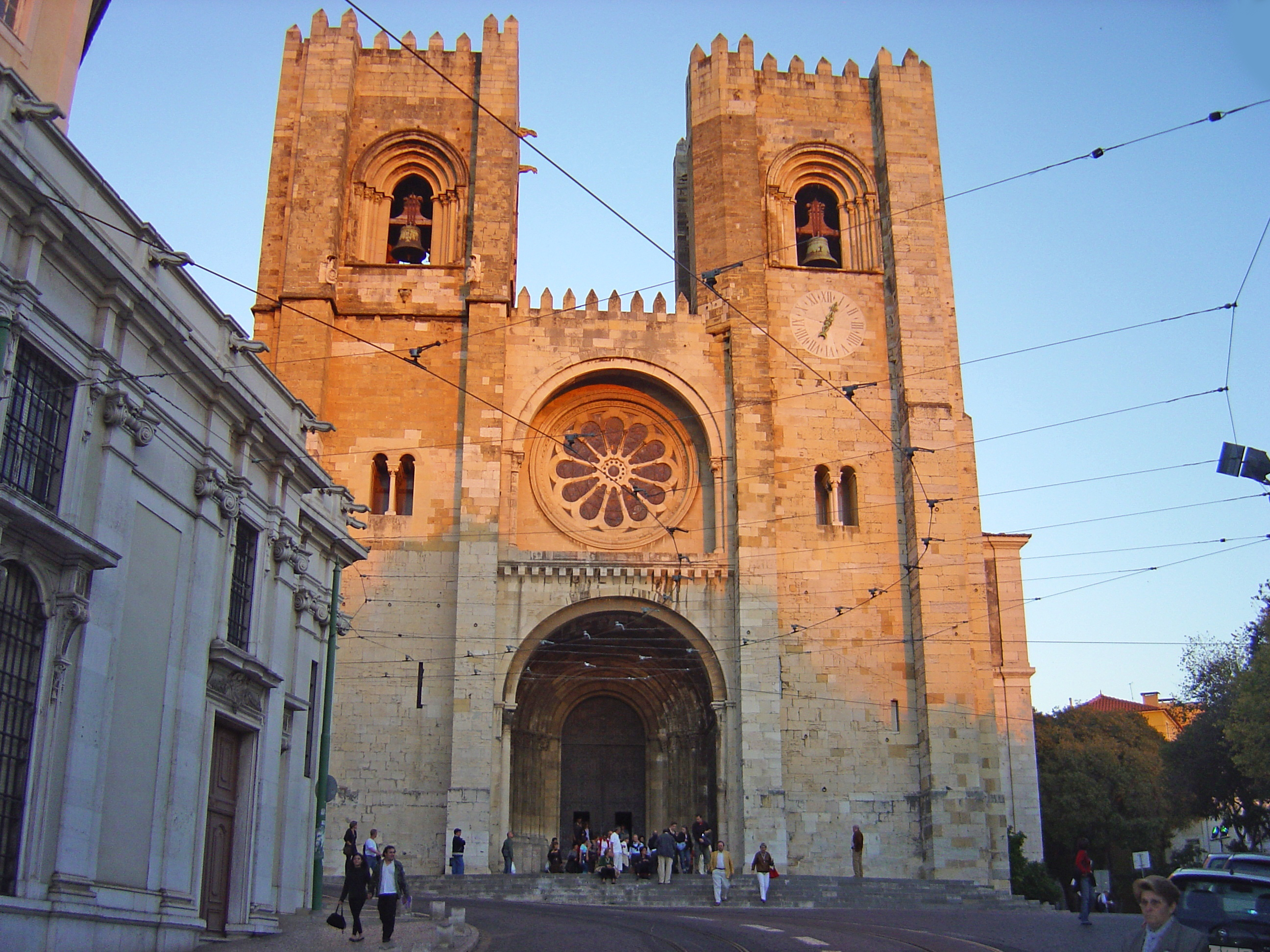
La fachada de la catedral de Lisboa tiene dos campanarios de estilo normando y una ventana en forma de rueda.

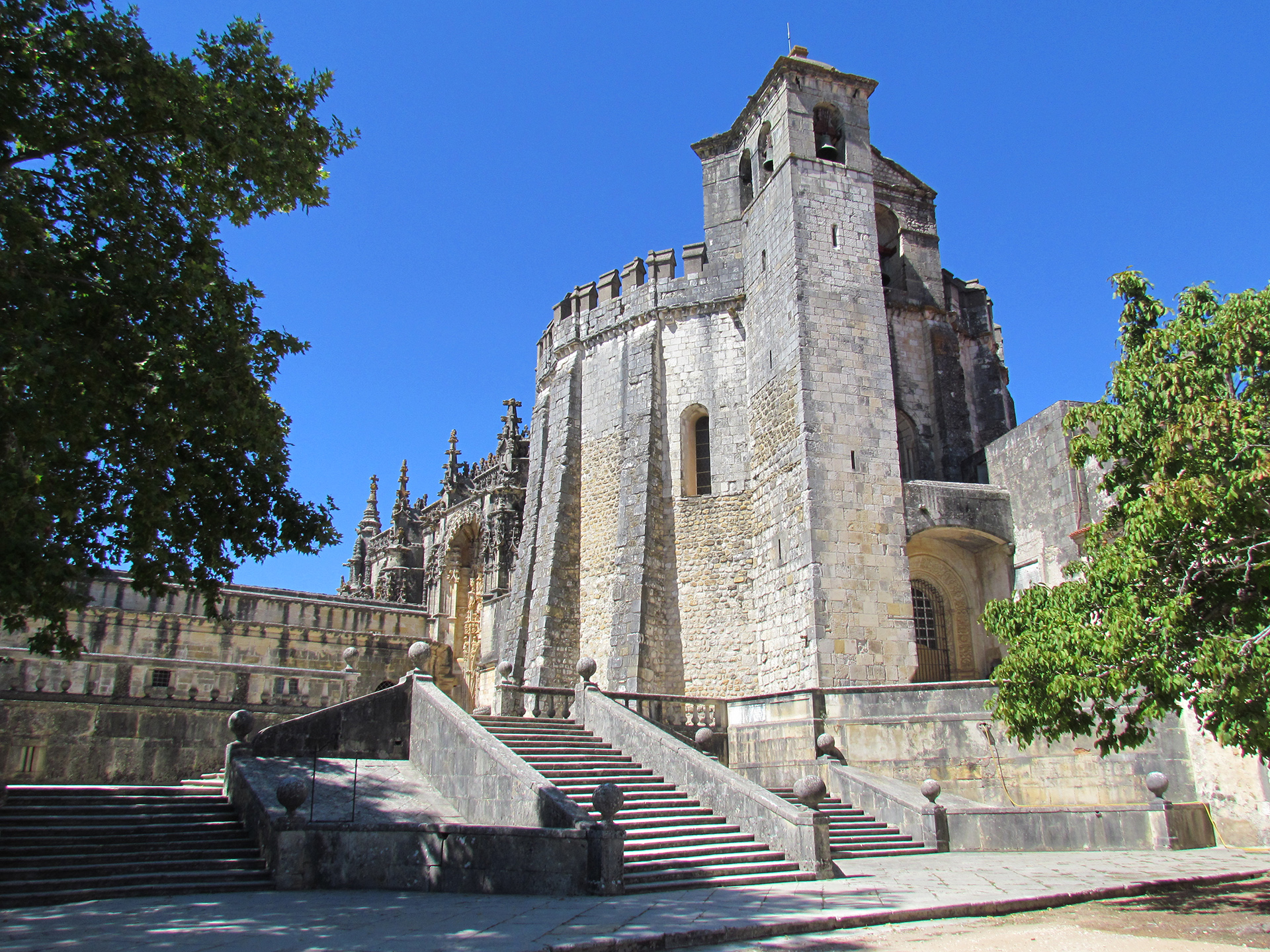
La famosa iglesia redonda (rotonda) del convento de Cristo, fue construida en la segunda mitad del. Al igual que otras iglesias templarias de toda Europa, se inspiró en la Cúpula de la Roca en Jerusalén.

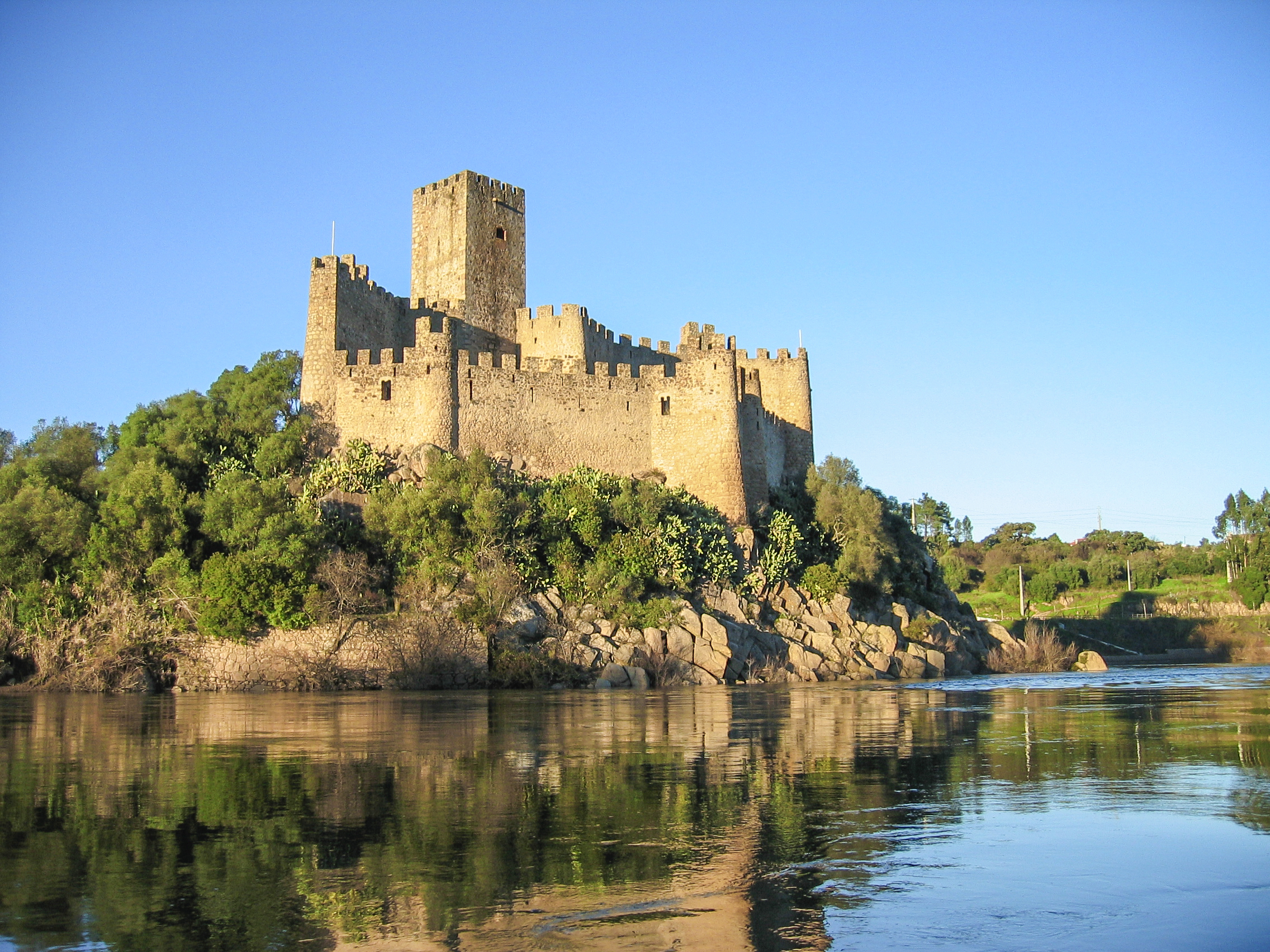
Castillo de Almourol, construido ca. 1171 sobre una isla del Tajo por los caballeros templarios. La torre más alta es la torre cuadrada del homenaje del castillo, que introdujeron en la arquitectura militar portuguesa.

La arquitectura románica se introdujo en Portugal entre el final del siglo XI y principios del XII. Los primeros edificios románicos más influyentes fueron la catedral de Braga y el monasterio de Rates. La catedral de Braga fue reconstruida en el 1070 por el obispo Pedro y consagrada en 1089, aunque sólo el ábside fue terminado a tiempo. El ambicioso plan del obispo era crear una peregrinación a la iglesia, con tres naves laterales, un ambulatorio y un gran transepto. Una reliquia de ese proyecto temprano puede ser una pequeña capilla oriental ubicada hoy en día fuera de la propia iglesia.
La actividad constructiva se aceleró después de 1095, cuando el conde Enrique de Borgoña tomó posesión del condado Portucalense. El conde Enrique llegó a Portugal con un buen número de nobles borgoñoñeos y también de monjes benedictinos de la abadía de Cluny, que estaba encabezada por su propio tío abuelo, Hugo de Cluny. Los benedictinos y otras órdenes religiosas dieron un gran impulso a la arquitectura románica durante todo el siglo XII. El conde Enrique también patrocinó la construcción del monasterio de Rates (comenzado en 1096), que seráuna de las obras fundamentales del primer románico portugués, aunque el proyecto fue modificado varias veces a lo largo del siglo XII. La relevancia de su arquitectura y esculturas, con diversas influencias arquitectónicas, hacen de ese edificio un caso de estudio que se refleja en la producción de más arte románico en el naciente reino de Portugal.
Las escuelas de Braga y Rates fueron muy influyentes en el norte de Portugal. Se encuentran iglesias monásticas románicas del siglo XII en Manhente (cerca de Barcelos), con un portal que data de alrededor de 1117; en Rio Mau (São Cristóvão), cerca de Vila do Conde), con un ábside excepcional desde 1151; en Travanca (cerca de Amarante); en Paço de Sousa (cerca de Penafiel); en Bravaes (São Salvador)  (cerca de Ponte da Barca); en Pombeiro (cerca de Felgueiras) y en muchos otros lugares.

Las primeras y pequeñas iglesias románicas rurales
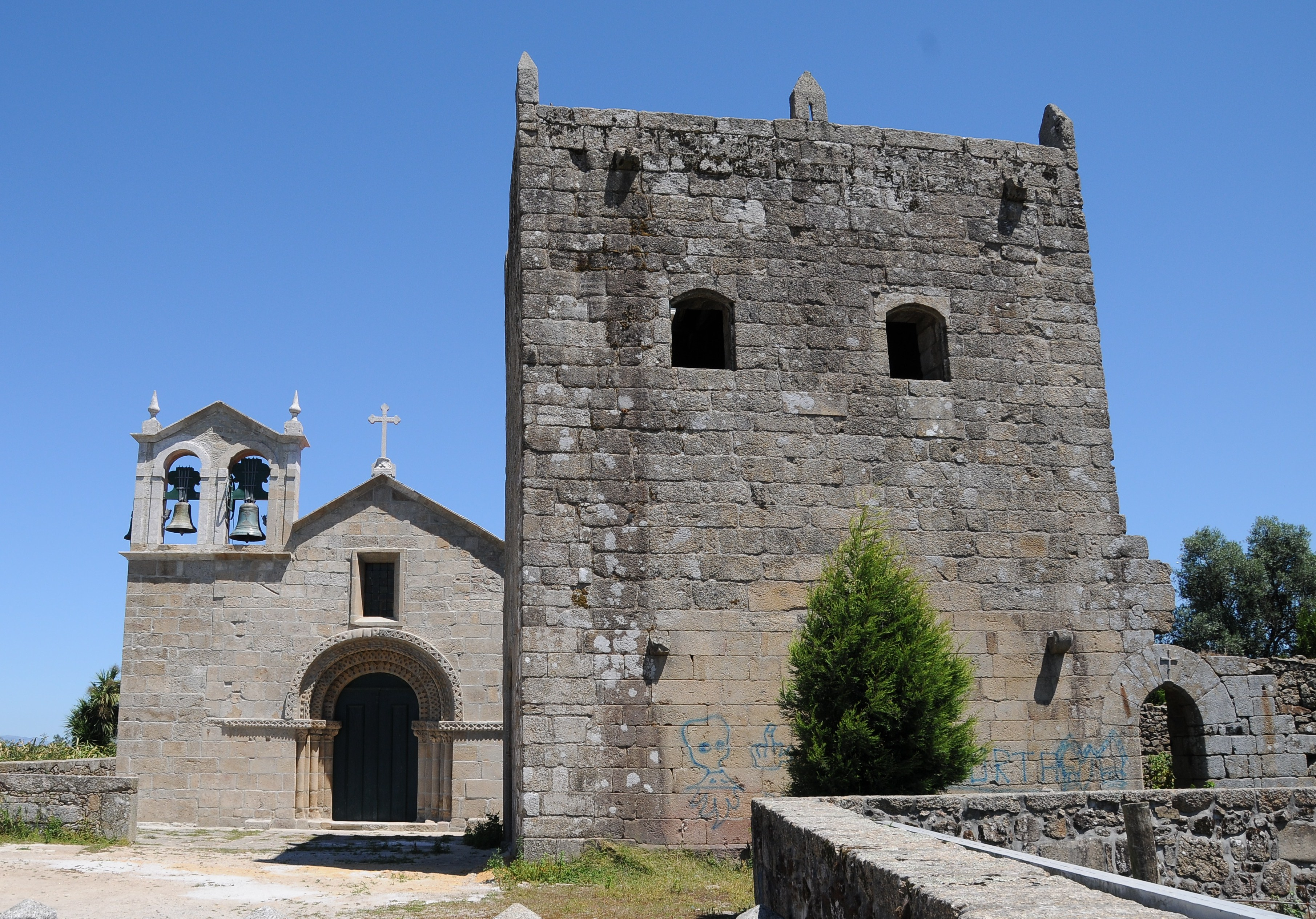
Iglesia de Manhente y torre
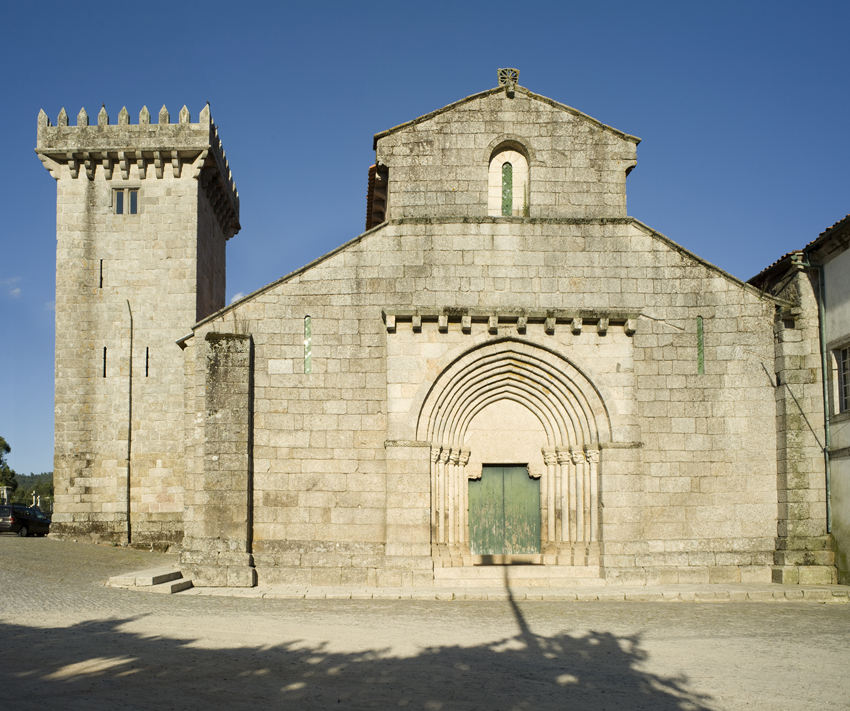
Fachada del monasterio de Travanca con una ventana de hendidura estrecha y su torre defensiva única.
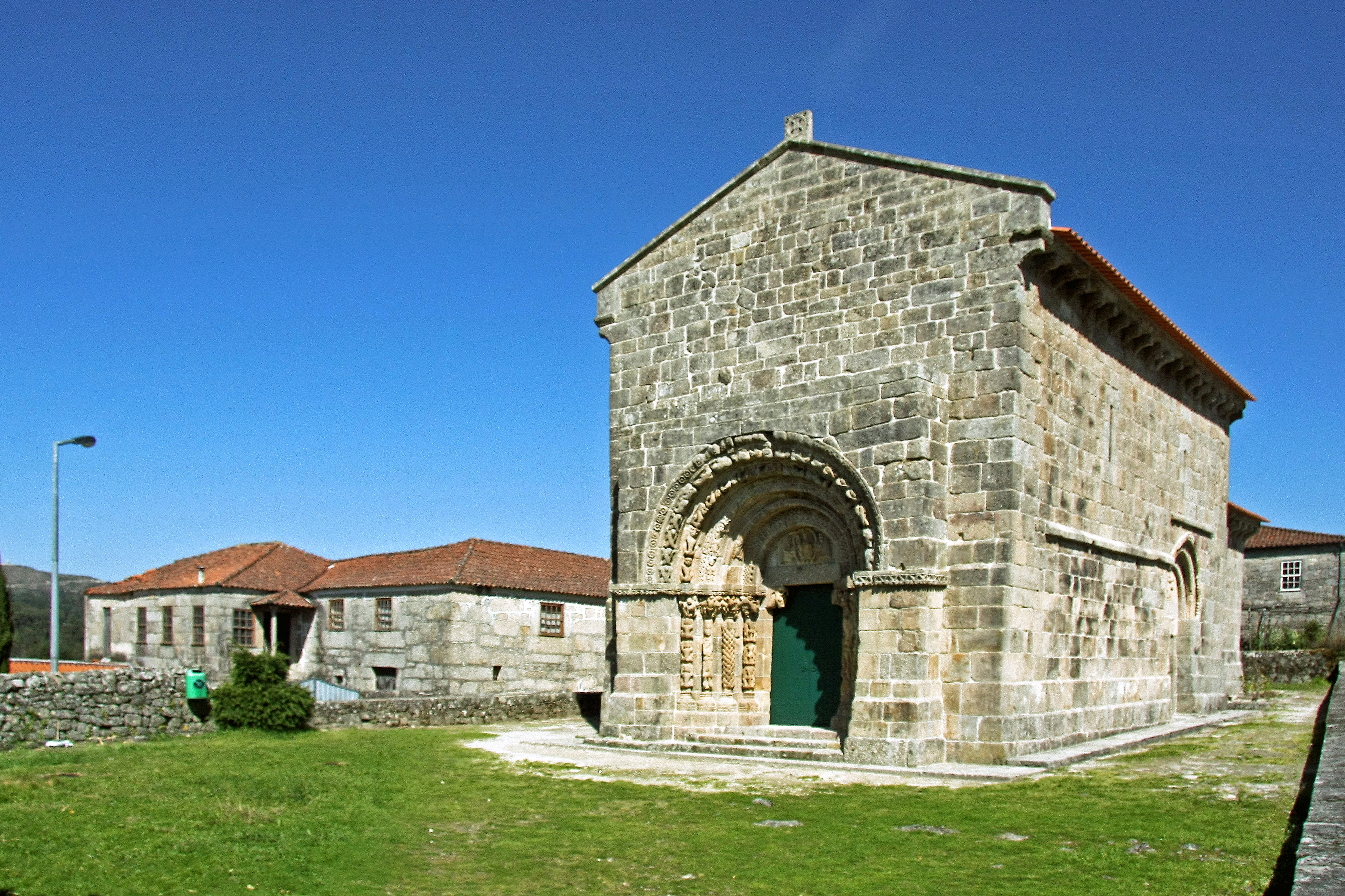
La iglesia de San Salvador de Bravaes
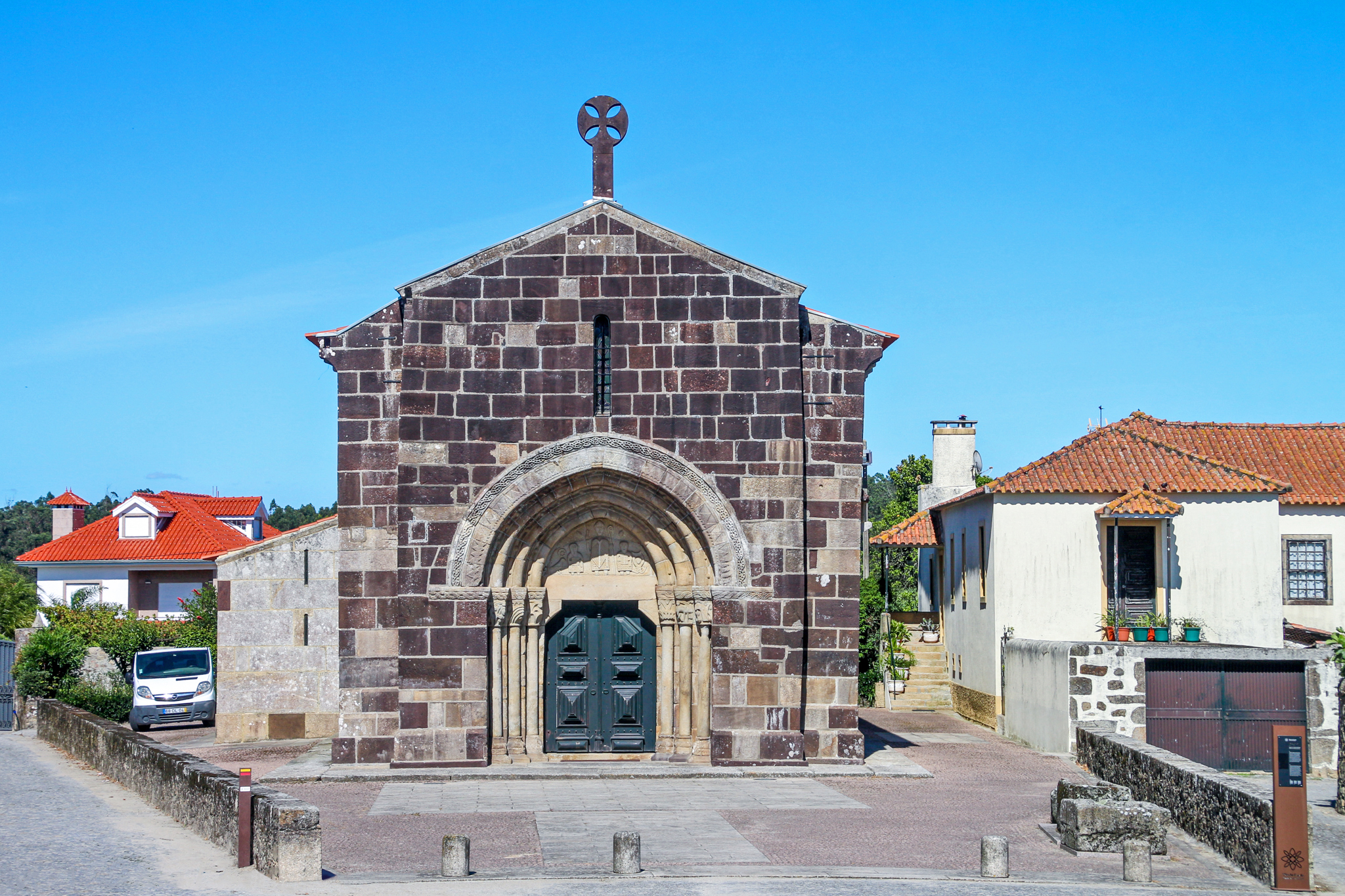
São Cristóvão de Rio Mau

La difusión del románico en Portugal siguió la dirección norte-sur de la Reconquista, especialmente durante el reinado de Afonso Henriques, el hijo del conde Enrique y primer rey de Portugal. En Coímbra, Afonso Henriques creó el monasterio de Santa Cruz, una de las más importantes de las fundaciones monásticas de la época, aunque el edificio actual es el resultado de una remodelación del siglo XVI. Afonso Henriques y sus sucesores también patrocinaron la construcción de muchas nuevas catedrales en las sedes obispales del país. Esa generación de catedrales románicas incluye la de Braga, ya mencionada, la de Oporto, la vieja de Coímbra, la de Viseu, la de Lamego y la de Lisboa.
Todas las catedrales románicas portuguesas fueron modificadas ampliamente con posterioridad, con la excepción de la catedral Vieja de Coímbra (comenzada 1162), que ha permanecido casi inalterada. La catedral de Coímbra es una iglesia de planta de cruz latina con tres naves, un transepto con brazos cortos y tres capillas en el Este. La nave central está cubierta por una bóveda de cañón de piedra mientras que las naves laterales están cubiertas por bóvedas de arista. El segundo piso de la nave central tiene una galería de arcos (triforio), y el crucero está coronado por una cúpula. Este esquema general está relacionado con la planta de la catedral de Santiago de Compostela, en Galicia, aunque el edificio de Coímbra es mucho menos ambicioso.
La catedral de Lisboa (comenzada ca. 1147) es muy similar a la catedral de Coímbra, a excepción de que la fachada oeste está flanqueada por dos enormes torres, una característica observada en otras catedrales como Oporto y Viseu. En general, las catedrales portuguesas tenían un aspecto de fortaleza de apariencia pesada, con merlones y poca decoración, aparte de los portales y ventanas.
Un destacado edificio románico religioso es la iglesia Redonda (Rotunda) en el castillo de Tomar, que fue construida en la segunda mitad del siglo XII por los caballeros templarios. La iglesia es una estructura redonda con un octógono central en arco, y probablemente fue el modelo de la Cúpula de la Roca en Jerusalén, que los cruzados erróneamente creyeron que eran un vestigio del Templo de Salomón. La iglesia del Santo Sepulcro de Jerusalén también pudo haber servido como modelo.
La distribución cronológica y geográfica de los edificios románicos en Portugal está íntimamente relacionada con la organización territorial que surge de la Reconquista, siendo la razón fundamental de las diferencias entre un fenómeno artístico de influencia local en el norte del país y un tipo más "internacional" en edificios como las catedrales de Coímbra y Lisboa. La arquitectura románica se desarrolló por primera vez en las regiones del Miño y del Duero (con la catedral de Braga como su referencia) y luego se extendió hacia el sur hasta Coímbra. Es en las zonas rurales del noroeste y en las regiones centrales donde los edificios románicos están más concentrados, sobre todo en las riberas de los ríos Duero y Mondego.
Los tiempos difíciles de la Reconquista portuguesa significaron la construcción de muchos castillos para proteger a las poblaciones de moros y castellanos. El rey Afonso Henriques patrocinó la construcción de muchas fortificaciones (a menudo remodelando castillos árabes como el mismo castillo de San Jorge de Lisboa) y la concesión de tierras a órdenes militares —especialmente a los caballeros templarios y a los caballeros hospitalarios— que se responsabilizaron de la defensa de las fronteras y los pueblos. Los caballeros templarios construyeron varias fortalezas siguiendo la línea del río Tajo, como los castillos de Pombal (c.1156), Tomar (1160), Monsanto (1165), Penas Roias (1166), Belver, Almourol (1171) y Longroiva (1174). Se les atribuye haber introducido la torre del homenaje en la arquitectura militar portuguesa.

Destacados edificios románicos portugueses
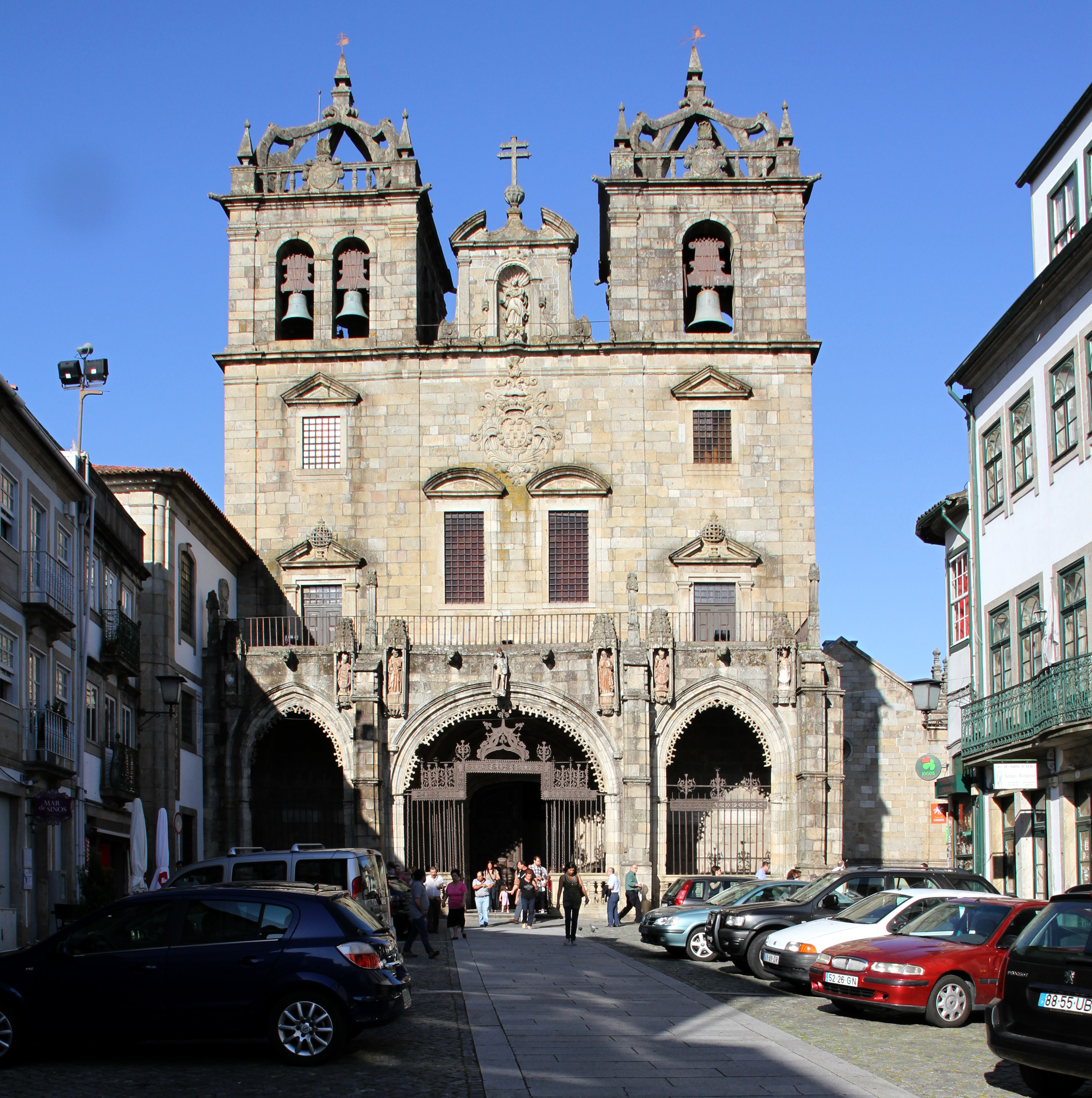
Catedral de Braga
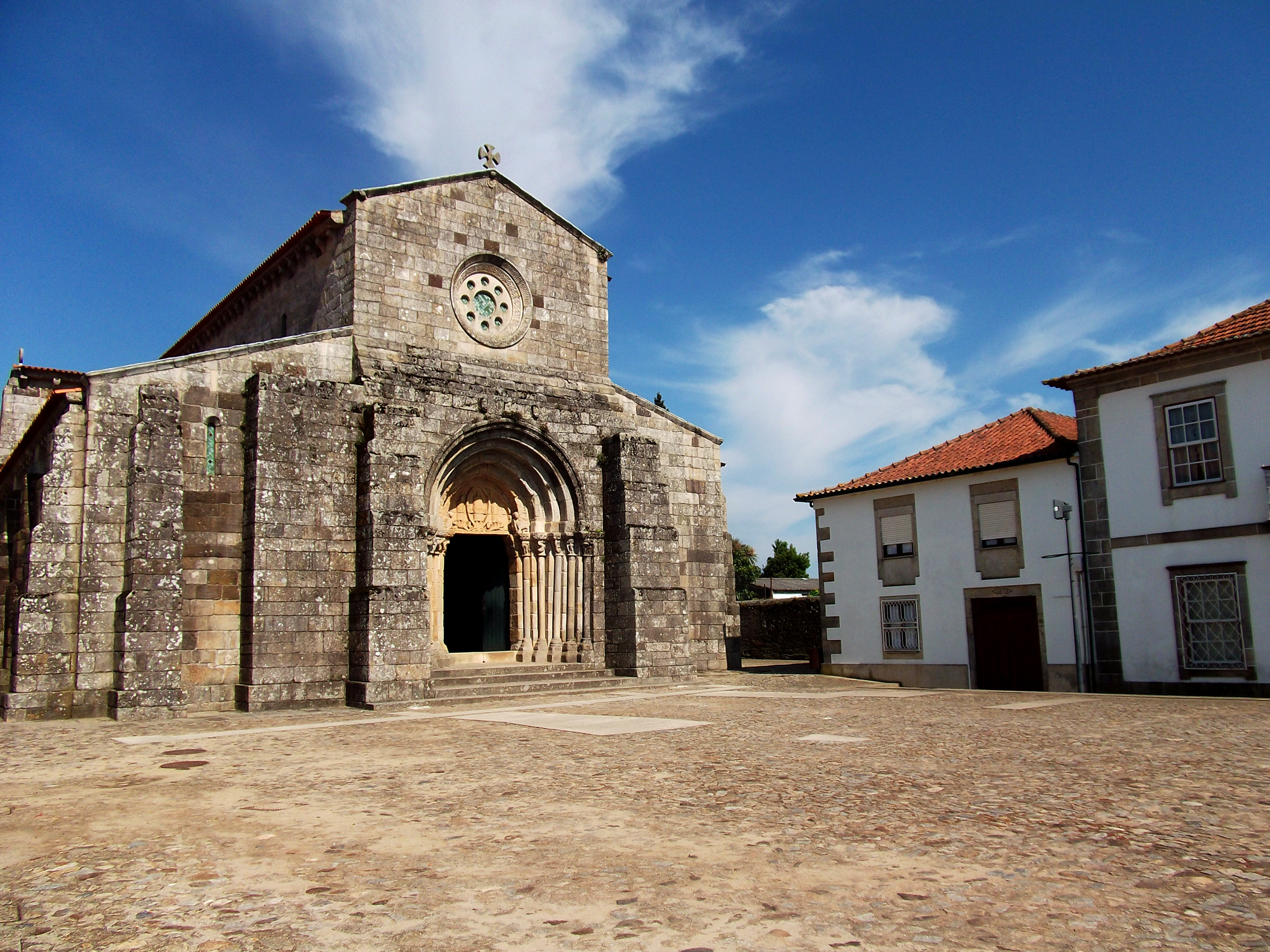
Iglesia de San Pedro de Rates
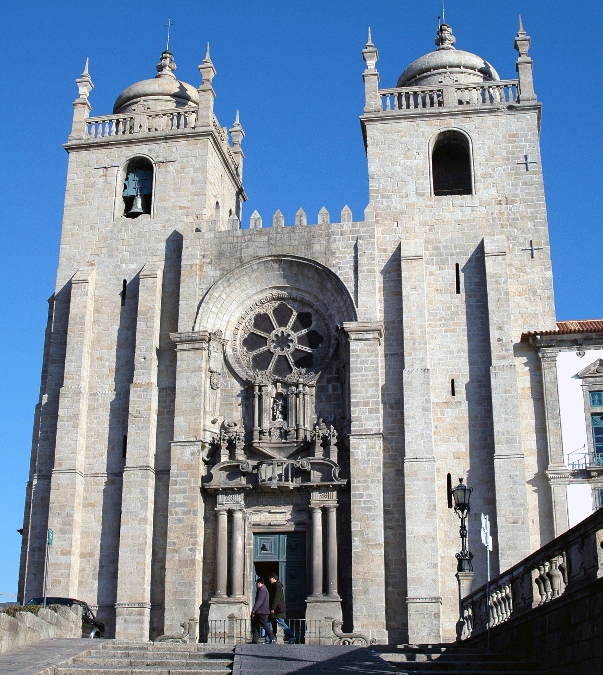
Catedral de Oporto, con su fachada pesada e imponente con contrafuertes gruesos, embellecida luego con un portal barroco
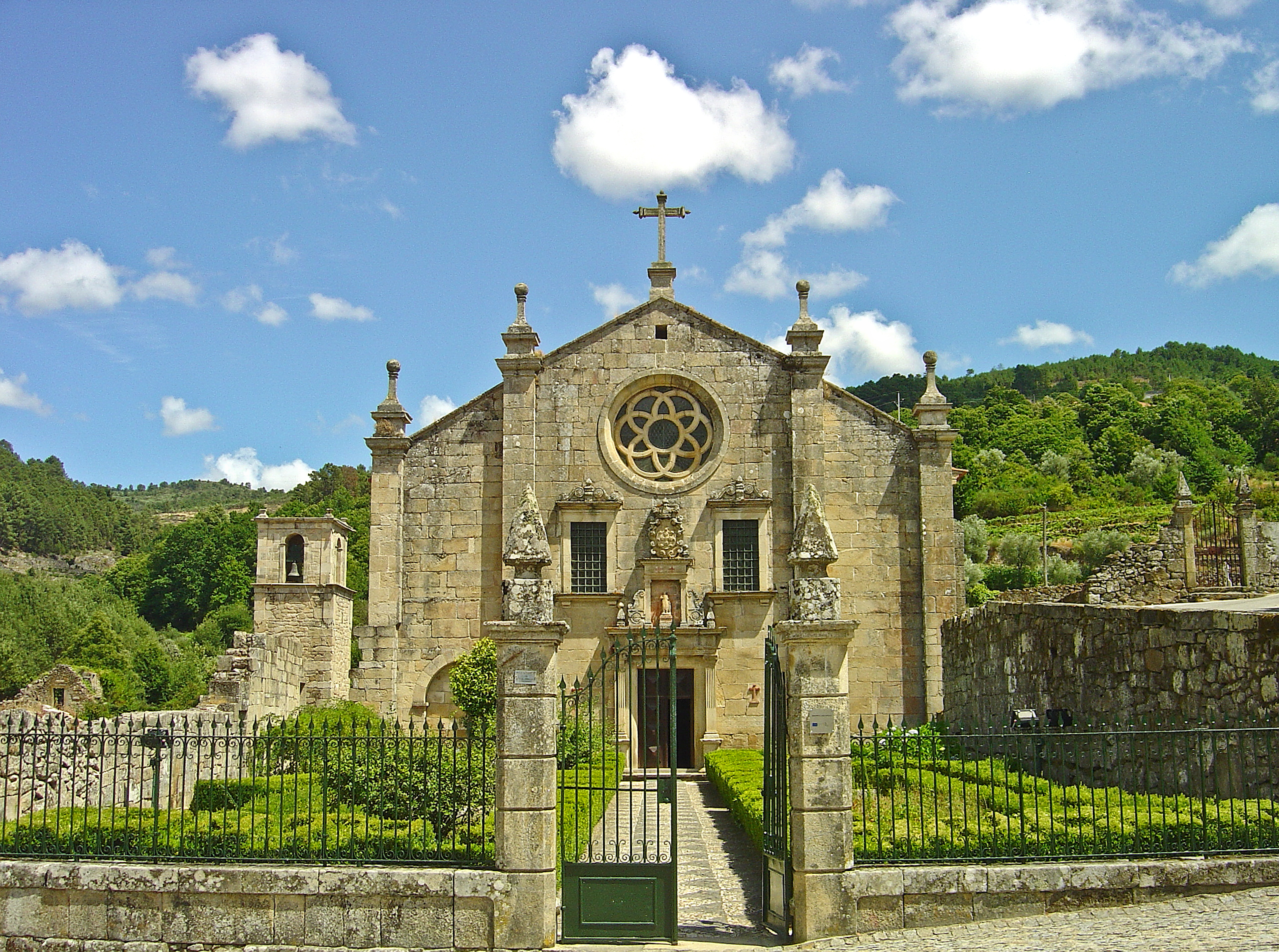
Abadía de Tarouca, comenzada en 1144, el año de la llegada de los monjes cistercienses a Portugal (la fachada es copia de la abadía de Fontenay)

## Introducción

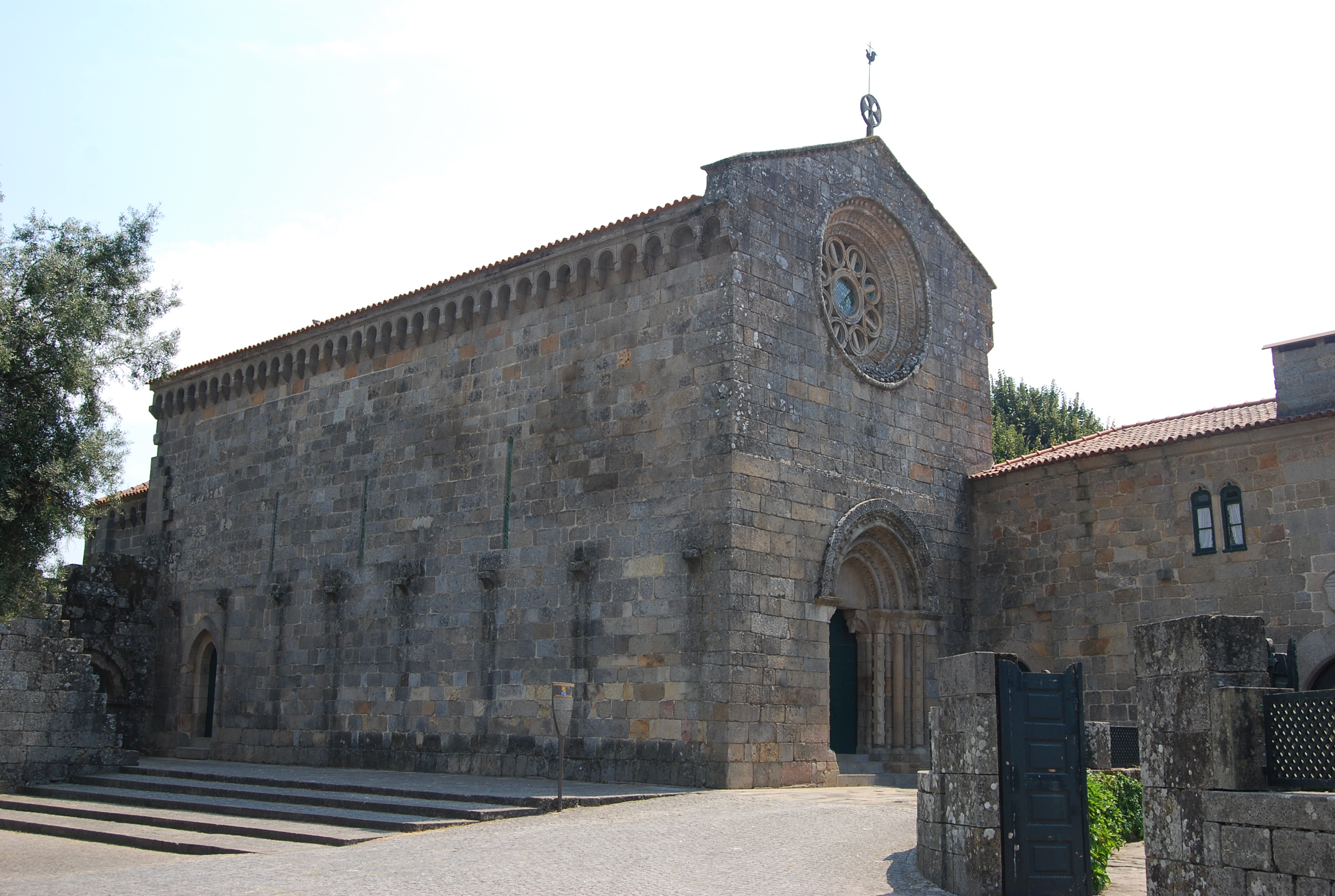
La iglesia de San Pedro de Roriz, al igual que otras iglesias románicas, tiene una apariencia fuerte y pesada.

Fue en las áreas que se habían agregado recientemente al territorio portugués, por lo tanto más abiertas a la influencia extranjera, lugares donde el patrocinio real y eclesiástico era más fuerte, donde se establecieron comunidades monásticas francesas y artistas extranjeros donde sus obras (como Coímbra y Lisboa), encuentra las formas artísticamente más completas del románico. A medida que se expandió, se hizo más local y se mezcló con técnicas y soluciones de construcción regionales anteriores.
La construcción de edificios románicos ganó ritmo después de 1095, cuando el conde Henry tomó posesión del Condado de Portugal. El conde Enrique llegó a Portugal con nobles y monjes benedictinos de la abadía de Cluny, que estaba encabezada por el hermano de Enrique, Hugo. Los benedictinos y otras órdenes religiosas terminaron dando un gran impulso a la arquitectura románica en Portugal durante todo el siglo XII. Ejemplos de esas iglesias rurales monásticas y parroquiales, la mayoría de ellas construidas en los siglos IX y X con características artísticas de la Alta Edad Media y antes de la expansión de la arquitectura románica, son la iglesia de San Pedro de Rates, uno de los mejores edificios iconográficos de este estilo en Portugal, las iglesias del monasterio de Paço de Sousa, Santa Maria de Airães y el monasterio de San Pedro de Ferreira, entre otros.
Sus comunidades siguieron primero la regla benedictina, pero luego se vieron profundamente influenciadas por las reformas monásticas en el siglo XI, principalmente la reforma Benectina, que se refleja en la adopción de características arquitectónicas del románico recién creado, creando algunas soluciones decorativas y arquitectónicas regionales muy ricas.

## La arquitectura prerrománica: el arte mozárabe

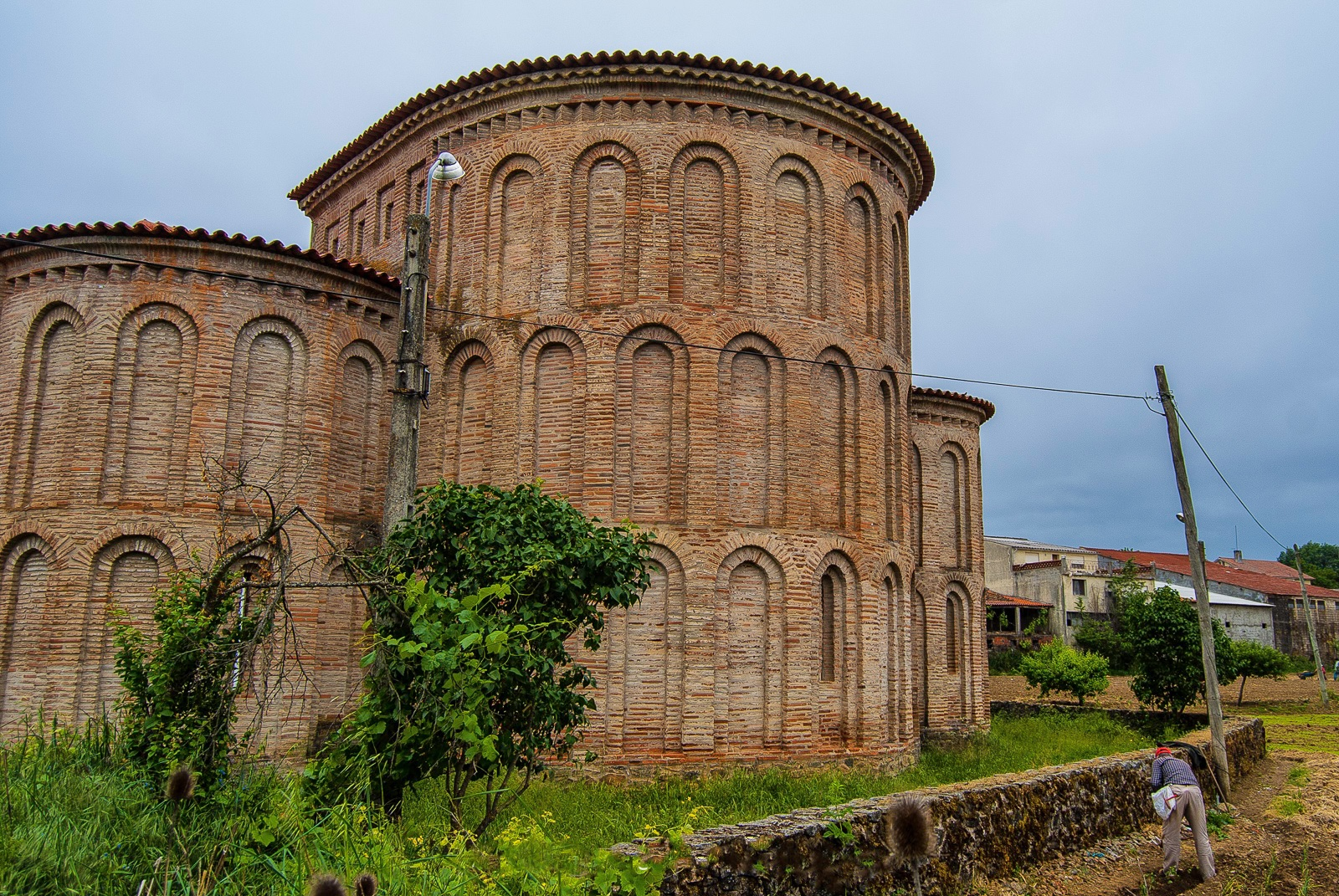
Ábside del monasterio de Castro de Avelãs, una mezcla de estilo mozárabe y asturiano-leonés.

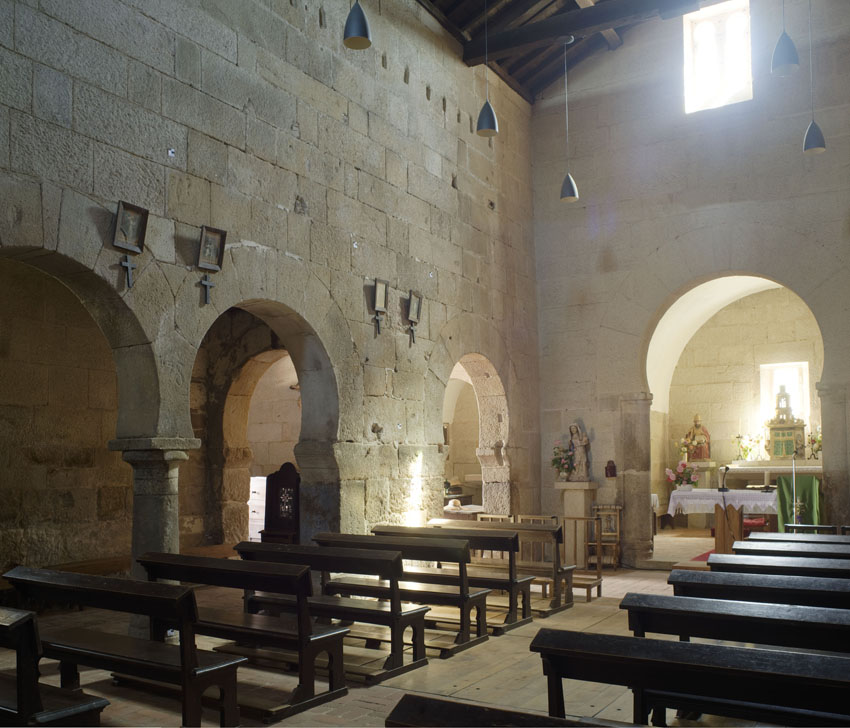
Nave central de la iglesia de São Pedro de Lourosa (Coímbra)

El arte mozárabe se refiere no solo al estilo artístico de los mozárabes (de musta'rab, que significa 'arabizado'), los cristianos ibéricos que vivían en al-Ándalus y que adoptaron algunas costumbres árabes sin convertirse al islam, conservaron su religión y cierta autonomía eclesiástica y judicial, sino también a esas mismas comunidades que emigraron al norte a los Reinos Cristianos, trayendo con ellos un fenómeno arquitectónico en el cual se fusionaron los elementos artísticos cristianos e islámicos. 
Aunque las comunidades mozárabes mantuvieron para la práctica de sus ritos religiosos algunas de las iglesias visigóticas anteriores a la ocupación islámica, la extensión de esta herencia artística visigoda es difícil de precisar, ya que la mayoría de los monumentos del período anterior se han perdido. Sin embargo, los edificios que sobrevivieron parecen aferrarse tenazmente a las tradiciones de la arquitectura visigoda con pocas o ninguna característica islámica. Todo esto los incluye en el amplio concepto de arquitectura prerrománica. Además de esta posible conexión visigoda, la arquitectura mozárabe en Portugal también entró en contacto con el arte asturiano, identificado con las creaciones artísticas que se produjeron durante el siglo IX, específicamente en los territorios que formaban el reino de Asturias. Sin embargo, esta actividad artística, en general (y específicamente la arquitectura) no se limitó a esta área ni a este siglo, sino que abarcó toda la península norte y continuó durante el siglo siguiente. 
El ejemplo más excepcional de la arquitectura mozárabe en Portugal es la iglesia de São Pedro de Lourosa, cerca de Coímbra. No hay duda de que esta iglesia rural fue fundada alrededor del año 912 dC (el 950 de la Era hispánica, corresponde al 912 de la Era Cristiana) según una inscripción auténtica encontrada en uno de los brazos del crucero. A pesar de algunas referencias asturianas a los grabados de la iglesia, las influencias de los modelos arquitectónicos preferidos por los mozárabes son claramente visibles en la modulación de la mampostería y principalmente en los elementos decorativos de las cornisas (uso de la Chambrana) y el diseño de los arcos de herradura, típicos del estilo mozárabe. Su estructura de tipo basilical comprende un pequeño crucero que separa el coro del cuerpo principal del edificio narthex), y una fila de tres arcos superpuestos sostenidos por columnas que separan la nave central de las naves laterales. Durante las obras de restauración realizadas a mediados del siglo XX, se encontraron varias características arquitectónicas que habrían pertenecido a una iglesia visigoda anterior.
Otros ejemplos de monumentos mozárabes en territorio portugués son la capilla de San Pedro de Balsemão en Lamego, la Catedral de Idanha-a-Velha, con una influencia más visigoda pero aún utilizada por la comunidad mozárabe de la región, la Iglesia de São Gião, cerca de Nazaré, y el ábside único del antiguo monasterio de Castro de Avelãs (Bragança), que presenta no solo un sabor mozárabe sino también una fusión profunda con elementos arquitectónicos asturiano-leoneses. La mayoría de los estudiosos identificaron su construcción desde finales del siglo XII y principios del XIII, aunque los nuevos hallazgos arqueológicos han desafiado esa fecha y se remontan al siglo XI.

Ejemplos de arte mozárabe en Portugal
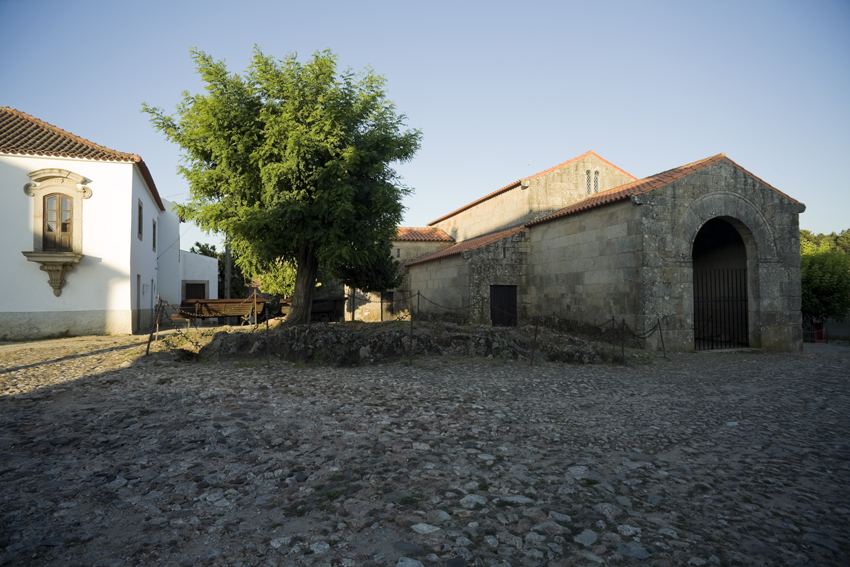
Fachada con nártex de la iglesia de São Pedro de Lourosa.
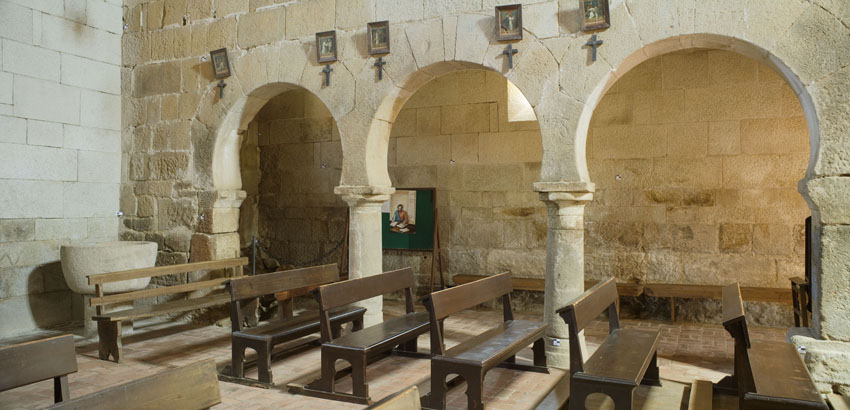
Arcos de herradura de estilo mozárabe en la iglesia de São Pedro de Lourosa.
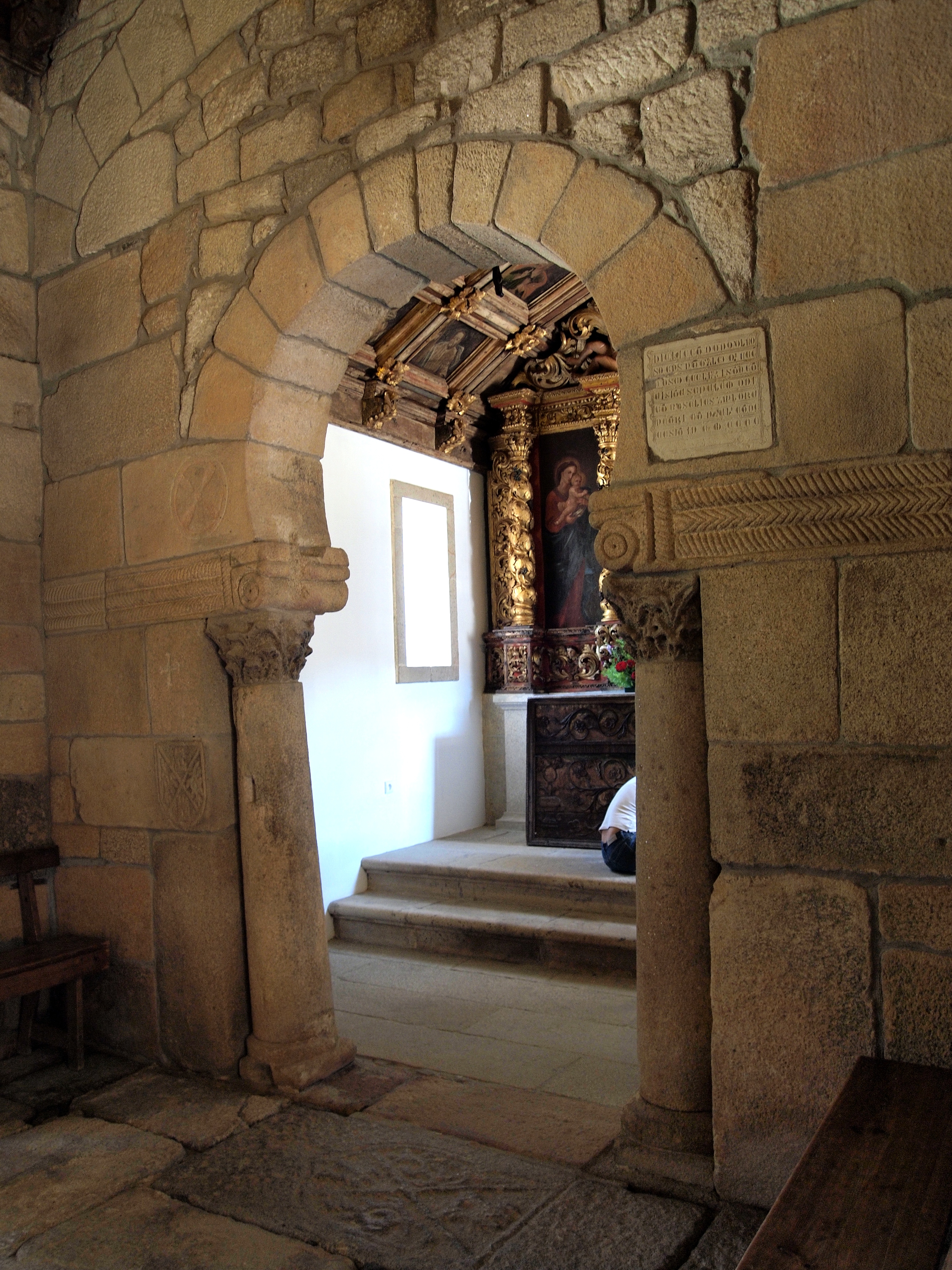
Arco de herradura y chambrana en la capilla de São Pedro de Balsemão (Lamego).
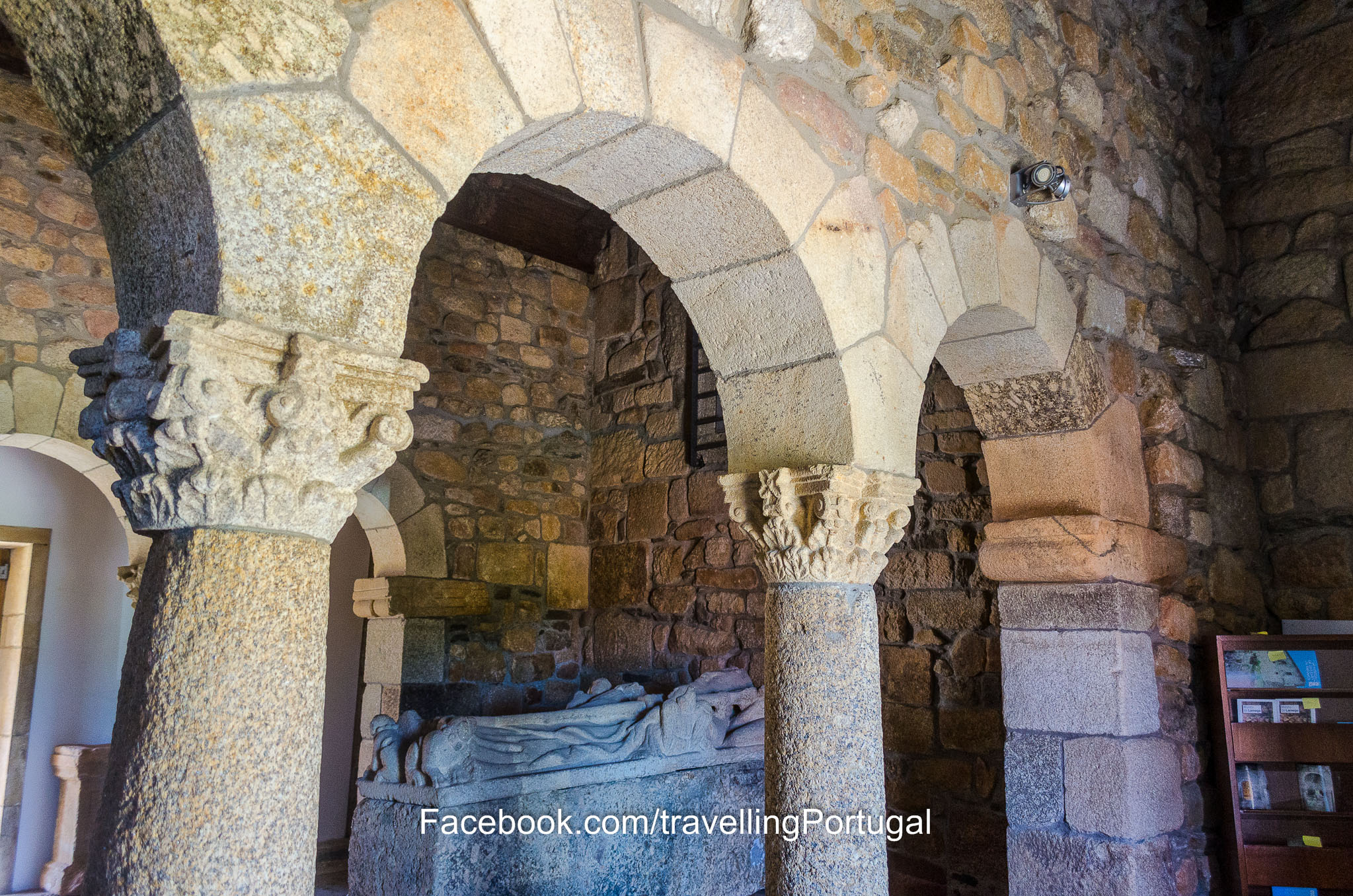
Capitales corintias del período visigodo en la capilla de São Pedro de Balsemão.
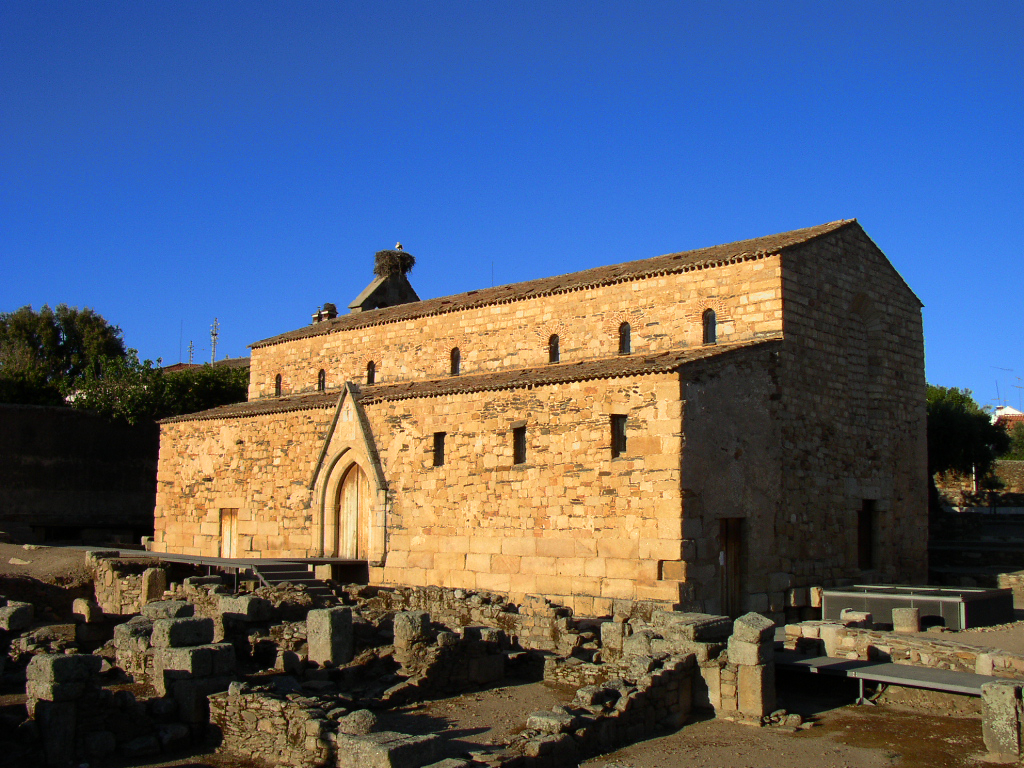
Originalmente del período visigodo, tiene algunas características menores de mozárabe (y más tarde románico y gótico) (Idanha-a-Velha).
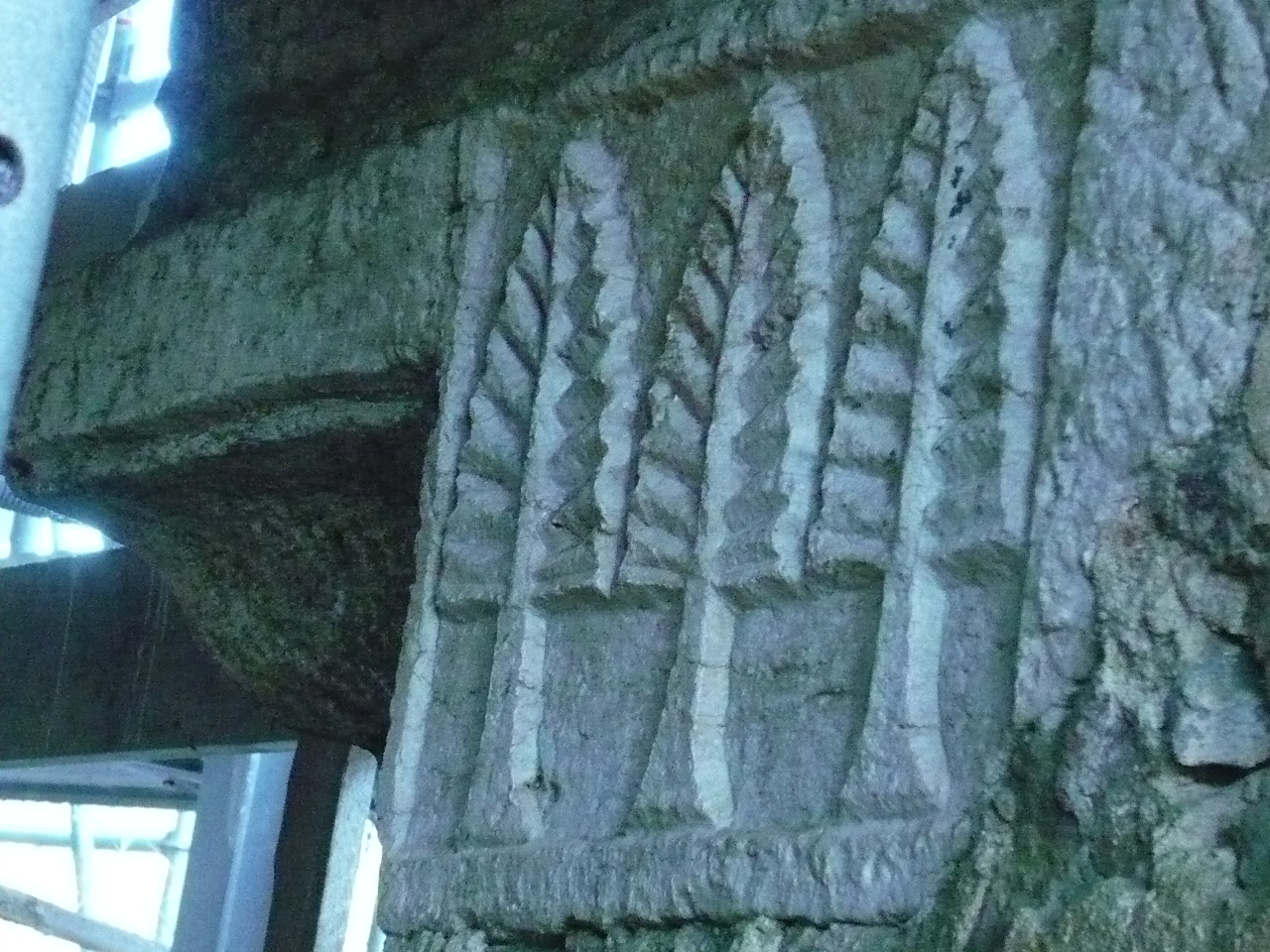
Motivos vegetales mozárabes en la iglesia de São Gião.

## Ascenso y desarrollo del románico en Portugal (siglos XI-XIII)

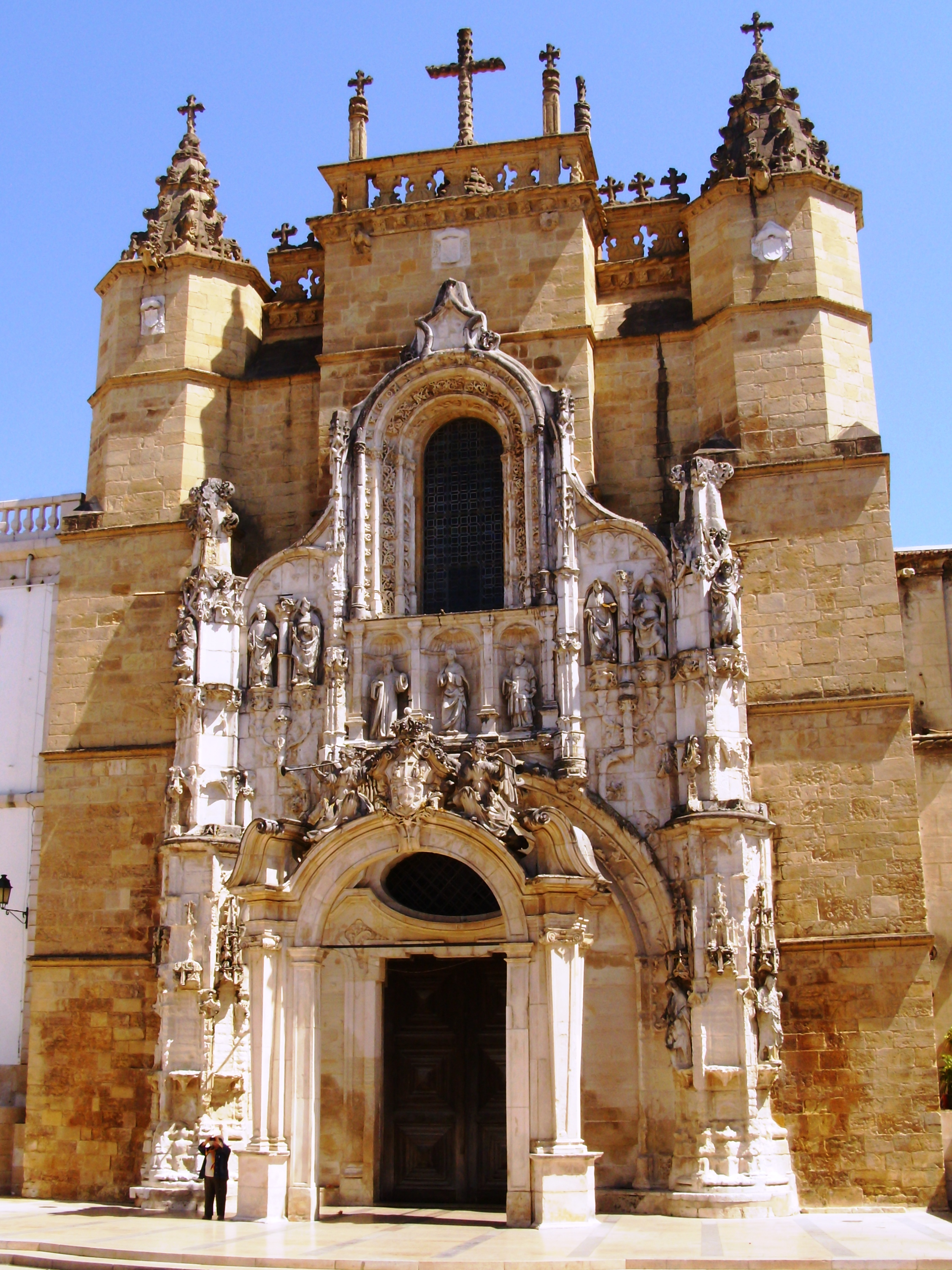
El monasterio de Santa Cruz (Coímbra), tras ser su fachada románica original redecorada con estilo manuelino durante el.

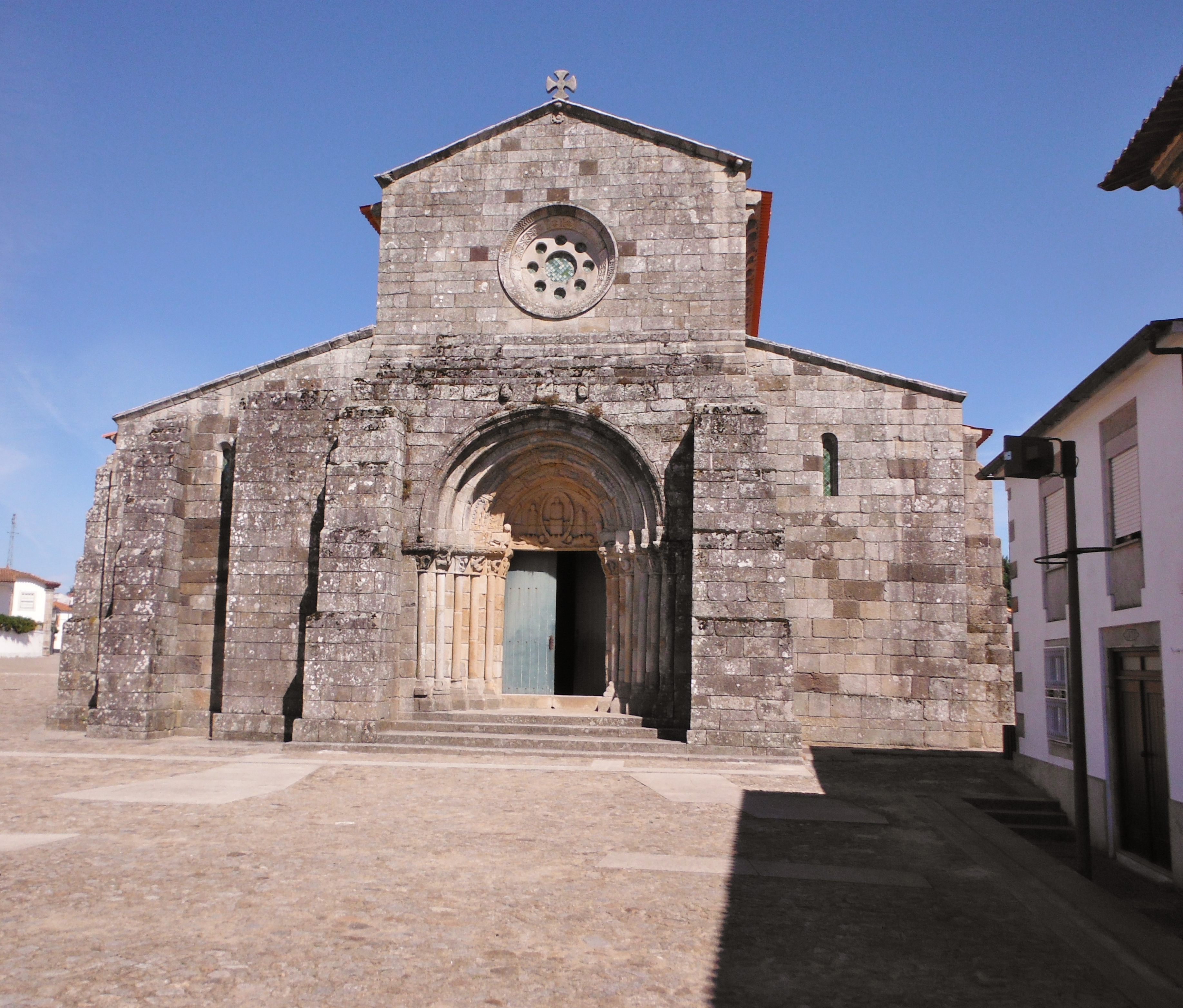
Fachada principal de la antigua iglesia de San Pedro de Rates, un edificio monástico cluniacense.

En Portugal, la arquitectura románica aparece a finales del siglo XI dentro de un fenómeno más amplio de la difusión cultural y religiosa europea en la península ibérica, influenciada por las reformas monásticas del Cluni y la llegada de las Órdenes de Cluny (después de 1086), Cister (o Citeaux) (1144), San Agustín (después de 1131) y las Órdenes Militares y Religiosas de los Caballeros Hospitalarios (1121) y los caballeros templarios (1126). La arquitectura románica, a través de su prestigio, se relaciona con el auge y la afirmación de la independencia portuguesa.
Desarrollándose más tarde que en el resto de Europa, en Portugal solo adquirió un significado real después del segundo cuarto del siglo XII, aunque ya existían edificios anteriores del mismo estilo. Varios factores contribuyen a este aspecto, principalmente el entorno inestable experimentado en la península ibérica en el momento debido a la Reconquista y la consiguiente reorganización política de la geografía peninsular. De hecho, uno de los aspectos más significativos de la arquitectura románica en la Península, pero particularmente en Portugal, es la notable connotación que encontramos entre su expansión y la organización de la tierra y la ocupación. La llegada a Portugal de las órdenes religiosas mencionadas anteriormente debe entenderse en el contexto general de la Reconquista. De hecho, esas instituciones monásticas recibieron inmensos privilegios de los monarcas portugueses y la nobleza, contribuyendo a la seguridad del territorio, pero sobre todo, a su organización social. Esta Reconquista tuvo lugar de norte a sur, lo que resultó en la misma expansión de la arquitectura románica con una densidad decreciente hacia el sur. Casi ningún objeto románico sobrevive en el sur de Portugal.
Las primeras iglesias románicas en el norte eran construcciones simples, consistentes en una nave con un techo de madera y un ábside rectangular. Se pueden encontrar ejemplos en la Iglesia de Sn Cristóbal de Rio Mau, en la Iglesia de Santa Eulalia del Monasteiro de Arnoso y en la Iglesia de Fontarcada (con un ábside ya semicircular en el extremo este).
La expansión del estilo románico coincidió con el reinado de D.Afonso Henriques (1139-1185), un monarca con ascendencia borgoñona que era hijo del conde Enrique y bisnieto de Roberto II, rey de Francia. Durante su reinado se construyeron las catedrales de Lisboa, Coímbra, Oporto y Viseu y también el Monasterio de los agustinos de Santa Cruz, proyectado para ser un panteón real. La construcción comenzó en 1131 y hacia 1150 la nave y sus ábsides ya estaban terminados. Su forma estructural y características decorativas fueron una novedad en Portugal, demostrando que su arquitecto era probablemente francés o entró en contacto con la arquitectura románica francesa de Borgoña como Tournus, Cluny, Paray-le-Monial o Romainmôtier. 
Al ser una arquitectura predominantemente religiosa, el estilo románico portugués estaba profundamente relacionado con las parroquias eclesiásticas rurales y los monasterios que se fundaron o reconstruyeron en los siglos XII y XIII, con obispos, por mandato real, como sus principales patrocinadores.

## Catedrales románicas (Braga, Oporto, Viseu, Coímbra y Lisboa)

### Catedral de Braga

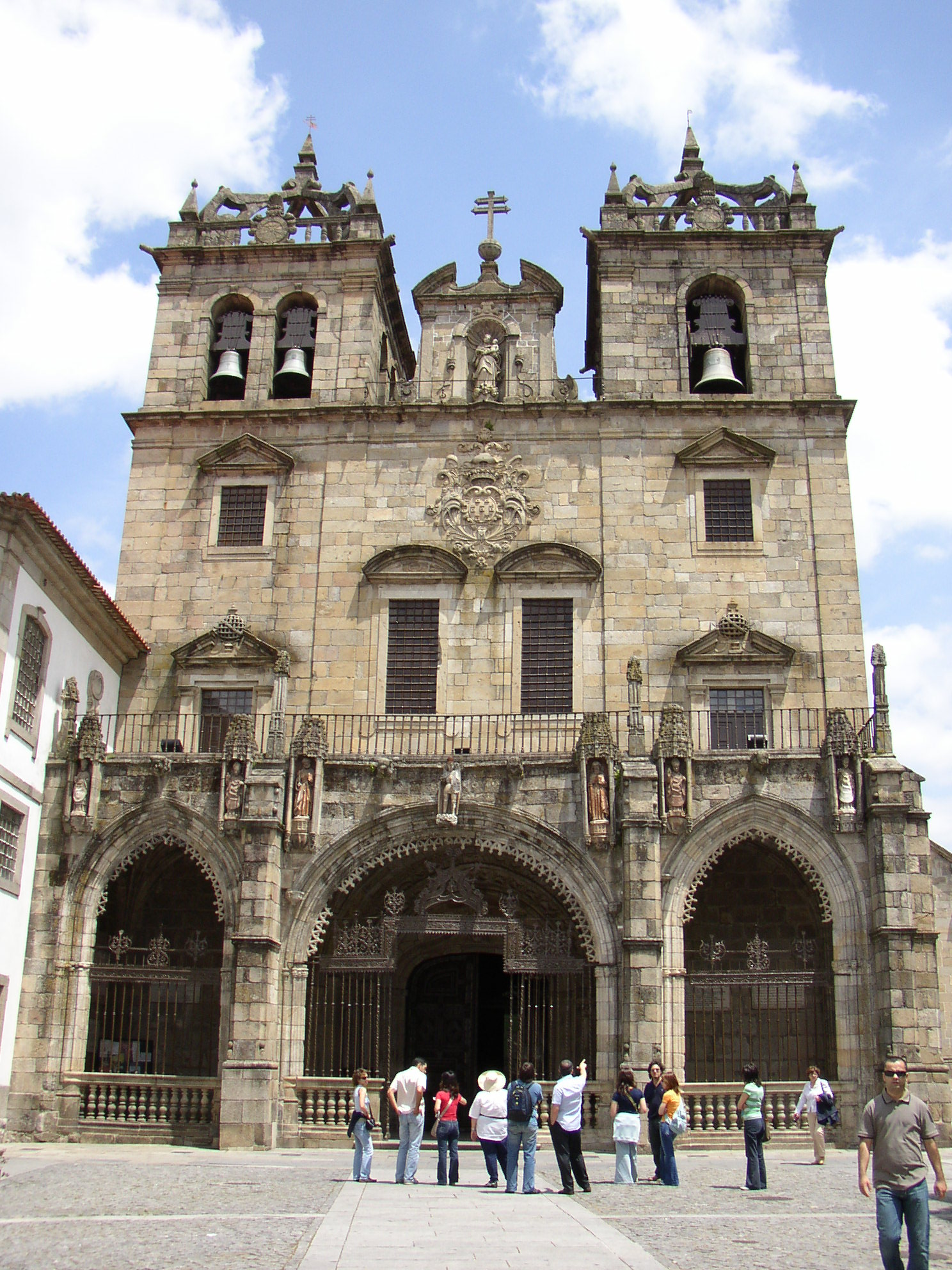
Fachada principal de la catedral de Braga. La galería de entrada (galilea) con tres arcos es gótica (finales del), pero las torres y los pisos superiores son de principios del barroco.

La catedral de Braga fue reconstruida en la década de 1070 por el obispo Pedro y consagrada en 1089, aunque solo el ábside estaba terminado en ese momento. Deseaba crear una iglesia de peregrinación, con tres naves, una girola y un gran crucero. 
Las obras aumentaron durante el mandato de D.Paio Mendes como arzobispo (1118-1137), después de que el rey D. Alfonso Henriques concediera una carta foral a la ciudad, así como generosas donaciones para su construcción. Luego se reanudó y duró hasta mediados del siglo XIII. El edificio original del siglo XII fue construido en el estilo románico de Borgoña de la iglesia del monasterio de Cluny e influyó en muchas otras iglesias y monasterios en Portugal en ese período. En épocas posteriores la catedral fue modificada en gran medida, por lo que hoy es una mezcla de estilos románico, gótico, manuelino y barroco.
La fachada occidental románica original de la catedral ha sido totalmente suprimida, a excepción de algunas arquivoltas y capiteles del portal principal, fuertemente decoradas con relieves esculpidos de animales y humanos. Las figuras en una arquivolta, con gallinas, zorros y un juglar, pueden estar diciendo una canción moralista como la de Roman de Renart, de la tradición francesa.
En su interior tiene tres pasillos cubiertos por un techo de madera, un crucero y cinco capillas orientales en el ábside. En la pared norte, fuera de la catedral, se encuentra la pequeña capilla de San Geraldo, en memoria de Geraldo de Moissac, arzobispo de Braga (1096-1108), de diseño románico temprano, que puede ser un remanente de la construcción de finales del siglo XI. Esta capilla se dejó fuera de la catedral final, tal vez debido a un cambio de diseño en el siglo XII. La nave es esencialmente románica gracias a una reforma "purificadora" en el siglo XX que suprimió la mayoría de las adiciones posteriores, aunque se han perdido algunos capiteles originales de las columnas. D.Afonso, hijo del rey D.Juan I, está enterrado en una tumba de bronce del siglo XV, que se puede ver en la nave de la catedral. 
En la Edad Media fueron construidas varias capillas junto a la catedral. La capilla de los Reyes (Capela dos Reis) se construyó alrededor de 1374 en el lugar donde fueron enterrados el conde Henrique y la condesa Teresa. Sus tumbas fueron reemplazadas a principios del siglo XVI por otras nuevas, con figuras reclinadas.

Detalles de la catedral de Braga
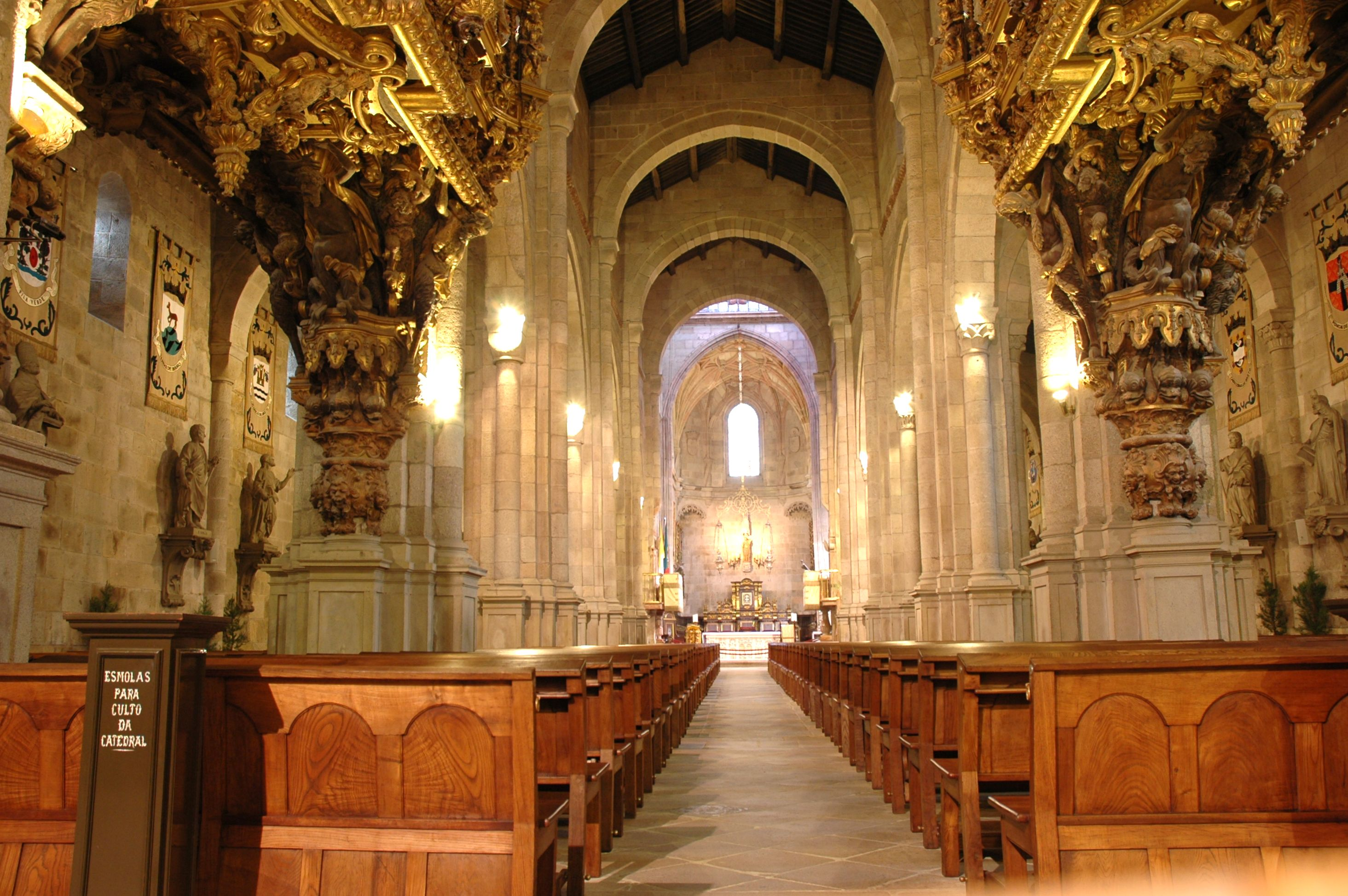
Plano de tres naves con techo de madera.
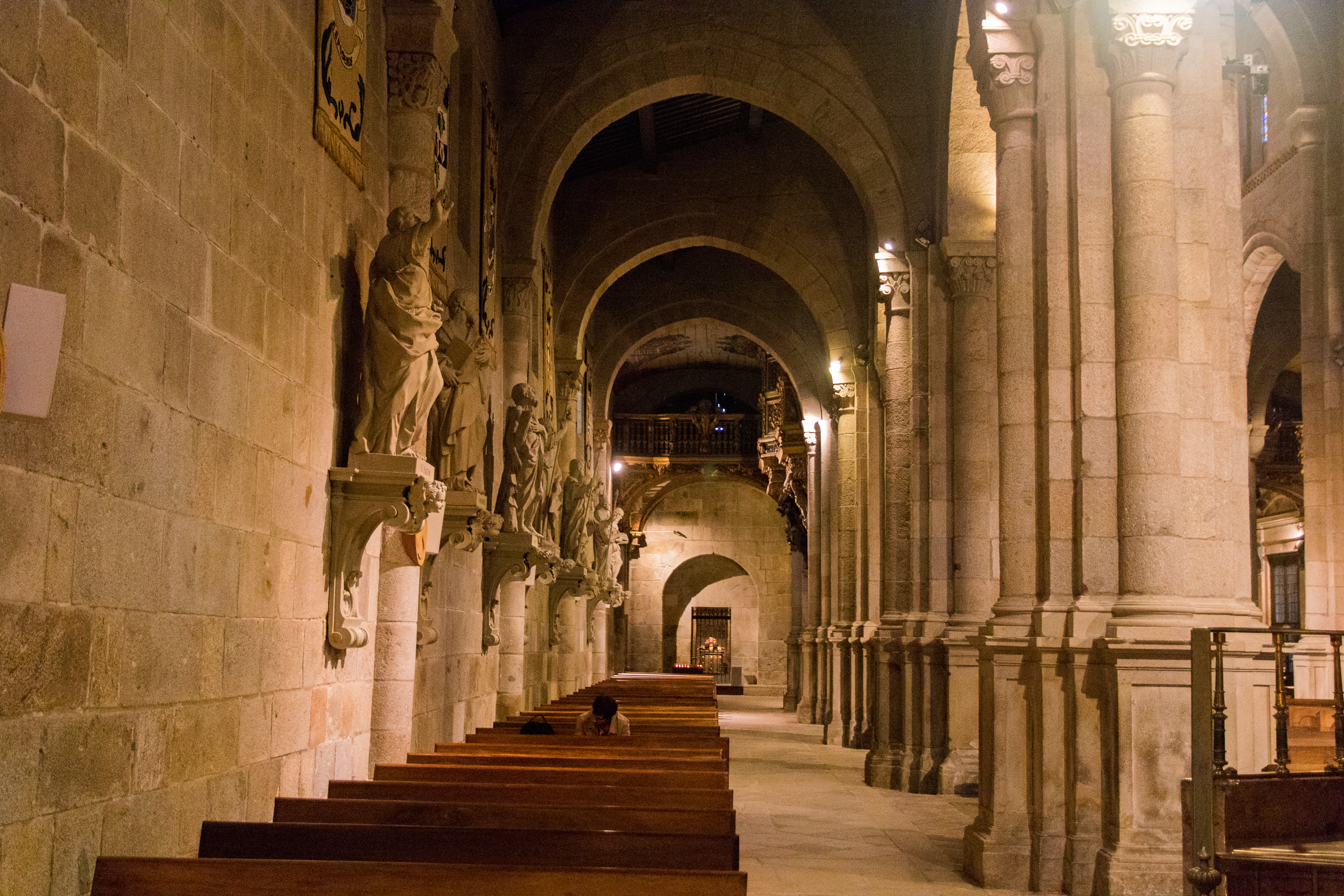
Pasillo lateral y sus arcos.
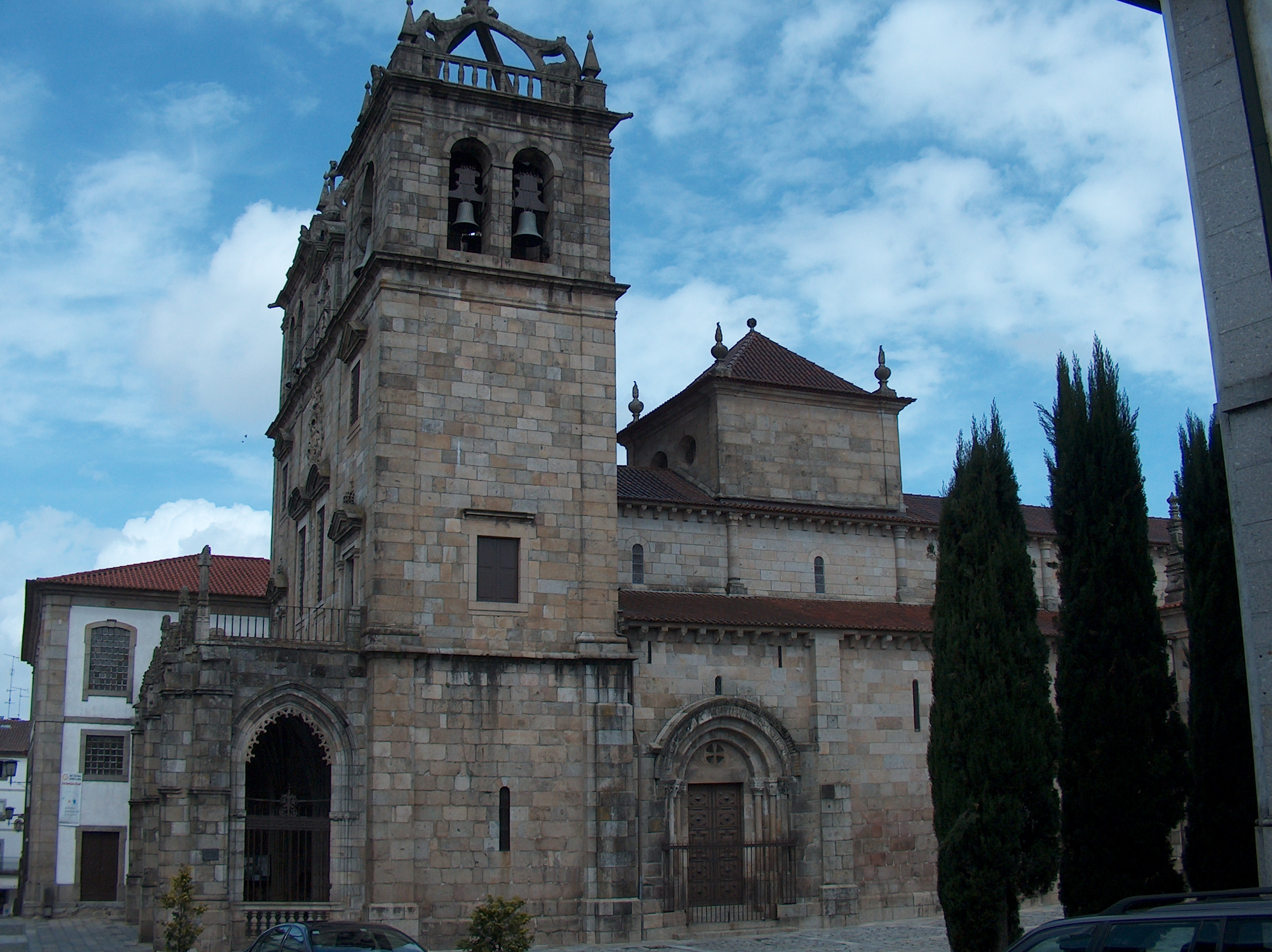
Fachada norte con una portada románica.
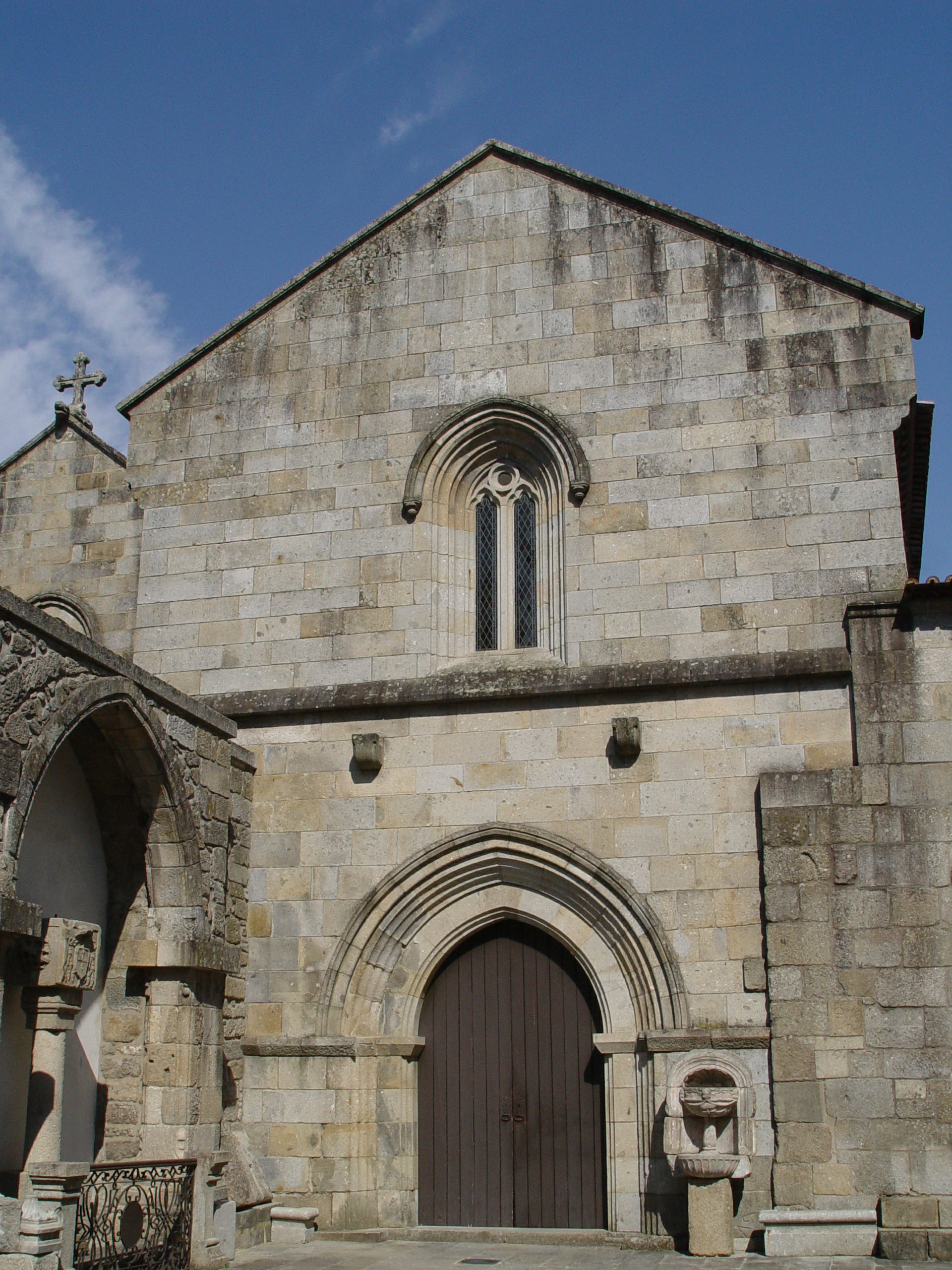
Capilla de San Geraldo.
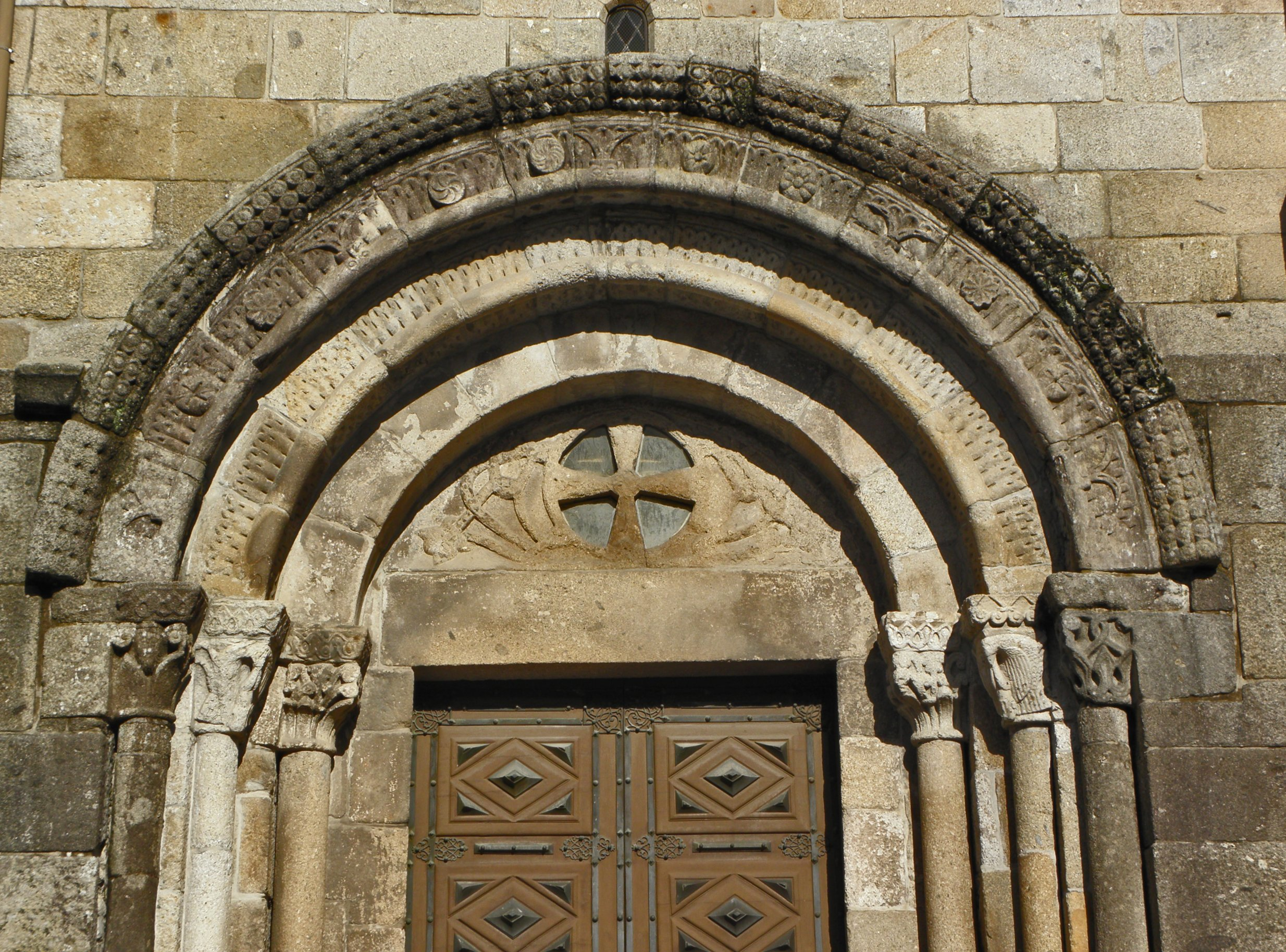
Detalle del tímpano y columnas del portal sur.
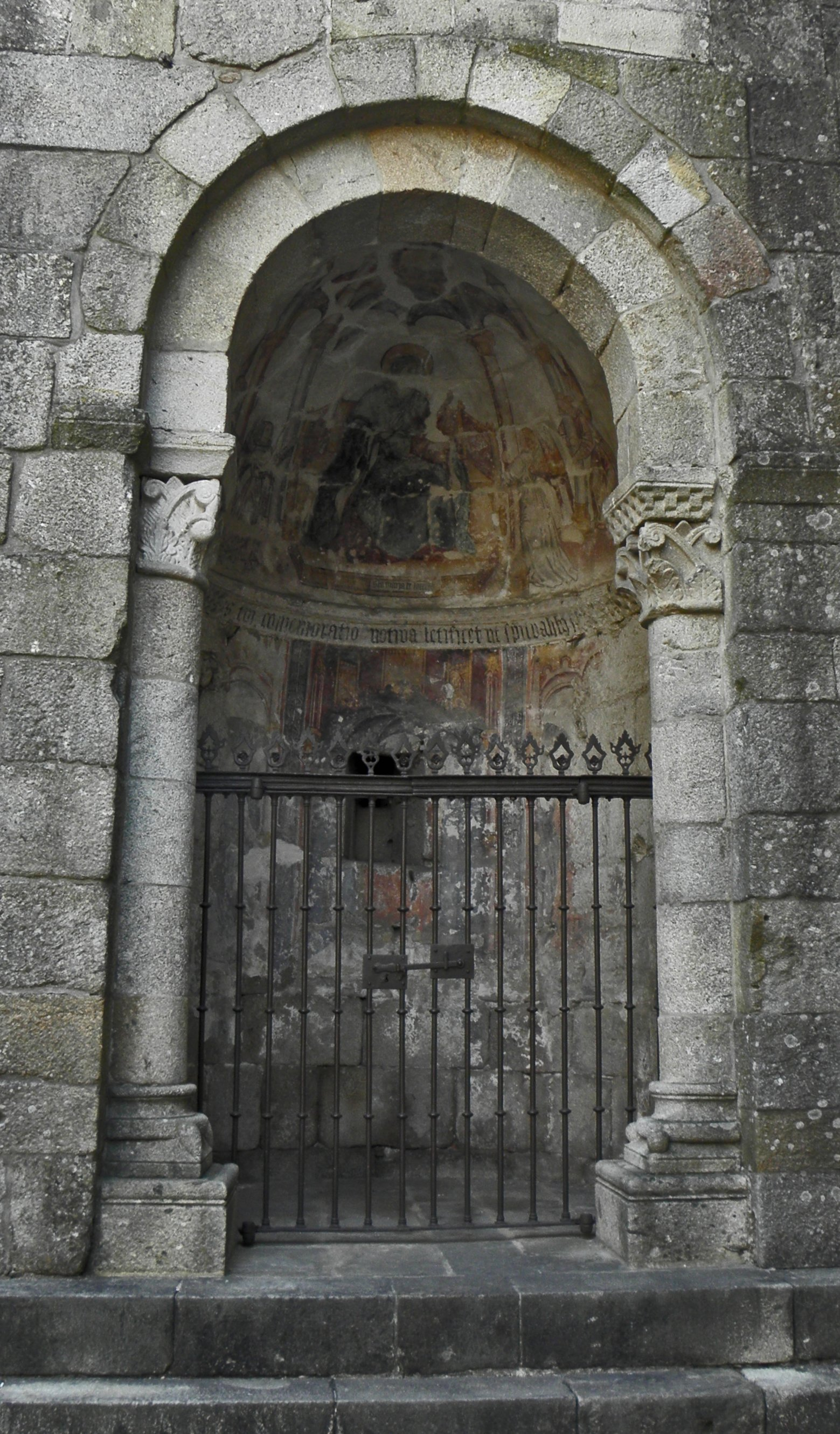
Capilla de Nuestra Señora de Loreto con pinturas murales.

### Catedral de Porto

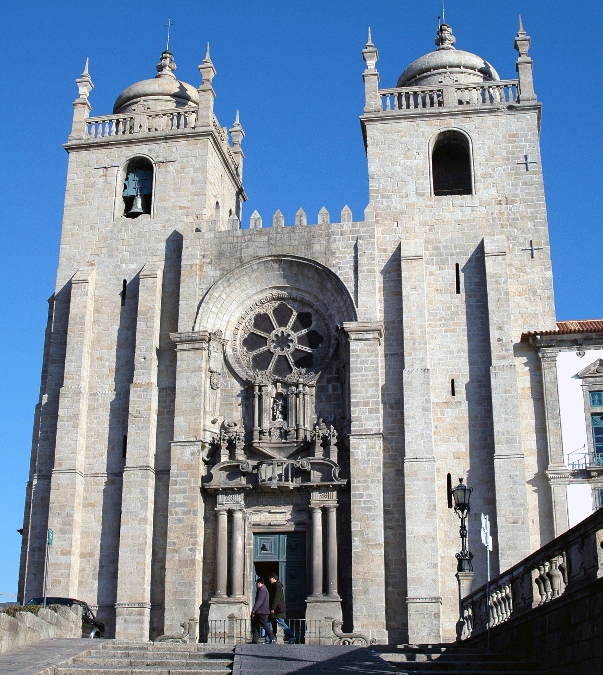
La catedral de Oporto, con su fachada pesada e imponente con contrafuertes gruesos, fue embellecida luego con un portal barroco.

La catedral de Oporto, ubicada en el centro histórico de la ciudad de Oporto, es uno de los monumentos más antiguos de la ciudad y uno de los monumentos románicos más importantes del país. Hay evidencia de que la ciudad fue sede de un obispado desde la dominación de los suevos en los siglos V-VI. El edificio actual se construyó según la tradición alrededor de 1110 bajo el patrocinio del obispo Hugo (1112-1136), pero aparentemente la iglesia probablemente se construyó a mediados del siglo XII, después de 1147, debido a que la De expugnatione Lyxbonensi parece describir una pequeña iglesia que parece coincidir con la antigua catedral prerrománica construida en los siglos IX-X. Como tal, el edificio probablemente se construyó más tarde, como lo demuestra la evidencia artística, que une el románico de esta iglesia con el área de La Rochelle. La iglesia se completó en 1557, cuando se instaló la torre de la linterna Manuelina.
La catedral está flanqueada por dos torres cuadradas, cada una sostenida por dos contrafuertes y coronada por una cúpula. La fachada carece de decoración y es bastante heterogénea desde el punto de vista arquitectónico. Muestra un pórtico barroco y una hermosa ventana con ruedas góticas bajo un arco almenado, dando la impresión de una iglesia fortificada. La nave románica es bastante estrecha y está cubierta por bóveda de cañón. Está flanqueada por dos pasillos con bóveda inferior. El techo de piedra del pasillo central está apoyado por arbotantes, lo que convierte al edificio en uno de los primeros en Portugal en utilizar esta característica arquitectónica.
Este edificio original ha sufrido algunas alteraciones (dominado por las restauraciones arcaizantes del Estado Novo entre 1927 y 1945), pero el aspecto general del edificio es una mezcla de románico y gótico. 
También se hará referencia al elegante claustro gótico, construido entre los siglos XIV y XV durante el reinado del rey D.Juan I, quien se casó con la princesa inglesa Felipa de Lancaster en esta catedral en 1387. 

Detalles de la catedral de Oporto
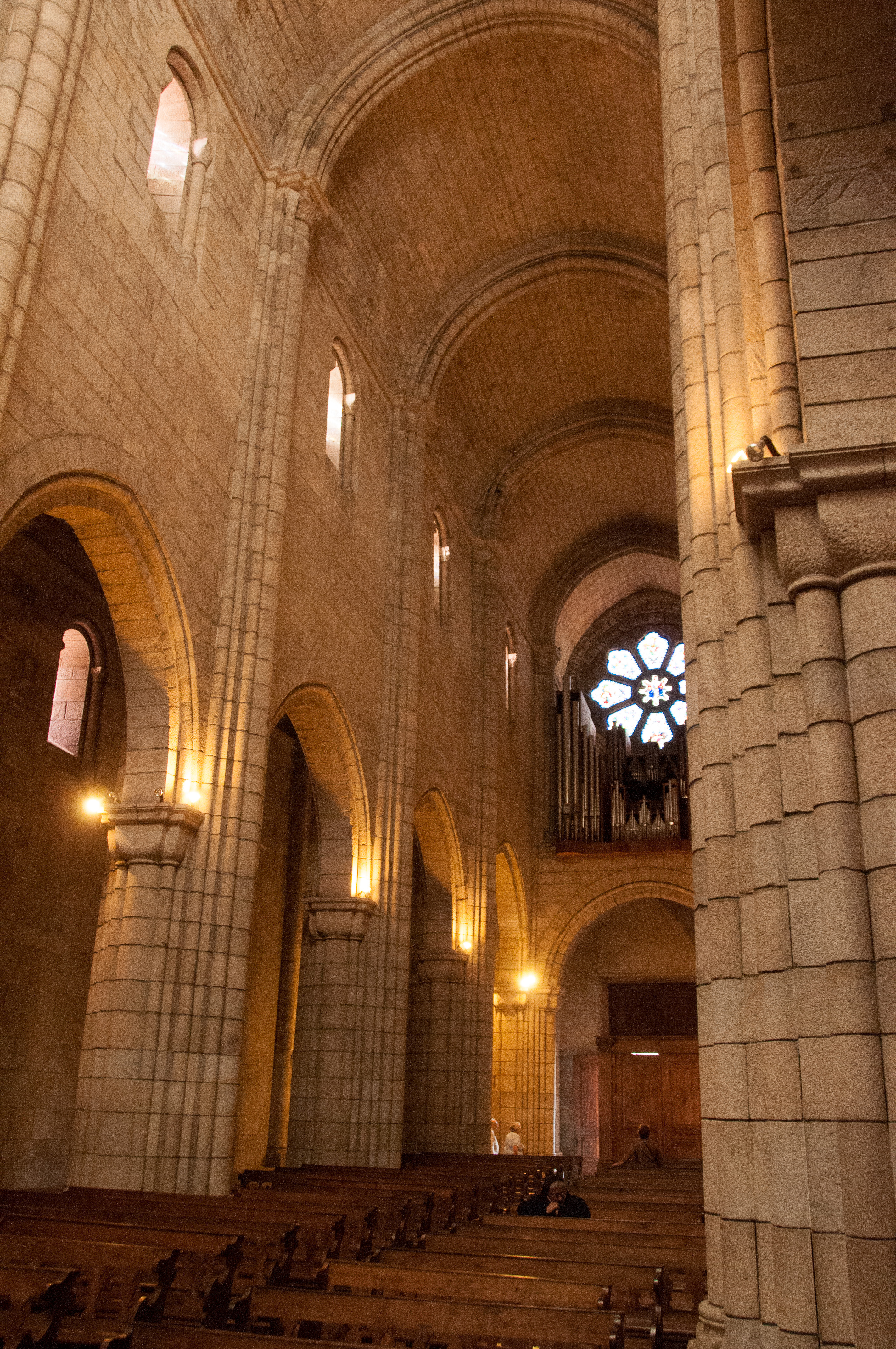
La bóveda de cañón de la nave está sostenida por gruesas columnas pesadas.
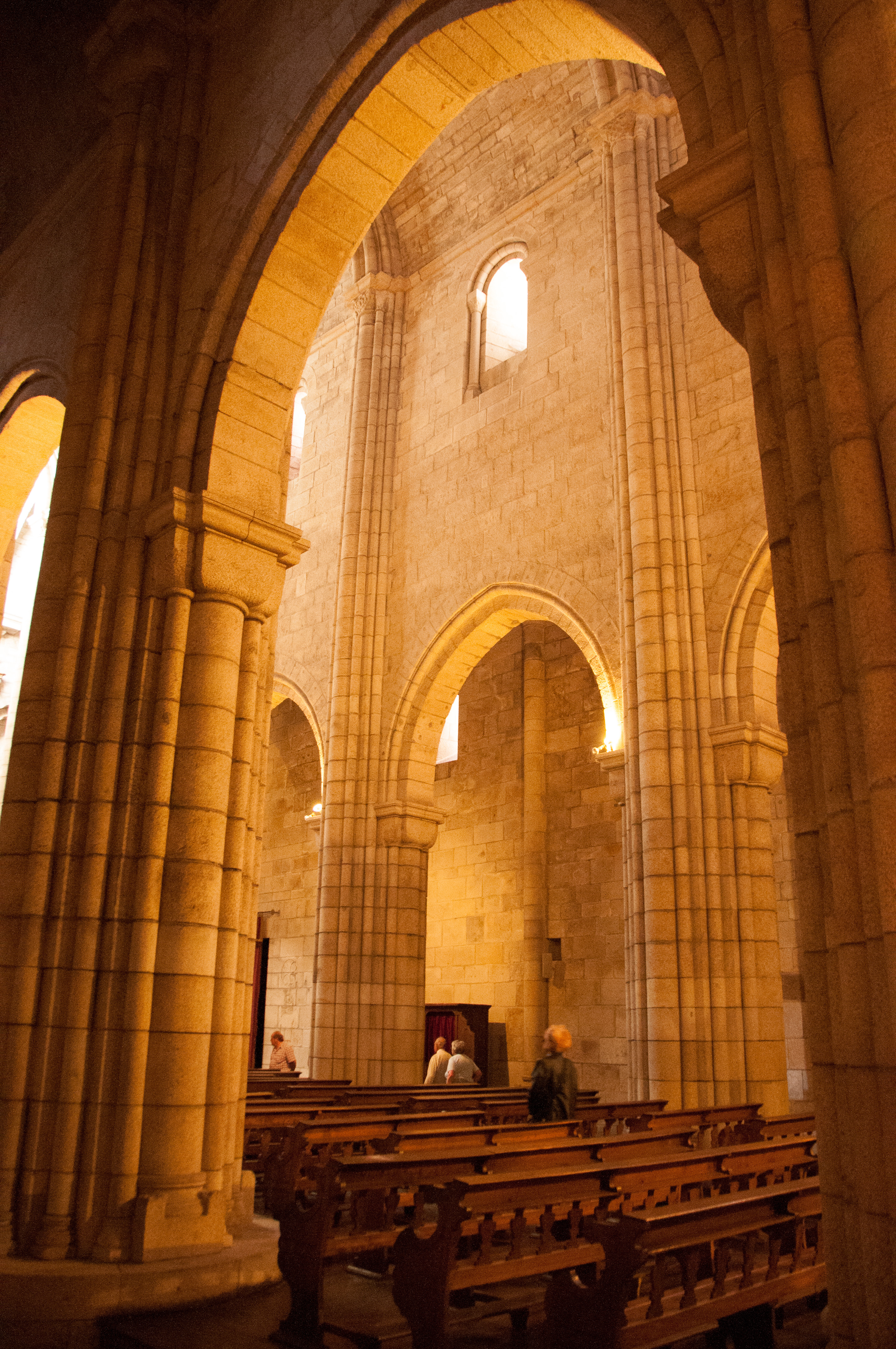
Muy pocas y estrechas aberturas que le dan un ambiente sombrío, típico del estilo románico.
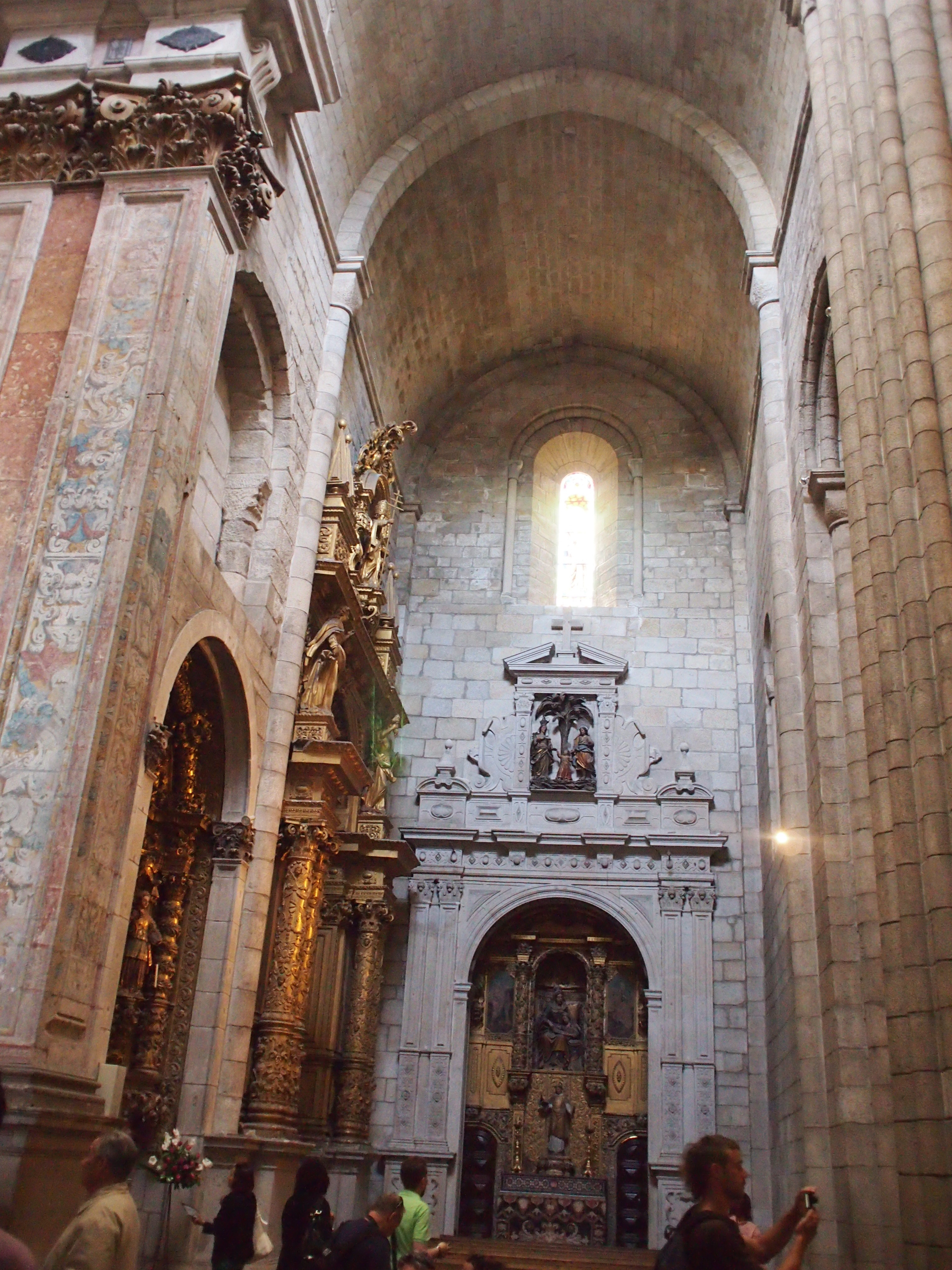
Vista del crucero.
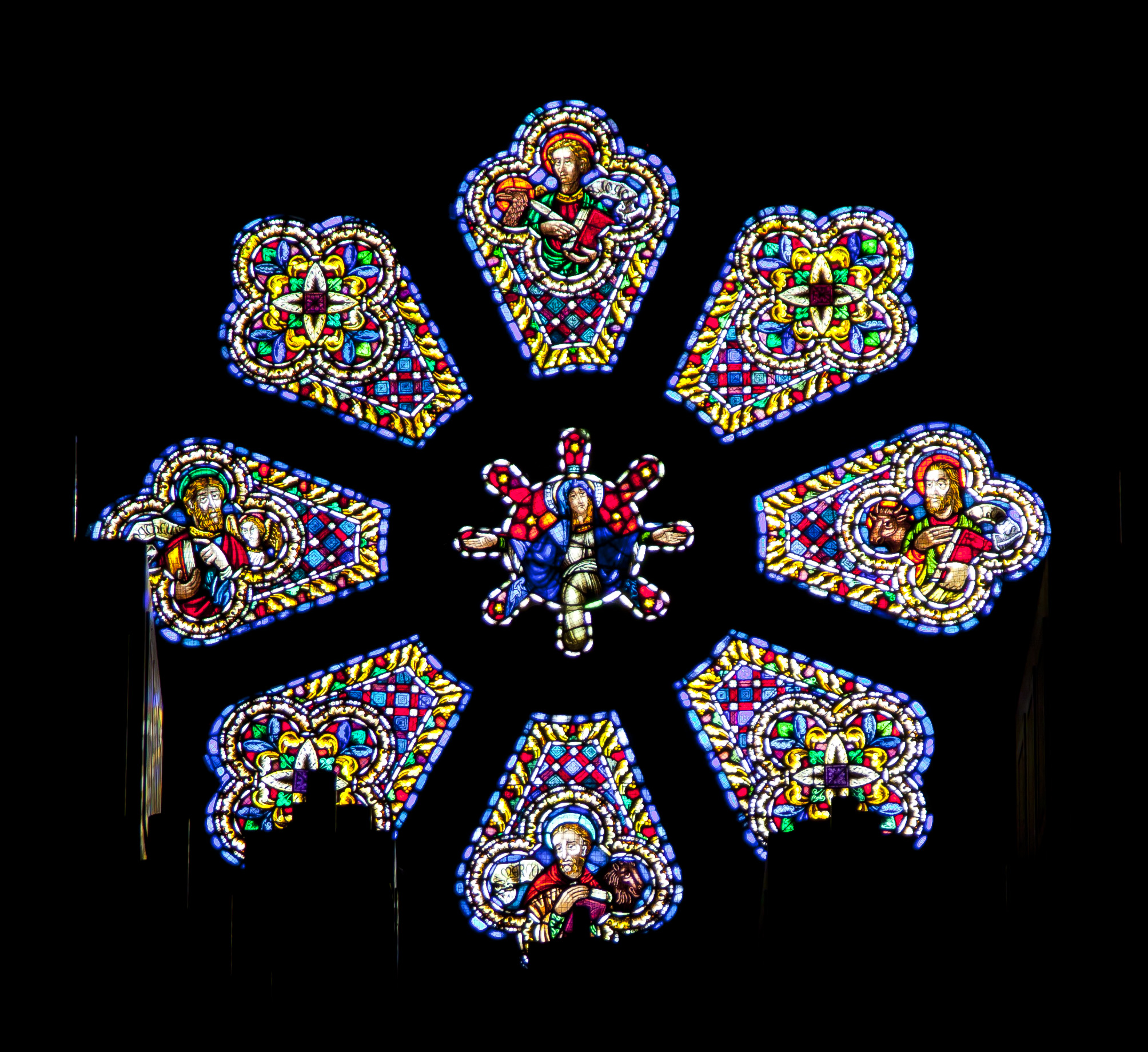
Vidriera que representa a la Virgen María y varios santos.
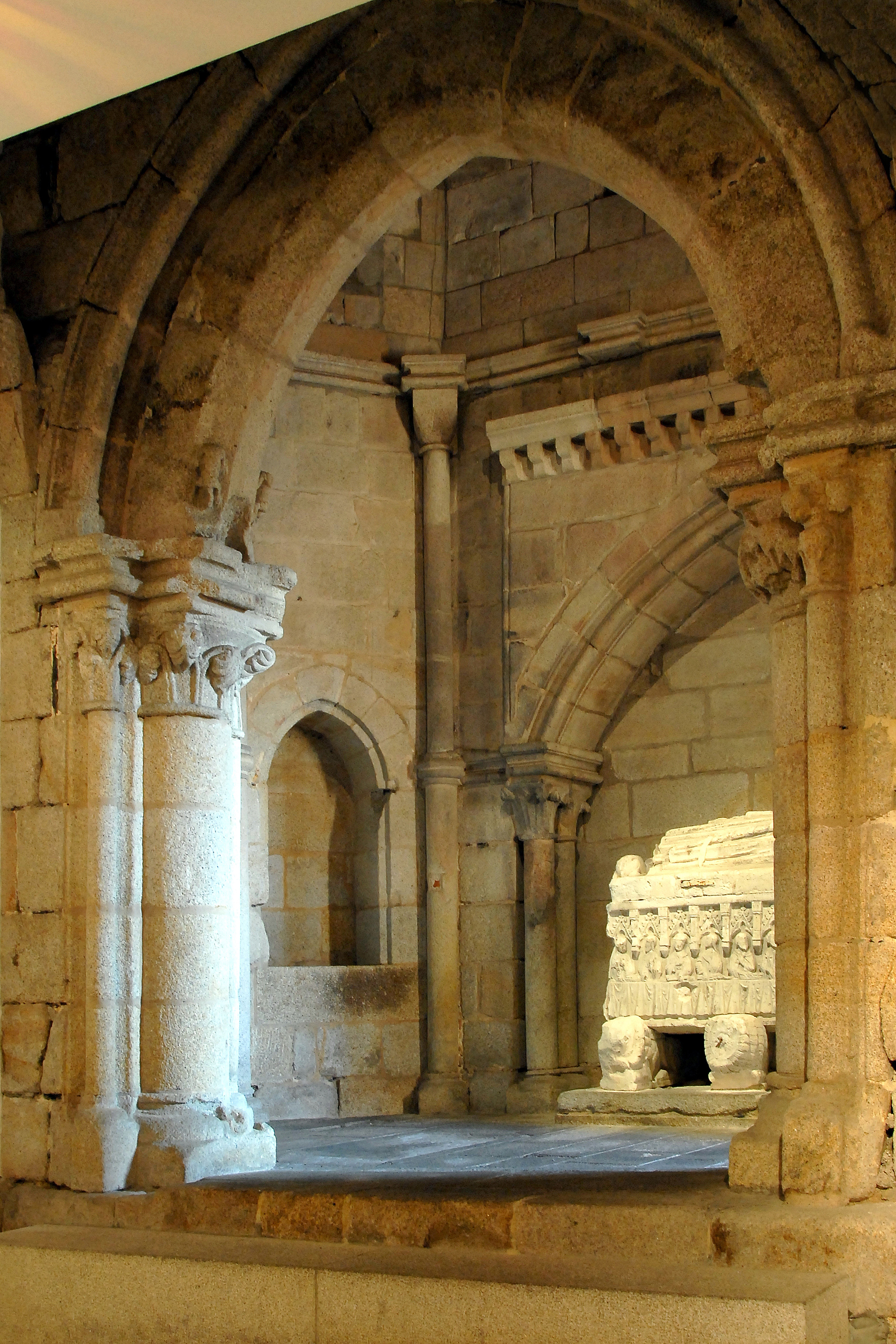
Capilla de San Juan Evangelista.
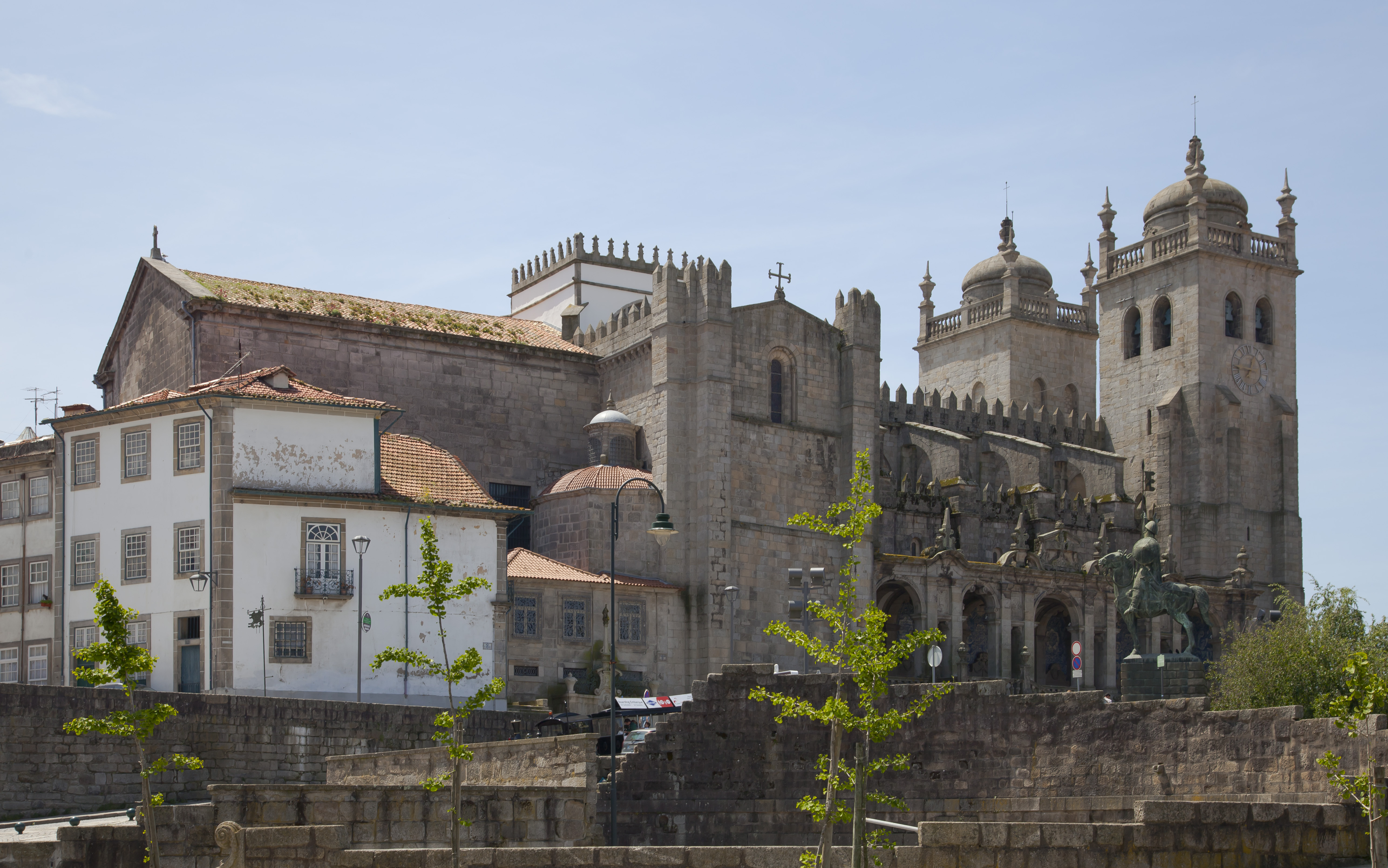
Vista exterior de la catedral mostrando sus imponentes torres, ábside muy grande y corto crucero.
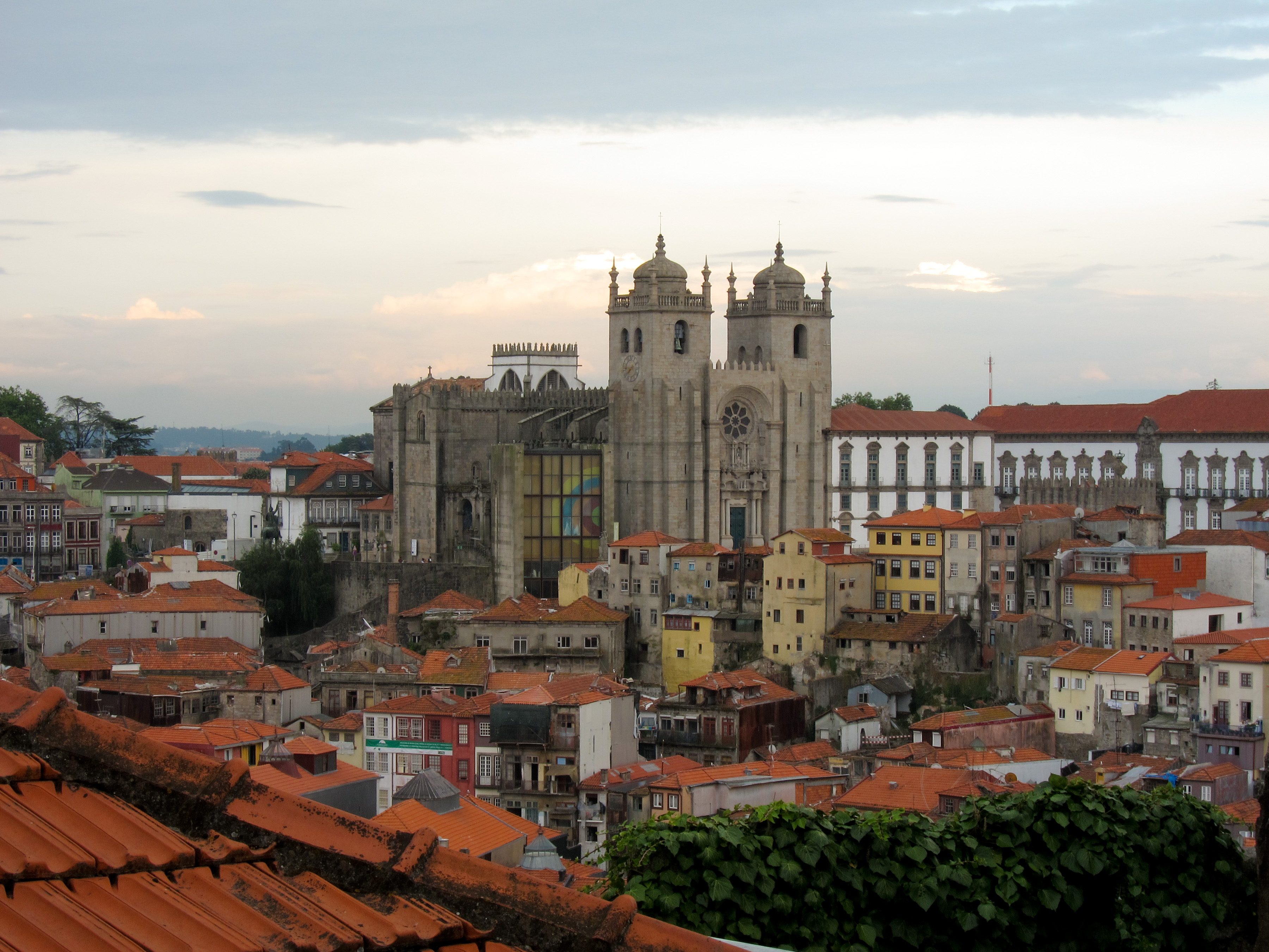
Vista desde el centro de la ciudad.

### Catedral de Viseu

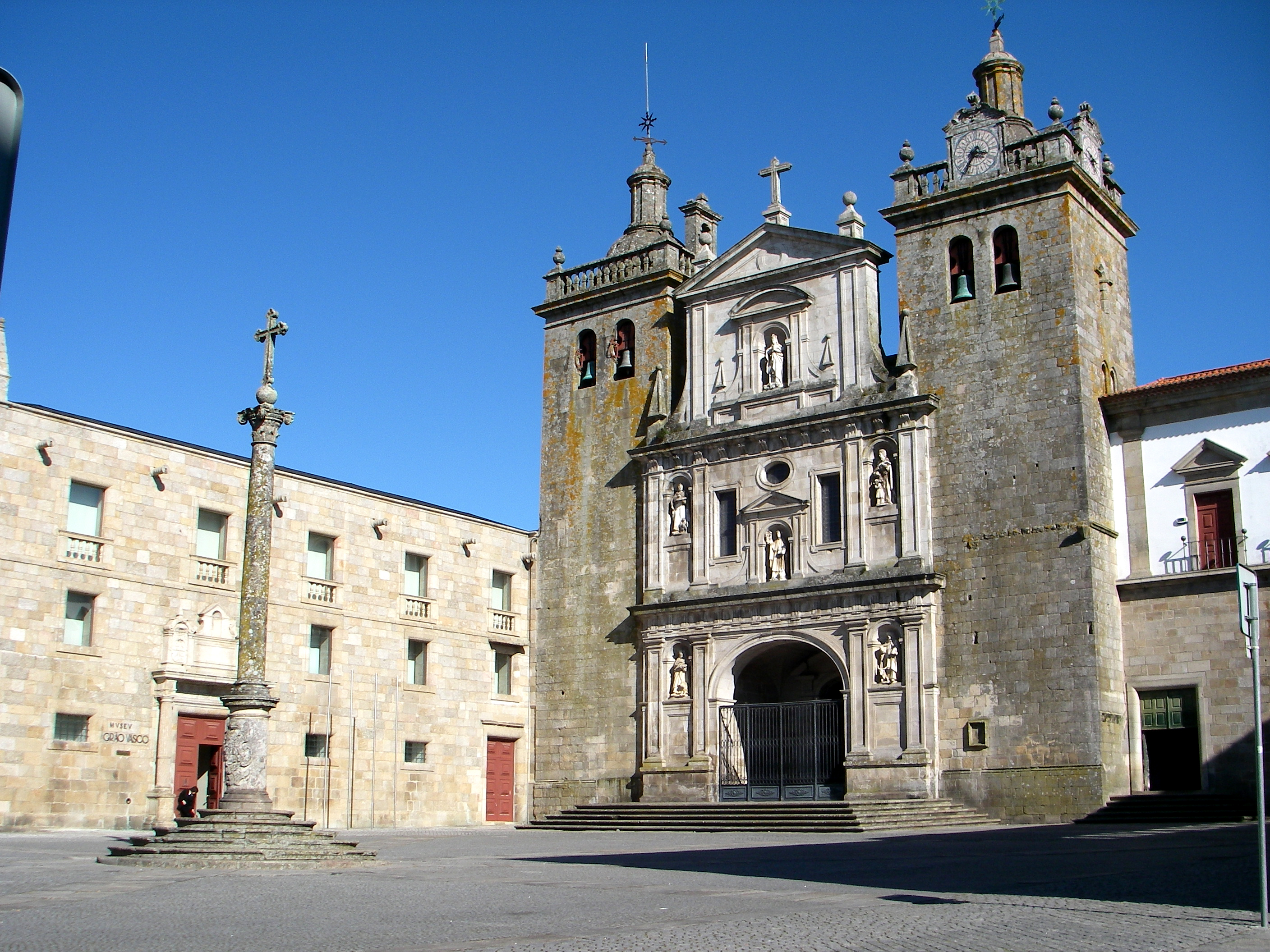
La catedral de Viseu tiene las dos torres aún de estilo románico, pero el portal de tres pisos es manierista.

La catedral de Viseu comenzó a construirse en el siglo XII y es el monumento histórico más importante de la ciudad. Actualmente es una mezcla de estilos arquitectónicos, especialmente de los períodos manuelino, renacentista y manierista. 
El edificio actual de la catedral comenzó a erigirse a mediados del siglo XII, pero poco queda de este antiguo edificio románico, excepto algunos detalles arquitectónicos. La iglesia fue ampliada en gran medida en los siguientes siglos de la Edad Media, asumiendo su configuración actual como un edificio de tres naves con tres capillas orientales. Algunas capillas góticas en los claustros también datan de este período. 
Tiene un plano de tres naves, crucero y tres capillas en el Este. La fachada principal está flanqueada por dos torres. Las paredes exteriores y laterales de la iglesia tienen un aspecto pesado y amenazador, típico de las catedrales medievales portuguesas, que están parcialmente decoradas con almenas. La torre sur (del reloj) todavía es de origen medieval, mientras que la torre norte tuvo que ser reconstruida en el siglo XVII después de una tormenta. La tormenta también destruyó la fachada Manuelina, que fue reconstruida alrededor de 1635. La fachada de tres pisos se asemeja a un retablo manierista y está decorada con nichos que albergan estatuas de los Cuatro Evangelistas, así como la santa María y san Teotonio. 

Detalles de la catedral de Viseu
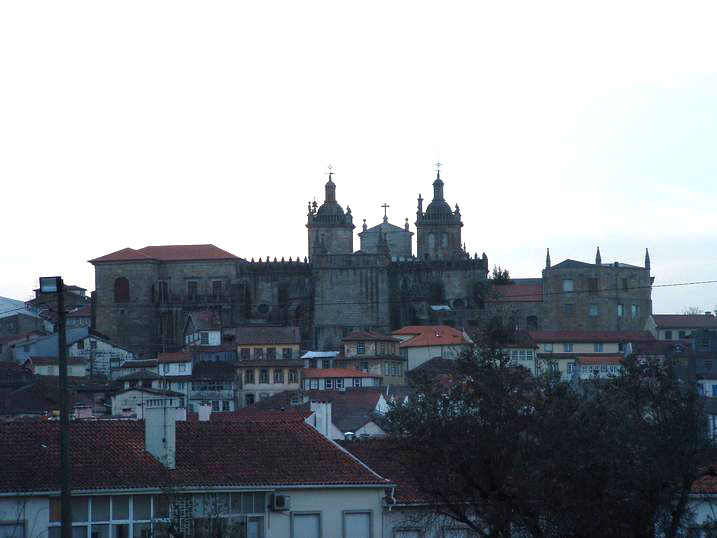
Vista exterior de la catedral con las dependencias del obispado y su aspecto fortificado.
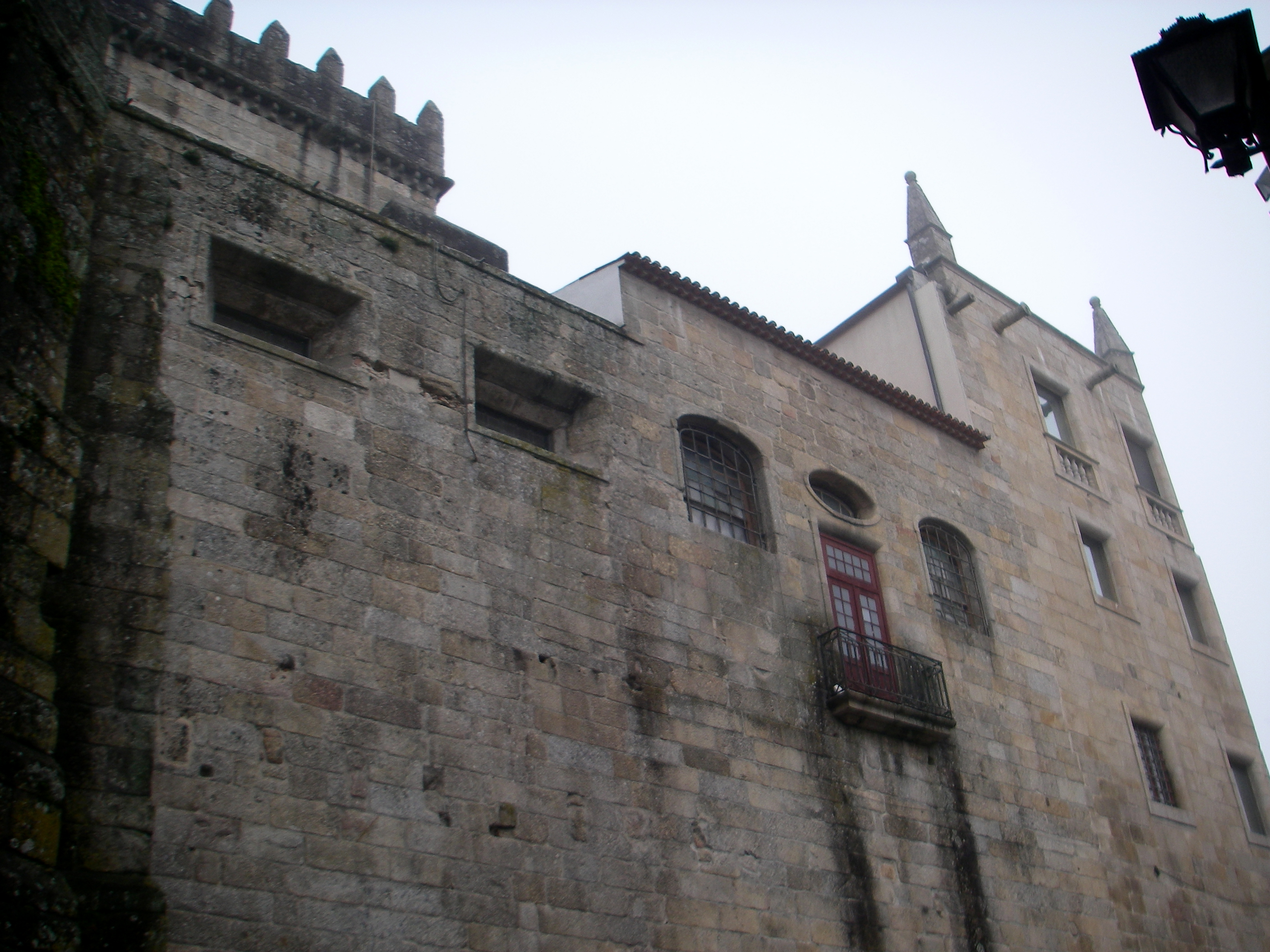
Paredes que cubren la parte posterior de la catedral.
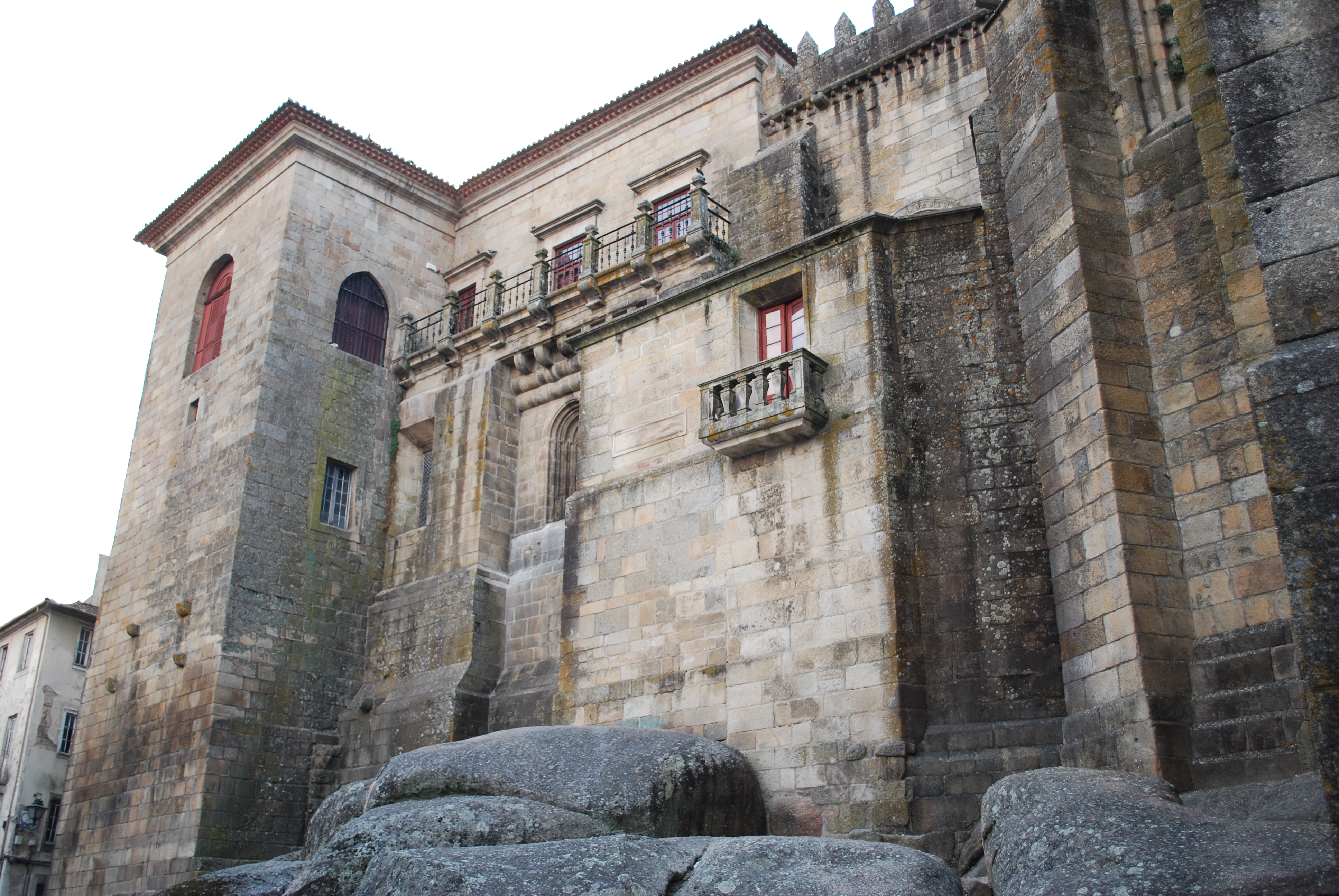
Las dependencias del obispado y sus características de castillo con torres y paredes austeras.
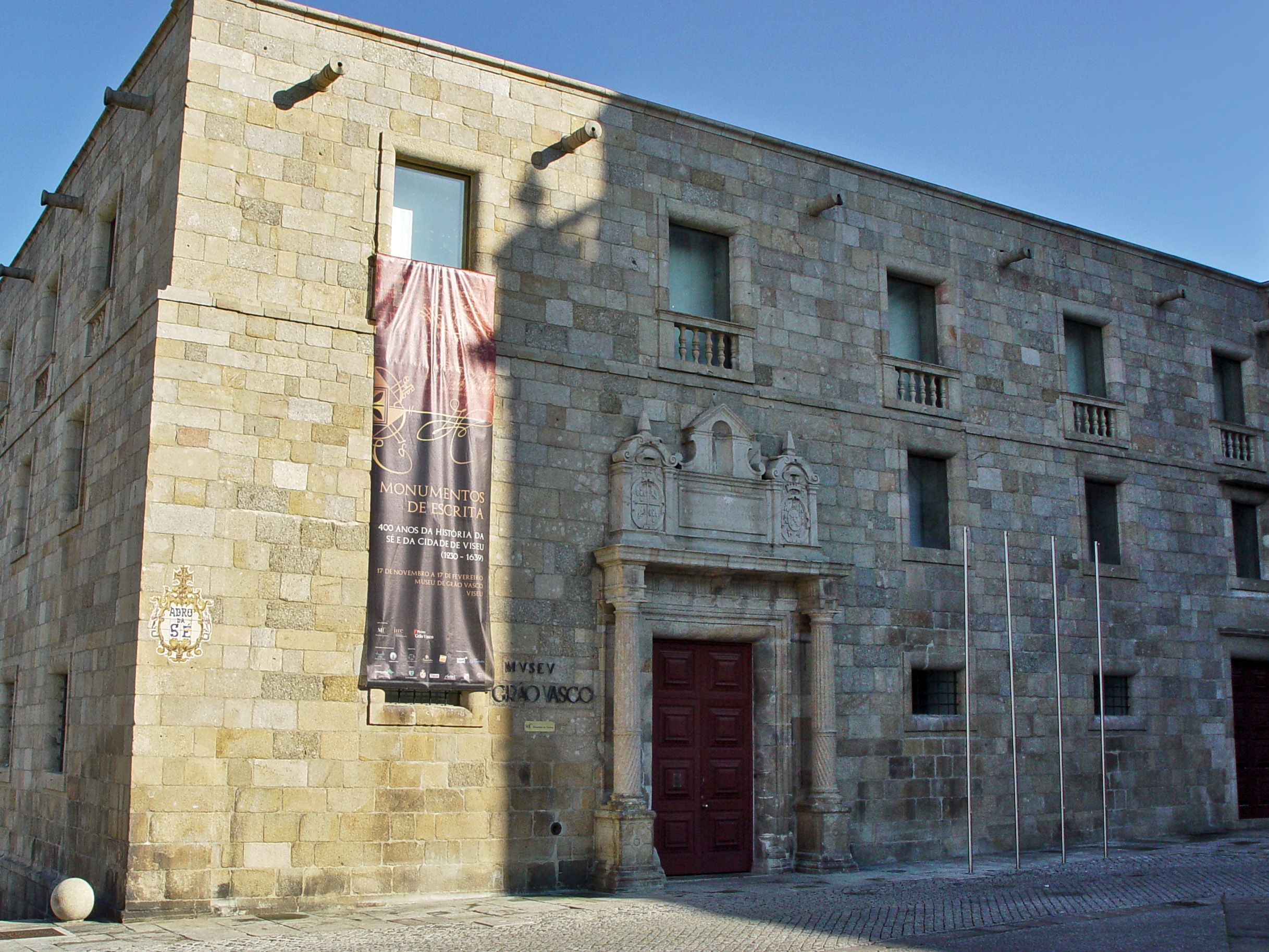
Museo Grão Vasco en el antiguo seminario cerca de la catedral.
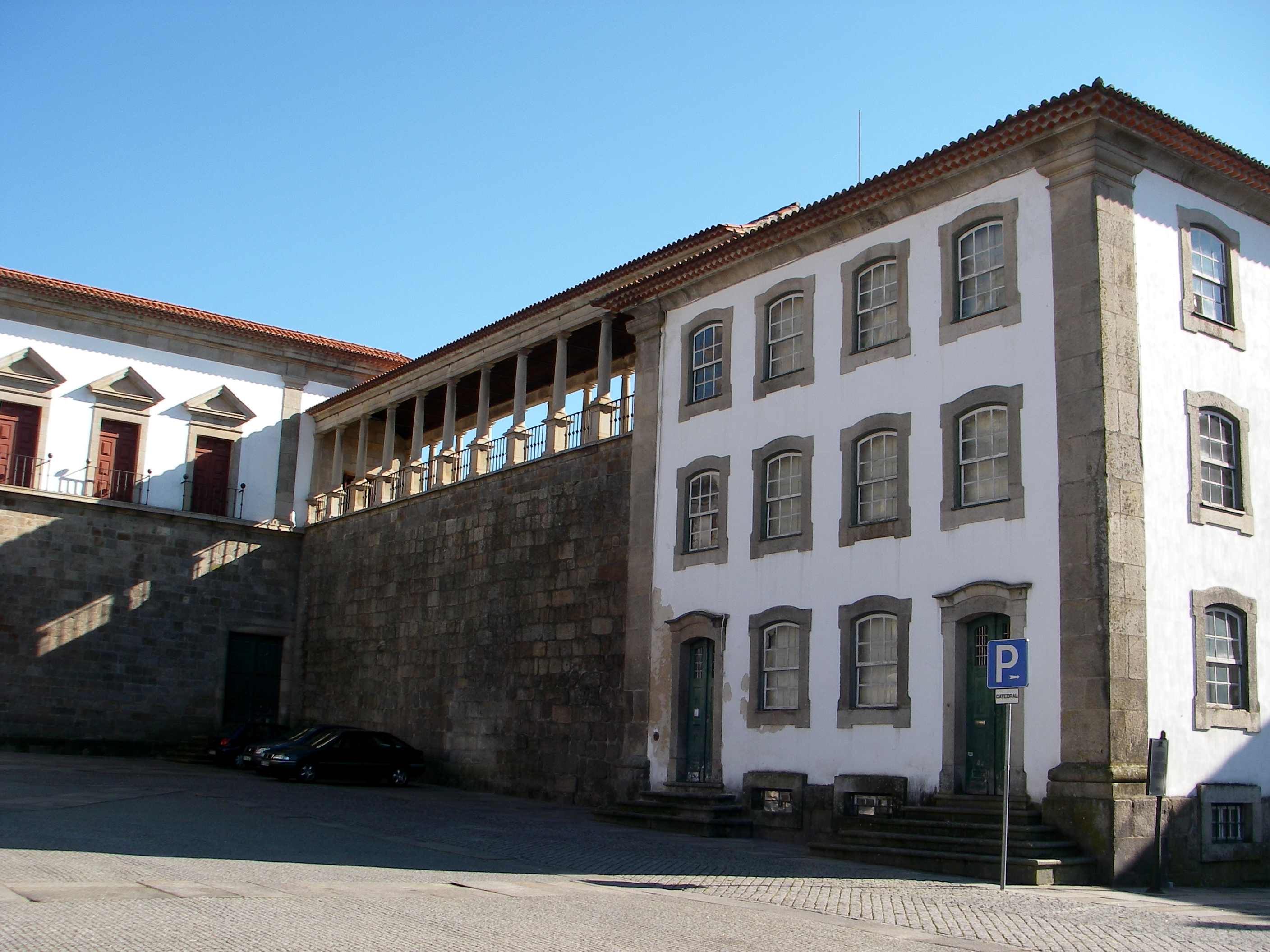
Vista exterior de los claustros.
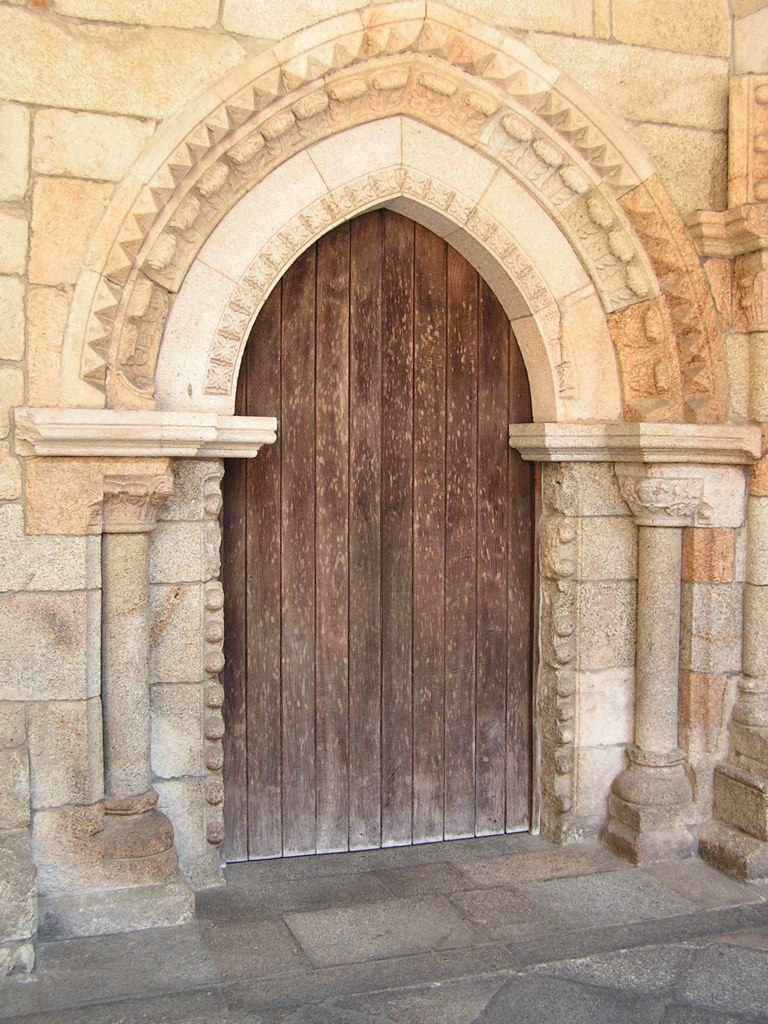
Puerta de entrada del claustro, con un arco puntiagudo proto-gótico, pero aún de época románica.

### Catedral de Coímbra

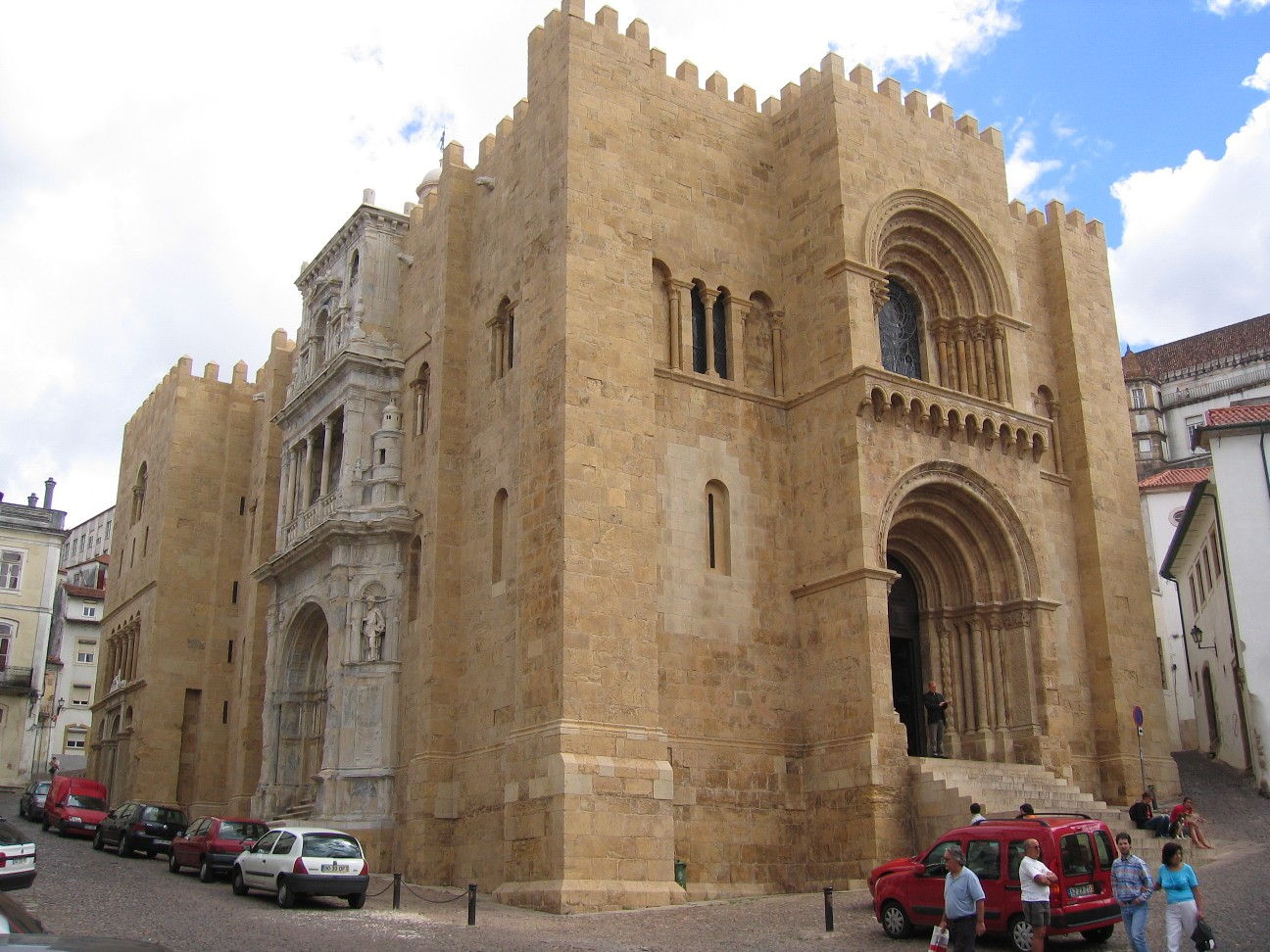
La catedral de Coimbra, con puntas almenadas y contrafuertes pesados que le dan un aspecto de castillo.

La antigua catedral de Coímbra (en portugués: Sé Velha de Coimbra) fue construida poco después de la batalla de Ourique en 1139. El proyecto de esta catedral románica se atribuye al maestro Robert, posiblemente arquitecto francés que dirigía el edificio de la catedral de Lisboa en ese momento y visitaba Coímbra regularmente. Las obras fueron supervisadas por el Maestro Bernard, posiblemente también francés, quien fue sucedido por el maestro Soeiro, un arquitecto activo en otras iglesias alrededor de la diócesis de Oporto.
Desde el exterior, la antigua catedral de Coímbra parece una fortaleza, con sus altas paredes almenadas que albergan pocas ventanas estrechas. Esta apariencia amenazadora se explica por los tiempos beligerantes en que se construyó. Hay una estructura en forma de torre en el centro de la fachada occidental con un portal y una ventana superior de aspecto similar. Tanto el portal como la ventana están fuertemente decorados con motivos románicos de influencias mozárabes y prerrománicas. La fachada está reforzada por contrafuertes gruesos en las esquinas que compensan el ángulo del terreno (la catedral se construyó en la ladera de una colina). El interior de la catedral tiene una nave con dos pasillos, un pequeño crucero y un ábside oriental con tres capillas. La nave está cubierta por bóvedas de cañón y los pasillos laterales por bóvedas de arista. La nave tiene un piso superior, un espacioso triforio (galería arqueada), que podría acomodar a más asistentes en las tribunas si fuera necesario. Todas las columnas del interior tienen capiteles decorados, principalmente con motivos vegetales, pero también con animales y patrones geométricos. Las ventanas de la linterna-torre y la ventana grande en la fachada oeste son las principales fuentes de luz natural de la catedral. 
El claustro, construido durante el reinado de Alfonso II (principios del siglo XIII), es una obra de transición entre el románico y el gótico. Cada uno de los arcos góticos puntiagudos que dan al patio abarcan dos arcos redondos gemelos de estilo románico. 

Detalles de la catedral de Coimbra
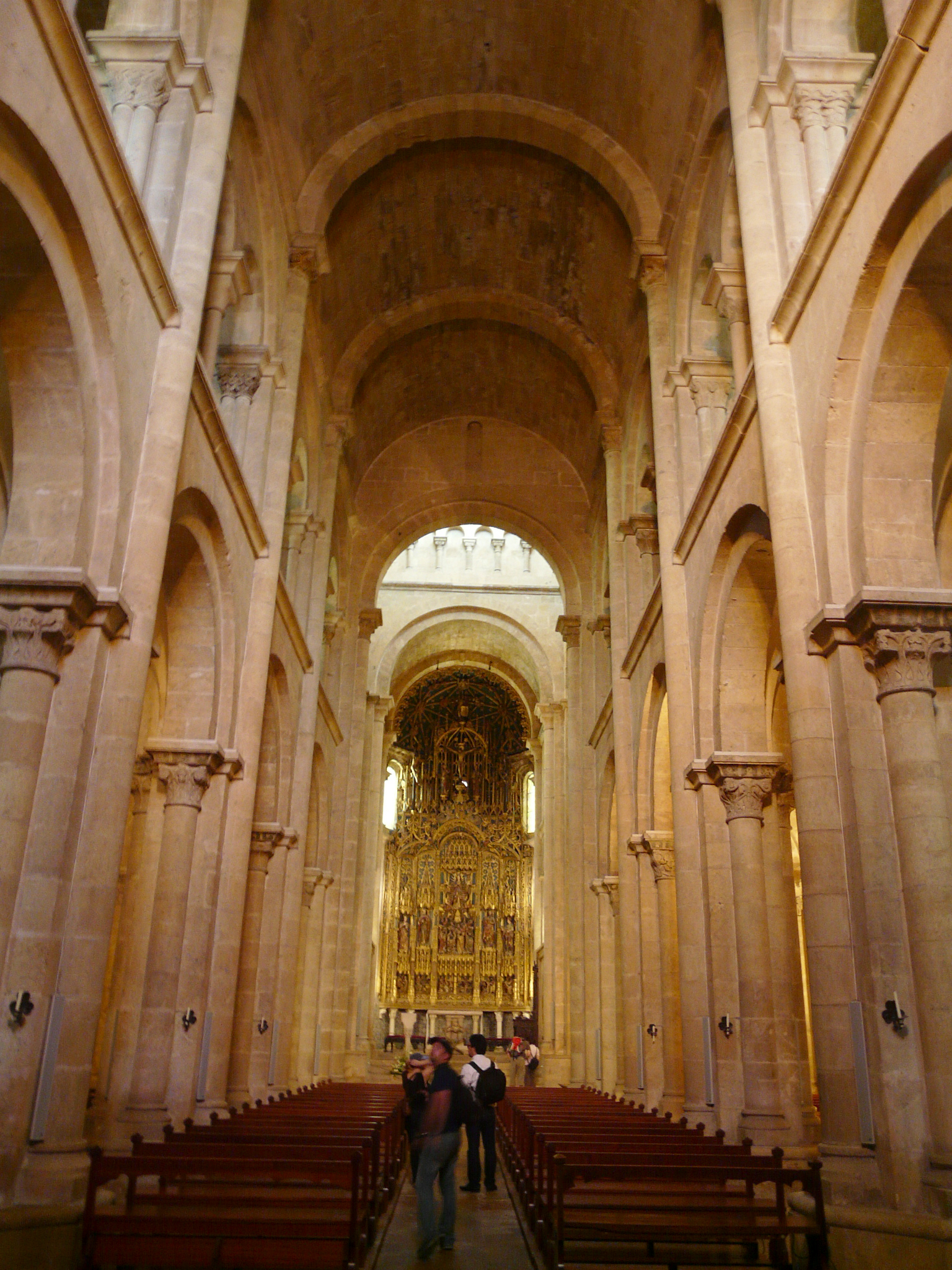
Bóveda de cañón con una galería alta arqueada.
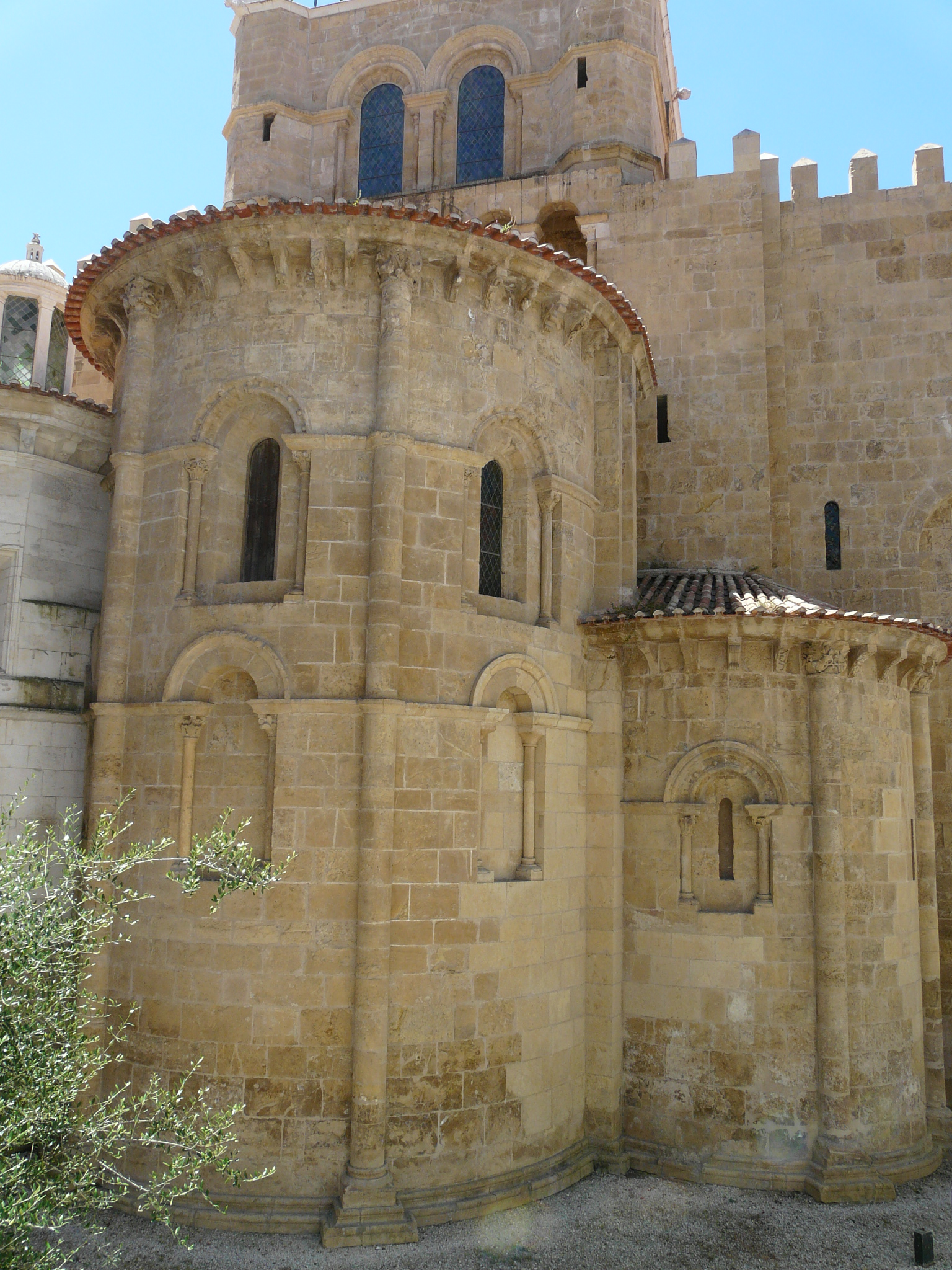
Coimbra es la única gran catedral de Portugal que todavía tiene el ábside semicircular del románico original.
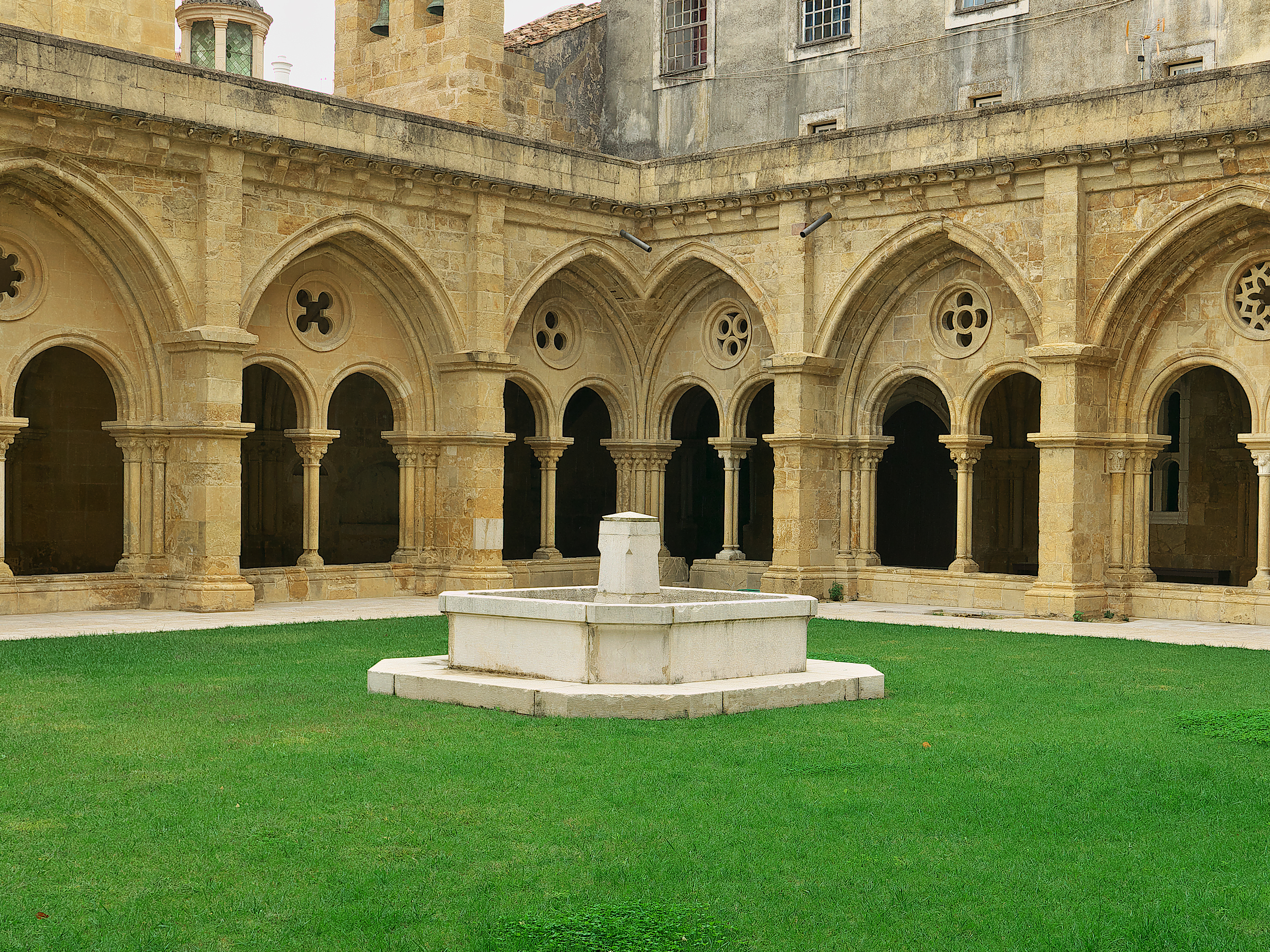
Los claustros ya estaban construidos en una transición entre románico y gótico, como se aprecia en los arcos apuntados.
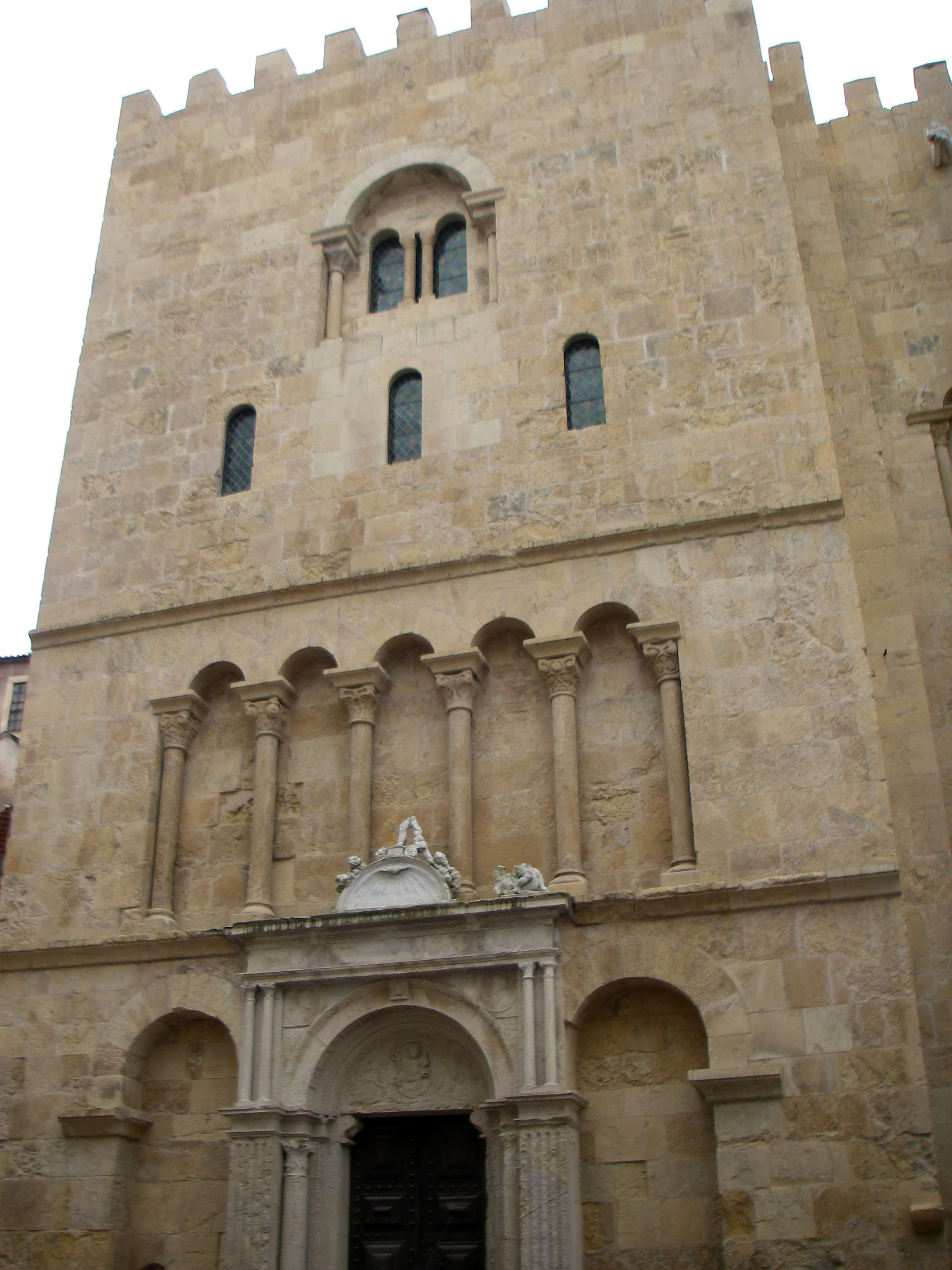
Su fachada norte con ventanas y columnas estrechas.
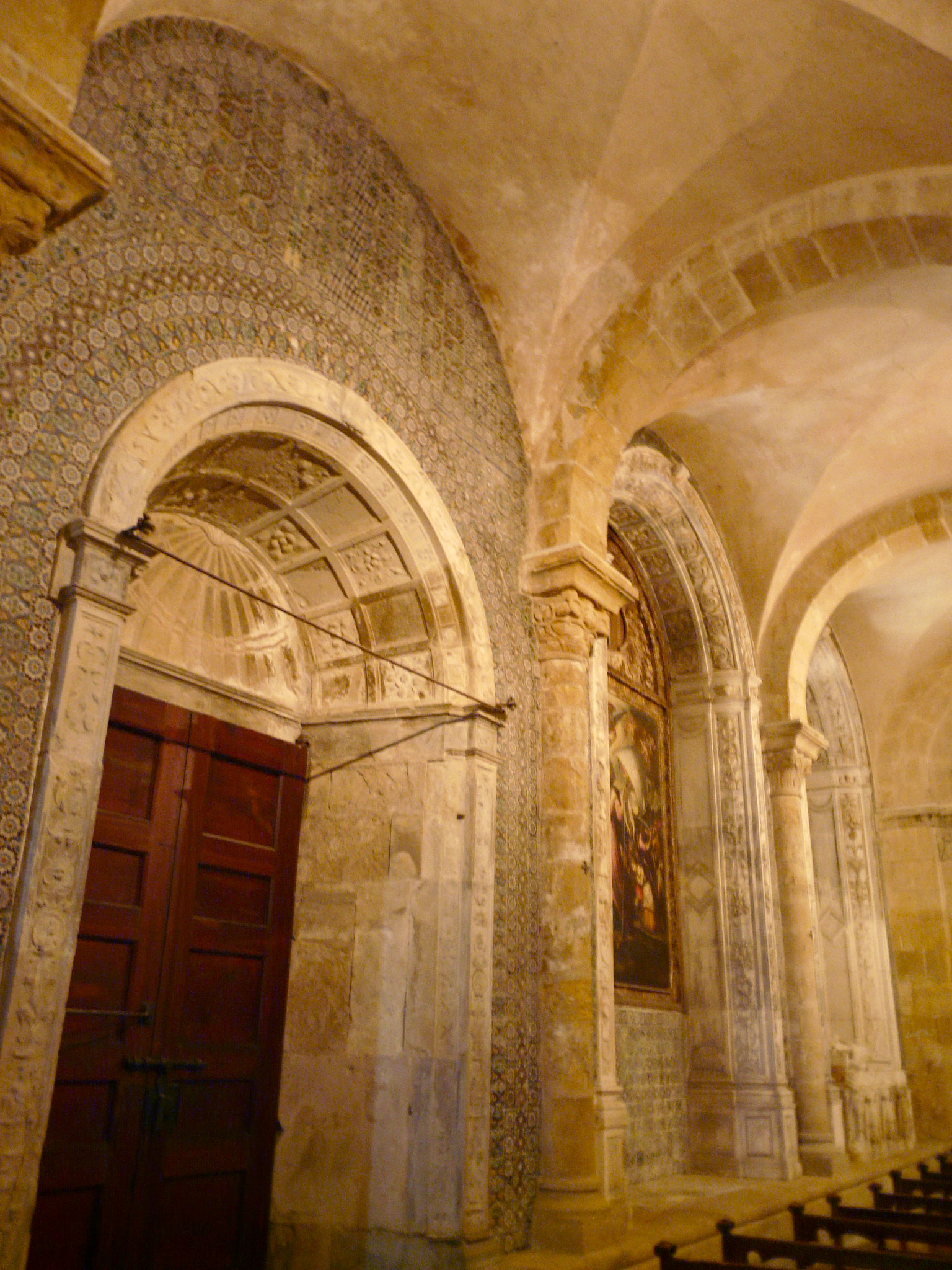
Pasillos laterales sostenidos por bóveda de arista y paredes decoradas con azulejos mudéjar del siglo XVI.
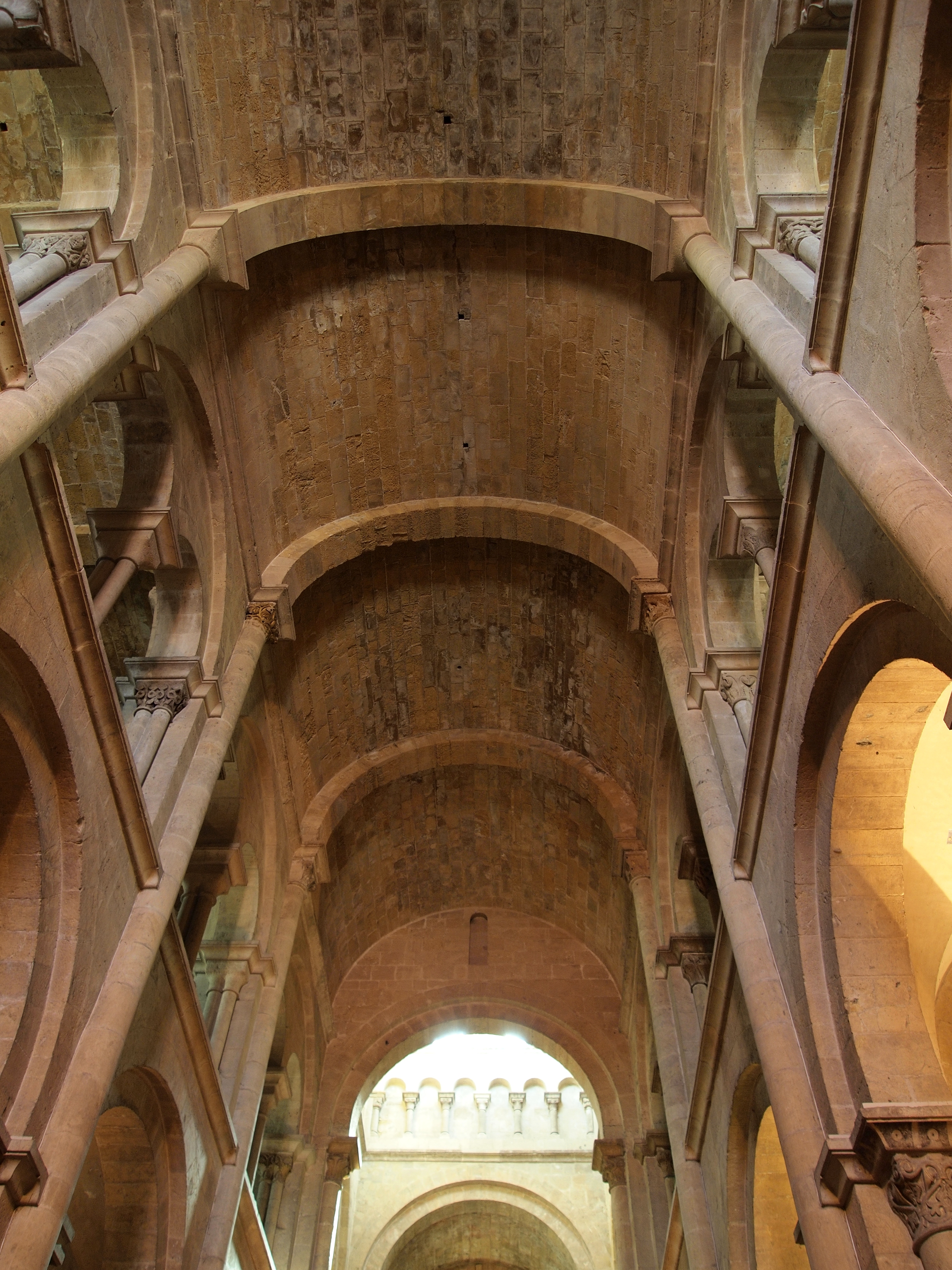
Bóveda de cañón de la nave central sostenida por arcos redondos.
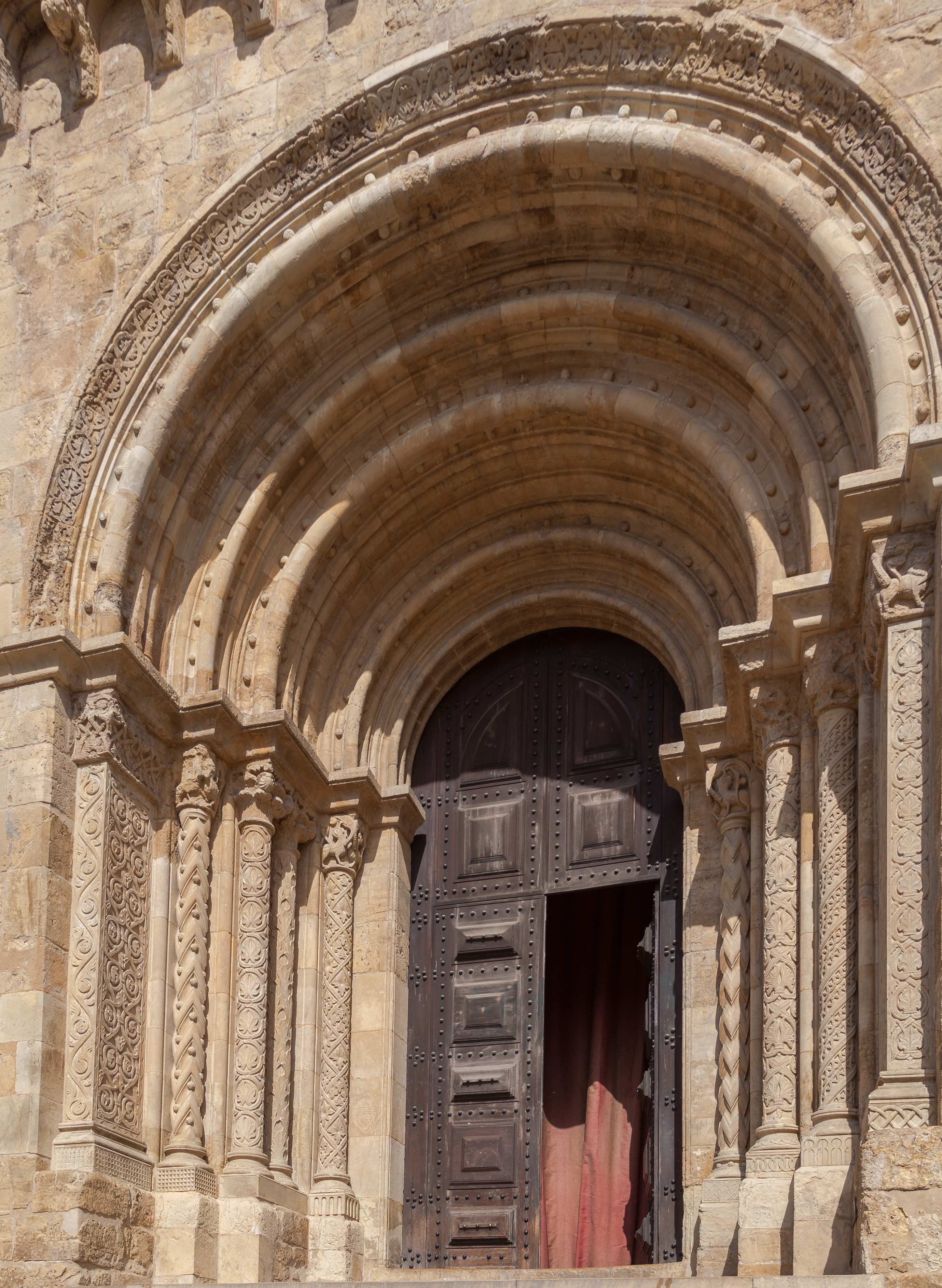
Detalle de la puerta principal con sus intrincadas columnas y arcos tallados.
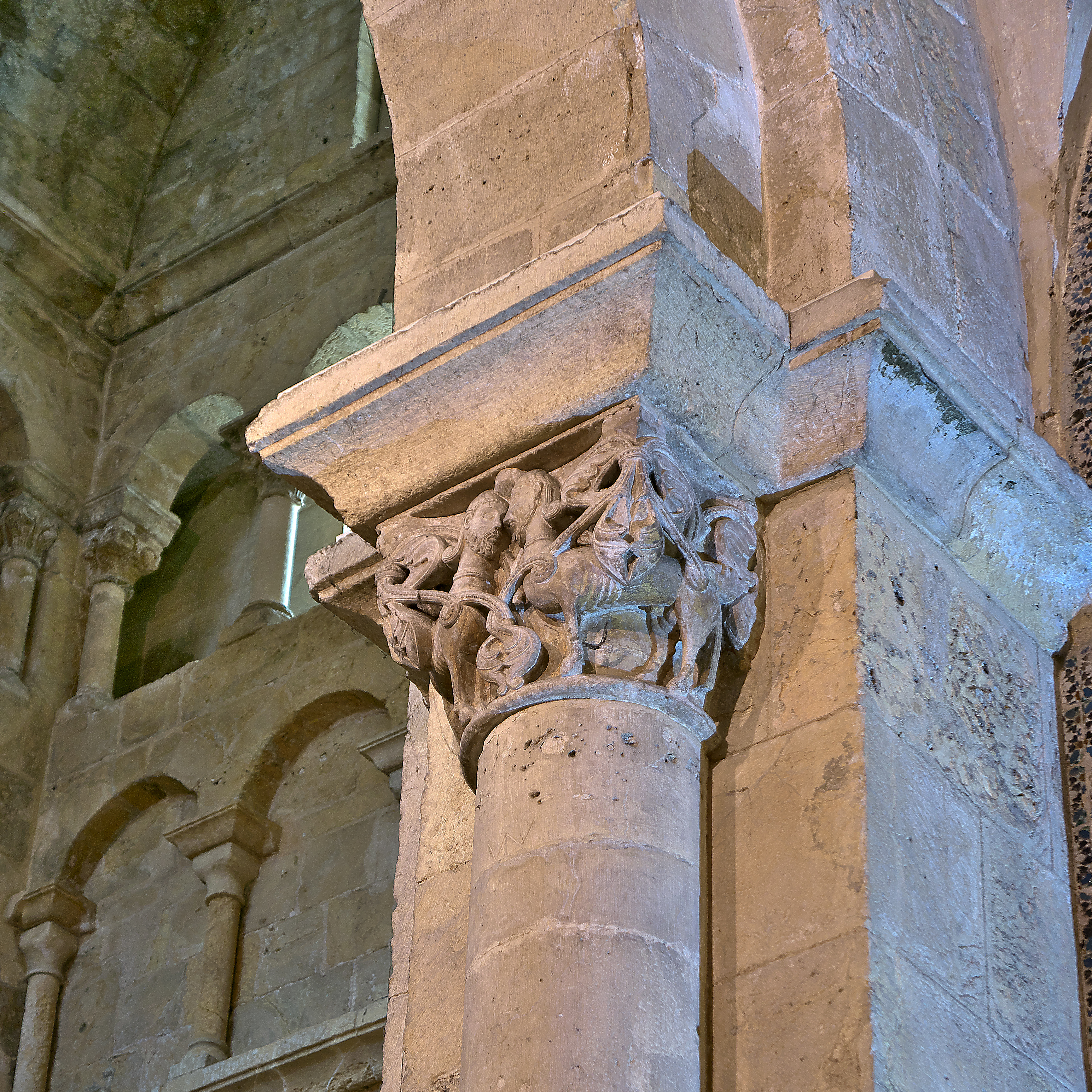
Capitel corintio decorado con figuras antropomorfas.

### Catedral de Lisboa

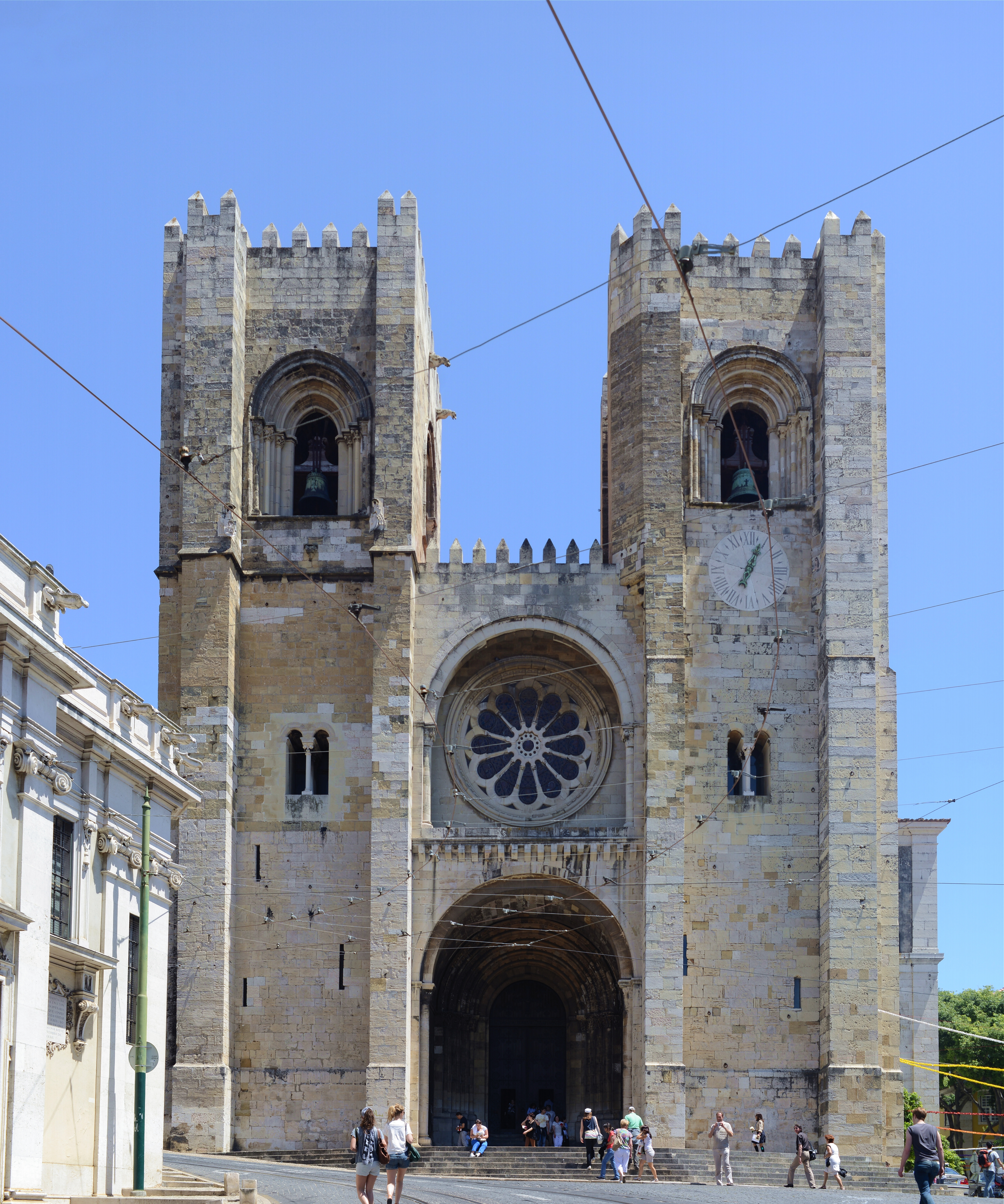
La catedral de Lisboa, gravemente dañada después del terremoto de 1755, fue reconstruida siguiendo el mismo plano original del.

La catedral patriarcal de Santa María la Mayor (en portugués: Santa Maria Maior de Lisboa o Sé de Lisboa) o simplemente la Catedral de Lisboa es la iglesia más antigua de la ciudad y la sede de la Arquidiócesis de Lisboa.
Este primer edificio se completó entre 1147 y las primeras décadas del siglo XIII en estilo románico tardío. En ese momento, las reliquias de san Vicente de Zaragoza, patrón de Lisboa, fueron llevadas a la catedral desde el sur de Portugal. Esta catedral sigue una planta de cruz latina con tres pasillos, un crucero y una capilla principal rodeada por un ambulatorio gótico. La iglesia está conectada con un claustro en el lado oriental. La fachada principal de la catedral parece una fortaleza, con dos torres que flanquean la entrada y almenas en las paredes. Esta apariencia amenazadora, también vista en otras catedrales portuguesas de la época, es una reliquia del período de la Reconquista, cuando la catedral podría ser utilizada como base para atacar al enemigo durante un asedio. 
Desde su primer período de construcción, desde 1147 hasta las primeras décadas del siglo XIII, la catedral de Lisboa conserva la fachada oeste con un rosetón (reconstruido a partir de fragmentos en el siglo XX), el portal principal, el portal lateral norte y la nave de la catedral. Los portales tienen interesantes capiteles esculpidos con motivos románicos. La nave está cubierta por bóveda de cañón y tiene una galería superior, arqueada (triforio). La luz penetra a través de los rosetones de la fachada y el crucero oeste, las ventanas estrechas de los pasillos laterales de la nave y las ventanas de la torre de linternas del crucero. El plano general de la catedral es muy similar al de la catedral de Coímbra, que data del mismo período. Una de las capillas de la girola tiene una interesante puerta románica de hierro.

Detalles de la catedral de Lisboa
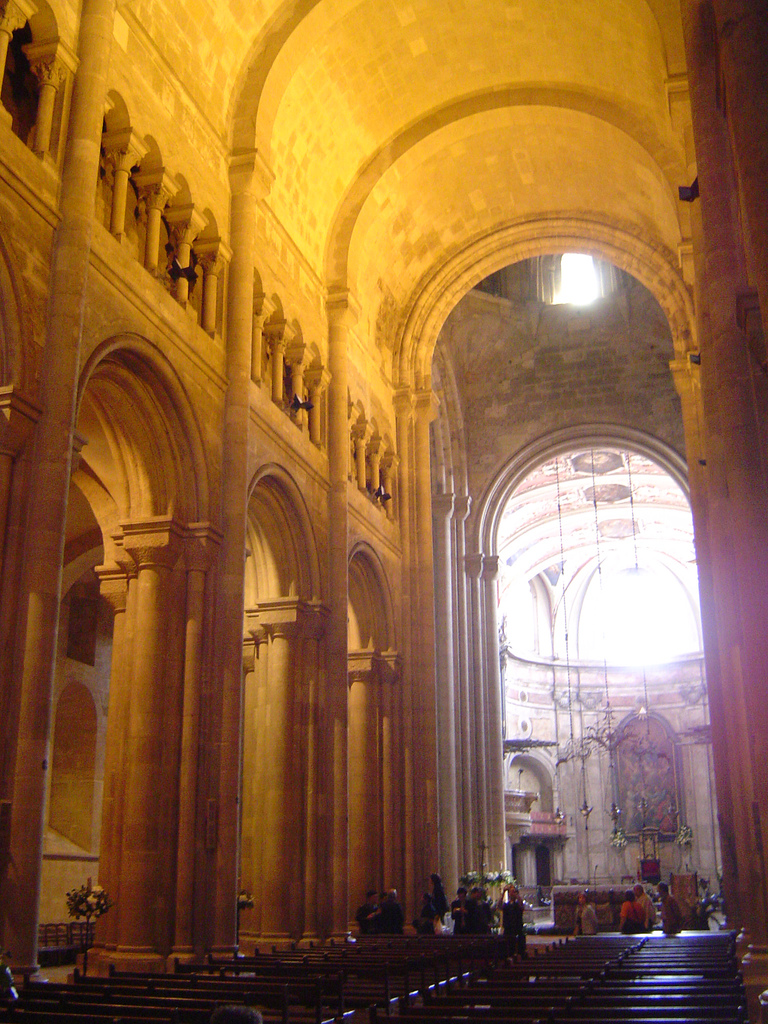
La nave está cubierta por bóveda de cañón y tiene una galería superior, arqueada (triforio).
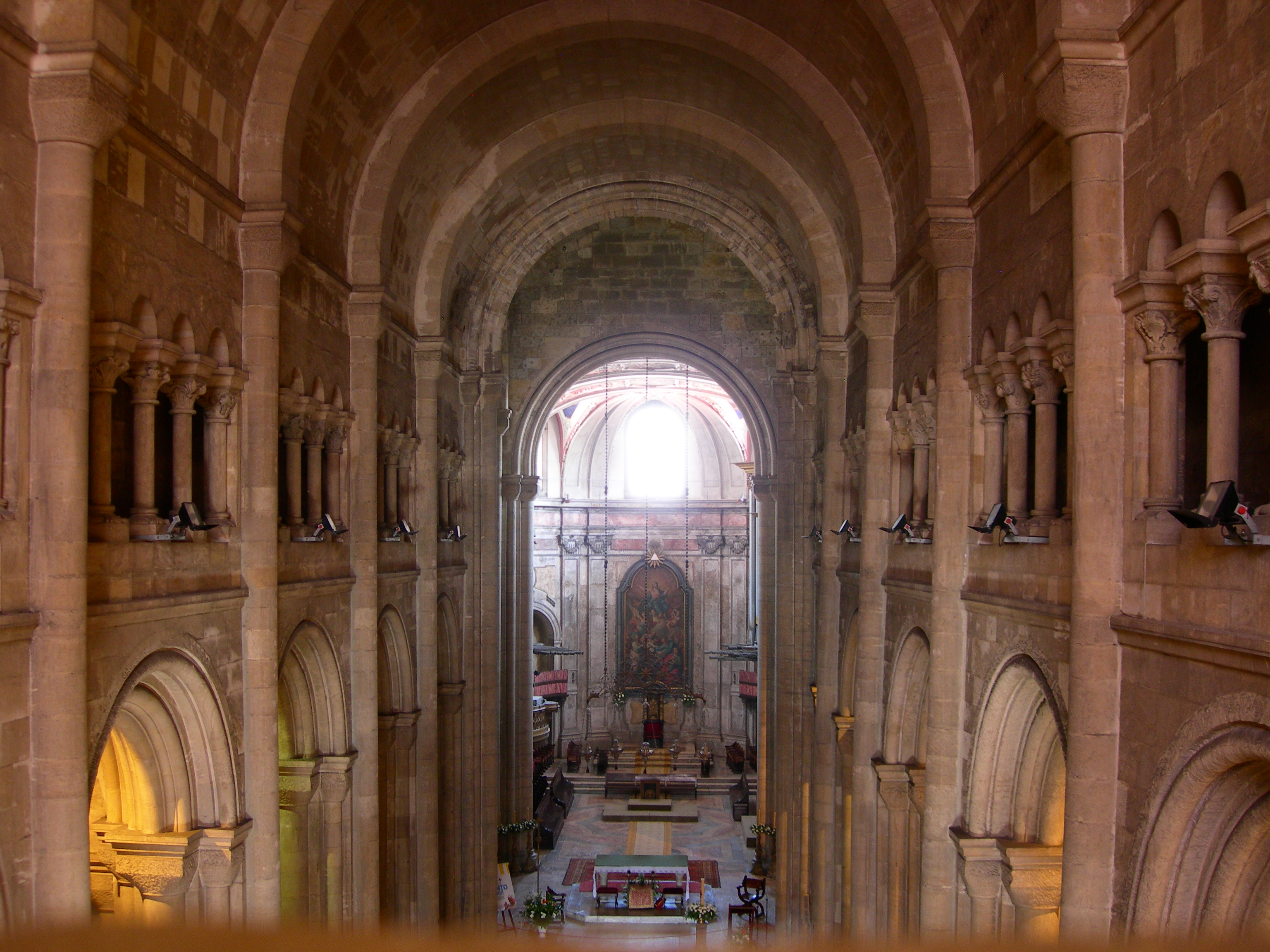
Las columnas y arcos de la catedral soportan la bóveda de cañón.
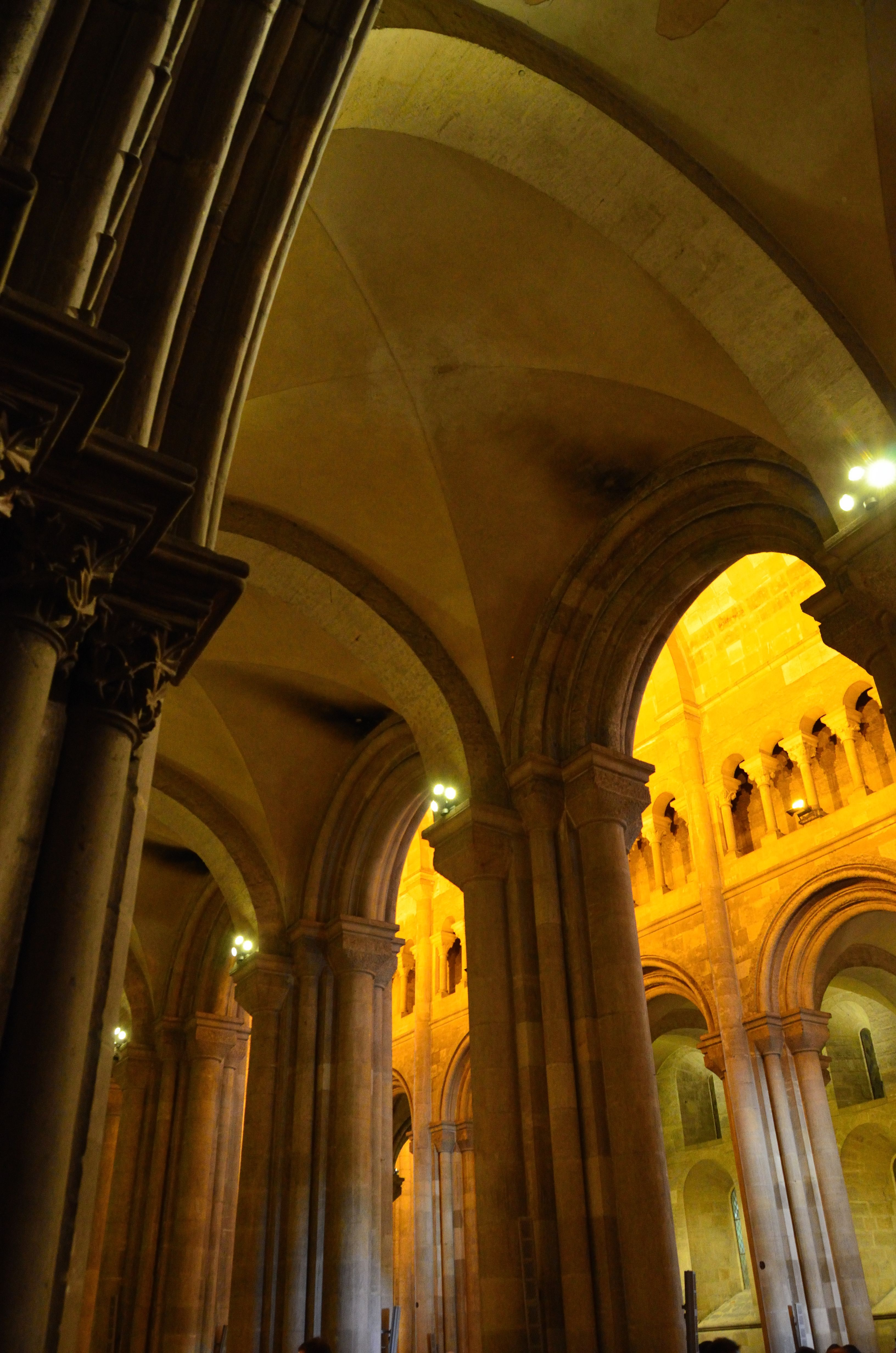
Pasillos laterales cubiertos por bóvedas de arista.
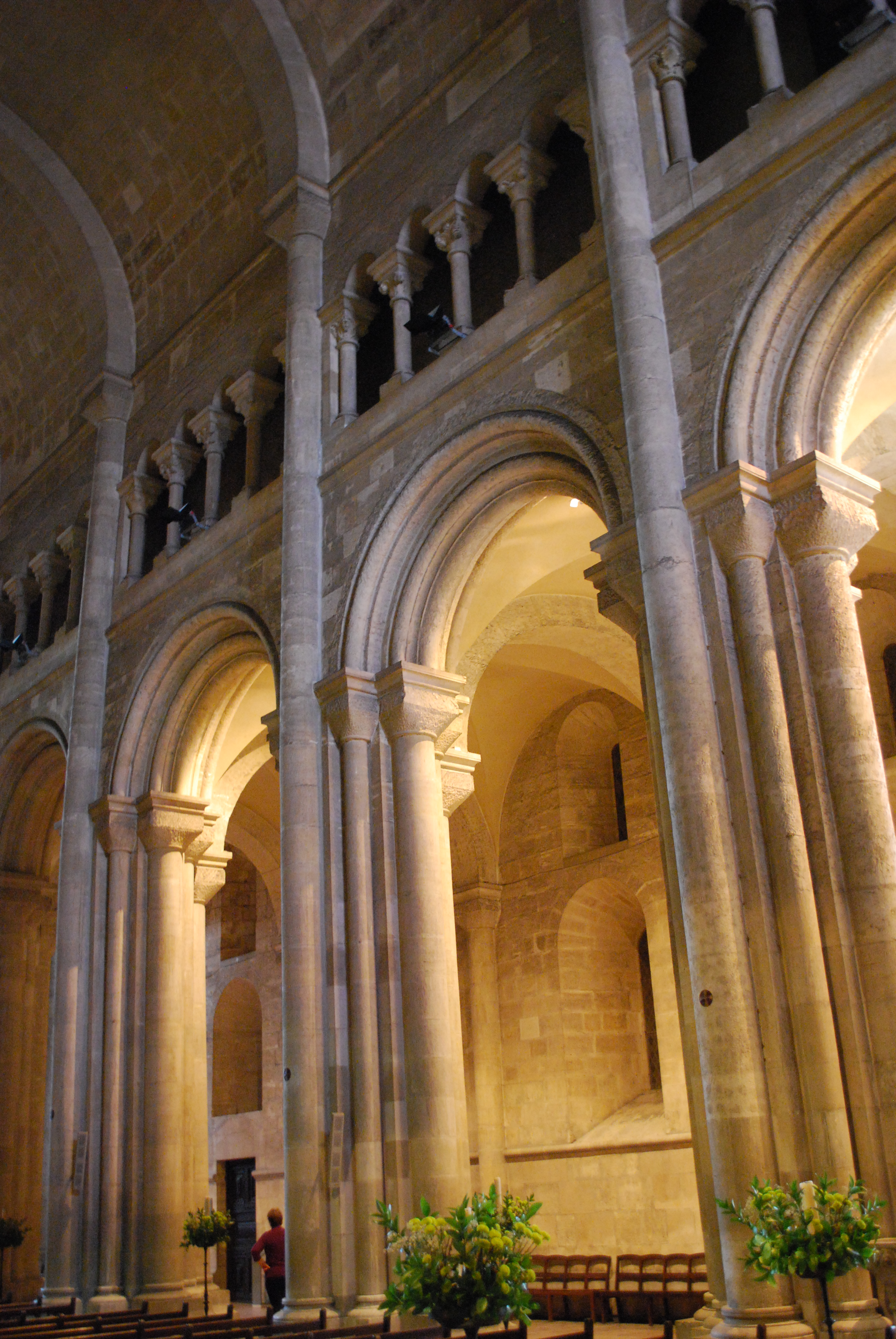
Pilares y arcos de la nave.
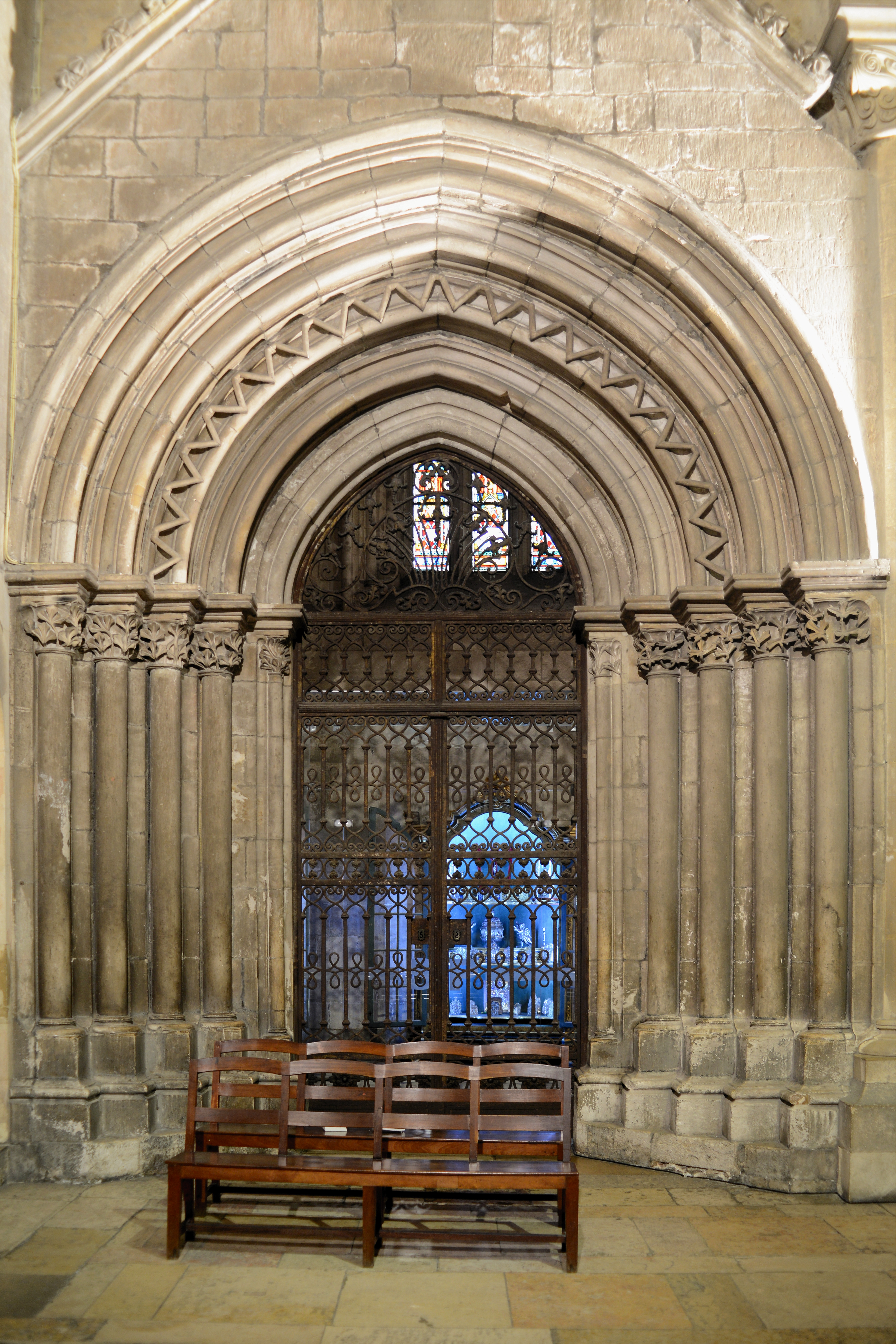
Puerta románica y portón de hierro que conducen a la girola.
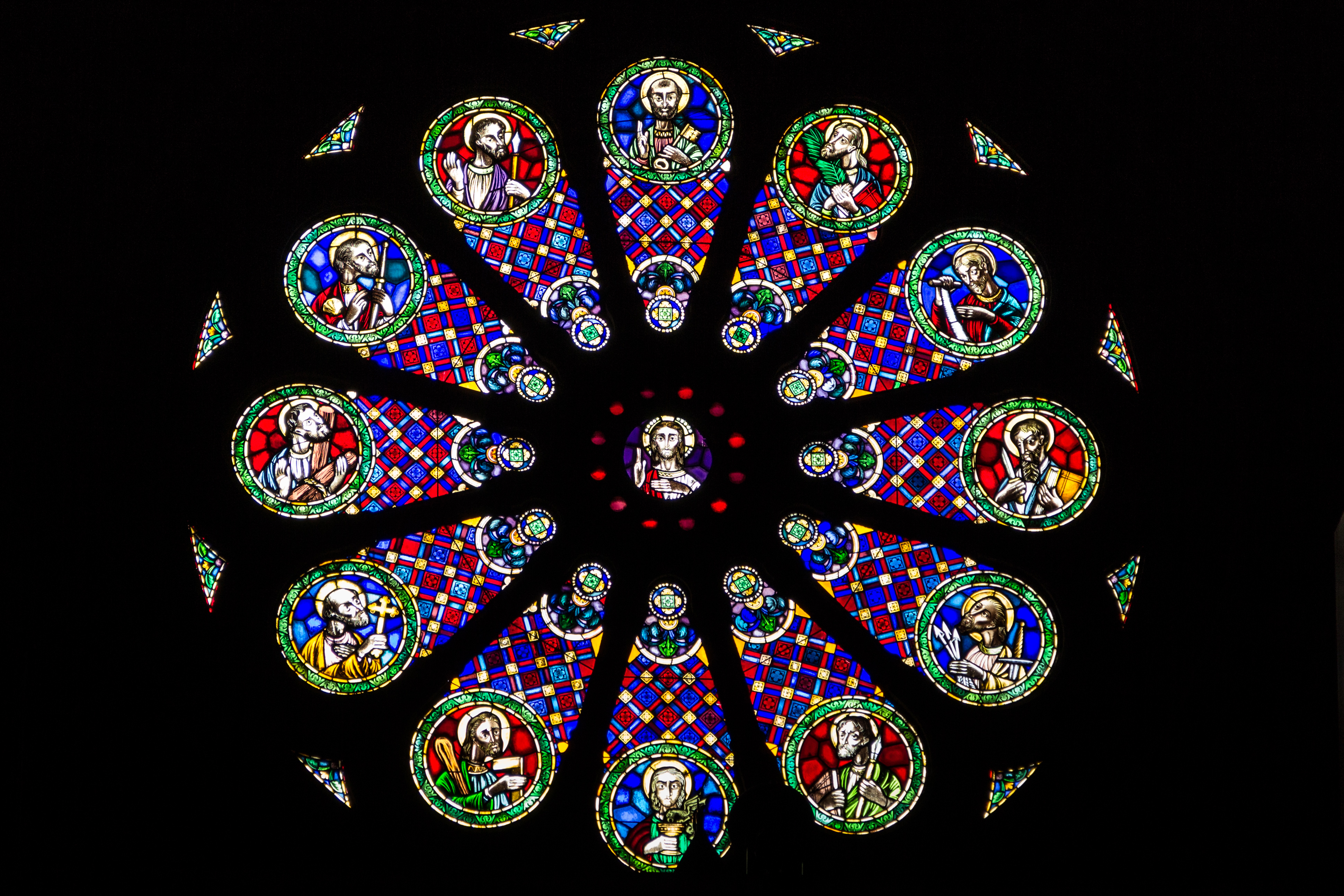
Rosetón representando a Jesús y sus discípulos.
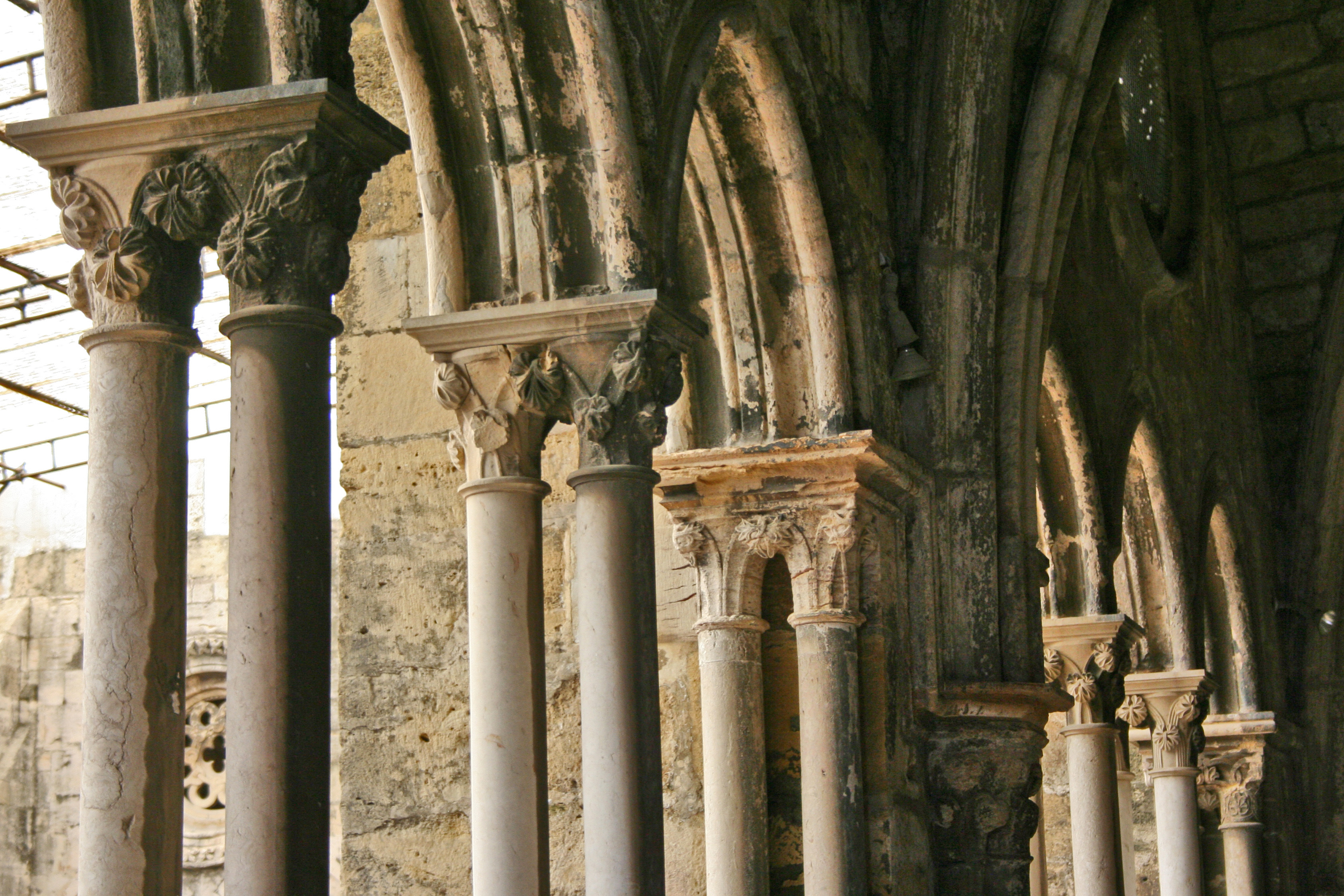
Detalle de las columnas y capiteles del claustro.

## Iglesia redonda de los templarios (charola/rotonda) en el convento de Cristo

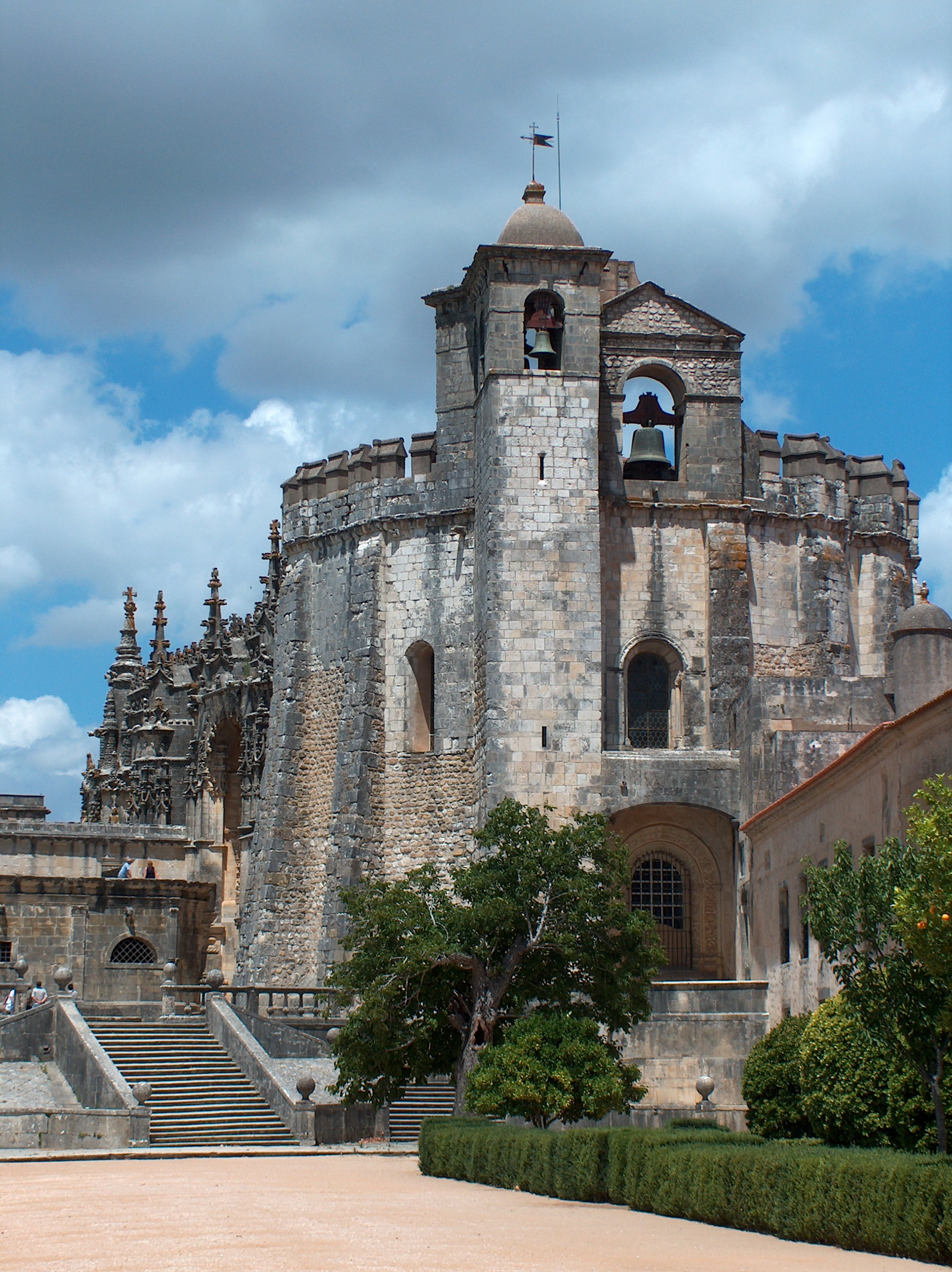
La iglesia redonda de los caballeros templarios en Tomar fue construida para ser una capilla fortificada, que sirve tanto para la oración como para la defensa.

Originalmente un bastión templario del siglo XII, cuando la orden se disolvió en el siglo XIV, la rama portuguesa se convirtió en los Caballeros de la Orden de Cristo, que más tarde apoyaron los descubrimientos marítimos de Portugal del siglo XV. El complejo del Convento y el Castillo en Tomar es un monumento histórico y cultural que fue incluido en la lista de Patrimonio de la Humanidad de la UNESCO en 1983. 
El convento fue fundado por la Orden de los Caballeros Pobres del Templo (o caballeros templarios) en 1160. Su construcción continuó hasta la parte final del siglo XII con la construcción de la Charola (oratorio), en uno de los ángulos del castillo, completada por el Gran Maestro Gualdim Pais en algún momento alrededor de 1180.

### Iglesia templaria
La iglesia redonda románica (charola, rotonda) fue construida en la segunda mitad del siglo XII por los caballeros templarios, como una estructura poligonal de 16 lados, con robustos contrafuertes, ventanas redondas y un campanario. En el interior, la iglesia redonda tiene una estructura central, octogonal, conectada por arcos a una galería circundante (girola). La forma general de la iglesia se basa en estructuras redondas similares en Jerusalén : la mezquita de Omar y la Iglesia del Santo Sepulcro.
Los capiteles de las columnas siguen siendo románicos (finales del siglo XII) y representan motivos vegetales y animales, así como un Daniel en la escena de la guarida de los Leones. El estilo de las capiteles muestra la influencia de los artistas que trabajaron en la Catedral de Coímbra, que se estaba construyendo al mismo tiempo que la iglesia redonda.
El interior de la iglesia redonda está magníficamente decorado con esculturas y pinturas de finales del gótico/manuelino, agregadas durante una renovación patrocinada por el Rey Manuel I a partir de 1499. Los pilares del octágono central y las paredes de la girola tienen estatuas policromadas de santos y ángeles bajo exuberantes toldos góticos, mientras que las paredes y los techos de la girola están pintados con patrones góticos y paneles que representan la vida de Cristo. Las pinturas se atribuyen al taller del pintor de la corte de Manuel I, el portugués Jorge Afonso, mientras que la decoración esculpida se atribuye al escultor flamenco Olivier de Gand y al español Hernán Muñoz. Un magnífico panel que representa el martirio de San Sebastián, del pintor portugués Gregório Lopes, se pintó para la iglesia Redonda y ahora cuelga en el Museo Nacional de Arte Antiguo de Lisboa. 

Detalles del Convento de Cristo
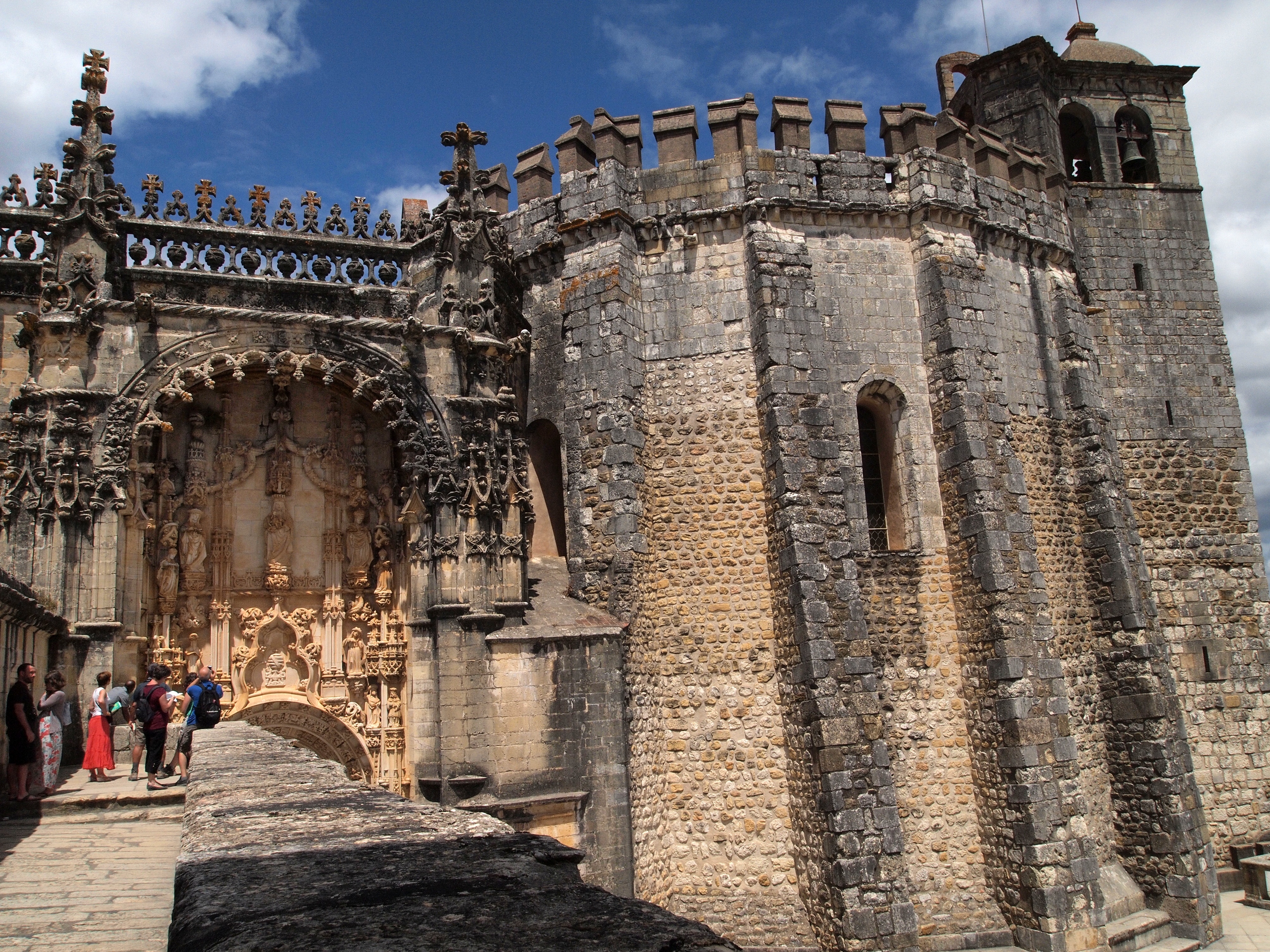
La charola románica del siglo XII (iglesia redonda) a la derecha en comparación con la iglesia manuelina del siglo XVI a la izquierda.
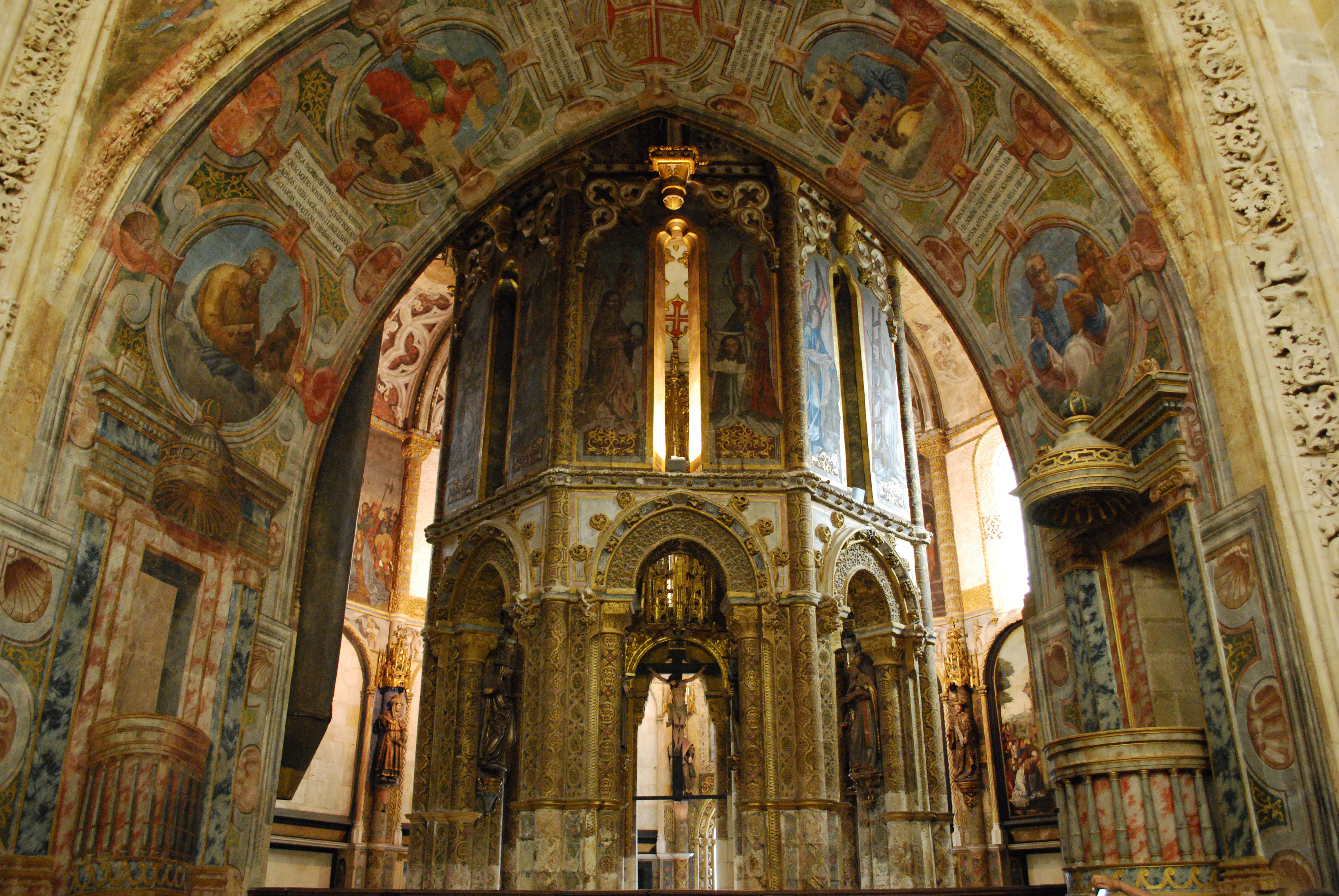
Entrada de la charola, con sus pinturas murales.
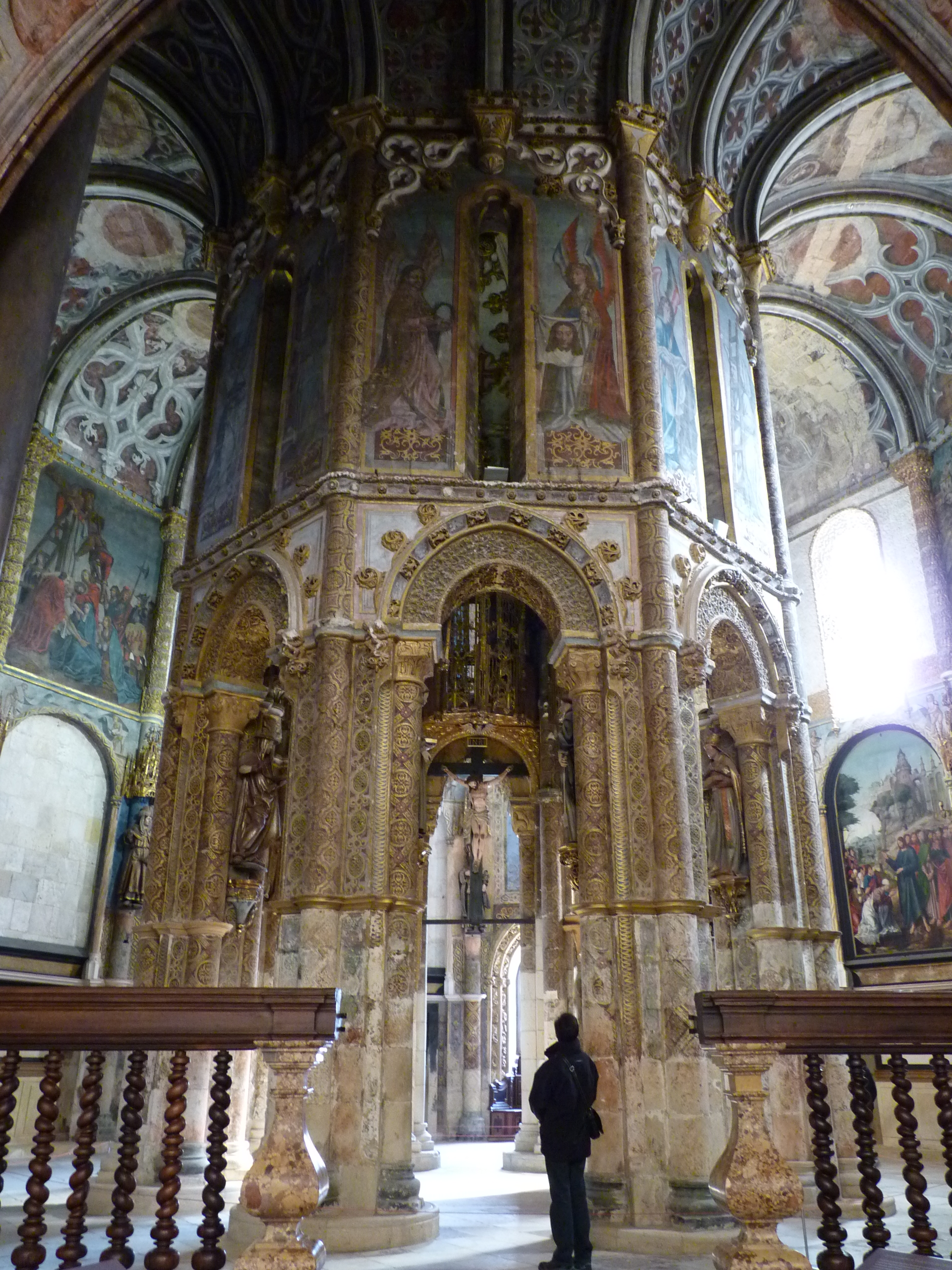
La estructura octagonal replica la arquitectura de Tierra Santa, especialmente el Antiguo Templo de Salomón.
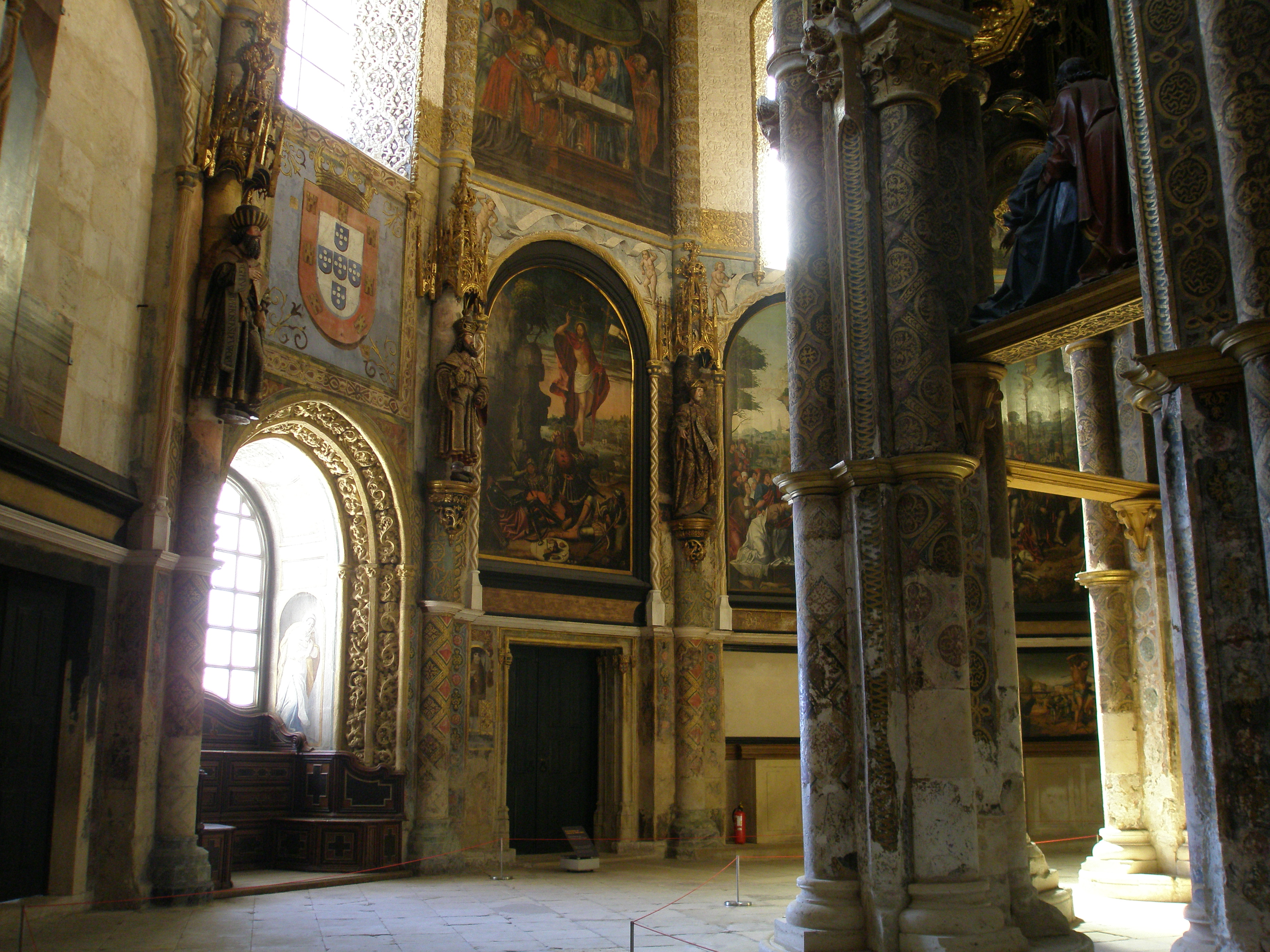
Iglesia ambulatoria con pinturas renacentistas.
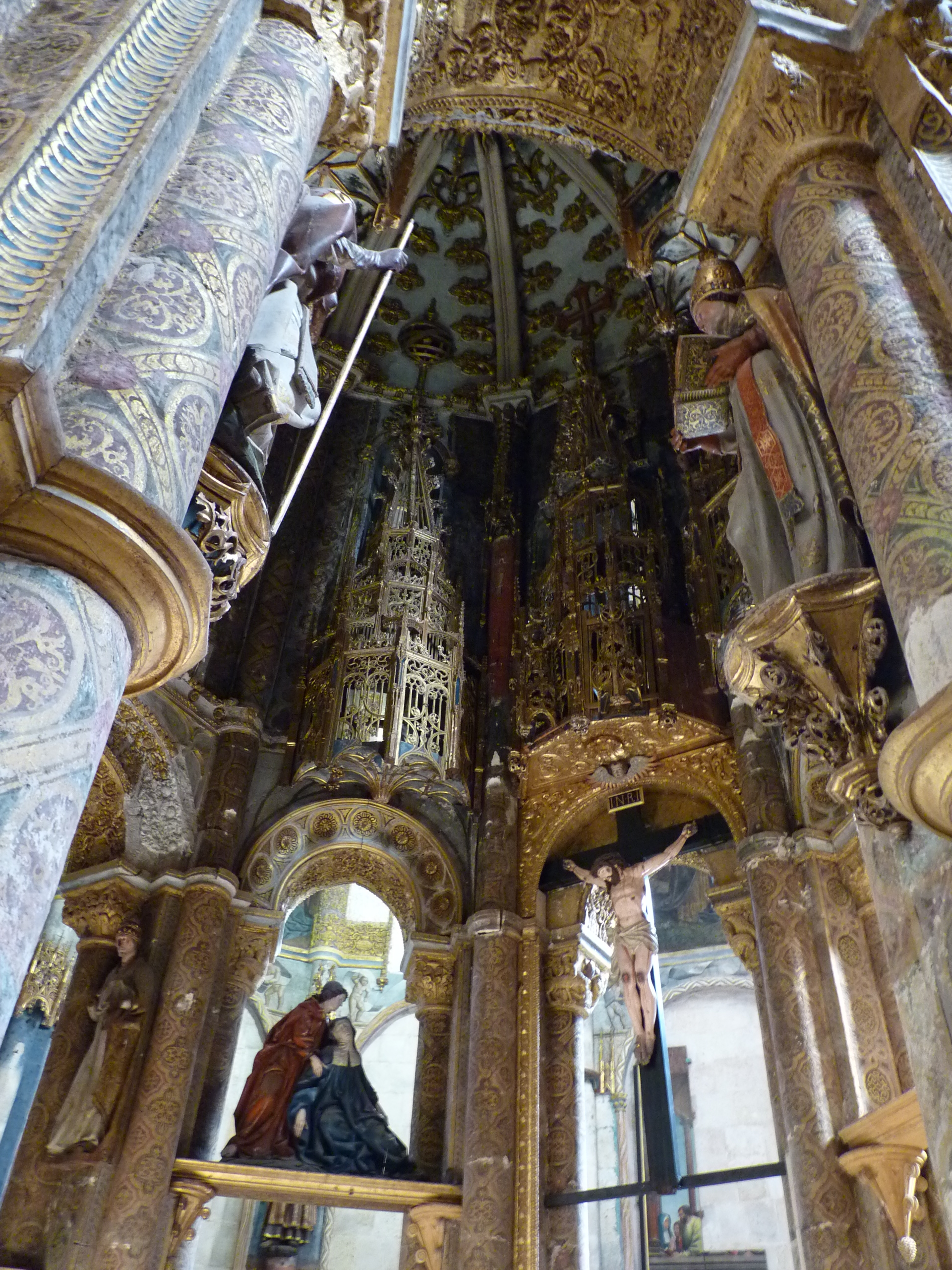
Dentro de la estructura encontramos retablos y esculturas góticas para retratar la ascensión de Cristo al cielo.
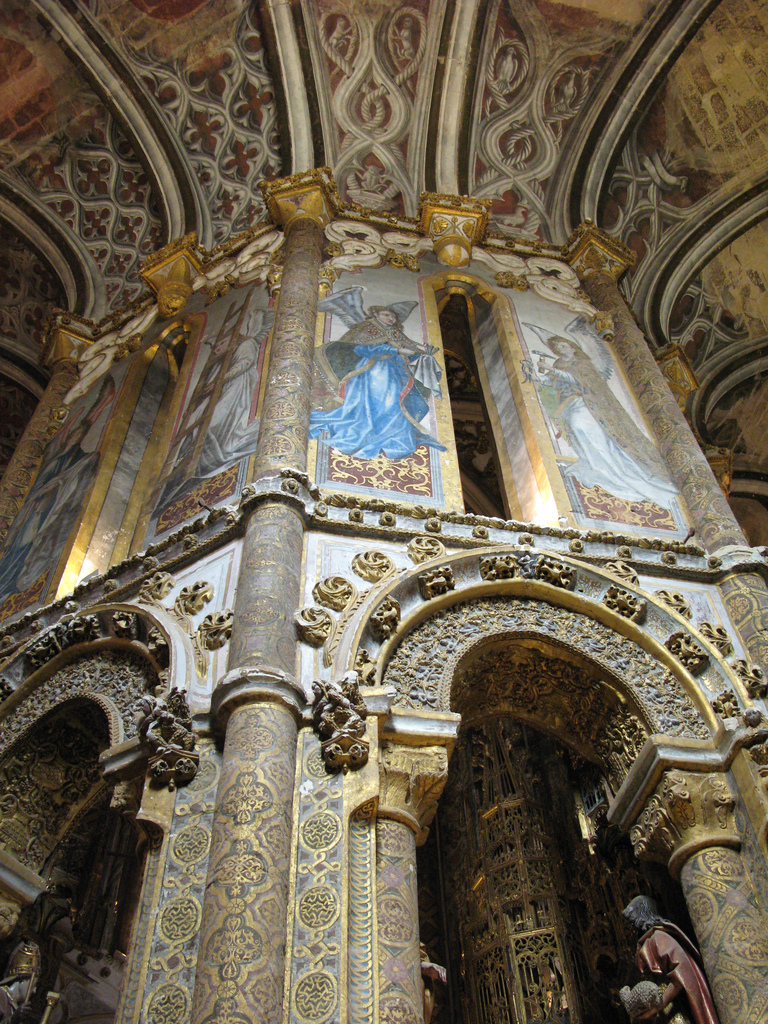
Detalles de las columnas y arcos. En la Edad Media, la estructura no tenía decoraciones, se agregaron pinturas y hojas de oro en el siglo XVI en estilo Manuelino.

## Iglesias y monasterios

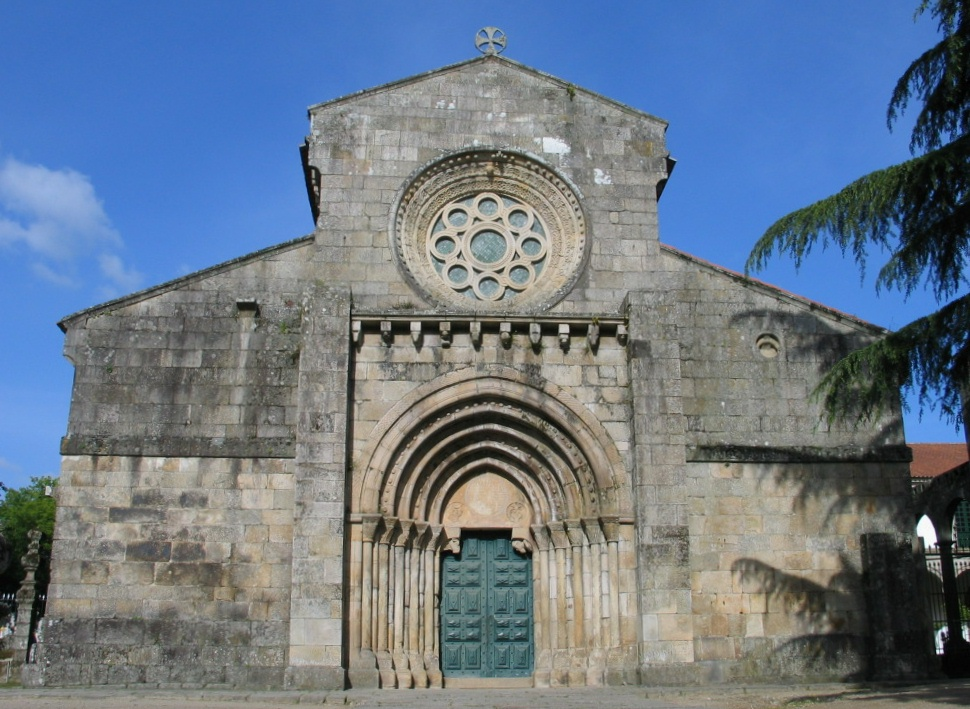
Monasterio de Paço de Sousa, construido en el por los monjes benedictinos.

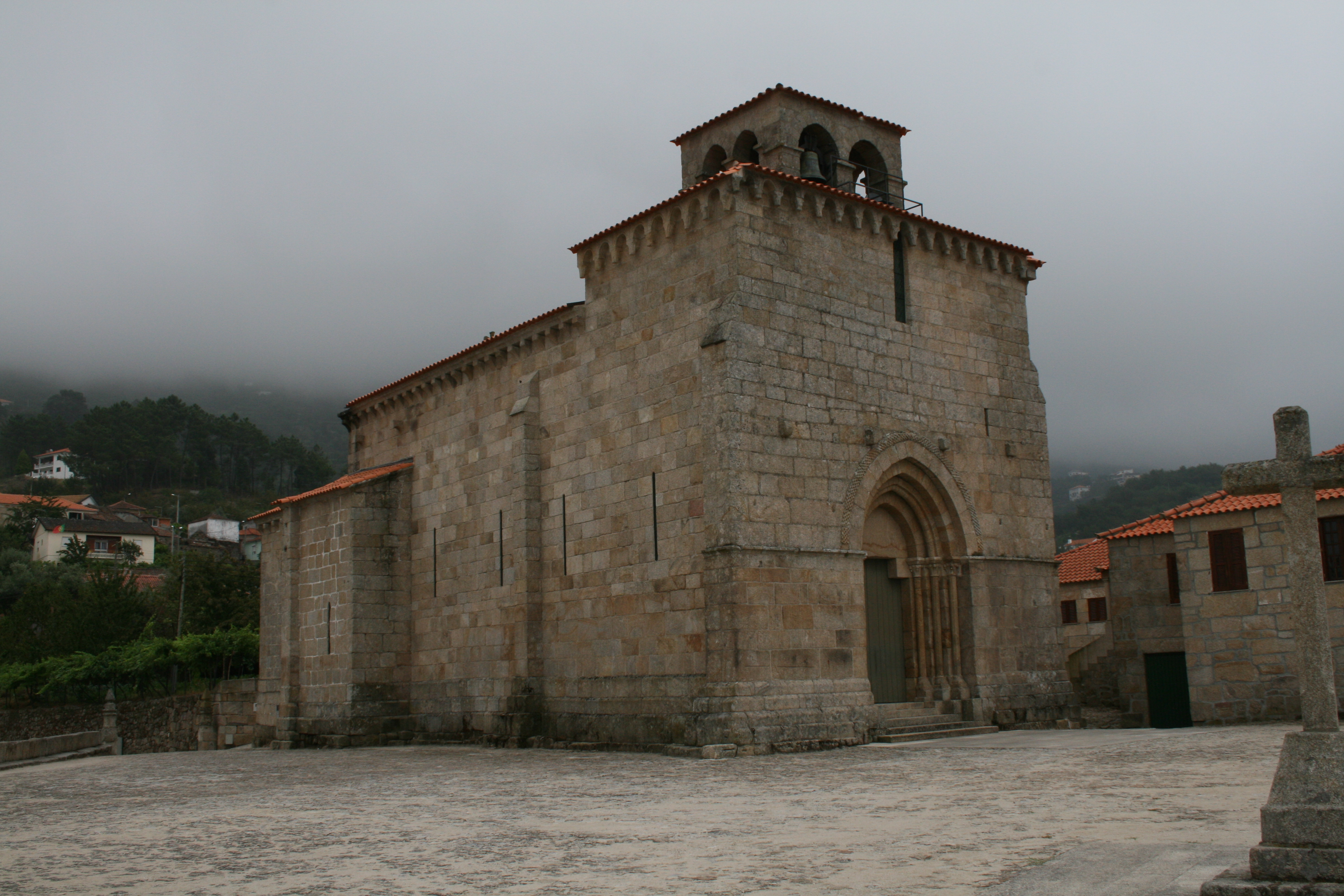
Iglesia de San Martín de Muros con su estructura pesada y fortificada.

Como se dijo anteriormente, el estilo de la arquitectura románica llegó a Portugal a fines del siglo XI de la mano de las órdenes cluniacense, cisterciense y agustina, trayendo consigo las reformas monásticas que ya estaban en marcha en sus países de origen. Su influencia e importancia en la difusión de esta nueva forma de arte se puede afirmar por el gran número de iglesias y monasterios, edificios de estilo románico que han sobrevivido hasta nuestros días.
La introducción de este nuevo estilo coincide con el avance de la Reconquista hacia el sur y el desarrollo de la reciente independencia portuguesa y sus cambios territoriales, lo que refleja este paradigma de guerra y la necesidad de defensa profundamente grabada en el tipo específico de arte románico que se puede encontrar en Portugal: gruesas y amenazantes paredes almenadas, torres, uso de almenas, estrechas rendijas y austeridad decorativa, como la iglesia del monasterio de Travanca, con su pesada torre, el monasterio de Cete, la iglesia de Airães, San Martín de Muros, pazo del monasterio de Sousa y la iglesia de San Pedro de Rates, una de las de mayor diversidad artística. Casi todos los edificios religiosos tienen un diseño parecido a una fortaleza porque en ausencia de castillos, las iglesias siempre fueron consideradas las mejores fortalezas.
Por lo tanto, no es sorprendente que los edificios monásticos comprendan la mayoría del tipo románico, especialmente en las zonas del norte de los valles de Entre-Douro-e-Minho, Támega y Sousa y a lo largo de los márgenes del río Duero. Con una importante población rural dispersa en estas regiones y organizada en aldeas o concelhos también encontramos un número significativo de iglesias parroquiales, como São Gens de Boelhe, São Vicente de Sousa, São Pedro de Ferreira o Santa Maria de Cárquere. Siendo construcciones muy simples y pequeñas, es sorprendente cómo cada una de ellas tiene una variedad iconográfica de elementos decorativos, siendo otra característica indígena única del románico portugués.
Las iglesias románicas portuguesas tienen una estructura longitudinal, siguiendo el plano basilical común en Europa: tres naves, crucero y ábside con dos apsidoles, ya sea semicirculares o cuadrados, o simplemente con una sola nave y ábside. Con ábside semicircular y apsidiolos están las iglesias de Ganfei, Rates, Pombeiro, São Tiago de Coímbra y Castro de Avelãs. Las iglesias de São Cristóvão de Rio Mau y Santa Eulália de Arnoso, entre otras, presentan un ábside de forma cuadrada y apsidoles. 

Iglesias y monasterios
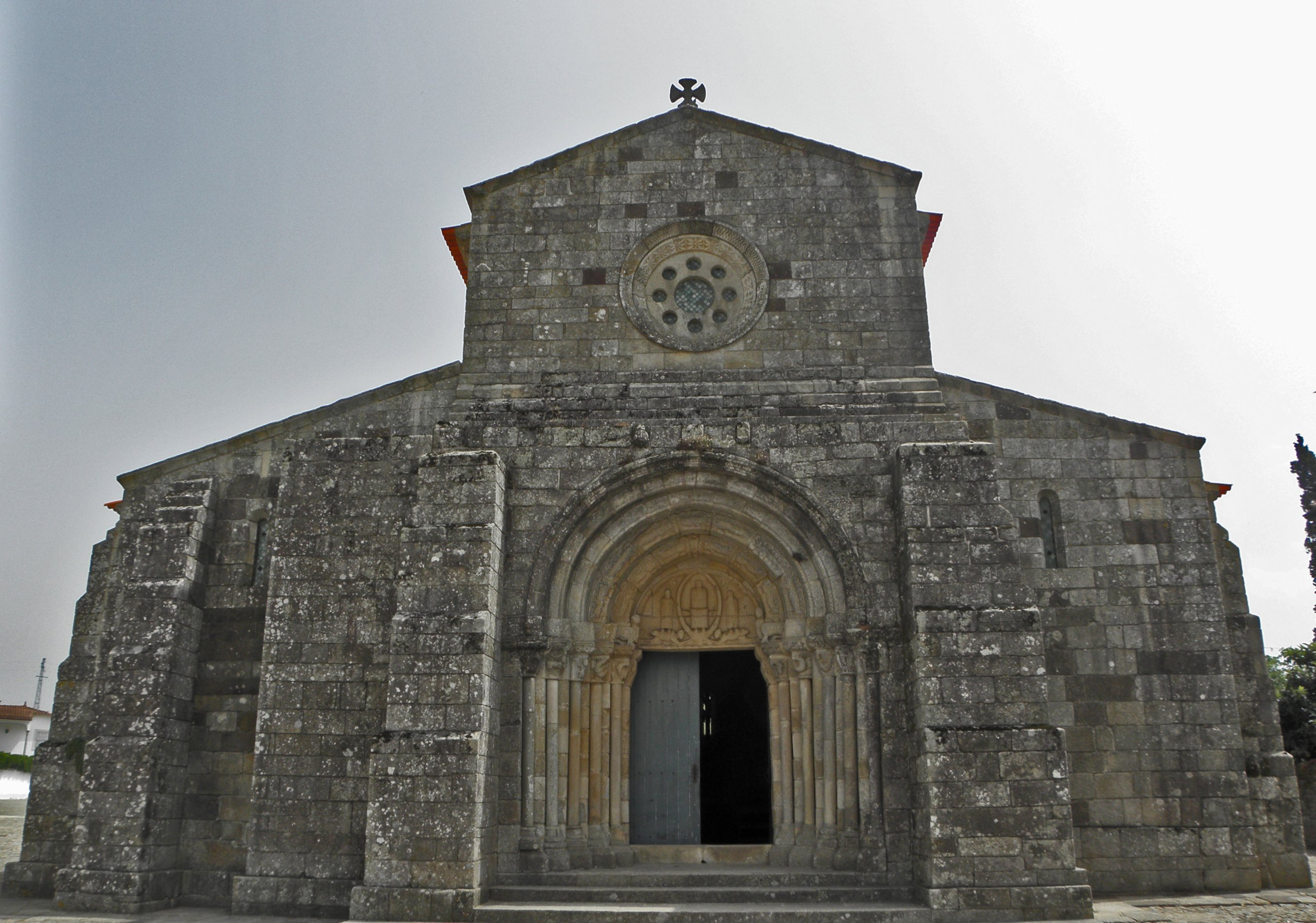
La iglesia de San Pedro de Rates, construida por los monjes de Cluny, tiene una fachada fuerte y austera con pesados contrafuertes.
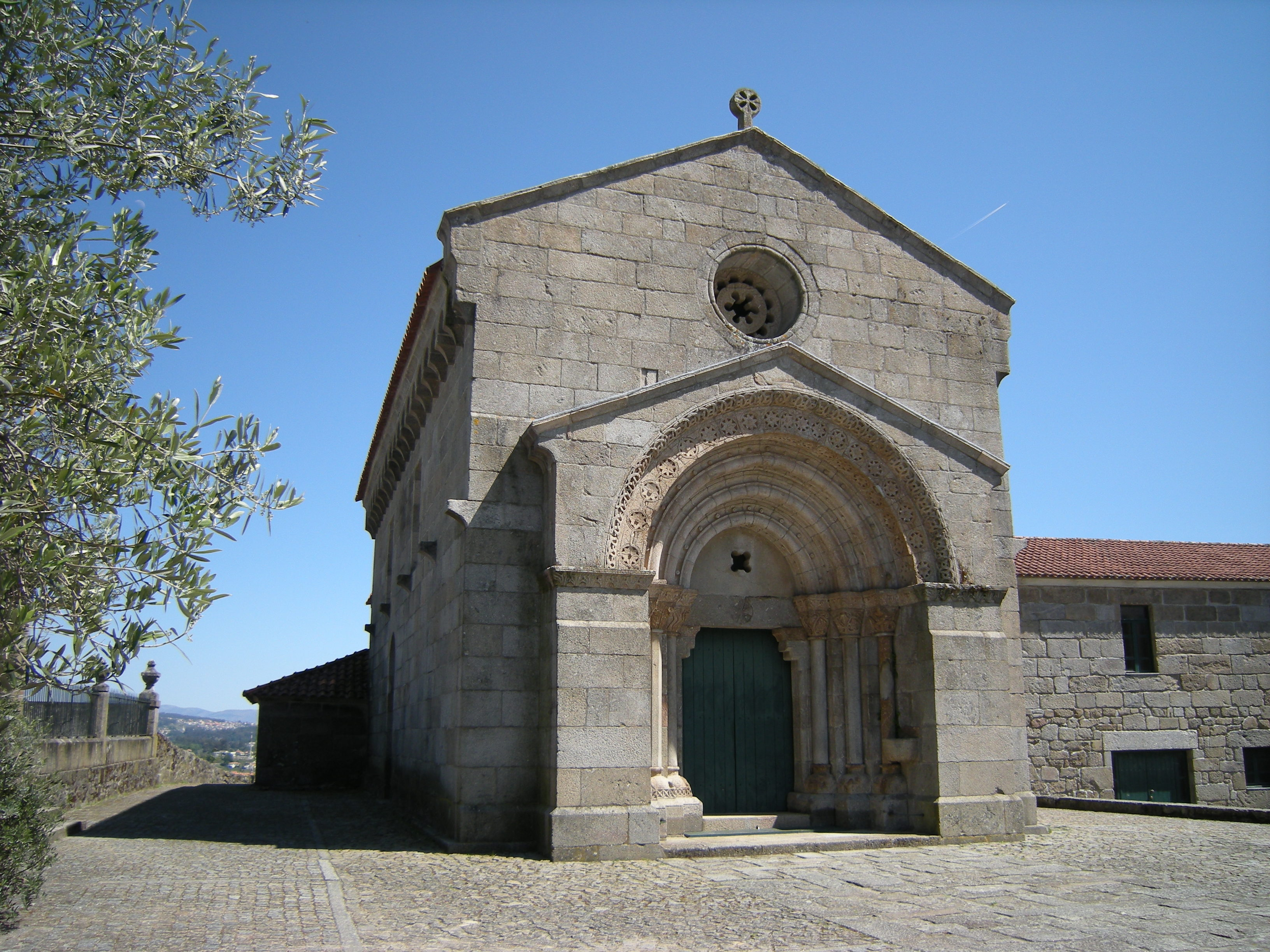
La iglesia de São Vicente de Sousa tiene un portal proyectado con una pequeña ventana frontal.
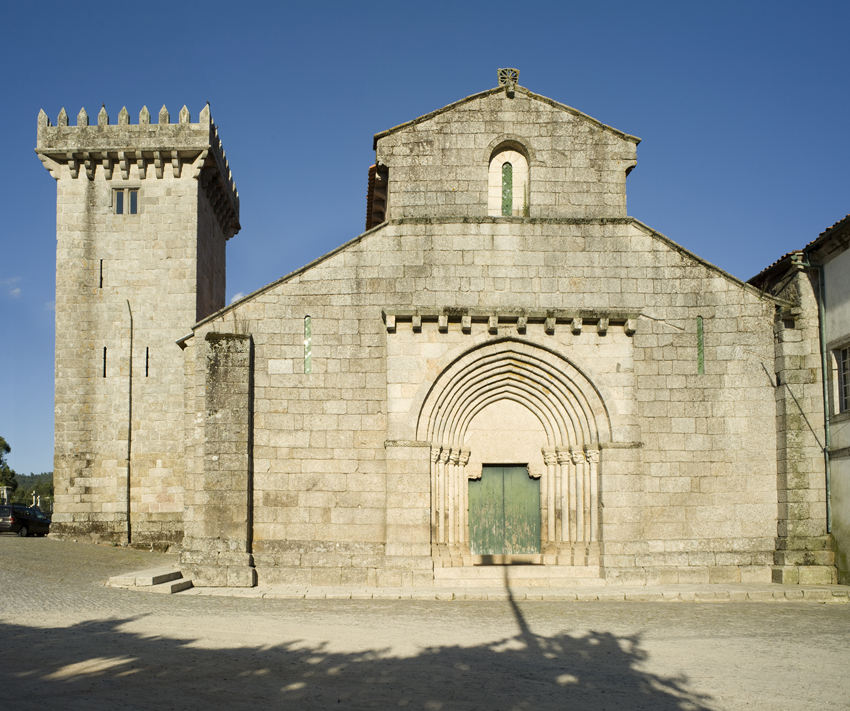
Fachada del monasterio de Travanca con una ventana de hendidura estrecha y su torre defensiva única.
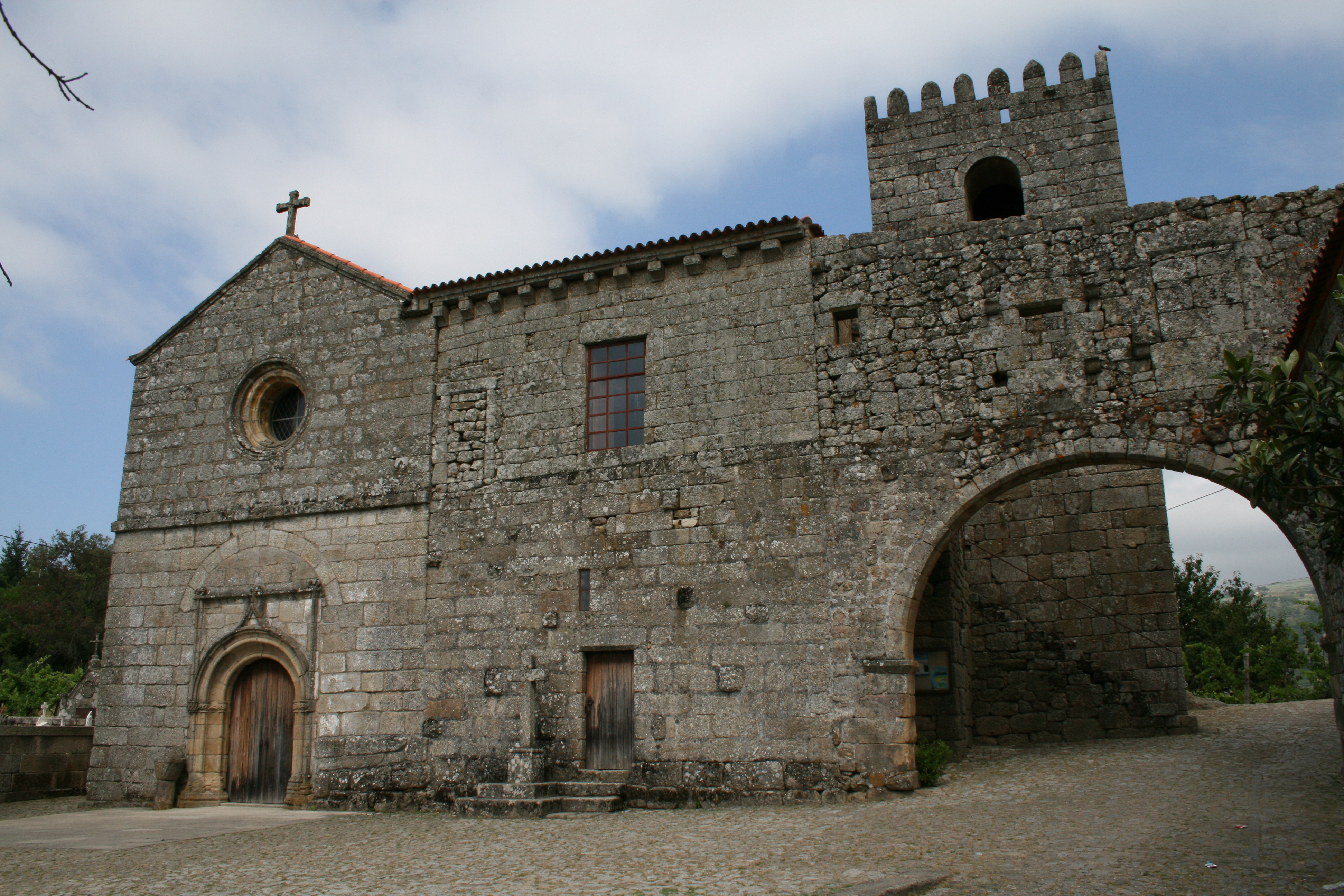
Iglesia del monasterio de Cárquere, construida para la Orden de los agustinos a principios del siglo XII.
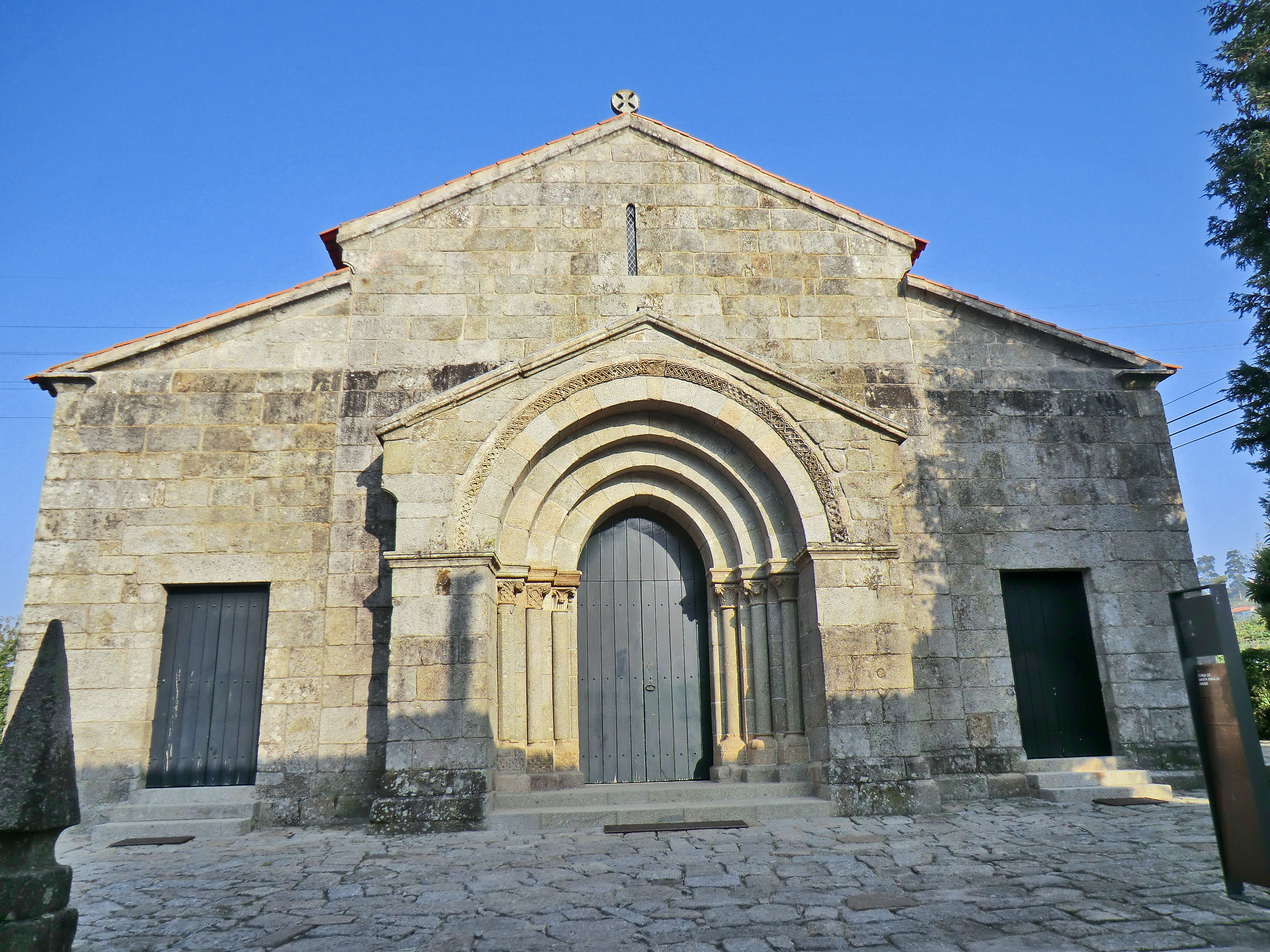
Iglesia de Santa Maria de Airães, con puertas para sus tres naves.
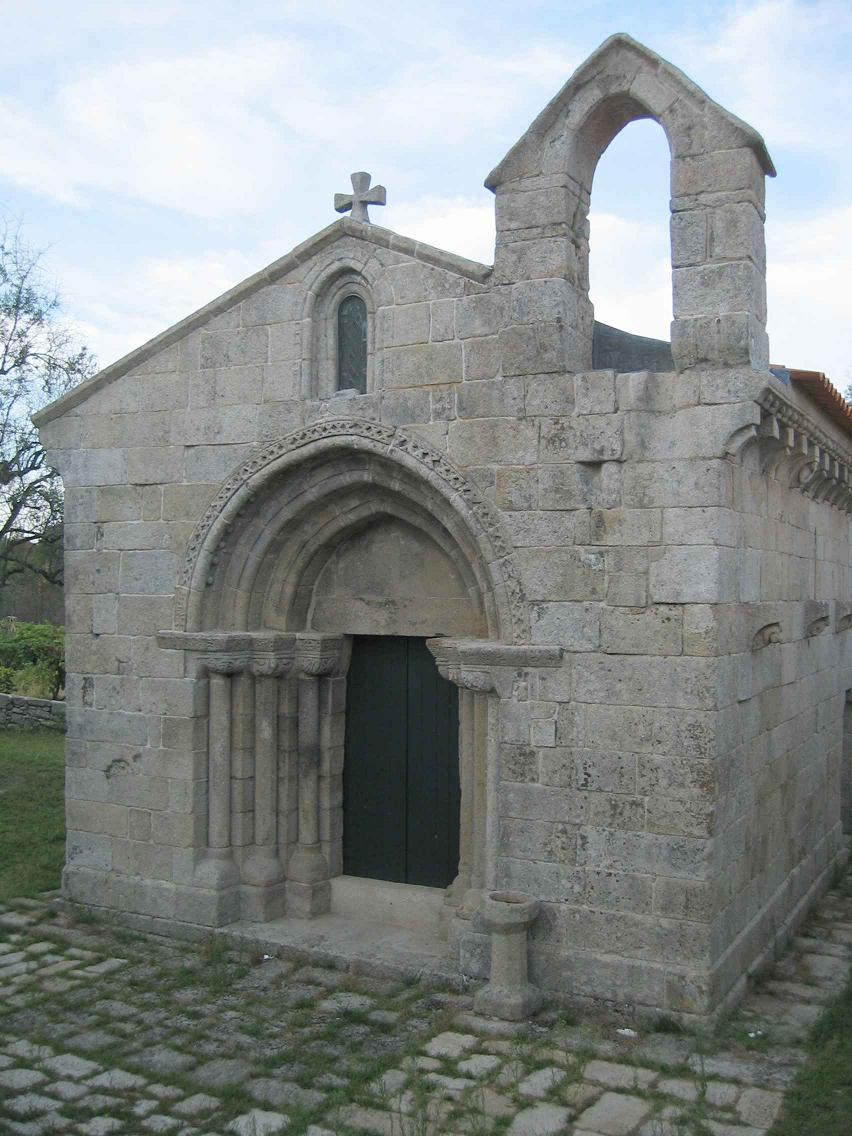
São Gens de Boelhe, una pequeña parroquia-iglesia de una sola nave.
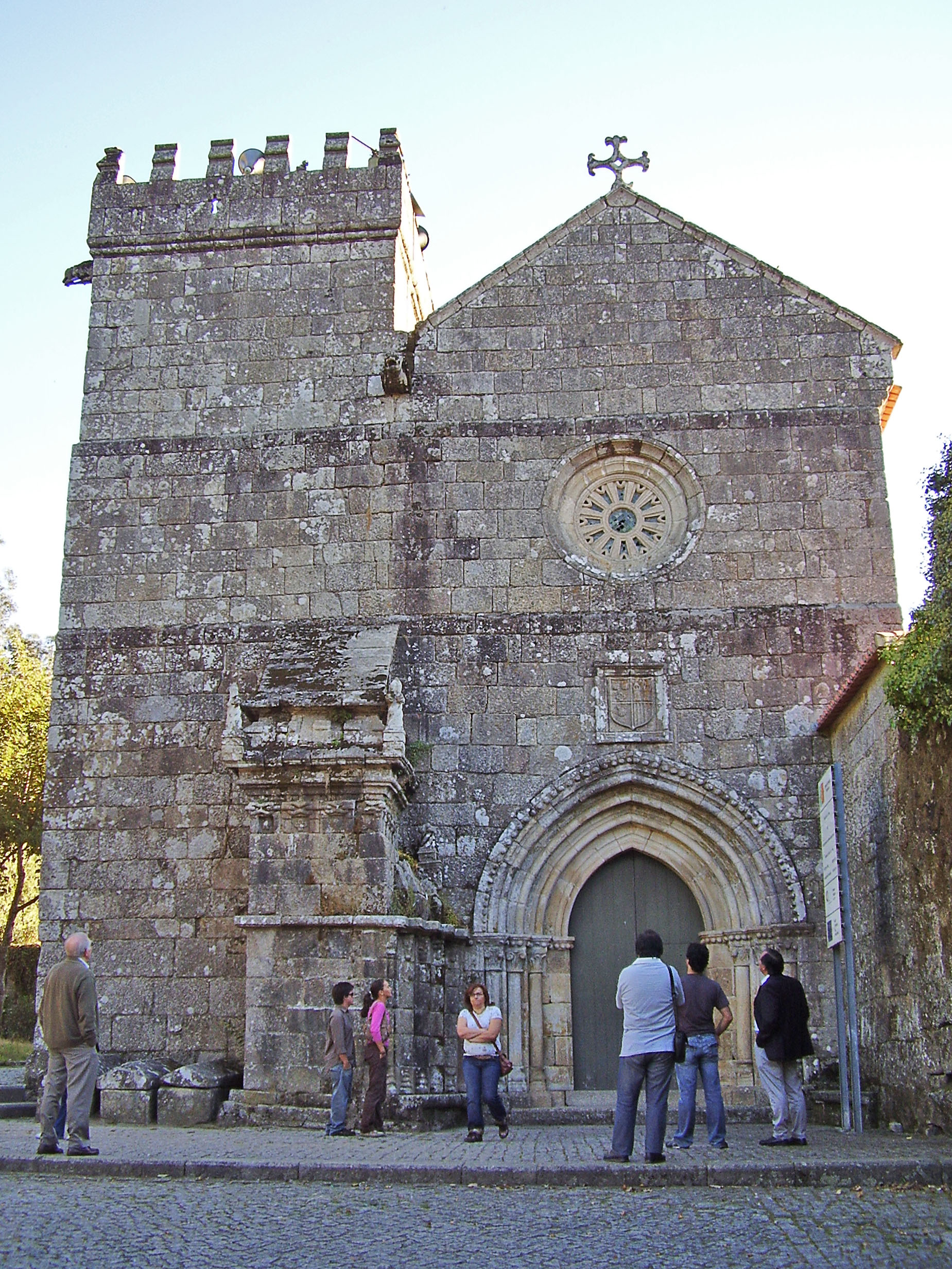
El monasterio de Cete, construido a finales del siglo IX, es uno de los monasterios más antiguos de Portugal.
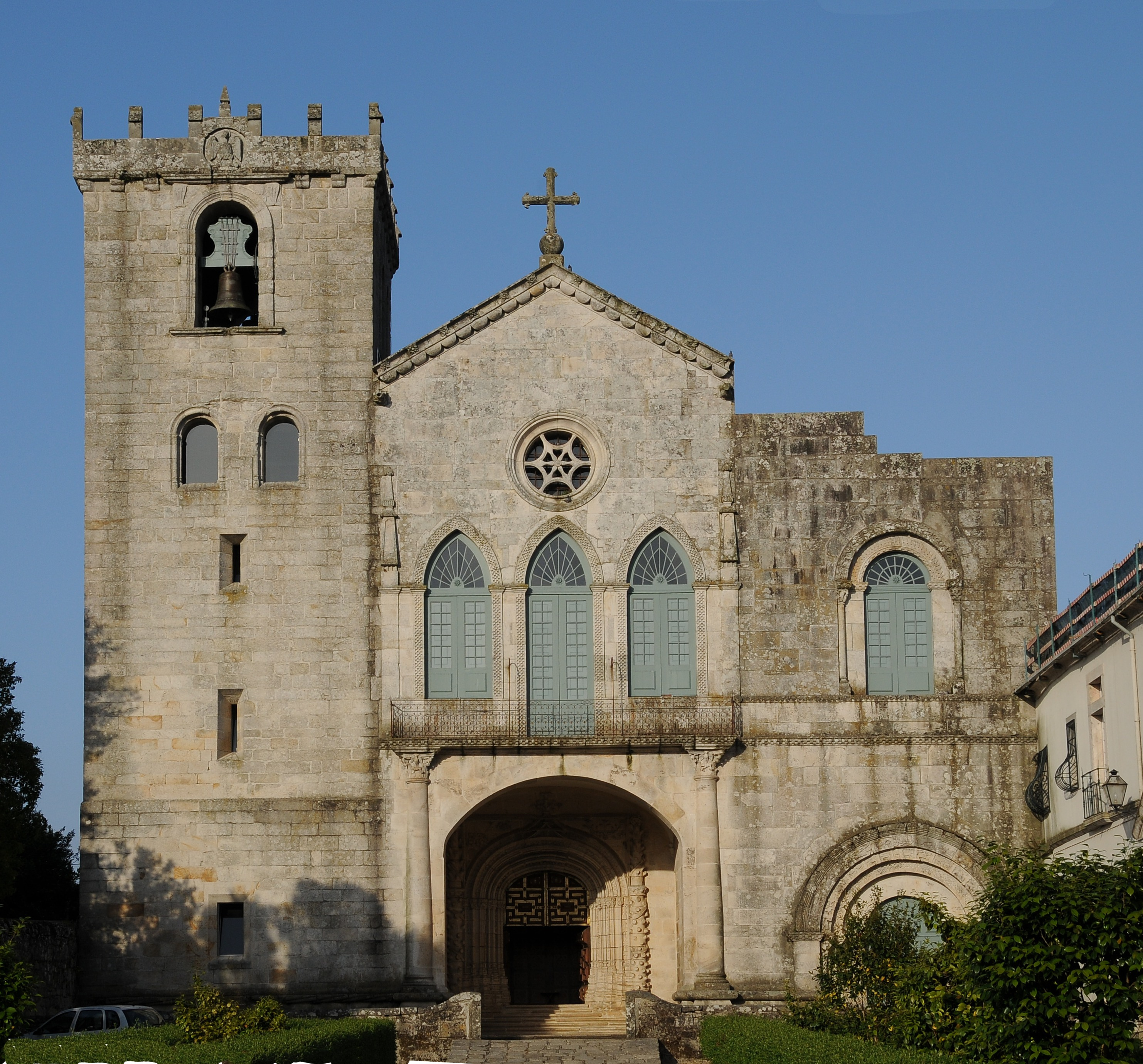
Construido en 1057, se cree que el monasterio  benedictino de Vilar de Frades se fundó en 566 d.C.

### Interiores

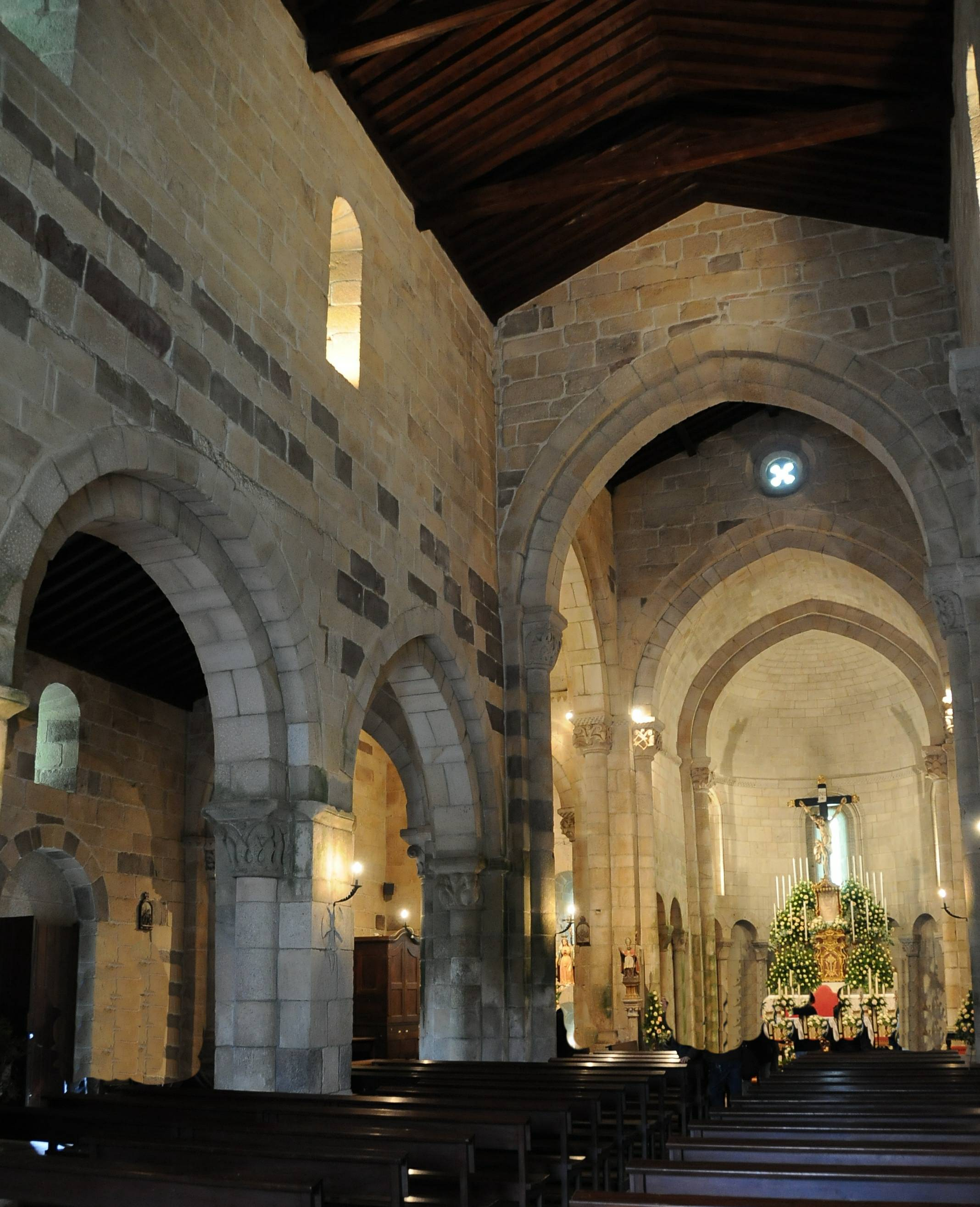
Interior de la iglesia de San Pedro de Rates visto hacia la capilla principal, con su techo de madera y arcos apuntados.

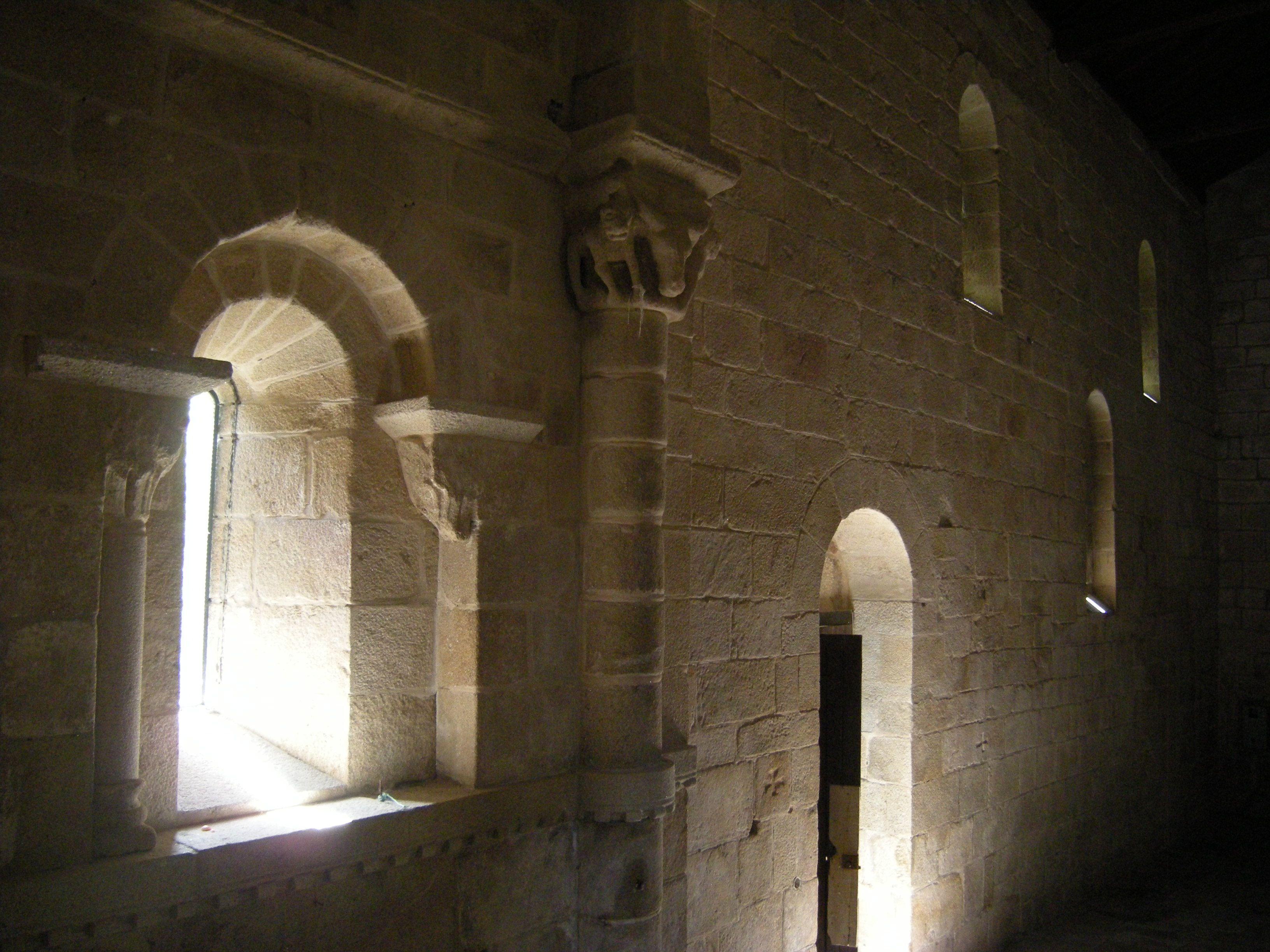
Interior de la iglesia del monasterio de São Pedro de Ferreira con pequeñas aberturas y capiteles tallados.

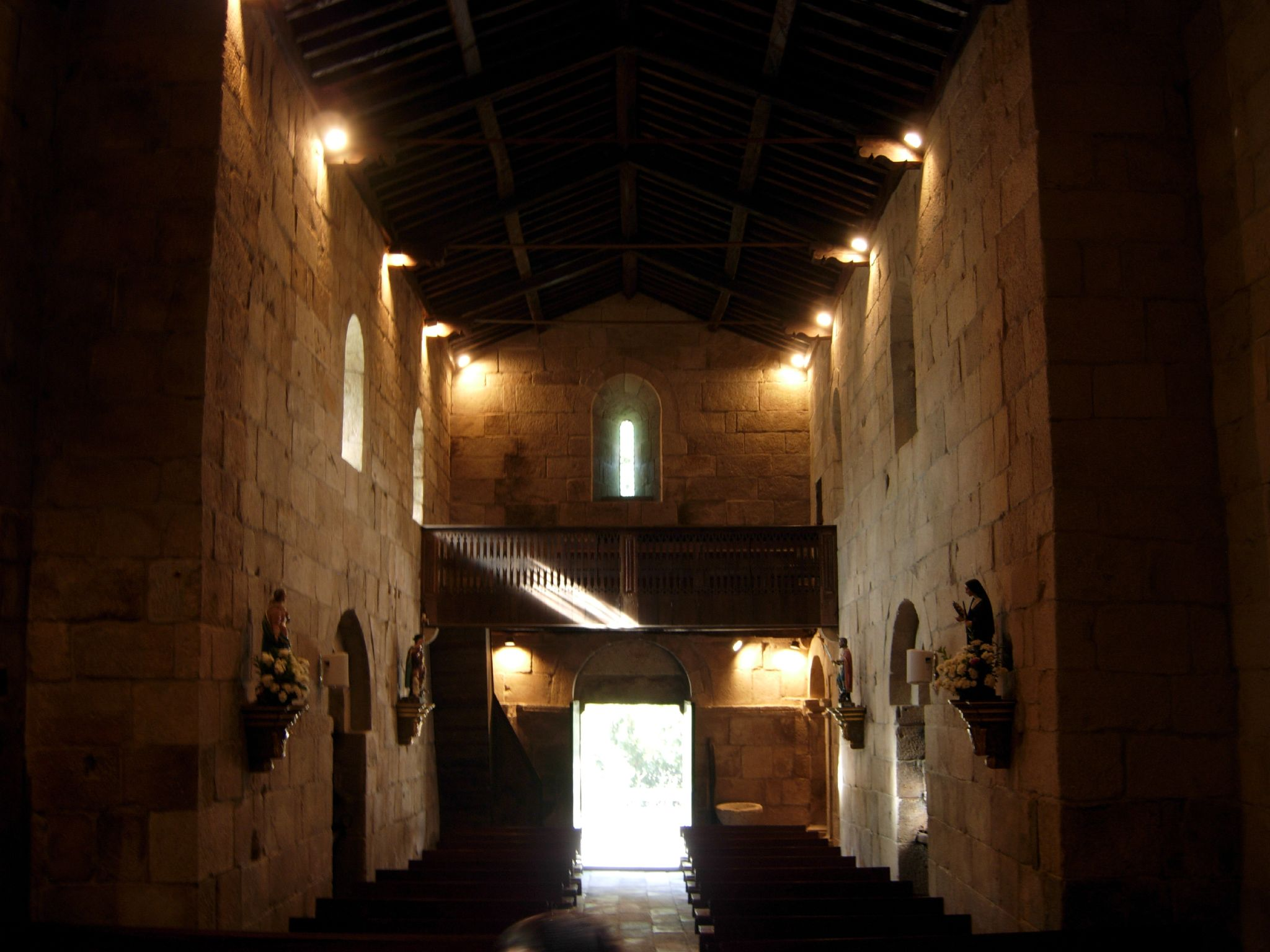
Interior de la iglesia de San Pedro de Rubiaes vista hacia la entrada principal, con su techo de madera.

La mayoría de los monasterios románicos, iglesias parroquiales e iglesias de abadía en Portugal son naves sin laterales con un ábside proyectado al final del coro, o, a veces, un coro rectangular que se proyecta con un arco del coro que puede estar decorado con molduras. Las iglesias más ambiciosas tienen naves laterales separadas de la nave por arcadas. El ábside es más bajo o está a la misma altura de la nave. Los monasterios suelen ser más grandes con 3 naves sostenidas por columnas y pilares decorados. Las paredes son de un grosor masivo con pocas y relativamente pequeñas aberturas y casi enteramente hechas de piedras de granito.
Las arcadas pueden estar en pisos. Mientras que la arcada de un claustro es típicamente de una sola fila, la arcada que divide la nave y los pasillos en una iglesia es típicamente de dos filas, con una tercera fila de aberturas de ventanas conocida como la claristorio que se eleva sobre ellas. La arcada a gran escala generalmente cumple un propósito estructural, pero también se usa, generalmente en una escala más pequeña, como elemento decorativo, tanto interna como externamente, donde con frecuencia es una "arcada ciega" con solo una pared o un pasaje estrecho detrás de ella.
Los arcos utilizados en los edificios románicos portugueses siguen el modelo europeo básico y casi siempre son semicirculares, para aberturas como puertas y ventanas, para bóvedas y para arcadas. Las puertas anchas generalmente están rematadas por un arco semicircular, excepto cuando una puerta con un dintel se coloca en un gran hueco arqueado y está coronada por una luneta semicircular con talla decorativa. Estas puertas a veces tienen una jamba central tallada. Las puertas estrechas y las ventanas pequeñas pueden estar rematadas por un dintel de piedra sólida. Las aberturas más grandes son casi siempre arqueadas. Un rasgo característico de la arquitectura románica portuguesa, tanto eclesiástica como doméstica, es el emparejamiento de dos aberturas de arcada, separadas por un pilar o columilla y, a menudo, ubicadas dentro de un arco más grande. Hubo una serie de edificios en los que se utilizaron extensamente arcos apuntados, aparentemente por razones estilísticas, y se cree que en estos casos existe una influencia directa de la arquitectura mozárabe y/o islámica. En otras iglesias romanas tardías, el arco apuntado se introdujo como un dispositivo estructural en bóveda de crucería. Su creciente aplicación fue fundamental para el desarrollo de la arquitectura gótica. 
Aunque son básicamente rectangulares, los pilares a menudo pueden ser de forma altamente compleja, con semisegmentos de grandes columnas de núcleo hueco en la superficie interior que soportan el arco, o un grupo de fustes más pequeños que conducen a las molduras del arco. Las columnas en la intersección de dos arcos grandes, como los que se encuentran debajo del cruce de la nave y el crucero, son comúnmente de forma cruciforme cada arco tiene su propia columna rectangular de apoyo en ángulo recto con el otro. También se usan columnas y fustes adjuntos estructuralmente y para decoración. Las arcadas de columnas cortadas de piezas individuales también son comunes en estructuras que no soportan pesos masivos de mampostería, como los claustros, donde a veces se emparejan. 
La mayoría de los edificios tienen techos de madera, generalmente de una simple armadura, viga de enlace o forma de poste de rey. En el caso de los techos de vigas, a veces se alinean con techos de madera en tres secciones, como las que sobreviven en la la Iglesia de San Pedro de Rates o en el Pazo de Sousa. Algunos otros son completamente de bóveda de cañón o una mezcla entre techos de madera y un ábside abovedado. En etapas posteriores, la bóveda de costillas comenzó a usarse como un experimento en los techos del altar principal.

Bóvedas, columnas y arcos románicos
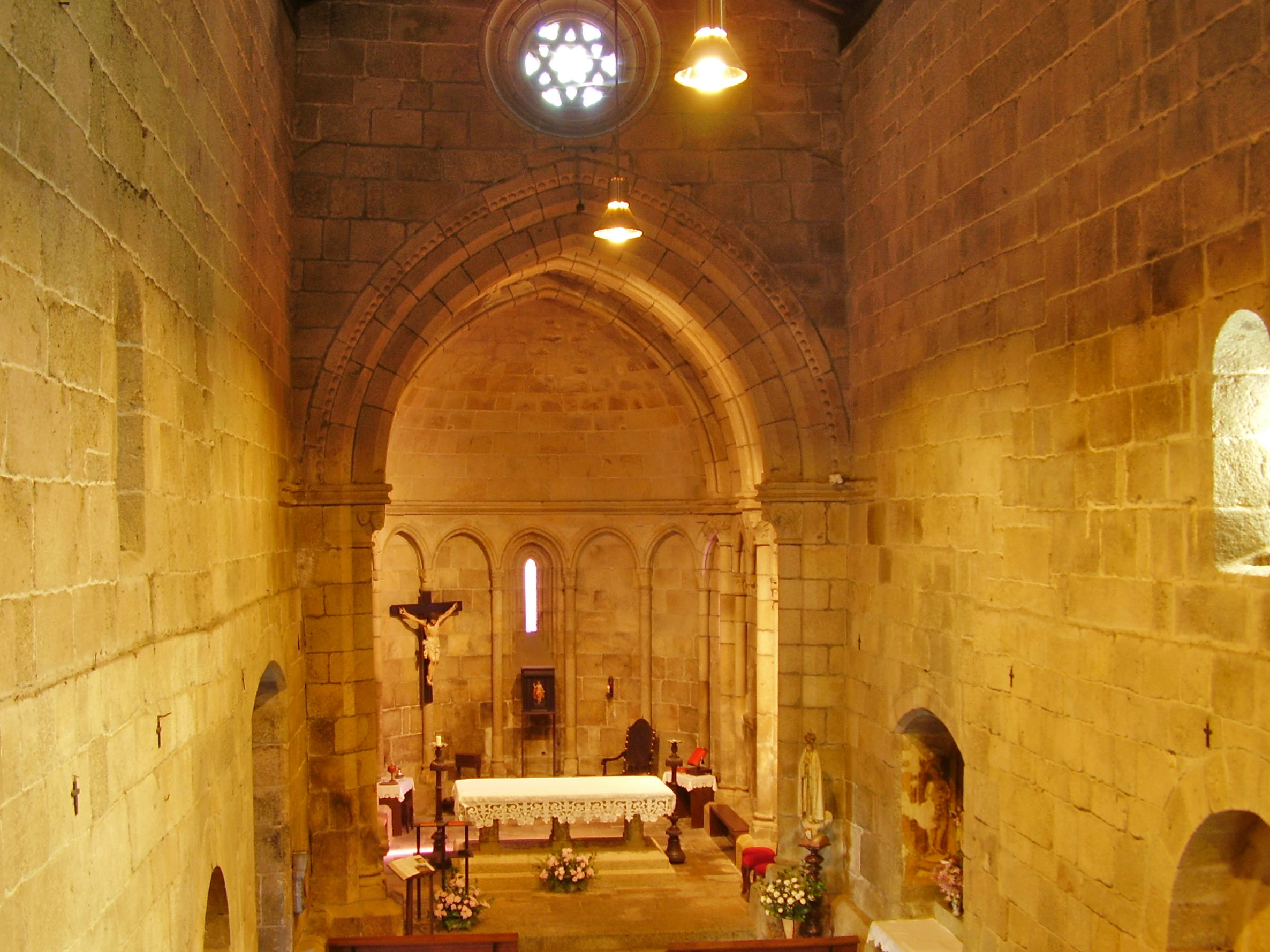
Altar mayor y nave única del monasterio de Cete
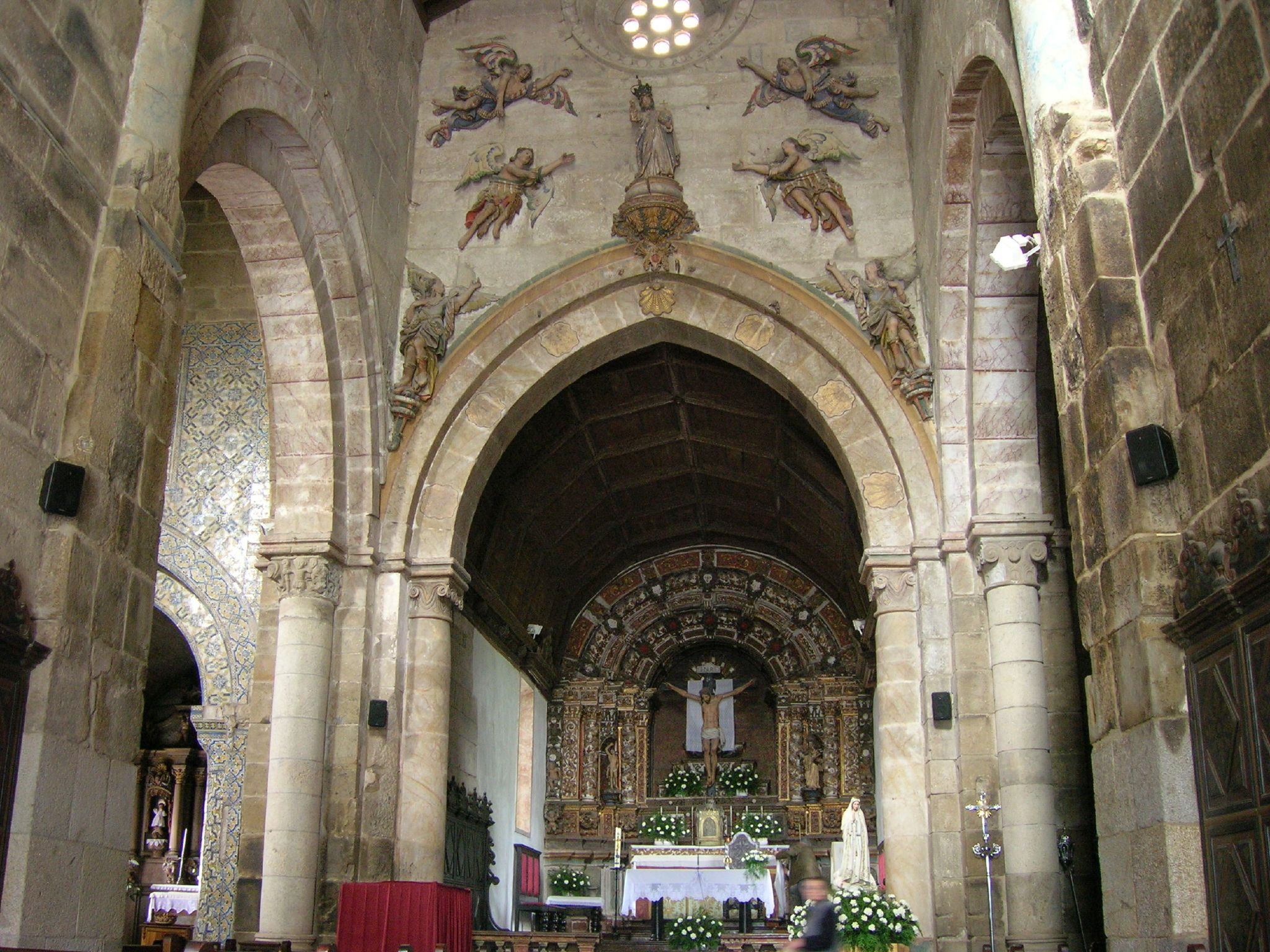
Columnas y arcos de la iglesia de San Salvador de Paderne, donde grupos de fustes unidos soportan cada arcada.
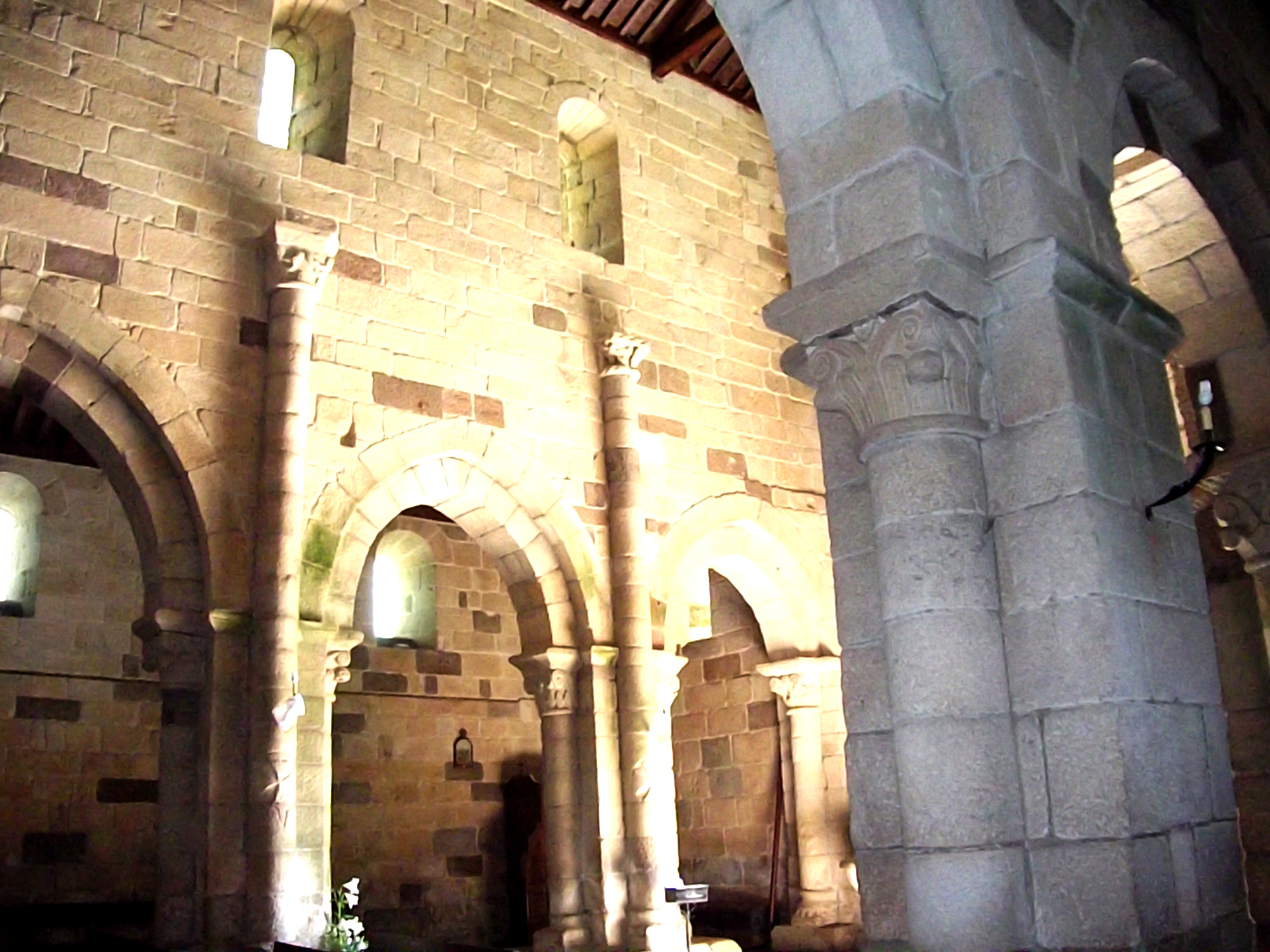
La nave de la iglesia de San Pedro de Rates con columnas decorativas que probablemente debían sustentar una bóveda de cañón que nunca se construyó.
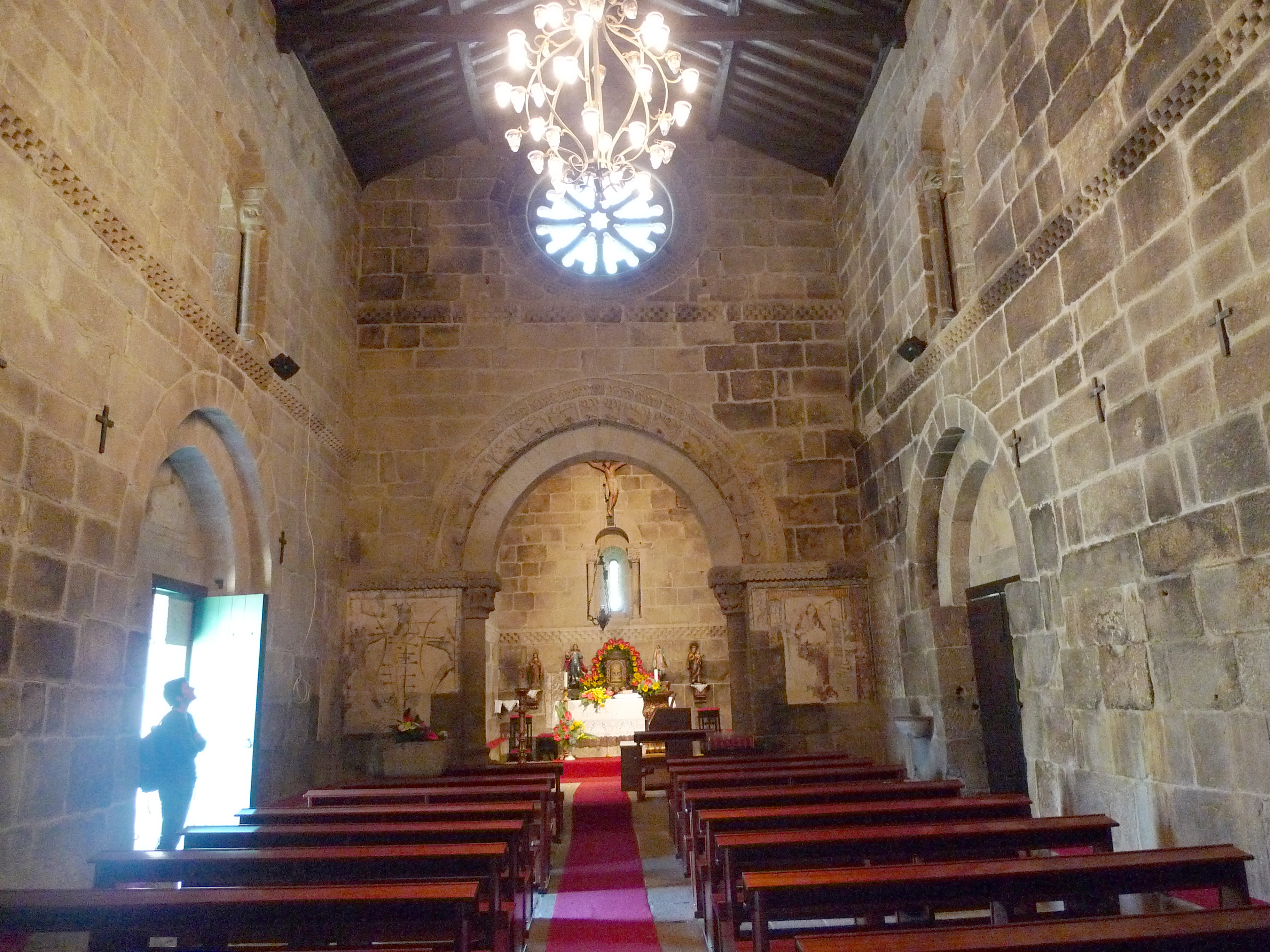
La iglesia de San Salvador de Bravaes y sus pinturas murales en los lados del altar mayor.
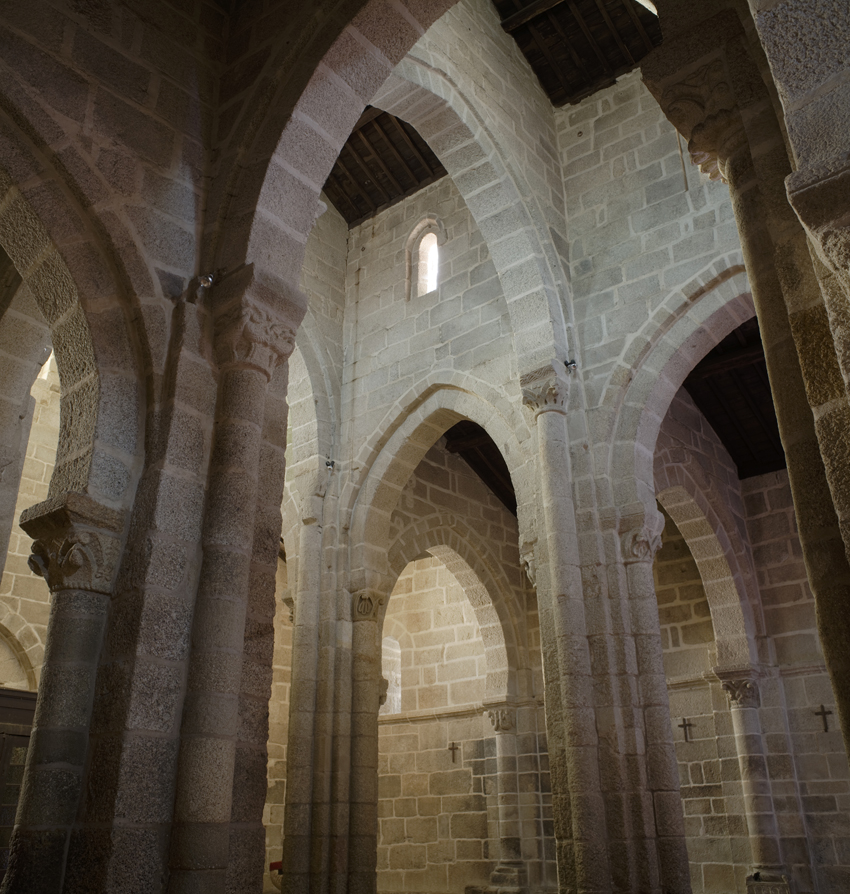
Nave del monasterio de Travanca, es claramente visible el uso de arcos apuntados para las arcadas.
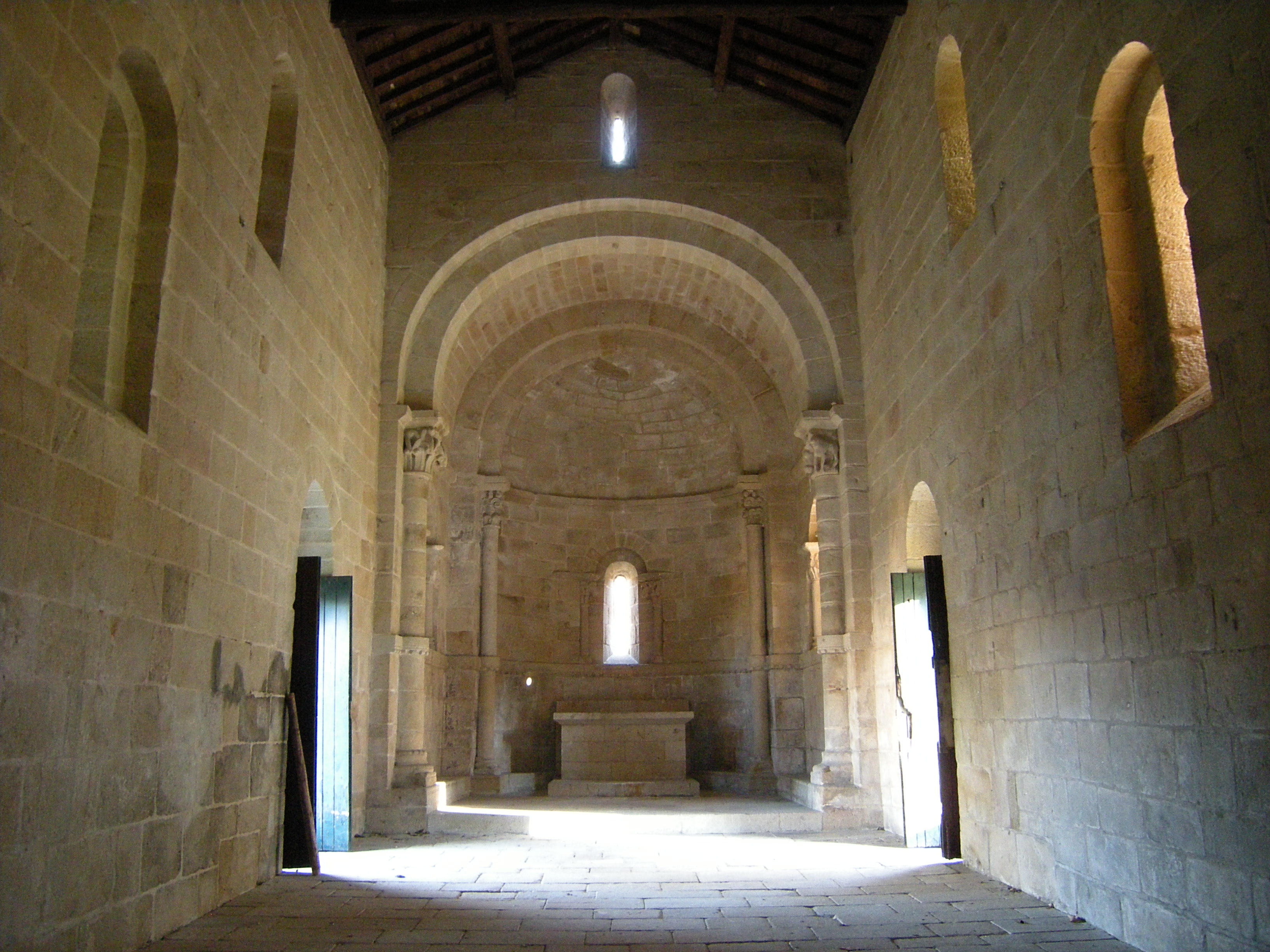
El altar mayor y la nave de la iglesia de Sanfins de Friestas, las ventanas laterales estrechas y frontales son otra marca románica.

### Portales

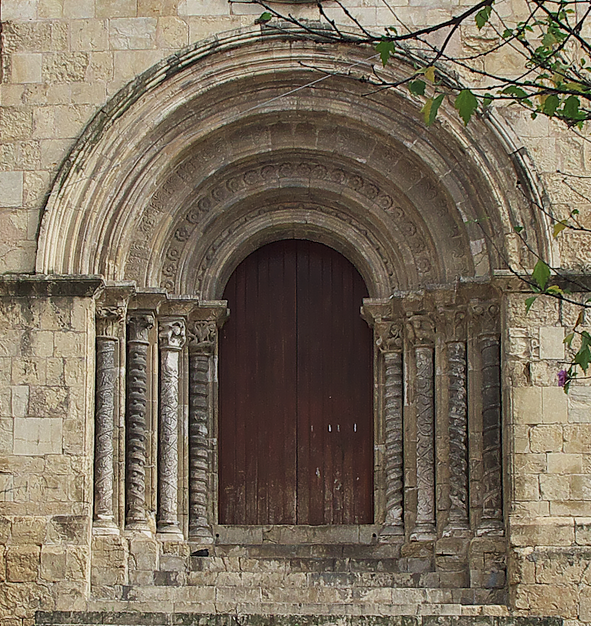
El portal de la iglesia de Santiago en Coímbra tiene columnas decoradas con motivos detallados.

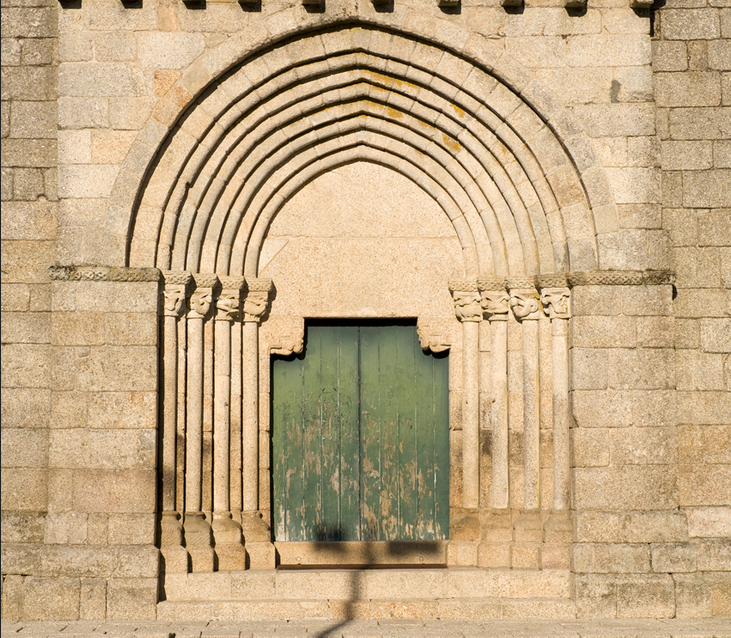
El monasterio de Travanca tiene un portal de arco apuntado, una característica que luego se desarrollaría en la arquitectura gótica.

Las iglesias románicas generalmente tienen un único portal ubicado centralmente en el frente oeste, el centro de la decoración de la fachada del edificio, y tanto las más grandes como las más pequeñas tenían entradas laterales que usaban comúnmente los fieles. Las puertas tienen las jambas con una serie de planos en retroceso, en cada uno de los cuales se establece una acanaladura circular y por encima un ábaco continuo. 
El arco semicircular que se eleva desde el ábaco tiene los mismos planos y molduras circulares que las jambas. El arco consiste típicamente en cuatro planos que contienen tres fustes, pero puede haber hasta doce fustes, simbolizando a los apóstoles. 
La apertura del portal puede ser arqueada, o puede fijarse con un dintel que soporte un tímpano, generalmente tallado. Un tímpano tallado generalmente constituye la obra escultórica más importante de una iglesia románica. El tema de la talla en un portal importante puede ser Cristo en Majestad o el Juicio Final. Las puertas laterales pueden incluir otros temas como el nacimiento de Cristo. El portal puede estar protegido por un porche, desde simples porches abiertos hasta estructuras más elaboradas. El contexto religioso del arte en ese momento era bien notable en las tallas de las iglesias, tanto dentro de la iglesia como fuera. Se muestran varios episodios de la vida de los santos y varios mitos e historias bíblicas. Los que fueron esculpidos especialmente en los tímpanos, capiteles y colonos de los portales se pueden dividir en dos temas principales: 
- Representaciones de motivos apotrópicos, como cruces y símbolos esotéricos.
- Representaciones de Teofanías o "Maiestas Domini" (Cristo en Majestad) como "Agnus Dei" (el cordero místico sujetando una cruz) o Cristo en aureola rodeado de profetas, ángeles y tetramorfos.

Portales
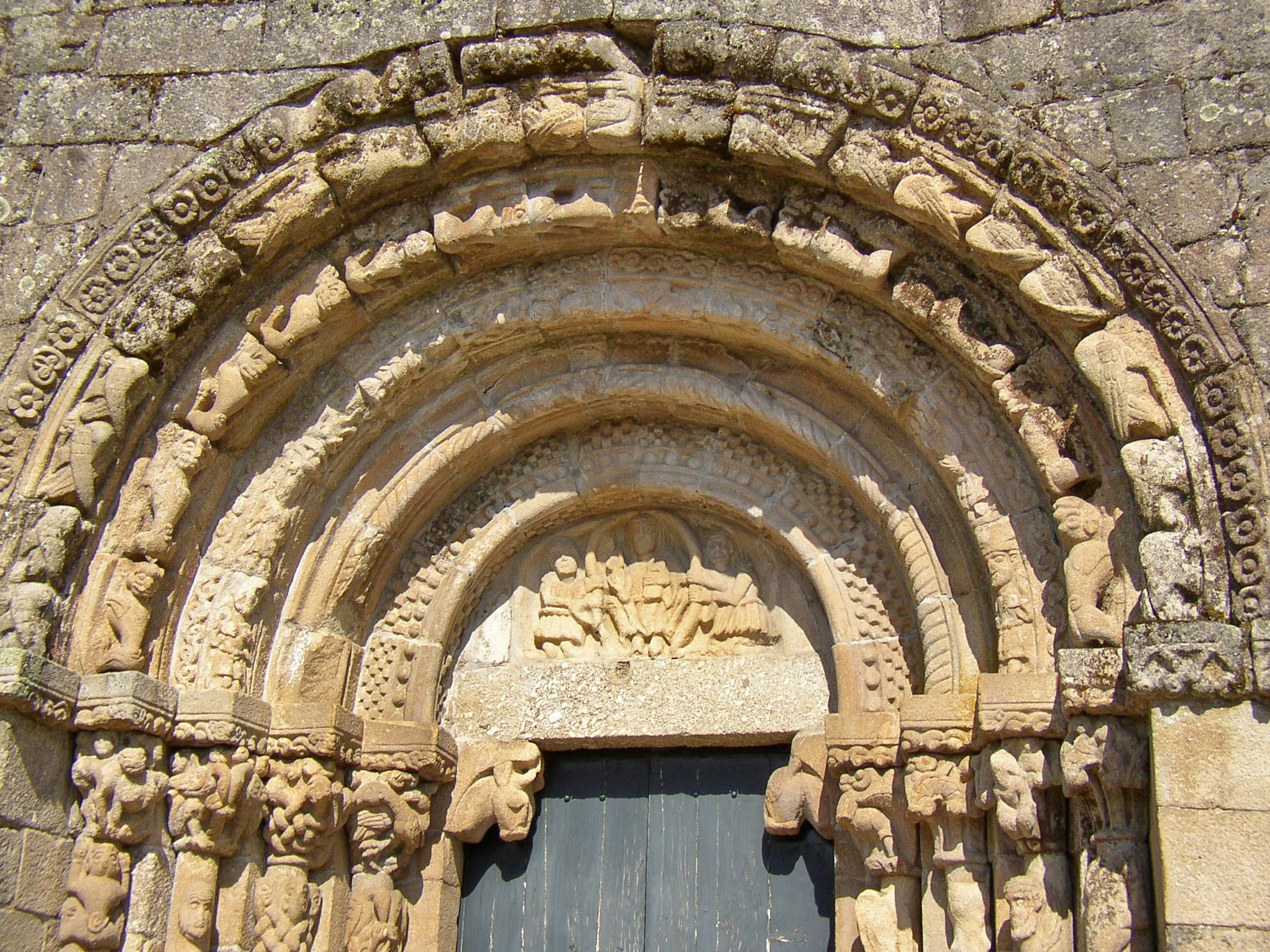
Tímpano de la iglesia de San Salvador de Bravaes, Cristo rodeado por dos de sus discípulos.
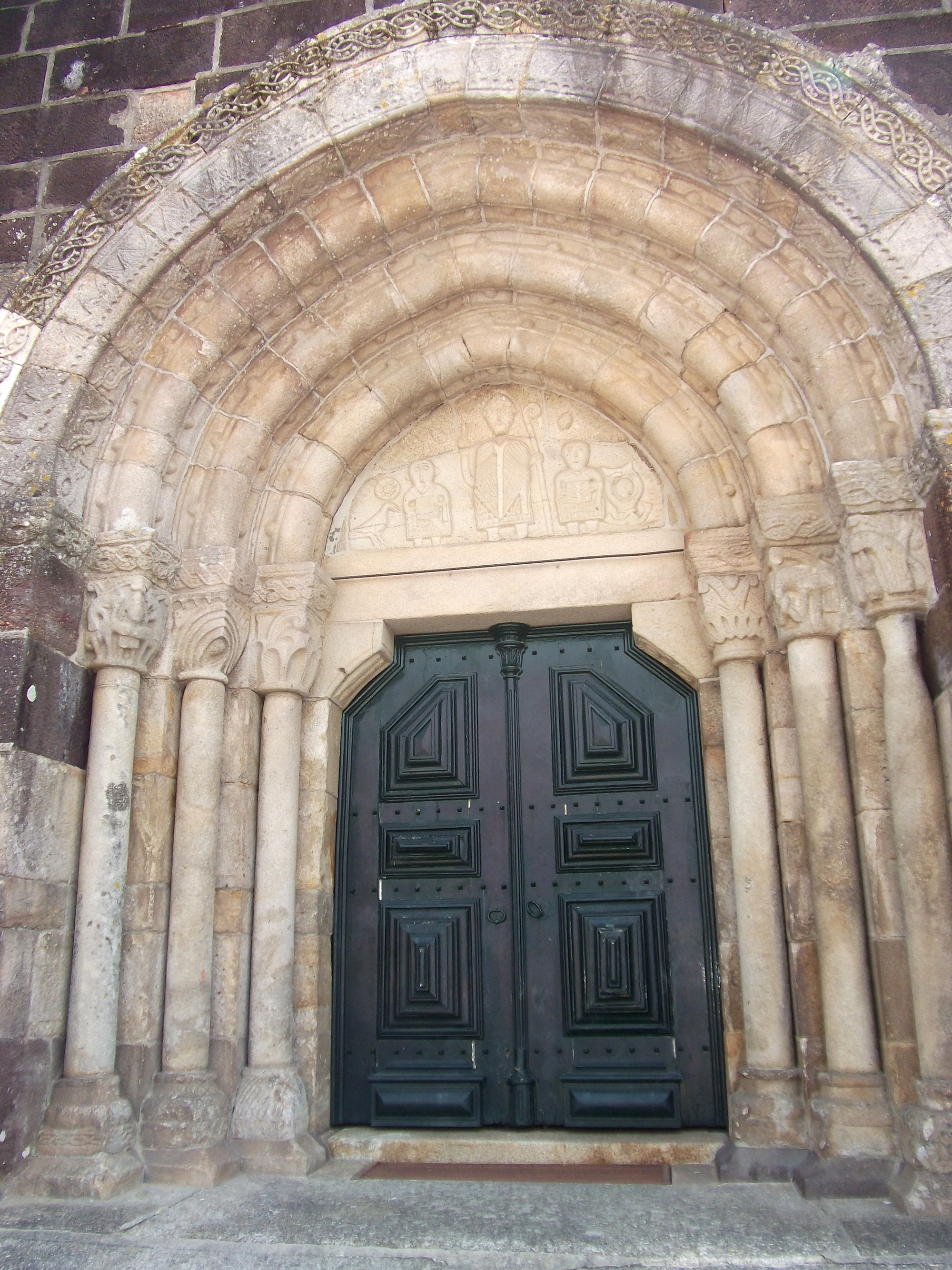
Portal de San Cristóbal de Rio Mau con motivos antropomorfos y vegetales.
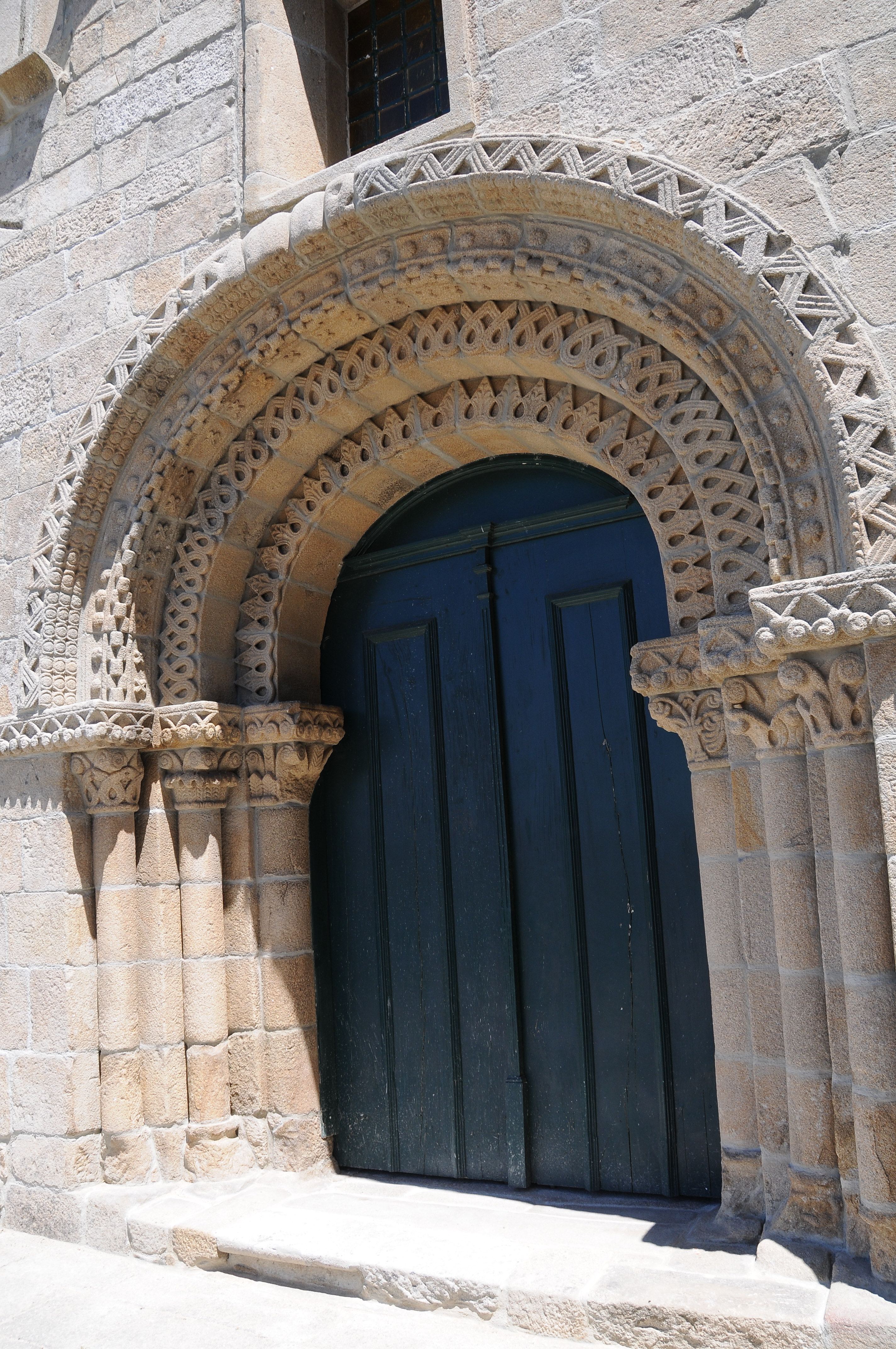
Portal de la Iglesia de Manhente y sus intrincadas tallas.
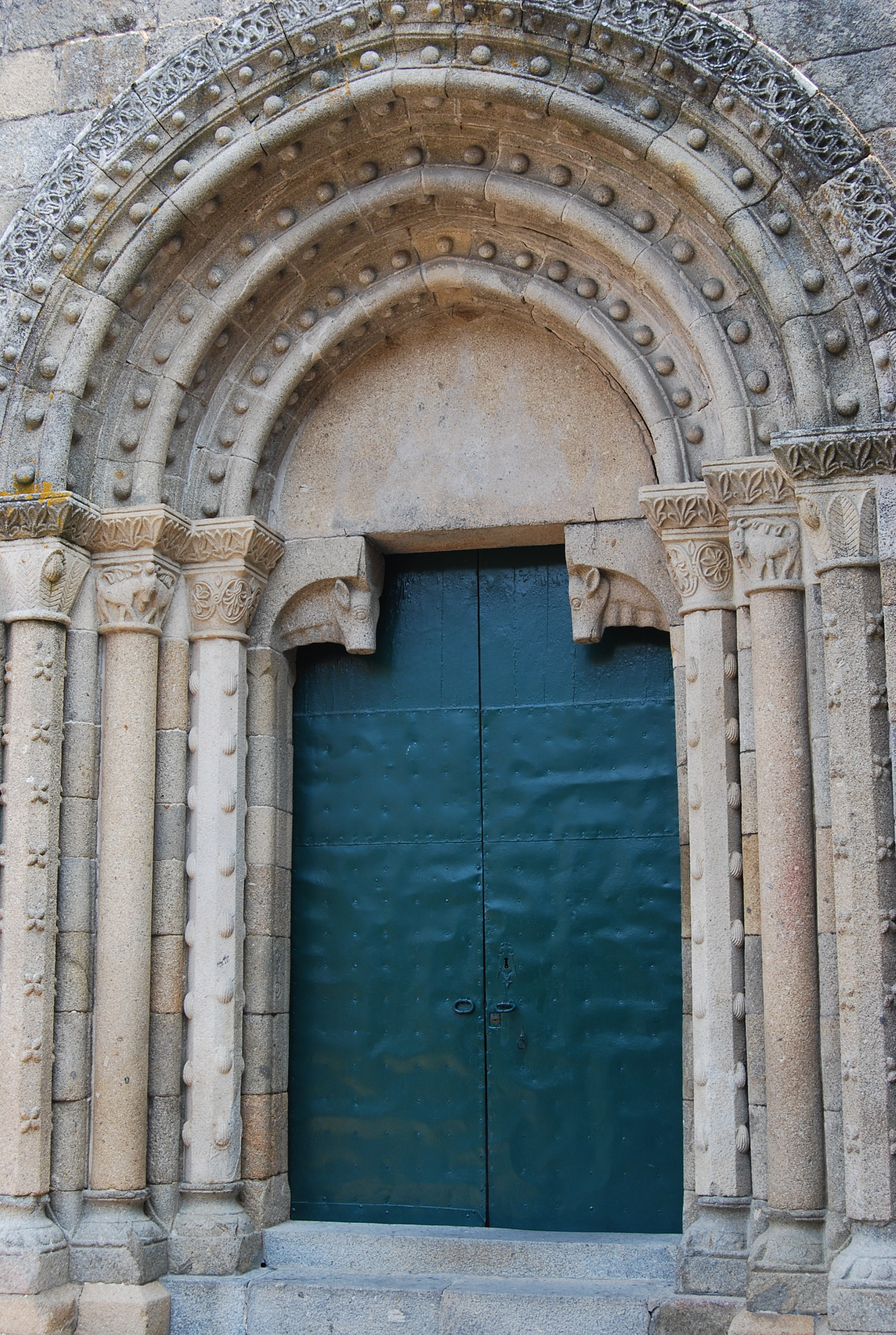
San Pedro de Roriz, con animales decorando las jambas y esculturas en las columnas.
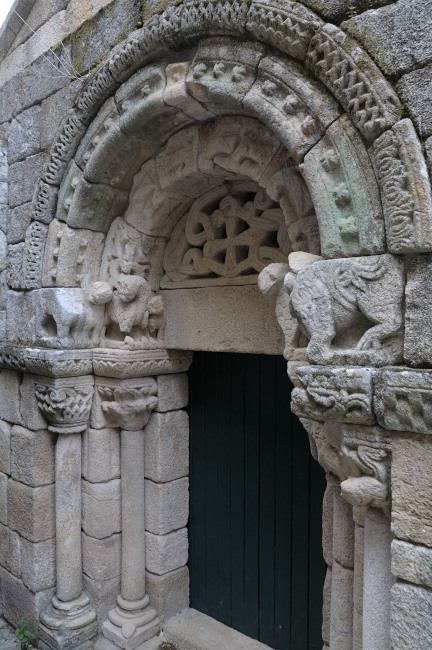
Puerta lateral del monasterio de San Pedro de las Águilas con animales mitológicos y motivos esotéricos.
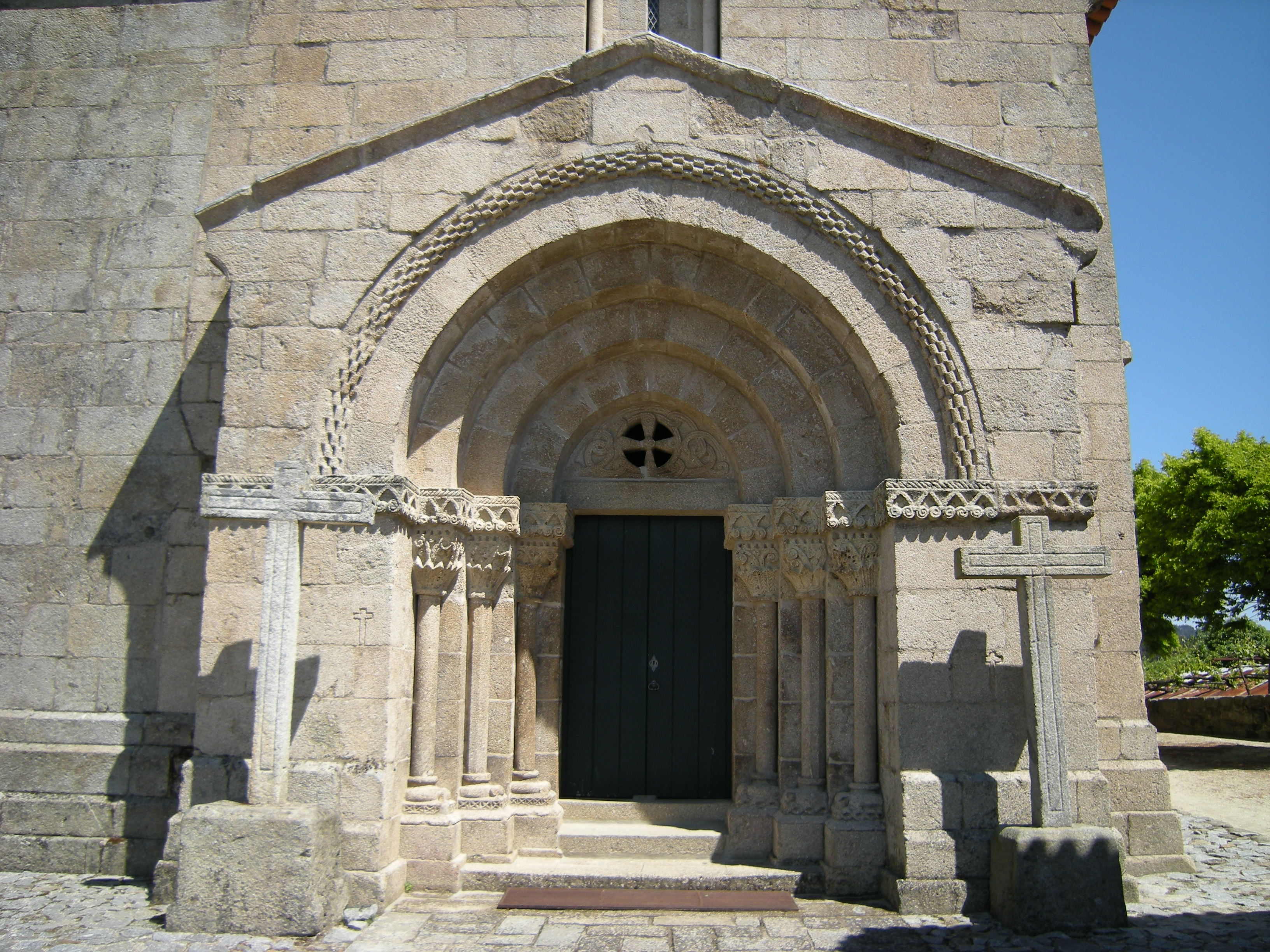
La iglesia de San Salvador de Unhao tiene un portal protegido por un porche.
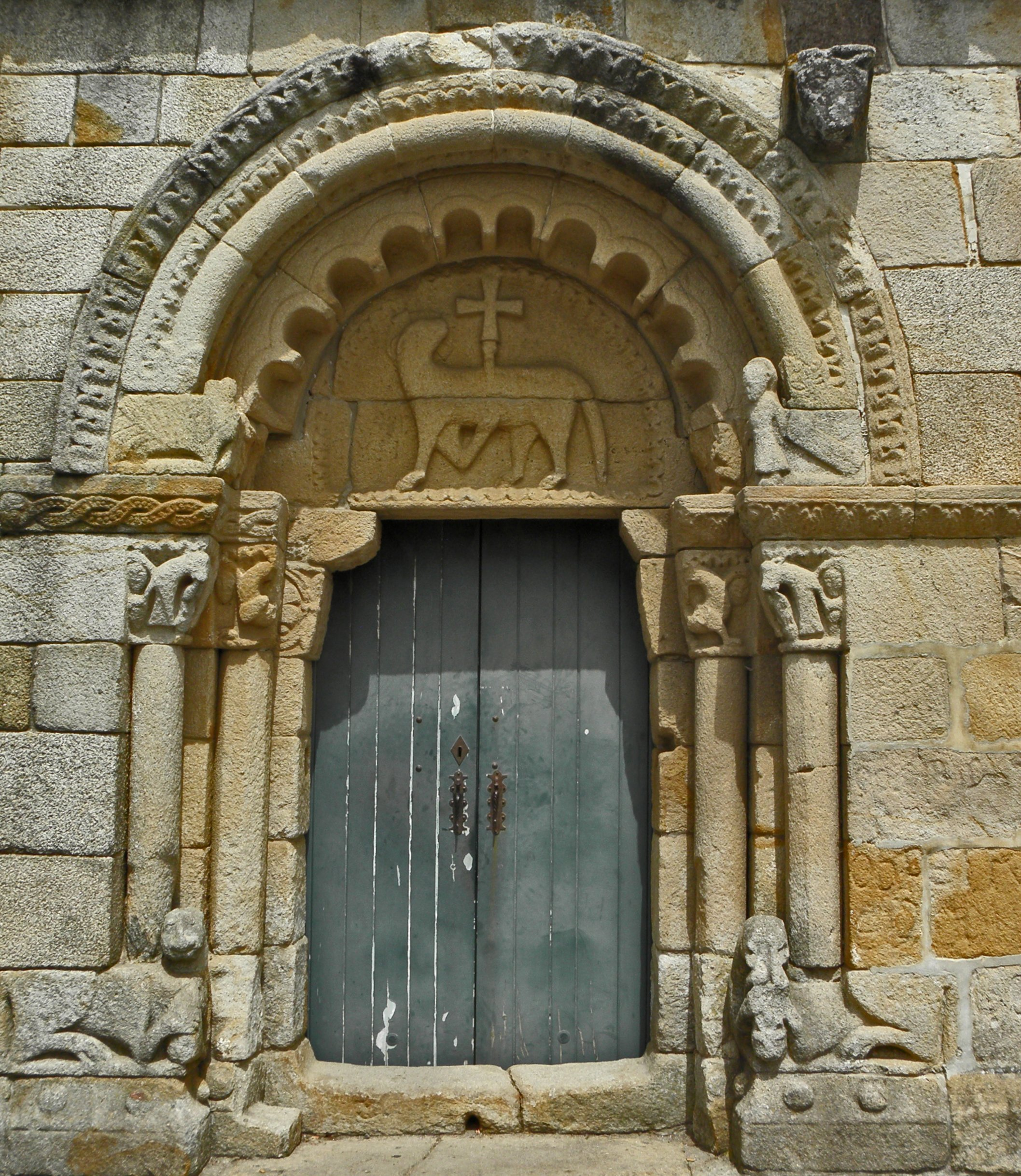
Puerta lateral de la iglesia de San Pedro de Rates con el Agnus Dei: el Cordero de Dios cargando una cruz.
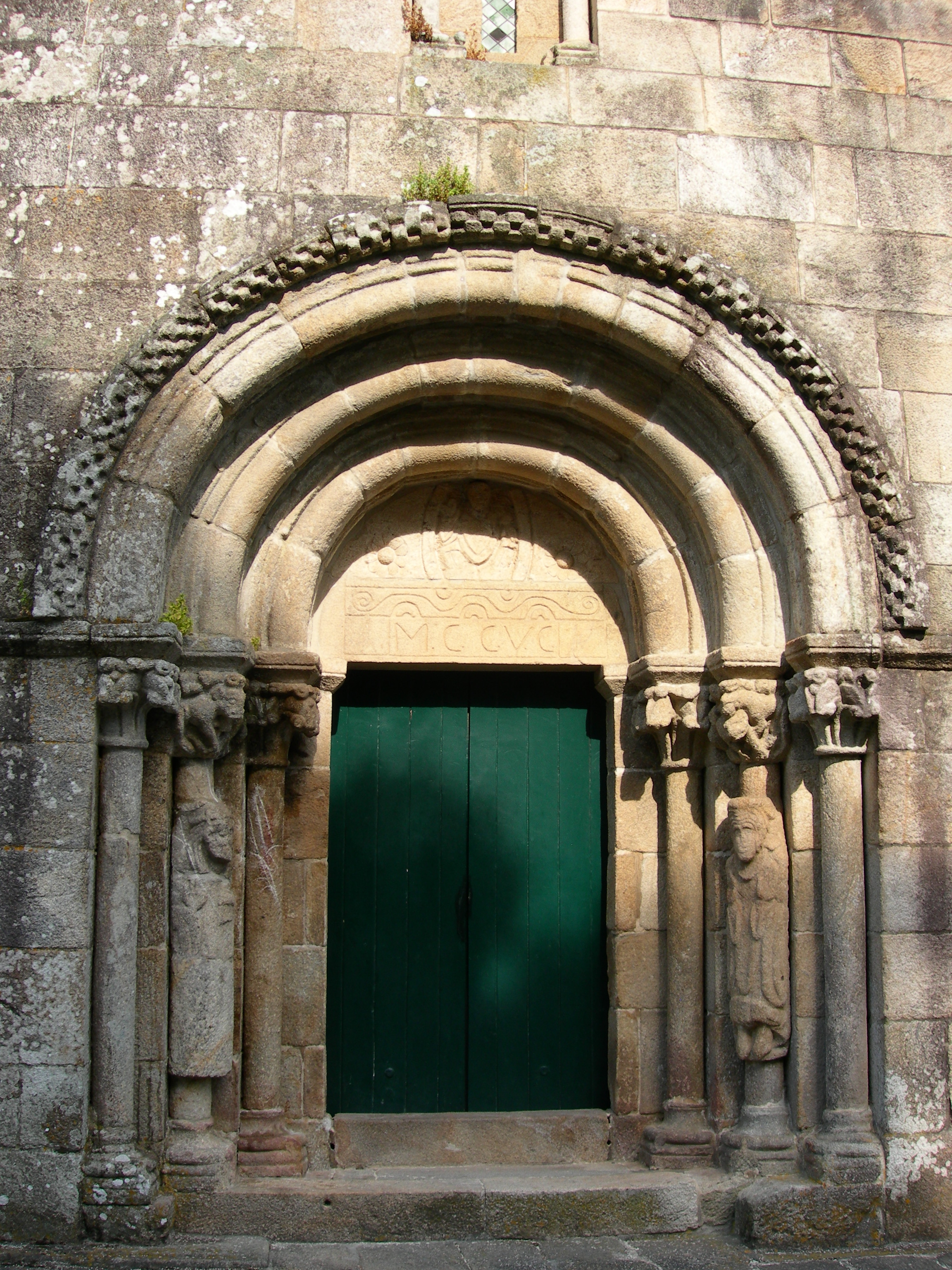
Portal de la iglesia de San Pedro de Rubiaes con dos figuras humanas en el fuste de las collonettes y Cristo en Majestad en el tímpano.

### Capiteles

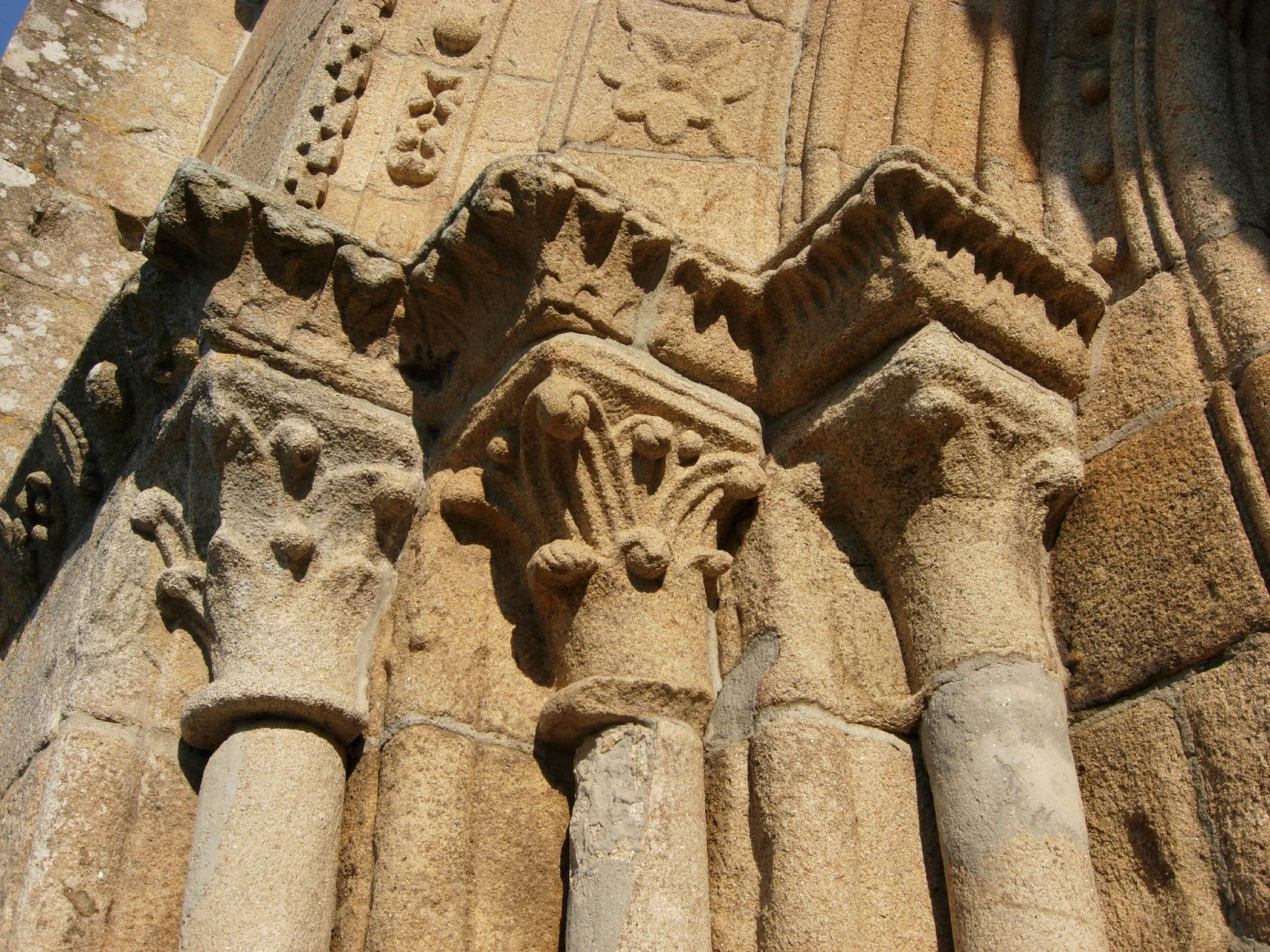
Capitales vegetales en la capilla de Nossa Senhora da Orada.

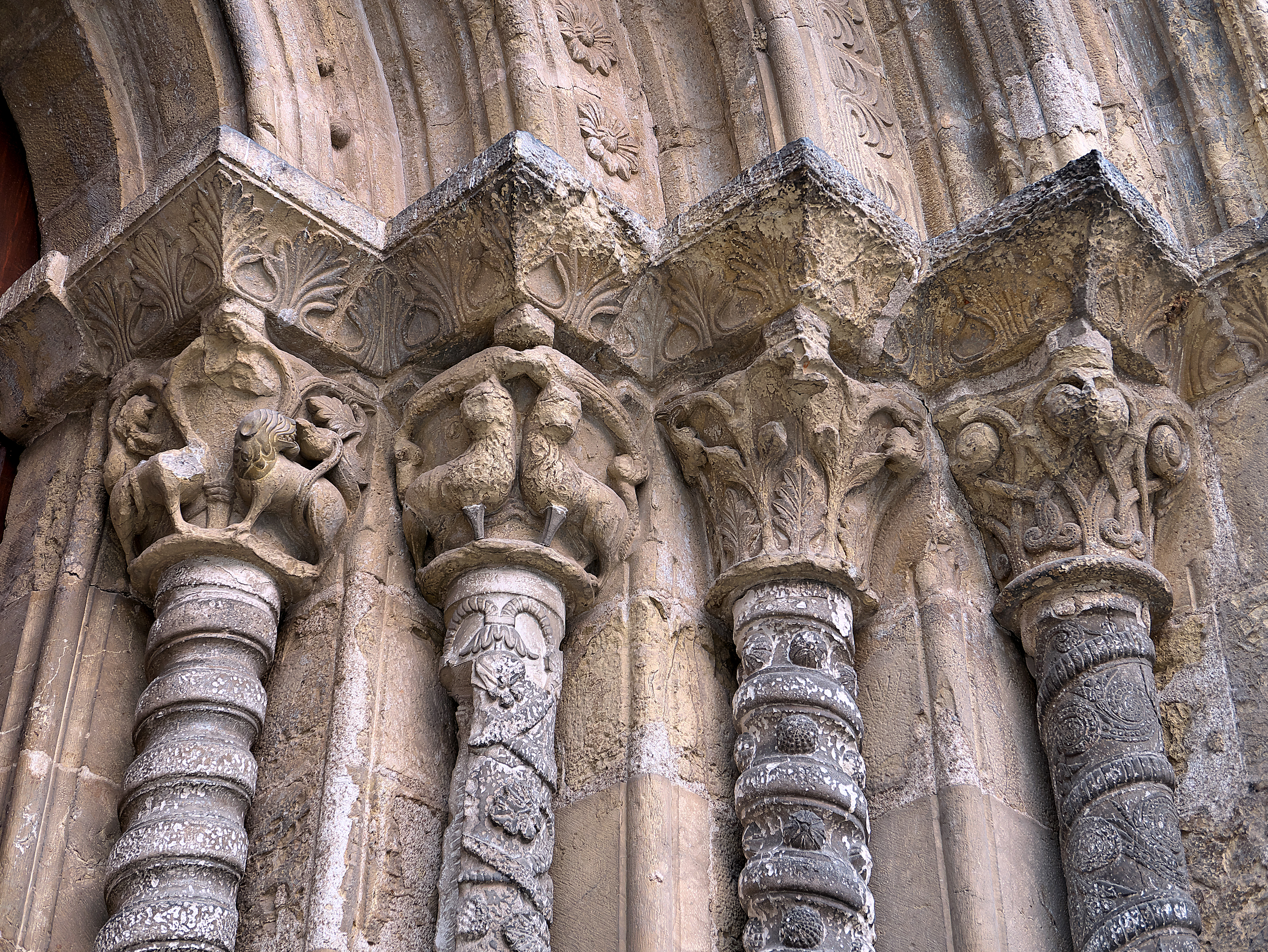
Tallas en capitel y columnas con animales en la Iglesia de Santiago.

El estilo corintio foliado proporcionó la inspiración para muchos capiteles románicos, y la precisión con que fueron tallados dependió en gran medida de la disponibilidad de los modelos originales, estando algunos más cercanos al modelo clásico que otros. 
El capitel corintio es esencialmente redondo en la parte inferior, donde se asienta sobre una columna circular y un cuadrado en la parte superior, donde sostiene la pared o el arco. Esta forma de capital se mantuvo en las proporciones generales y contorno del capitel románico. Esto se logró simplemente cortando un cubo rectangular y quitando las cuatro esquinas inferiores formando un ángulo para que el bloque quedara cuadrado en la parte superior, pero octagonal en la parte inferior. Esta forma se prestó a una amplia variedad de tratamientos superficiales, a veces foliares en imitación de la fuente, pero a menudo figurativos, sin olvidar que el tipo de piedra utilizada para la construcción de las iglesias románicas en Portugal era principalmente de granito, lo que hizo la talla de detalles intrincados y afilados mucho más difícil. 
Sin embargo, es en los capiteles figurativos donde se muestra la mayor originalidad. Mientras que algunos dependen de ilustraciones manuscritas de escenas bíblicas y representaciones de bestias y monstruos, otros son escenas animadas de leyendas de santos locales, todos con un profundo significado religioso y objetivo pedagógico de enseñar a los fieles sobre las virtudes y los pecados que los guíen por el camino correcto.
Otro aspecto importante de la iconografía representada en las capiteles a lo largo de los edificios románicos portugueses son las escenas de la vida cotidiana o eventos mundanos como músicos que tocan instrumentos, acróbatas que realizan acrobacias, gente que baila. Además, escenas que representan las diversas actividades económicas de ese período, como campesinos que plantan cultivos, animales de granja (vacas, ovejas, cabras, caballos, etc.), así como la jerarquía social medieval que muestra caballeros, obispos y campesinos, cada uno de los cuales realiza tareas específicas de acuerdo con sus posiciones sociales.

Detalles de capiteles románicos
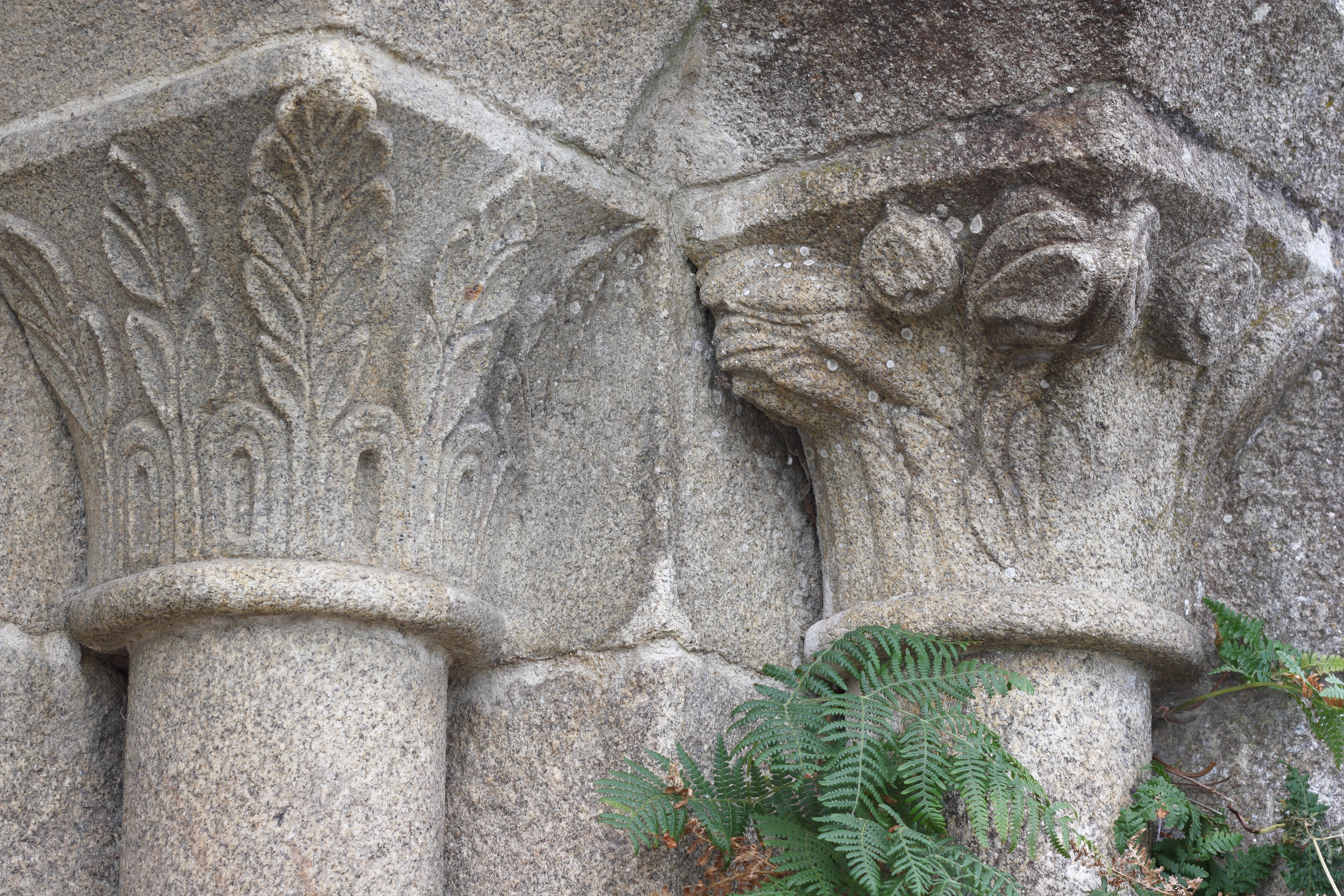
Motivos vegetales en el monasterio de San Salvador de Paderne.
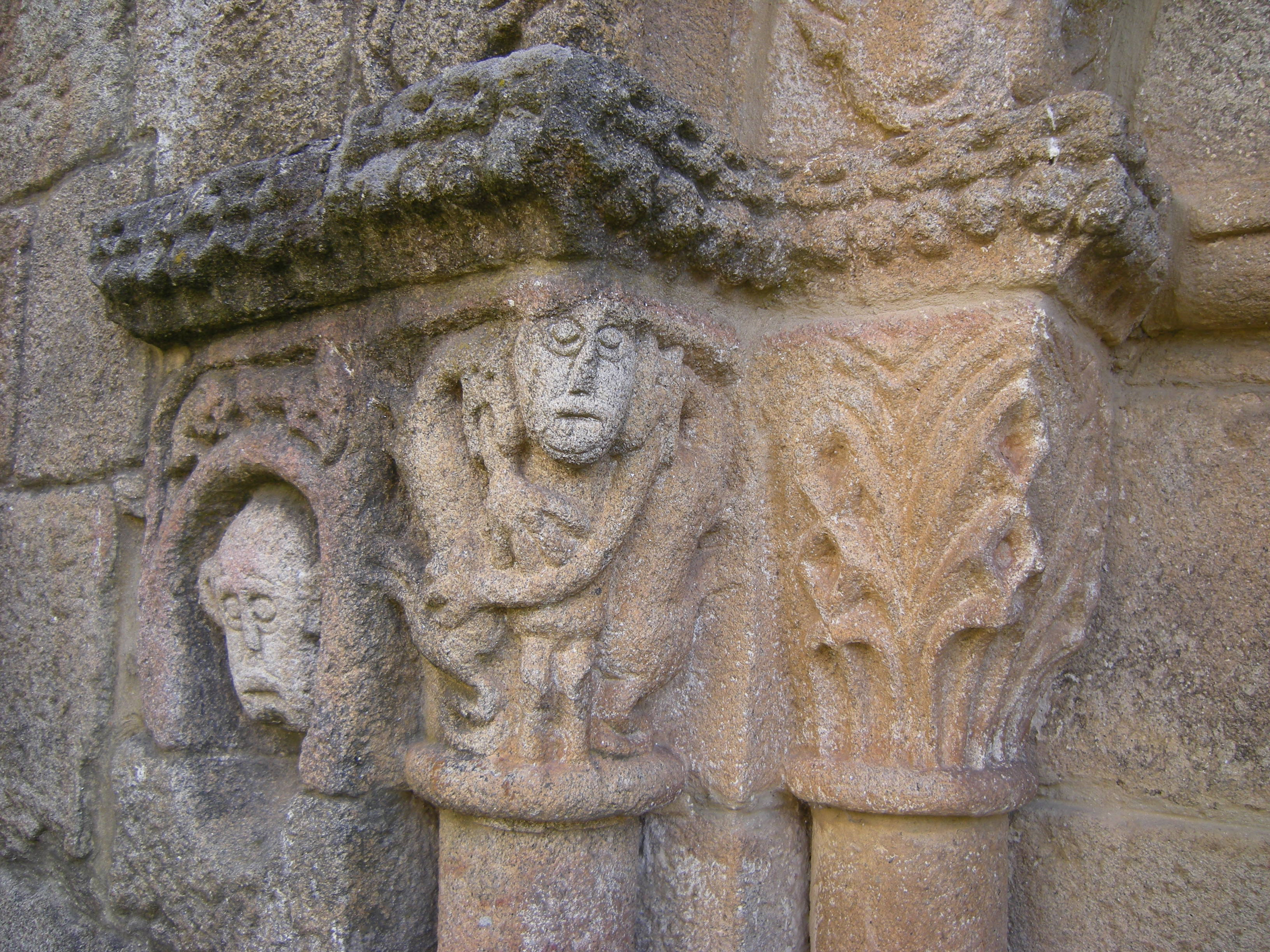
Figuras antropomorfas en los capiteles de la capilla de Granjinha.
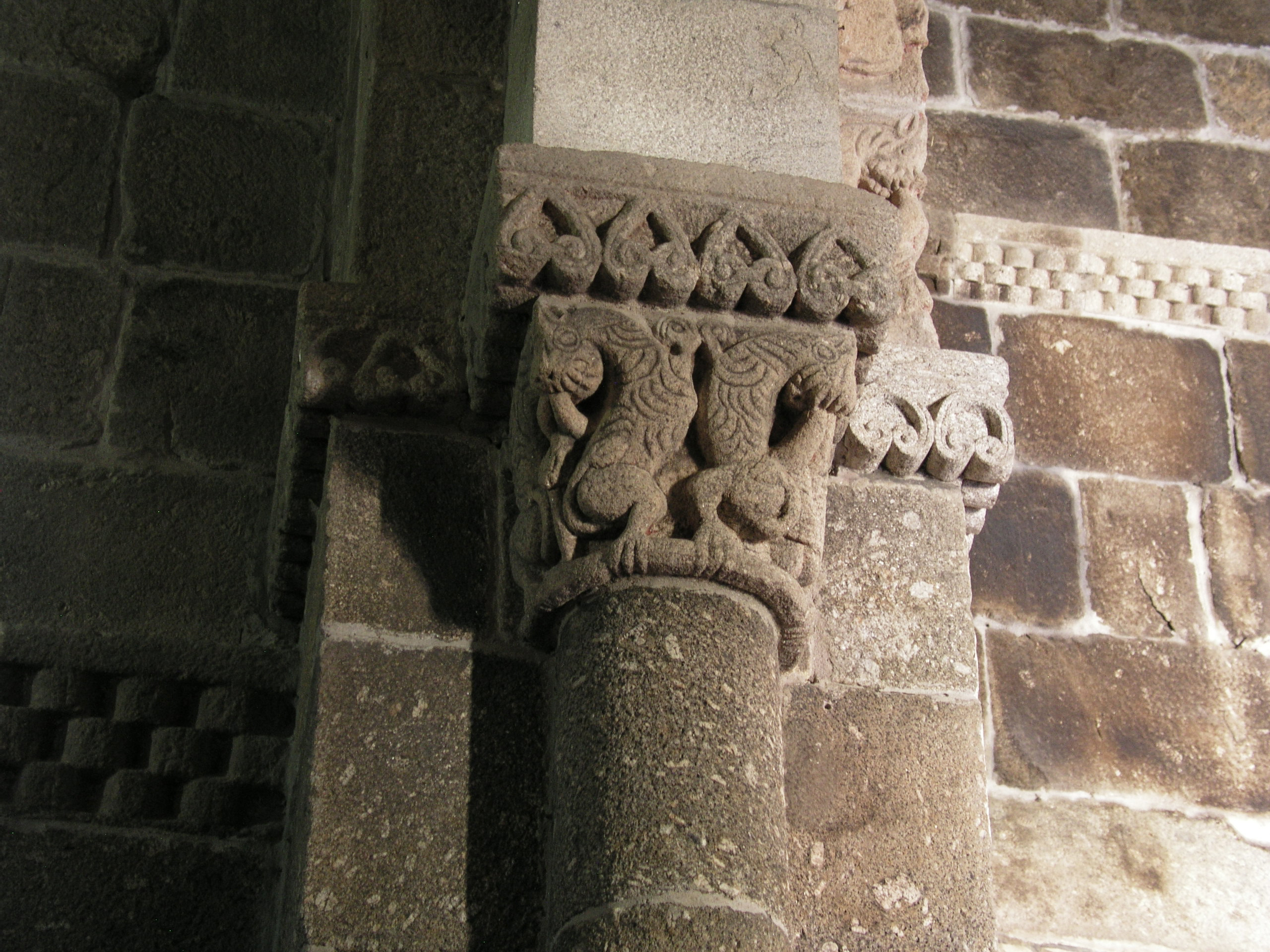
Capitel de la Iglesia de los bravaes con dragones.
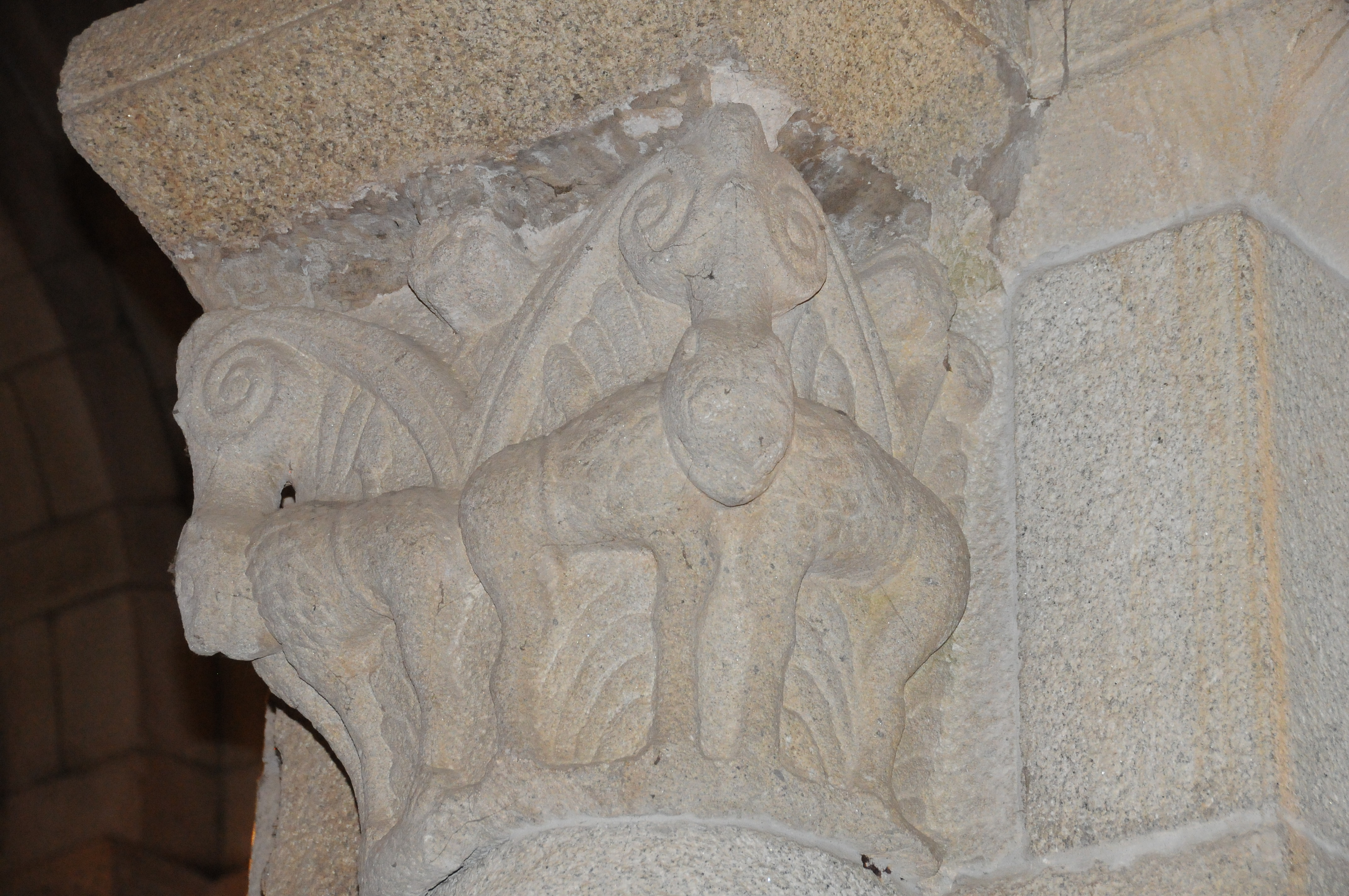
En la iglesia de San Pedro de Rates hay capiteles con escenas bíblicas como el episodio de Daniel y los Leones.
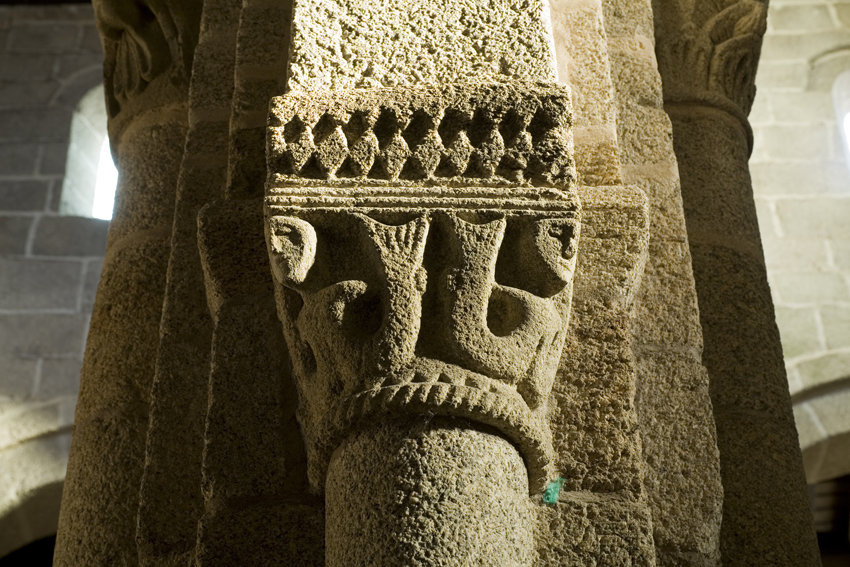
Sirenas talladas en un capitel en el monasterio de Travanca.
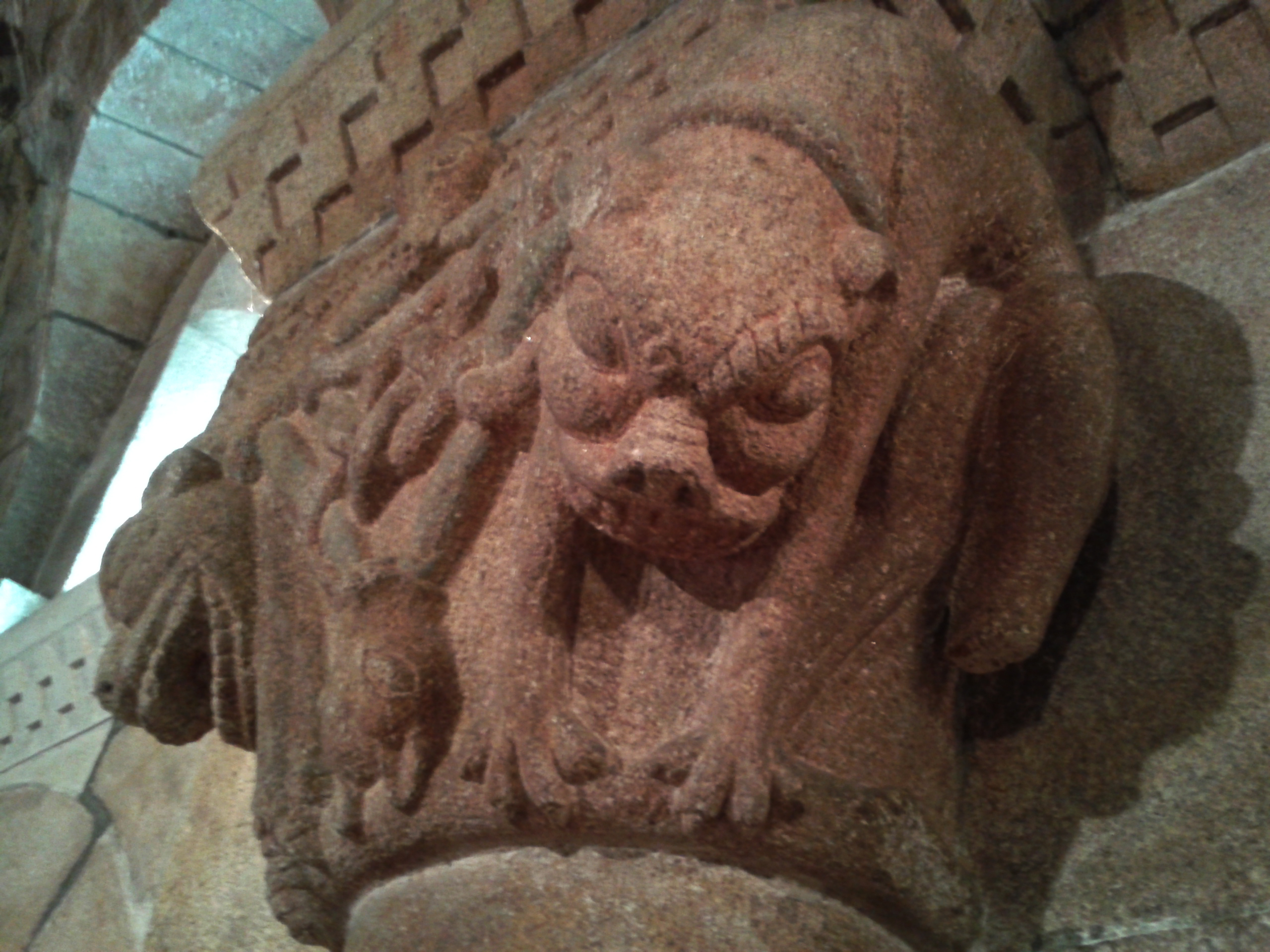
Bestias en la iglesia de San Cristóbal de Rio Mau.

### Corbeles y modillones

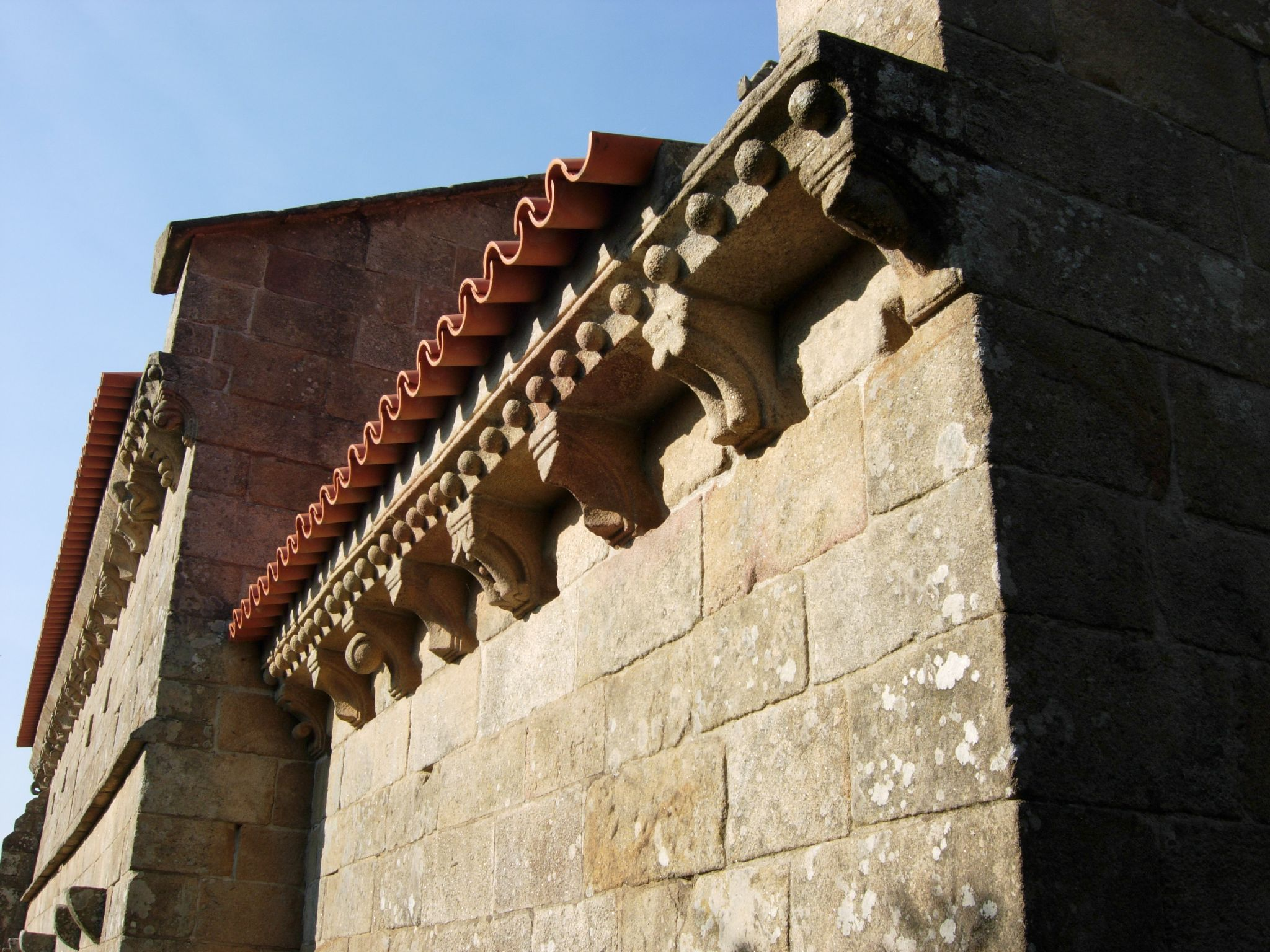
Formas naturalistas y esotéricas en ménsulas en la iglesia Milieu

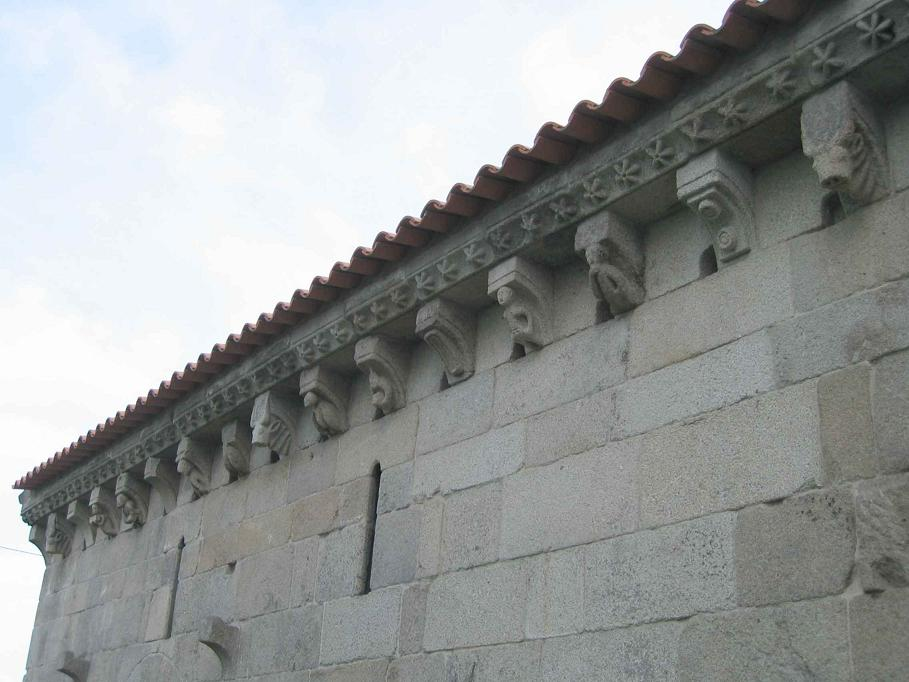
Una fila completa de modillones en una mesa de la iglesia de San Gens de Boelhe.

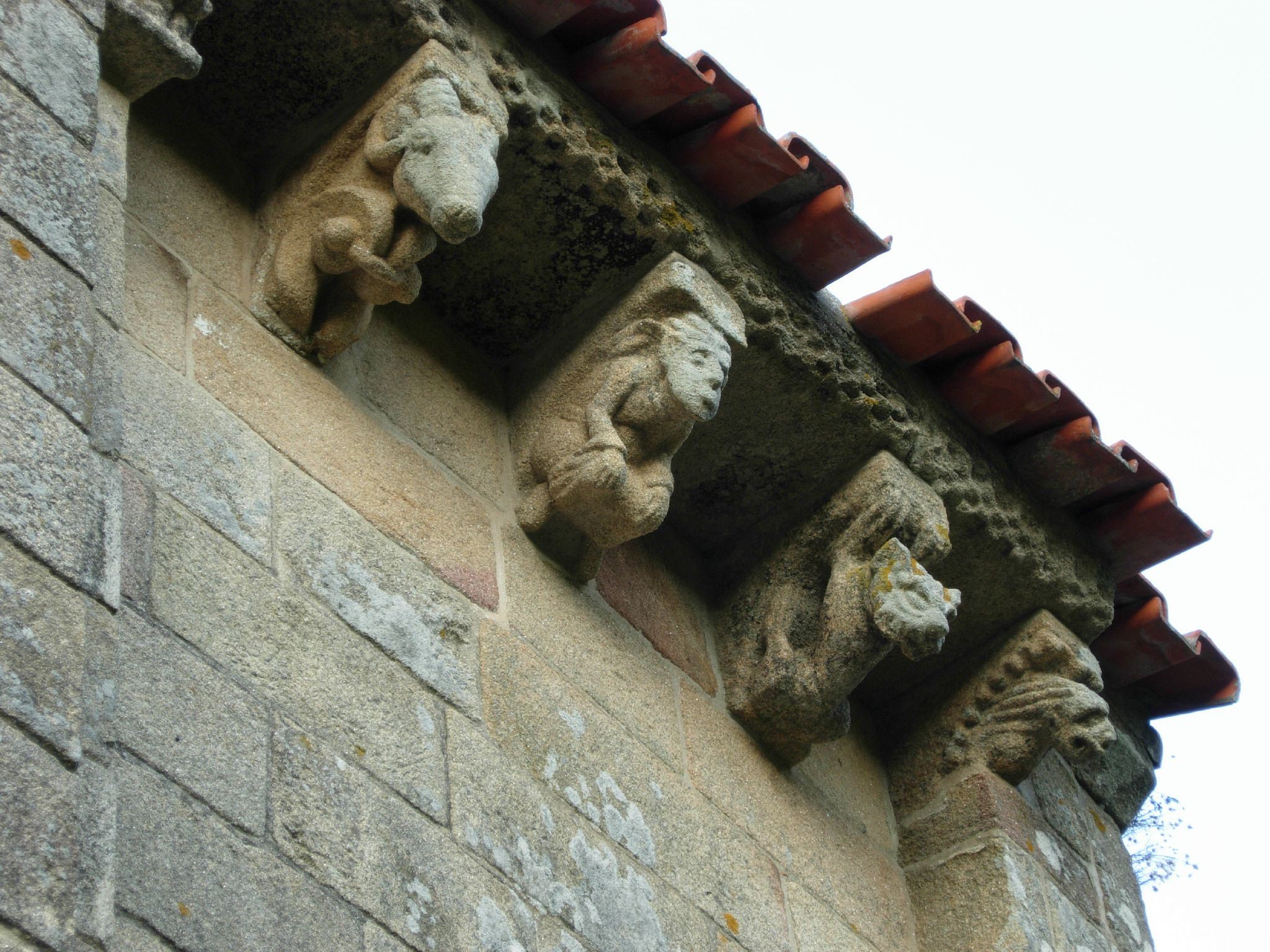
Un corbel con humanos, animales y bestias talladas en los modillones. Iglesia de Sanfins de Friestas.

En la arquitectura románica, un corbel es una pieza estructural de piedra que sobresale de una pared para llevar un peso, un tipo de soporte. La técnica de corbelling, donde filas de ménsulas profundamente incrustadas dentro de una pared soportan un muro o parapeto que se proyecta, se ha utilizado desde tiempos neolíticos. Un modillón es un soporte adornado situado debajo de una cornisa y apoyándola, más elaborada que las dentillas (literalmente traducidas como dientes pequeños), fueron talladas clásicamente bajo una cornisa corintia o compuesta, pero pueden soportar cualquier tipo de cornisa de alero.
Los corbeles en los edificios románicos portugueses a menudo tienen una apariencia elaboradamente esculpida con cabezas estilizadas de humanos, animales y "bestias" imaginarias, o una amplia gama de motivos, a veces terminan con un punto que parece crecer en la pared o formando un nudo, y con frecuencia son sustentados por ángeles y otras figuras. En períodos posteriores, las hojas talladas y otros adornos utilizados en las ménsulas se parecían a los utilizados en los capiteles de las columnas.
Otra característica particular de los edificios románicos son las tablas de corbel, un marcapiano moldeado proyectado y suatentado por un conjunto de ménsulas. A veces, estas ménsulas llevan una pequeña arcada debajo del marcapiano, cuyos arcos son puntiagudos y trefilados. Como regla general, las tablas de corbel llevan el canalón, pero la tabla de corbel con arcadas también se usó como decoración para subdividir los pisos y romper la superficie de la pared. En algunos edificios, las ménsulas formarán una moldura y, por encima de una pieza lisa de una pared saliente, formarán un pretil.

Detalles en los corbeles
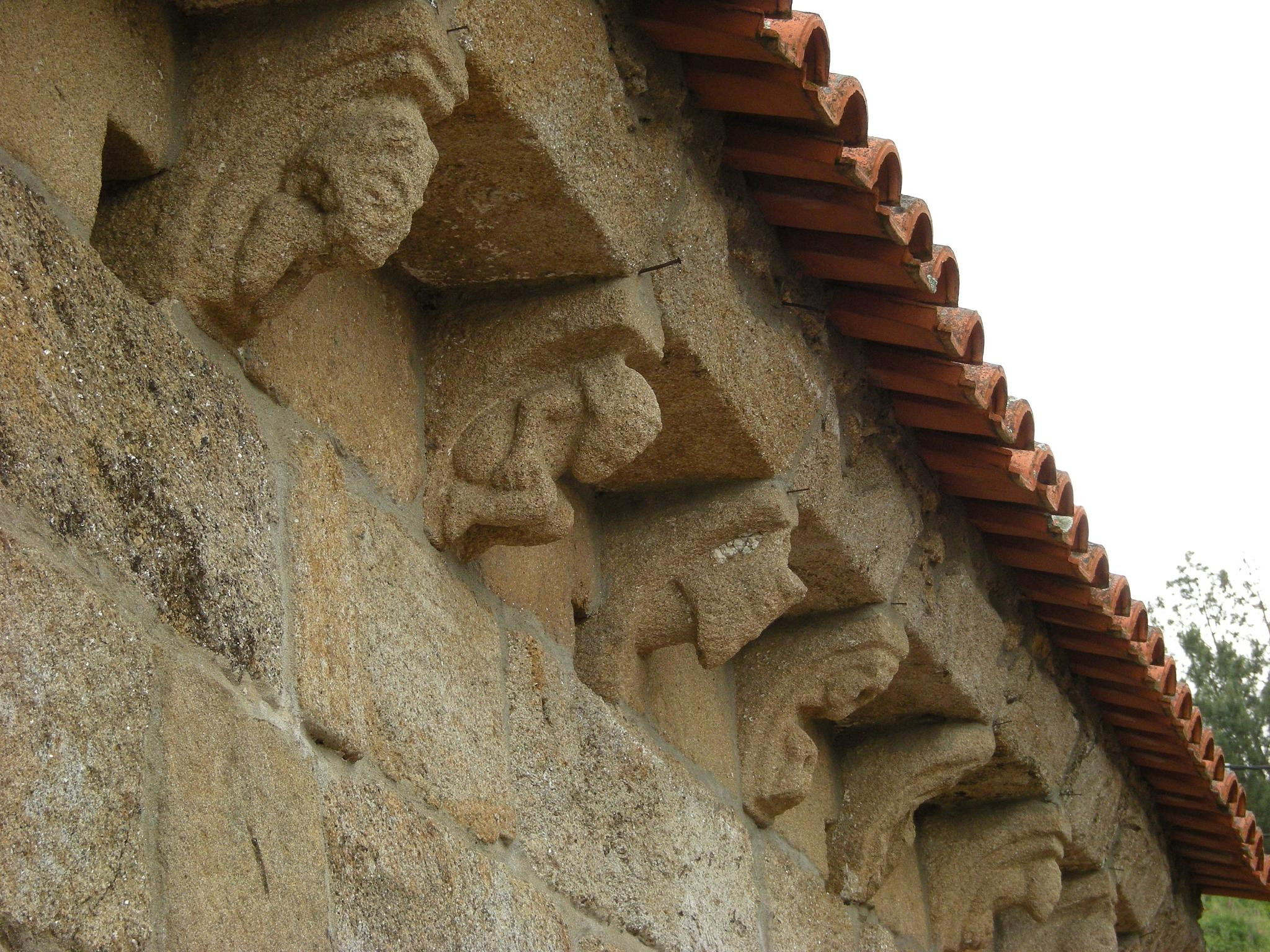
Humanos y bestias en la iglesia de Chaviães
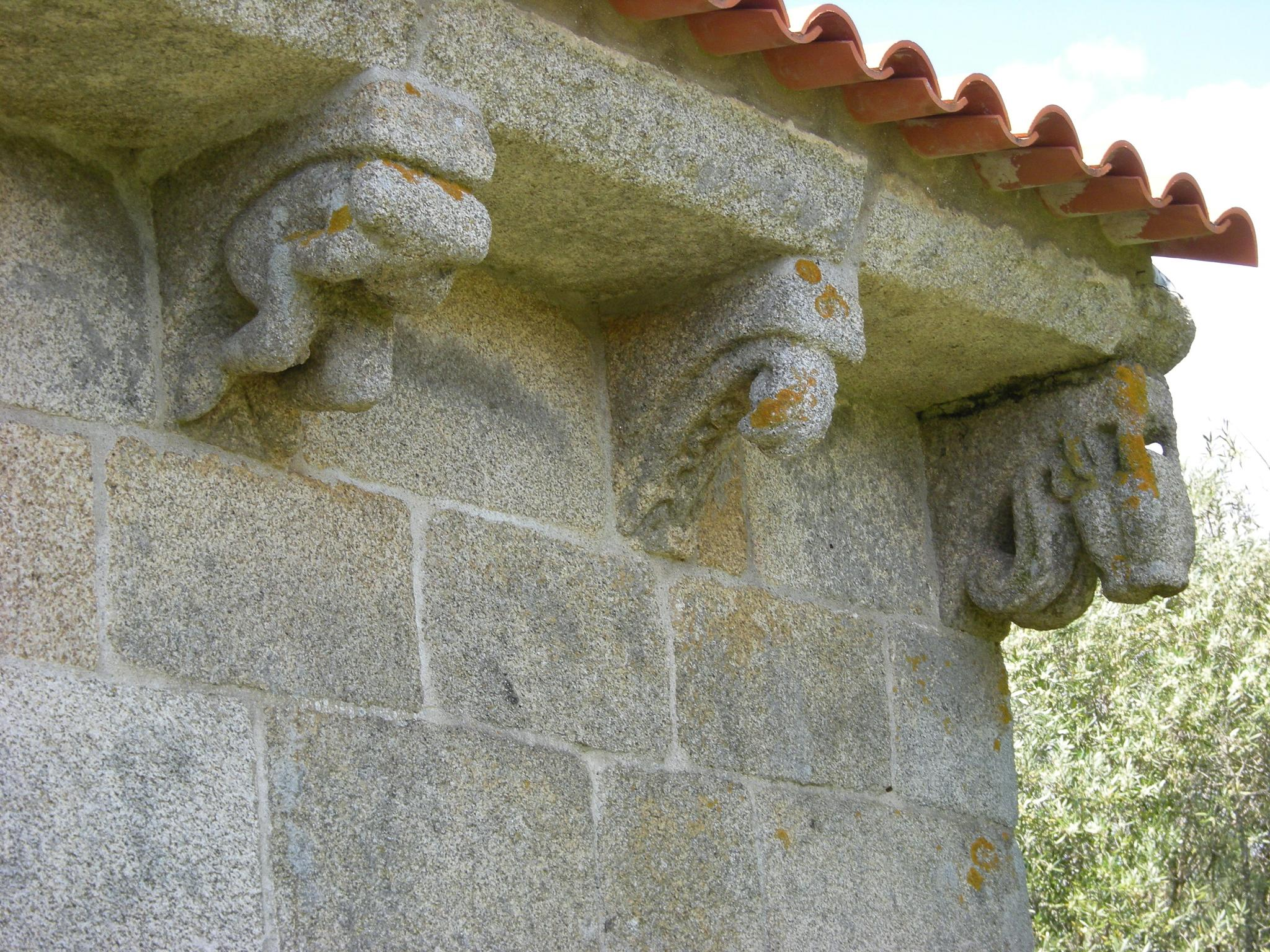
Ménsulas en la Iglesia de San Claudio de Nogueira
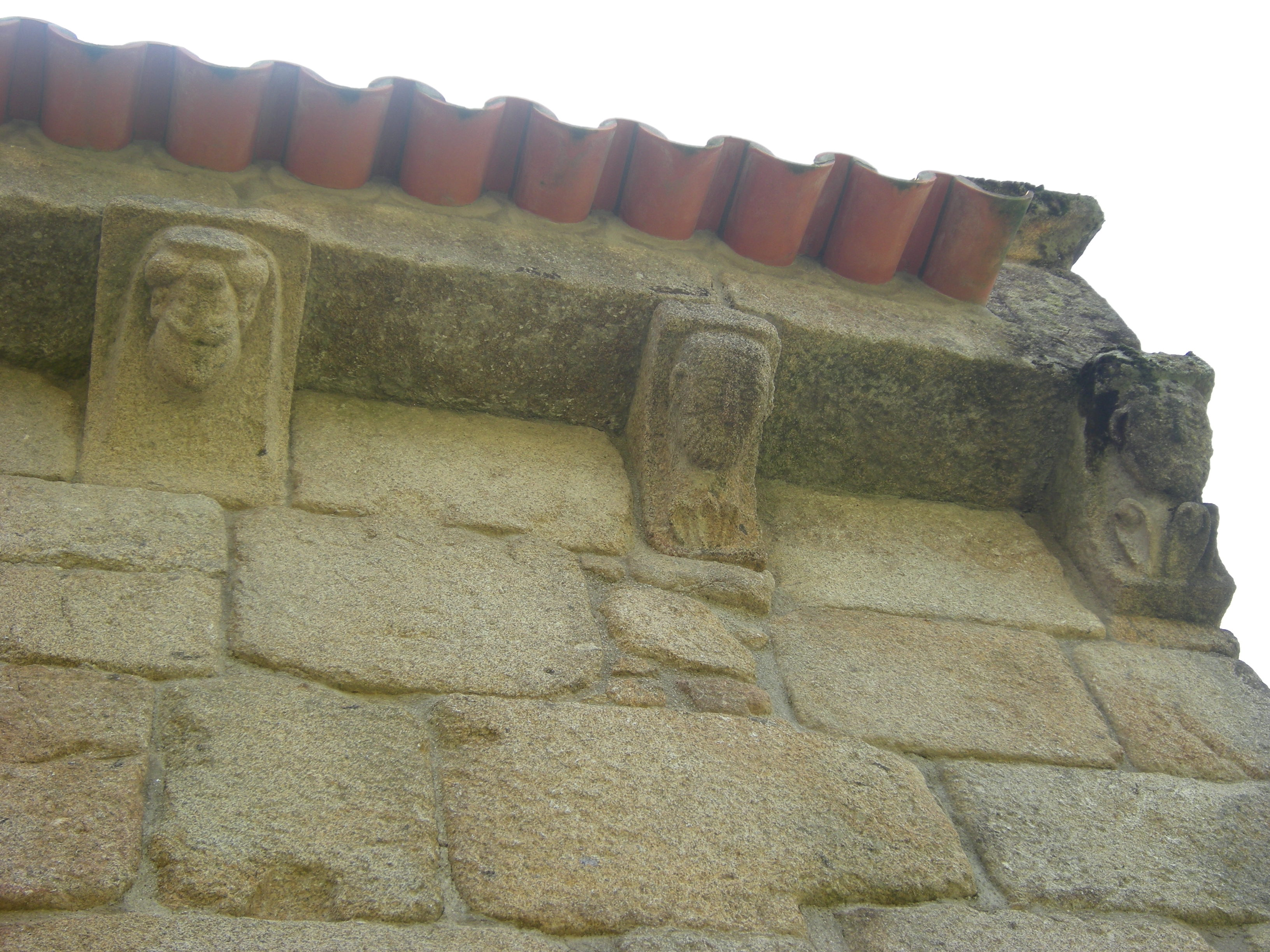
Modillones en la iglesia de Moreira de Lima
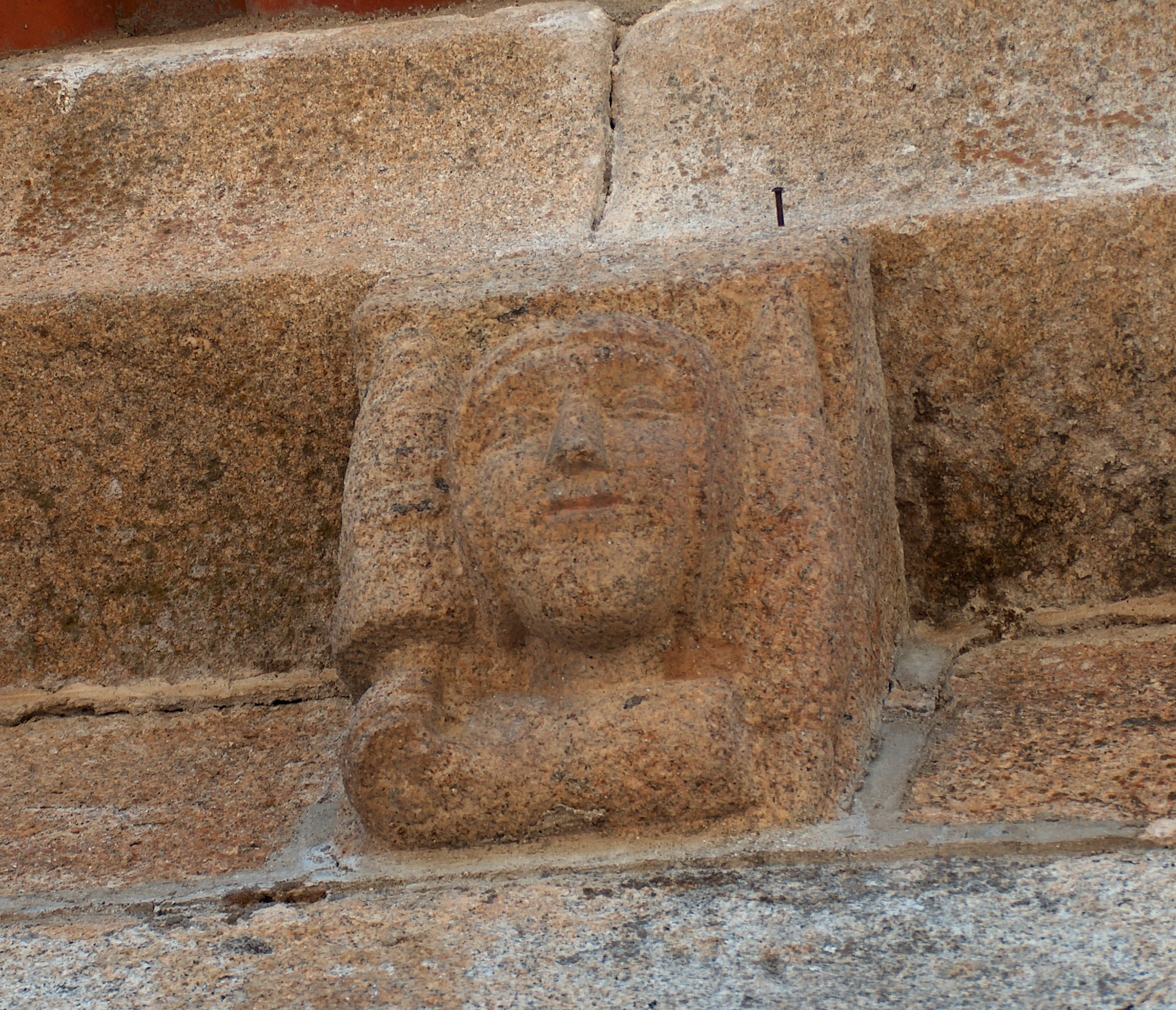
Iglesia de Mouçós con rostros humanos en sus modillones
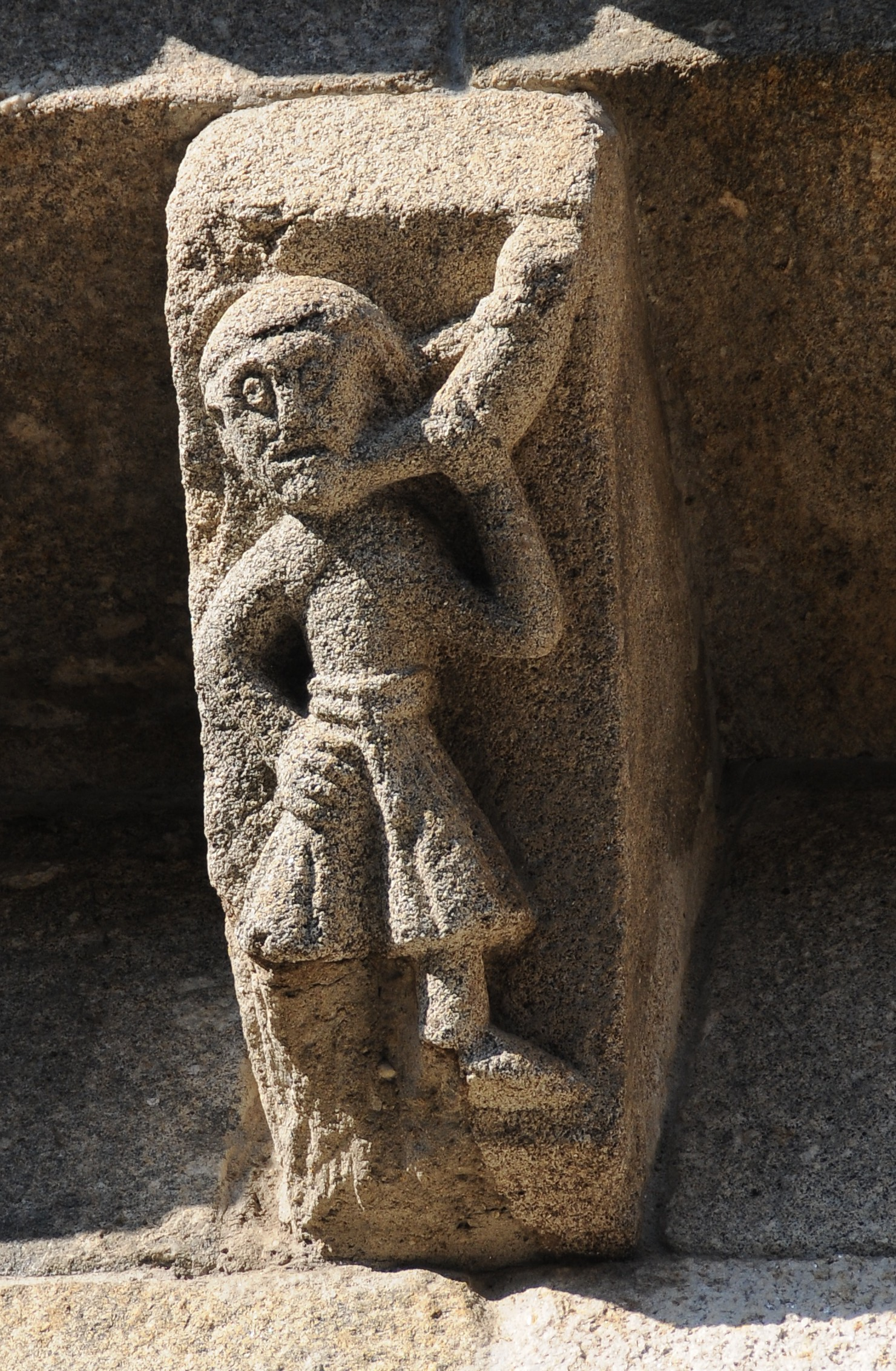
El "soplador de cuernos" en la catedral de Braga]

### Ábsides (extremos orientales) y absidiolos

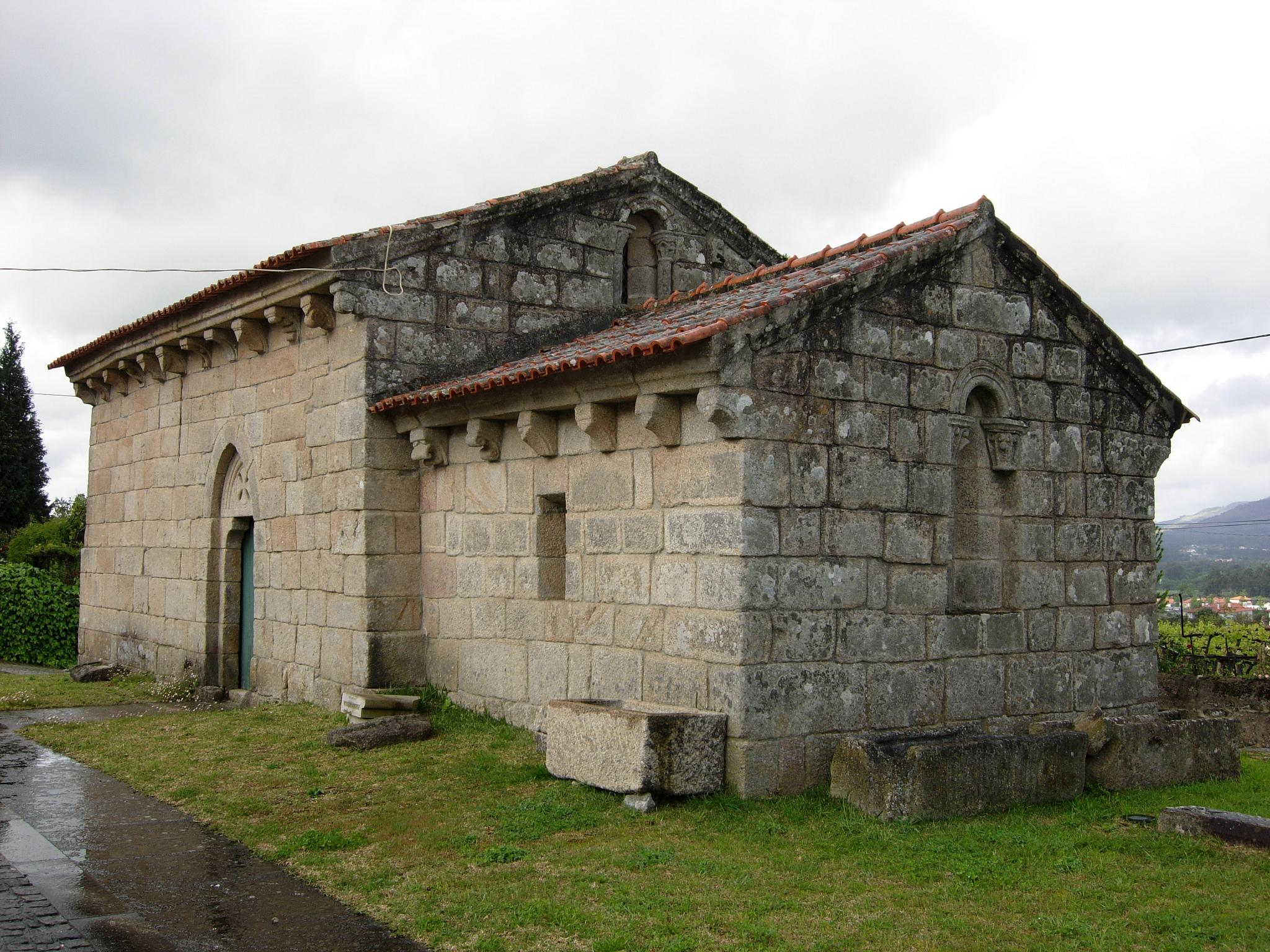
Cuadrado simple en el extremo oriental de la capilla de San Abdao.

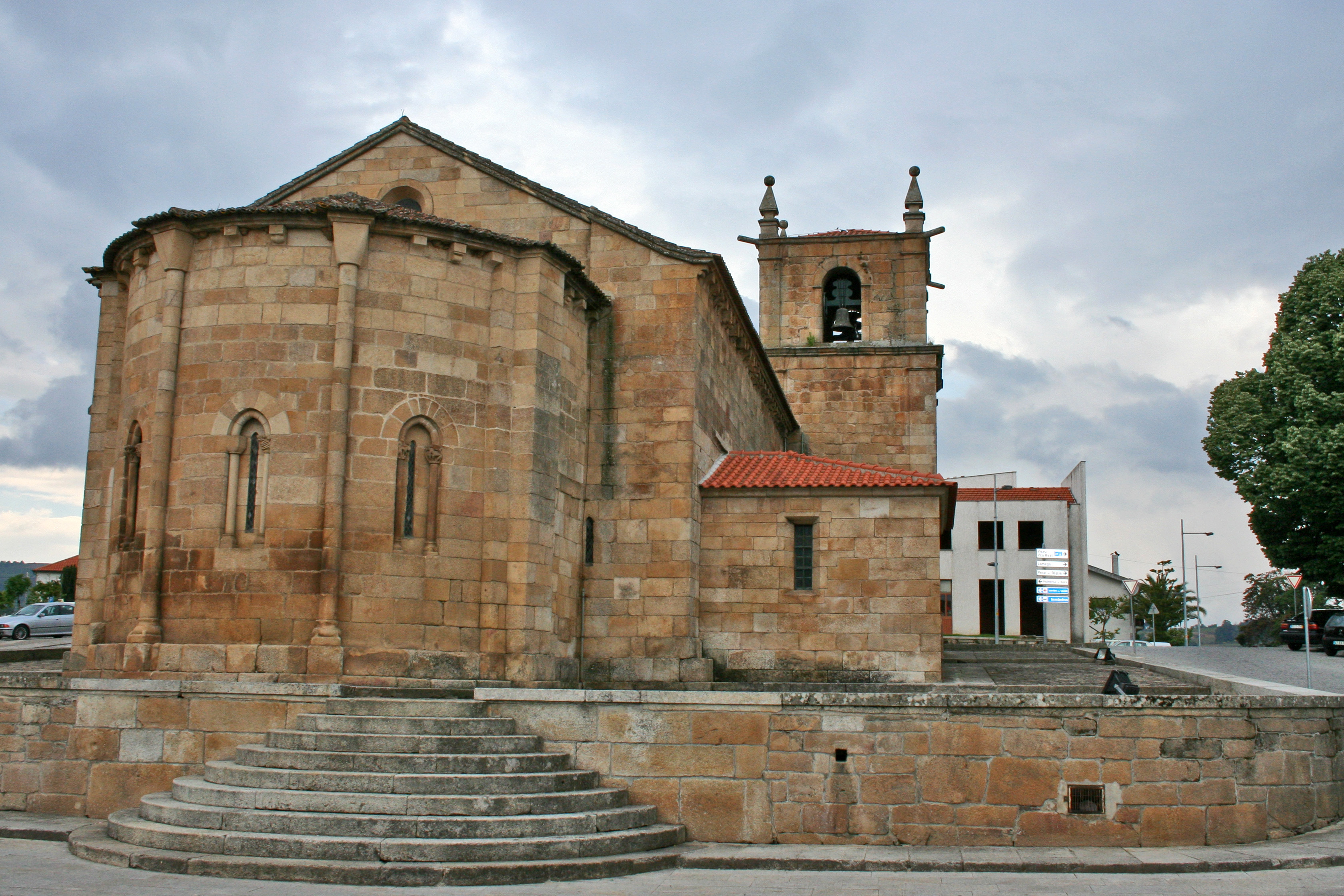
La iglesia de Armamar, construida en el, ya tiene un ábside semicircular.

Una de las características más llamativas de una iglesia románica es su ábside o "extremo este", un hueco cubierto con una bóveda o semicúpula hemisférica, también conocida como exedra, aplicada a una terminación semicircular o poligonal del coro o naves de una iglesia en el extremo este litúrgico (donde está el altar), independientemente de la forma del techo, que puede ser plano, inclinado, abovedado o hemisférico. Los ábsides y los apsidoles pueden ser semicirculares, con o sin un alto presbiterio rodeado por una girola, o un extremo cuadrado desde el cual se proyecta un ábside. Los apsidoles también se pueden encontrar cuando el altar mayor está rodeado por capillas laterales. 
Las iglesias en Portugal han seguido desde hace mucho tiempo el tipo prerrománico de los ábsides simples de forma cuadrada, típicos de los períodos visigótico y mozárabe, donde los extremos del este reflejaban el plan estructural común de las iglesias de una sola nave, ya que el altar mayor está separado de la nave por un crucero o es solo la extensión de la misma. Este estilo continuó siendo popular a través del románico y en el período gótico. Los ábsides semicirculares totalmente románicos comenzaron a extenderse más en las regiones entre Douro y Minho en el segundo cuarto del siglo XII (1125-1150), provenientes de la región central de Coímbra que estaba más abierta a las novedades extranjeras como se mencionó anteriormente. Este tipo de los llamados ábsides y ábsidoles semicirculares de "estilo francés" se hicieron más frecuentes no solo en las iglesias de una sola nave, en cuyo caso no hay apsidoles, sino particularmente en las iglesias y monasterios de tres naves construidos en la segunda mitad del siglo XII y durante el siglo XIII.

Ábsides y absidiolos
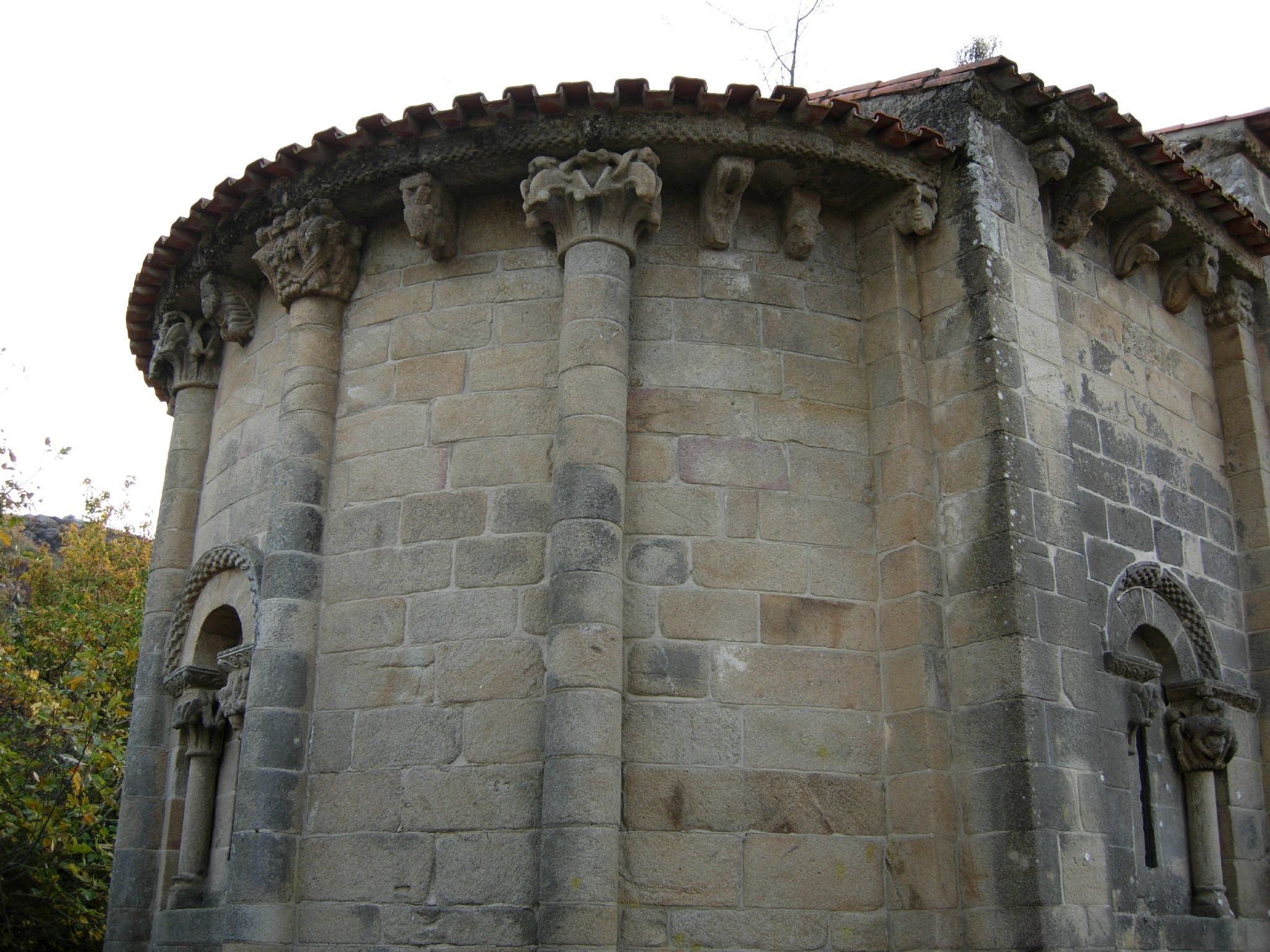
Ábside redondo en la iglesia de Sanfins de Friestas.
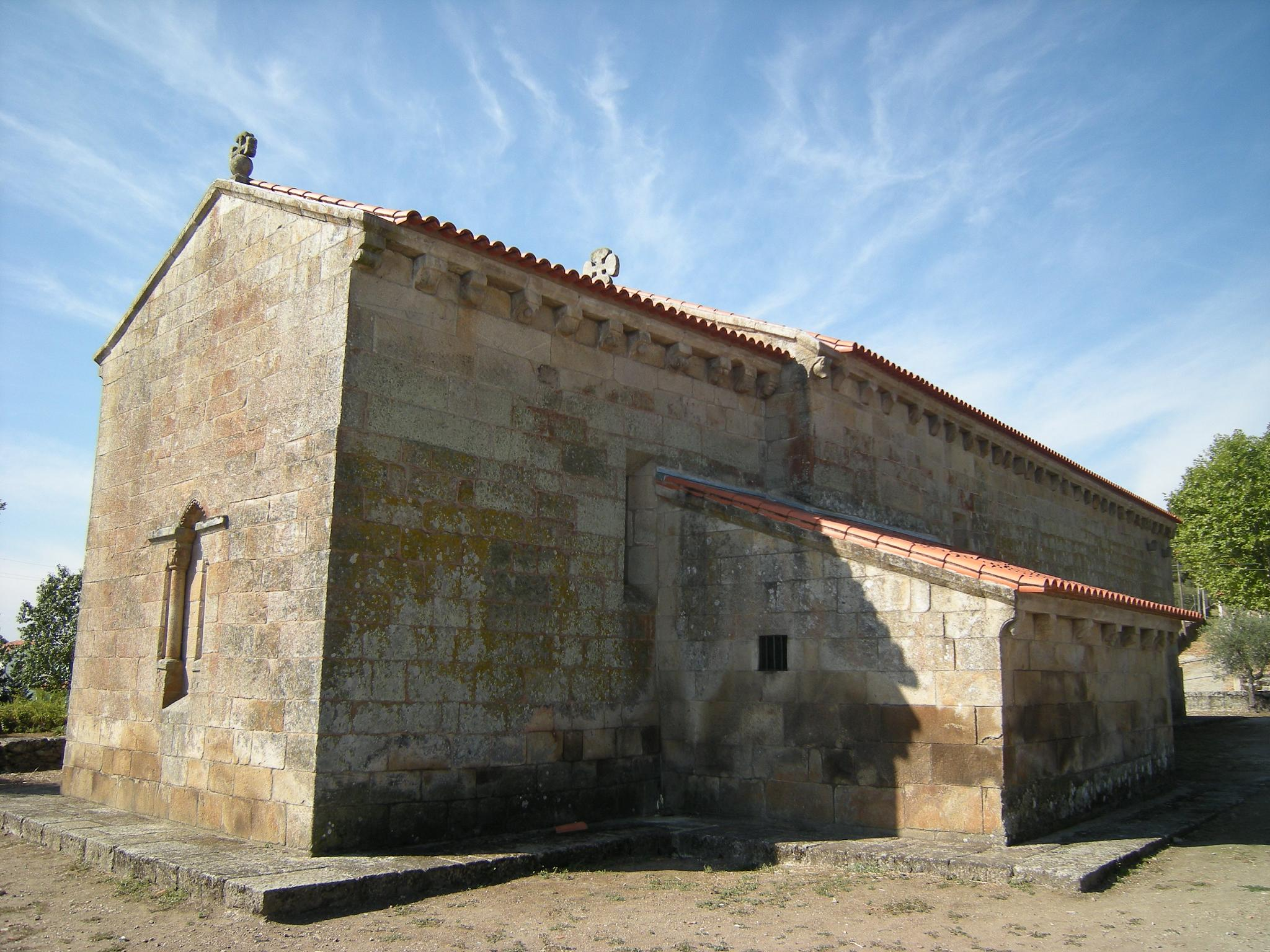
La iglesia de Azinheira tiene un extremo este cuadrado con pequeños apsidoles.
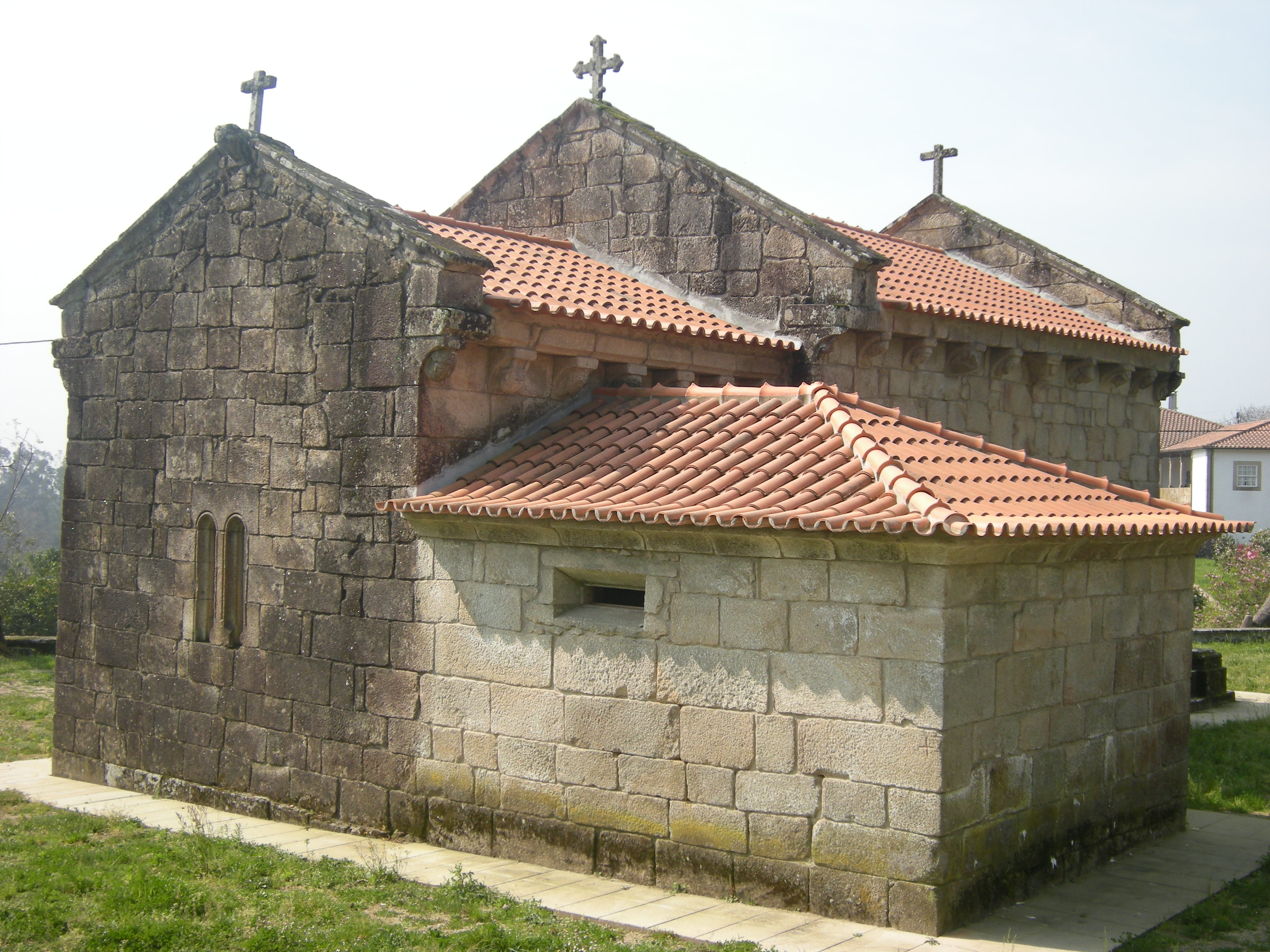
El ábside de la iglesia de Moreira de Lima presenta un ábside cuadrado con un solo apsidol lateral.
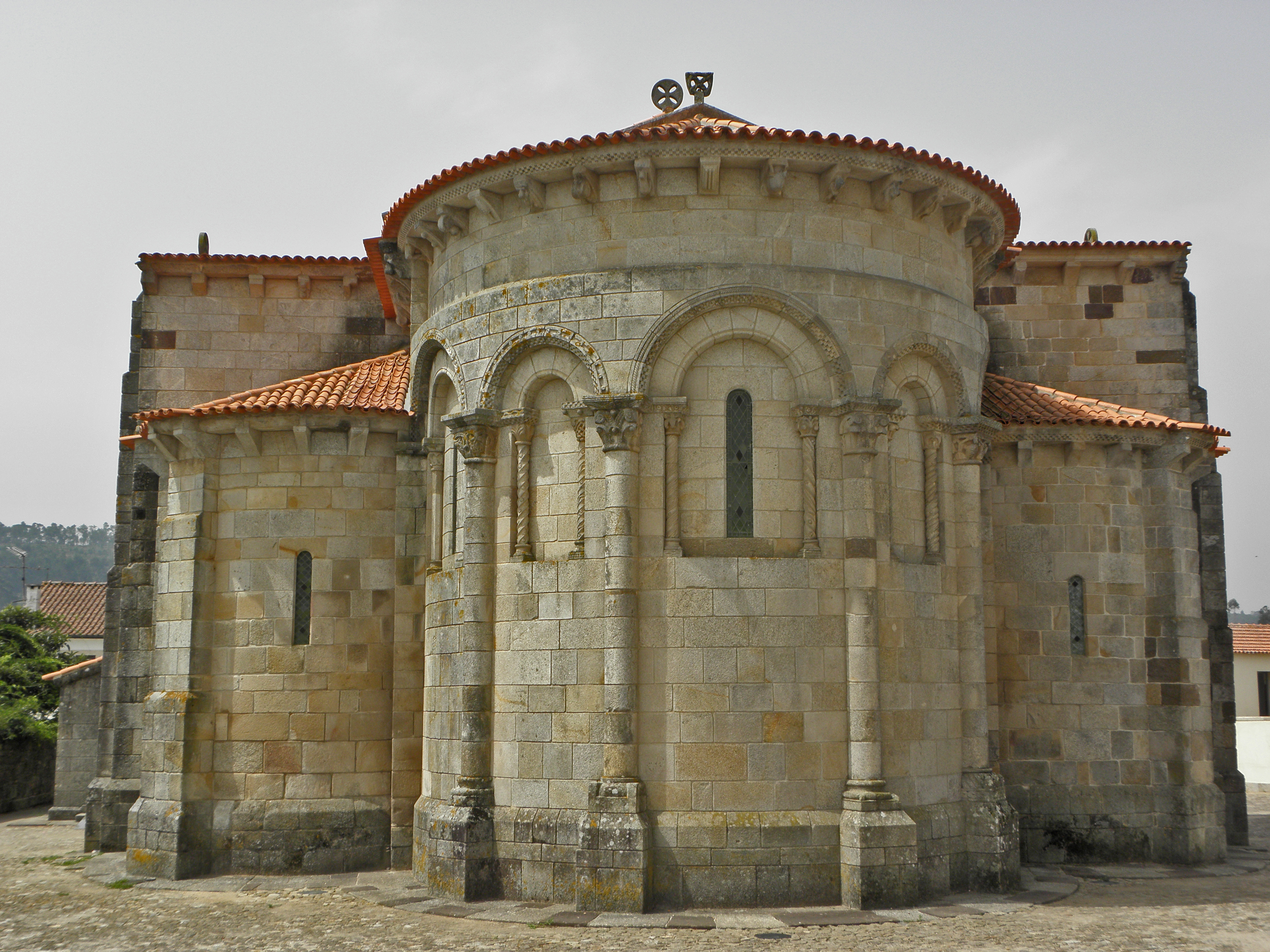
Ábside de forma redonda y absidiolos en la iglesia de San Pedro de Rates, una influencia de los monjes de Cluny que llevaron el "estilo francés" a Portugal.
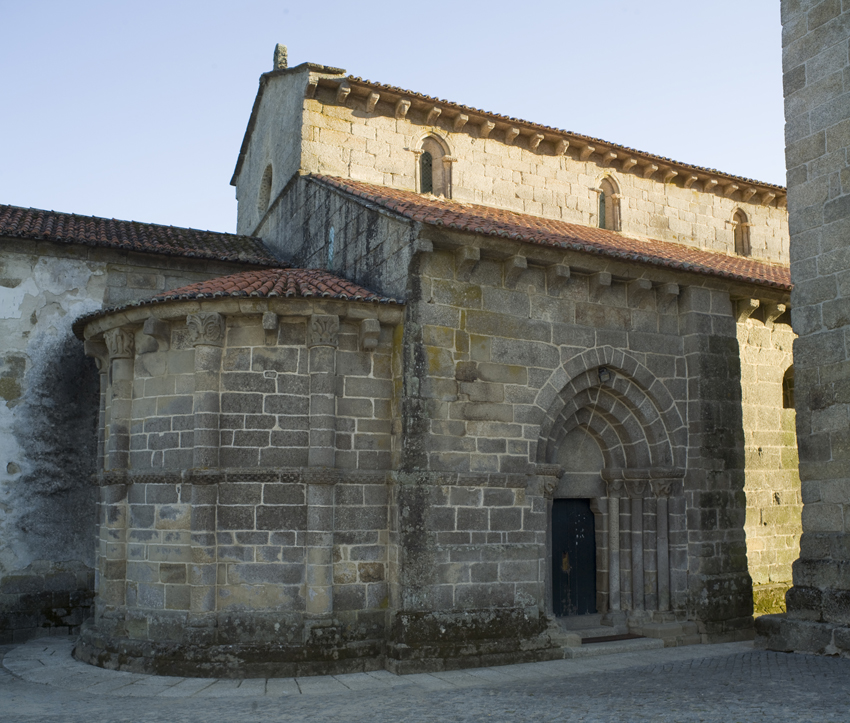
El monasterio de Travanca tiene dos apsidoles redondos que rodean un ábside de forma cuadrada.

### Claustros

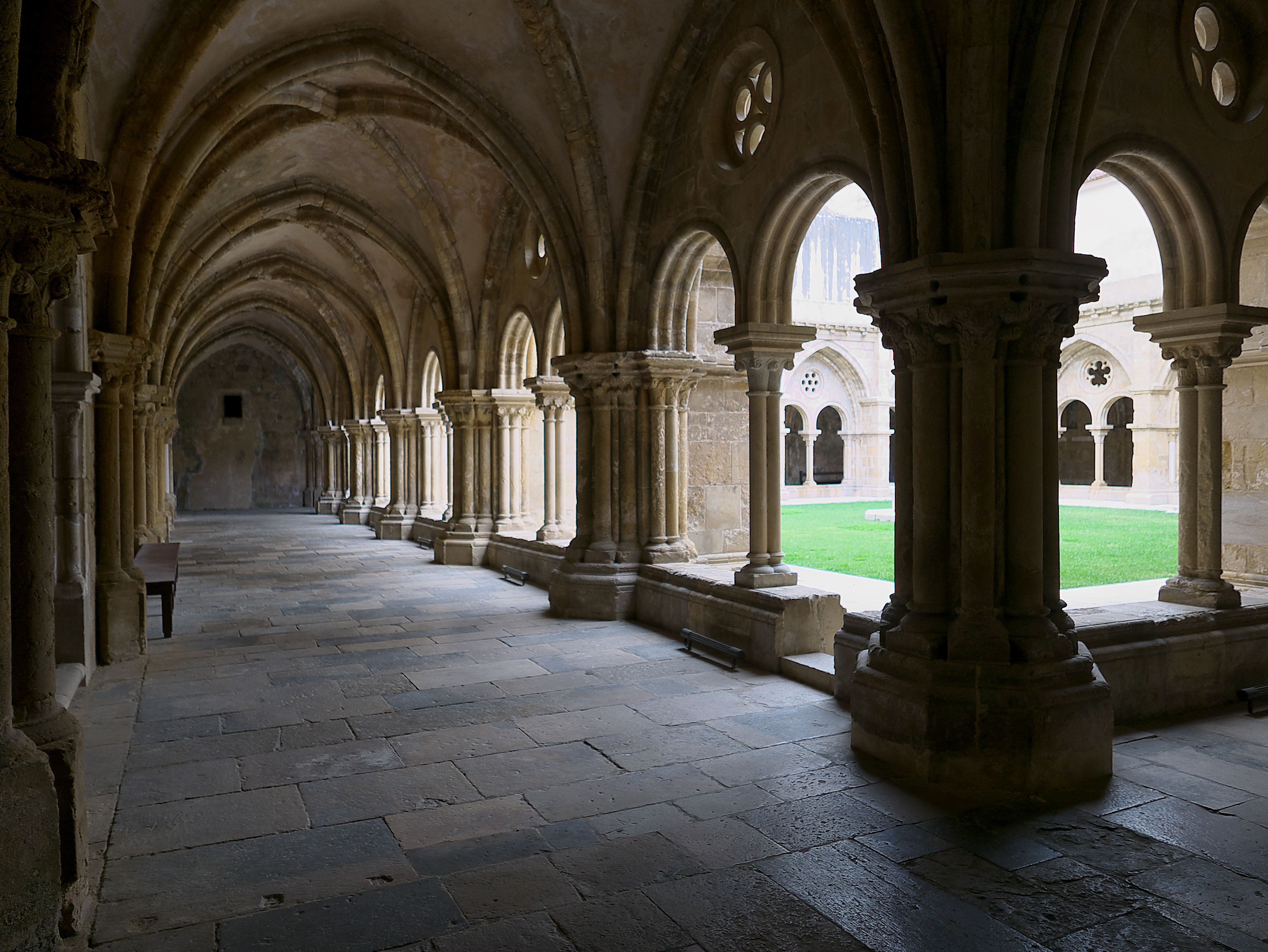
Claustro de la catedral de Coímbra, arcadas y columnas son de estilo románico pero su techo ya presenta una bóveda de crucería.

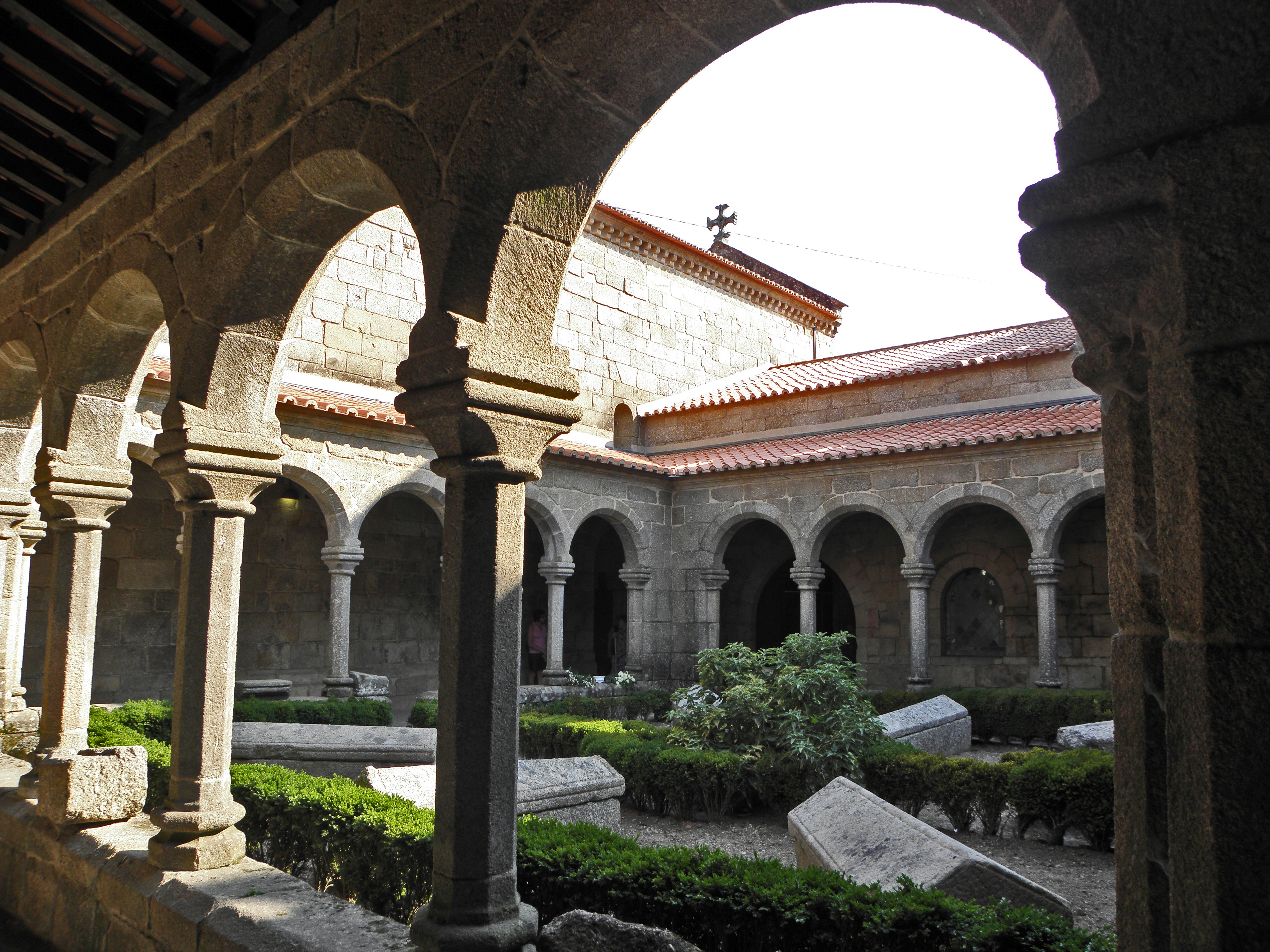
El claustro del monasterio de Cete tiene capiteles compuestos simples sin decoraciones.

Un claustro (en latín: claustrum, lit. 'recinto') es un paseo cubierto, una galería abierta que se extiende a lo largo de las paredes de los edificios y forma una plaza. La unión de un claustro a una catedral o iglesia, comúnmente en un cálido flanco sur, generalmente indica que es (o alguna vez fue) parte de una fundación monástica, formando una barrera arquitectónica continua y sólida que efectivamente separa el mundo de los monjes de la de los siervos y obreros, cuyas vidas y obras continuaban fuera y alrededor del claustro. 
Aunque gran parte de los claustros en las iglesias y catedrales portuguesas se han remodelado extensivamente en los siglos posteriores, aún sobreviven los originales románicos, algunos casi completamente conservados, otros en varios estados de ruina. En contraste con sus homólogos franceses, a menudo han sufrido una intervención menos moderna y, como resultado, es más probable que su estado actual refleje su disposición original y conserve más completamente el carácter de las imágenes visuales que se encuentran allí. La mayoría de las arcadas y muros de mampostería del claustro tienen techos simples de madera, ya que los techos abovedados de columnas no eran comunes o probablemente no hayan sobrevivido hasta nuestros días. Cuando se introdujeron las bóvedas de crucería, los soportes se realizaron mediante múltiples columnas unidas, con arcadas más pequeñas en las aberturas de la guarnición.
Los claustros proporcionaron alojamiento especial para las actividades que se llevaban a cabo en su interior: los bancos de piedra se usaban para leer, los libros a veces se guardaban en armarios empotrados en las paredes. Además, el claustro a menudo contenía una fuente o pozo, donde los monjes podían lavar y sacar agua para beber. Los capiteles simples, dobles, e incluso triples y cuádruples de las columnas de los claustros del siglo XII fueron talladas con formas foliares derivadas del período clásico, como hojas de vid y hojas de acanto, animales reales e imaginarios en combate o en posiciones heráldicas, imágenes seculares, como músicos, artistas, cazadores, vidas de santos y eventos bíblicos. Los pilares llevaban escenas narrativas o figuras en relieve de apóstoles o santos.

Claustros
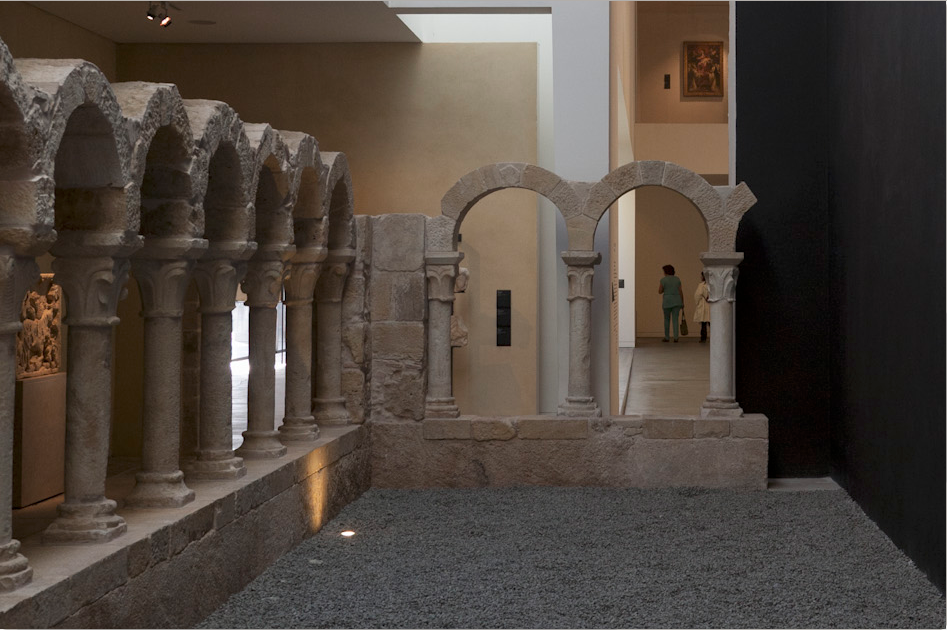
Claustro del siglo X en el Museo Nacional Machado de Castro.
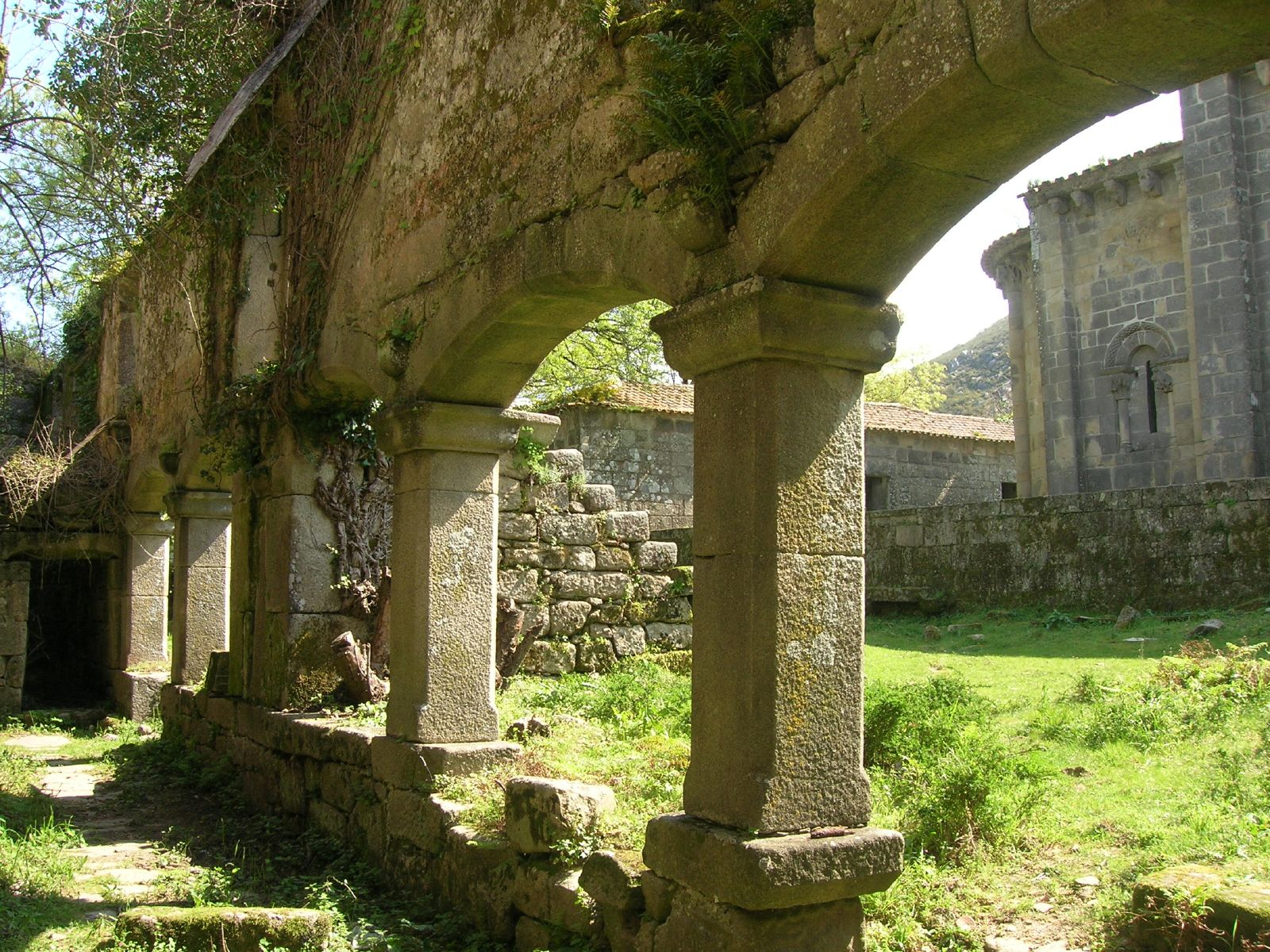
Ruinas del claustro de la Iglesia de São Fins de Friestas, con arcadas cortas.
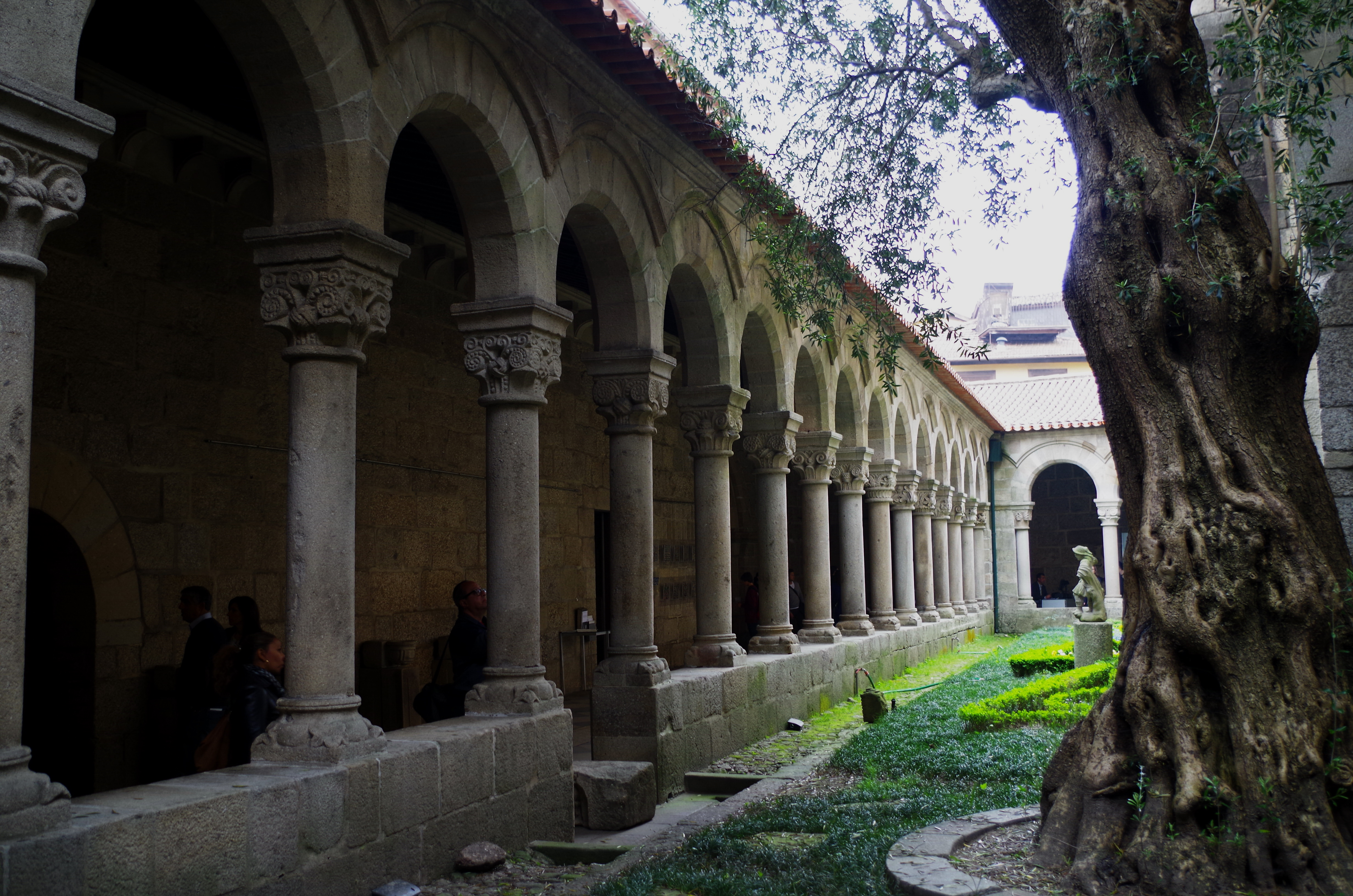
La iglesia de Oliveira en Guimarães y su magnífico claustro con intrincadas esculturas en los capiteles.
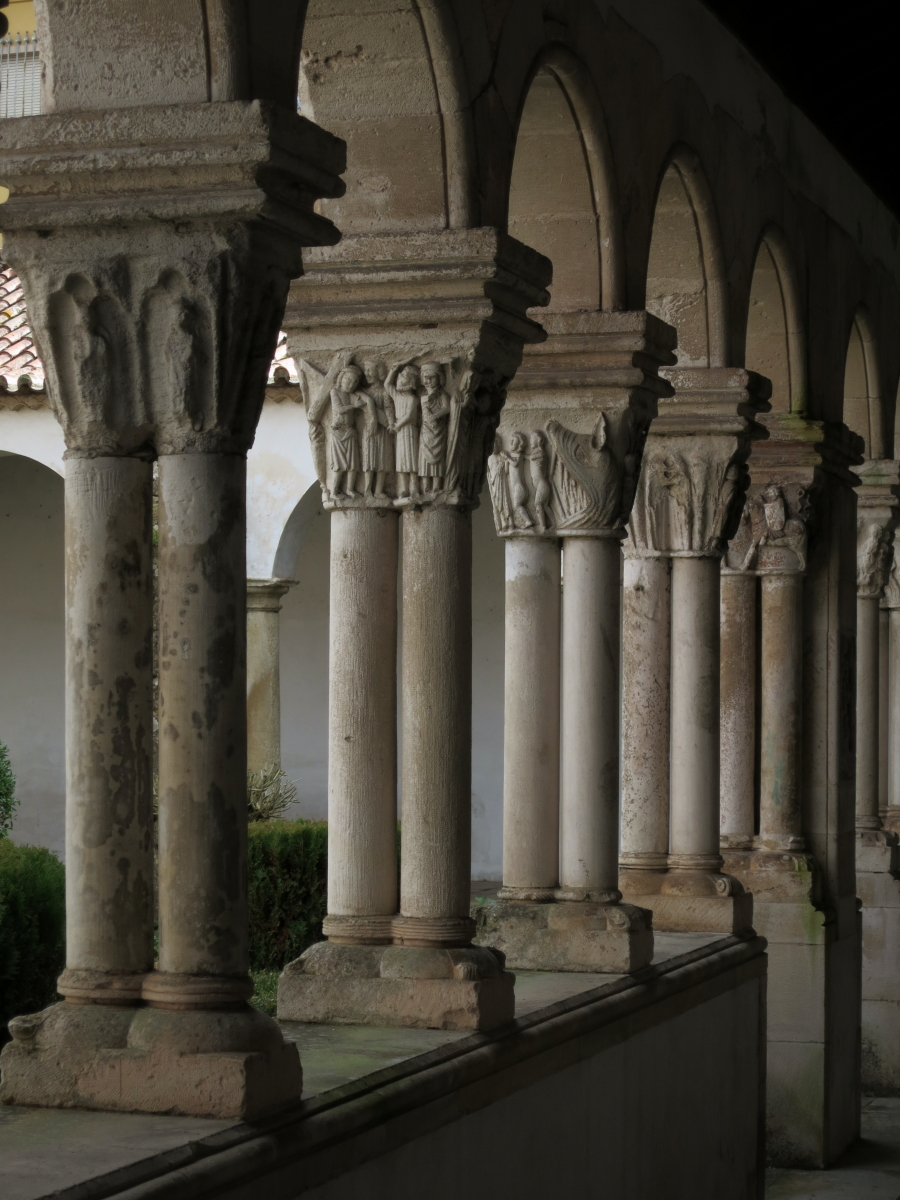
Capiteles con representaciones humanas y animales en el Monasterio de Celas.
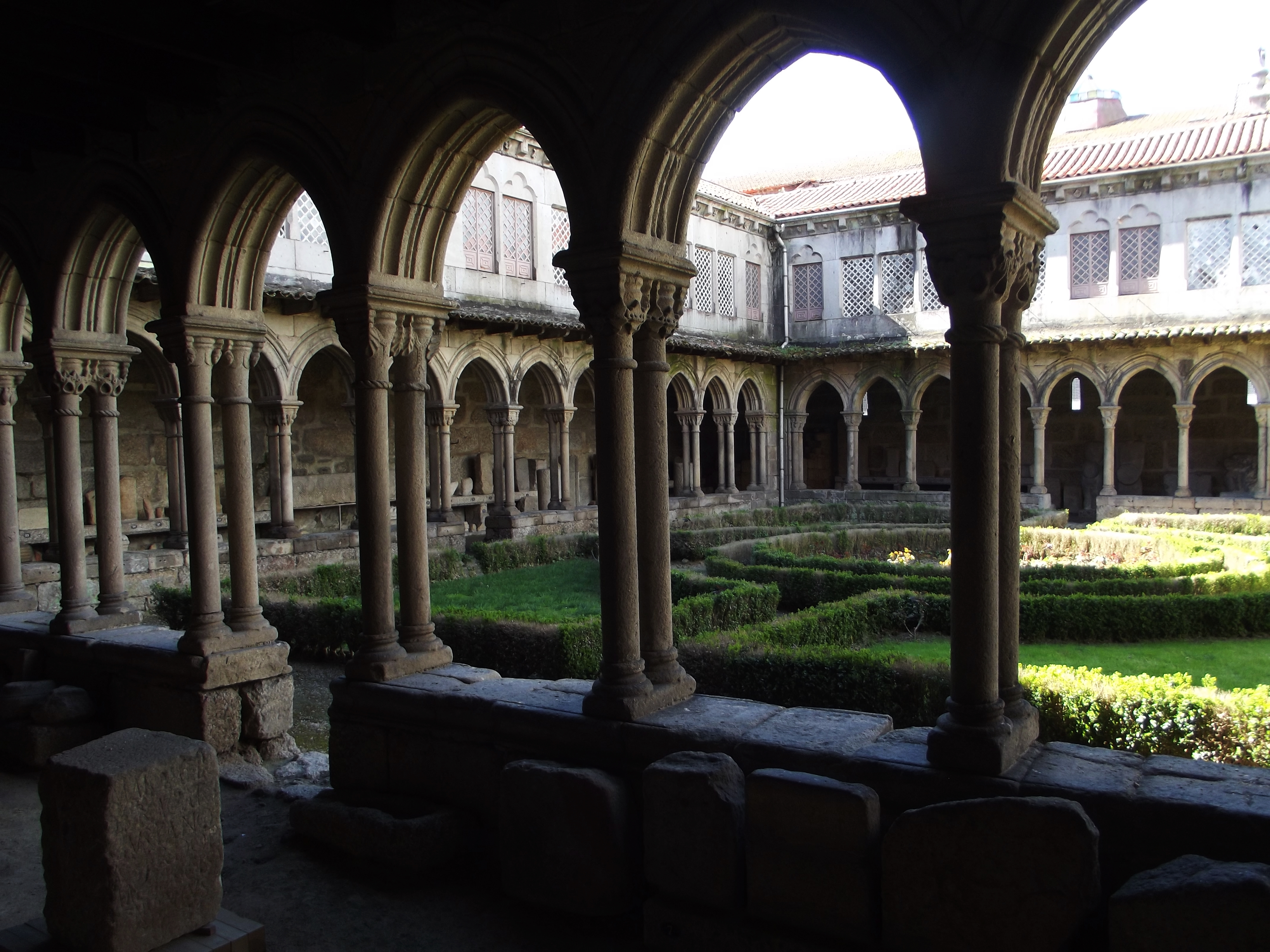
El monasterio de Santo Tirso tiene un claustro de doble columna.
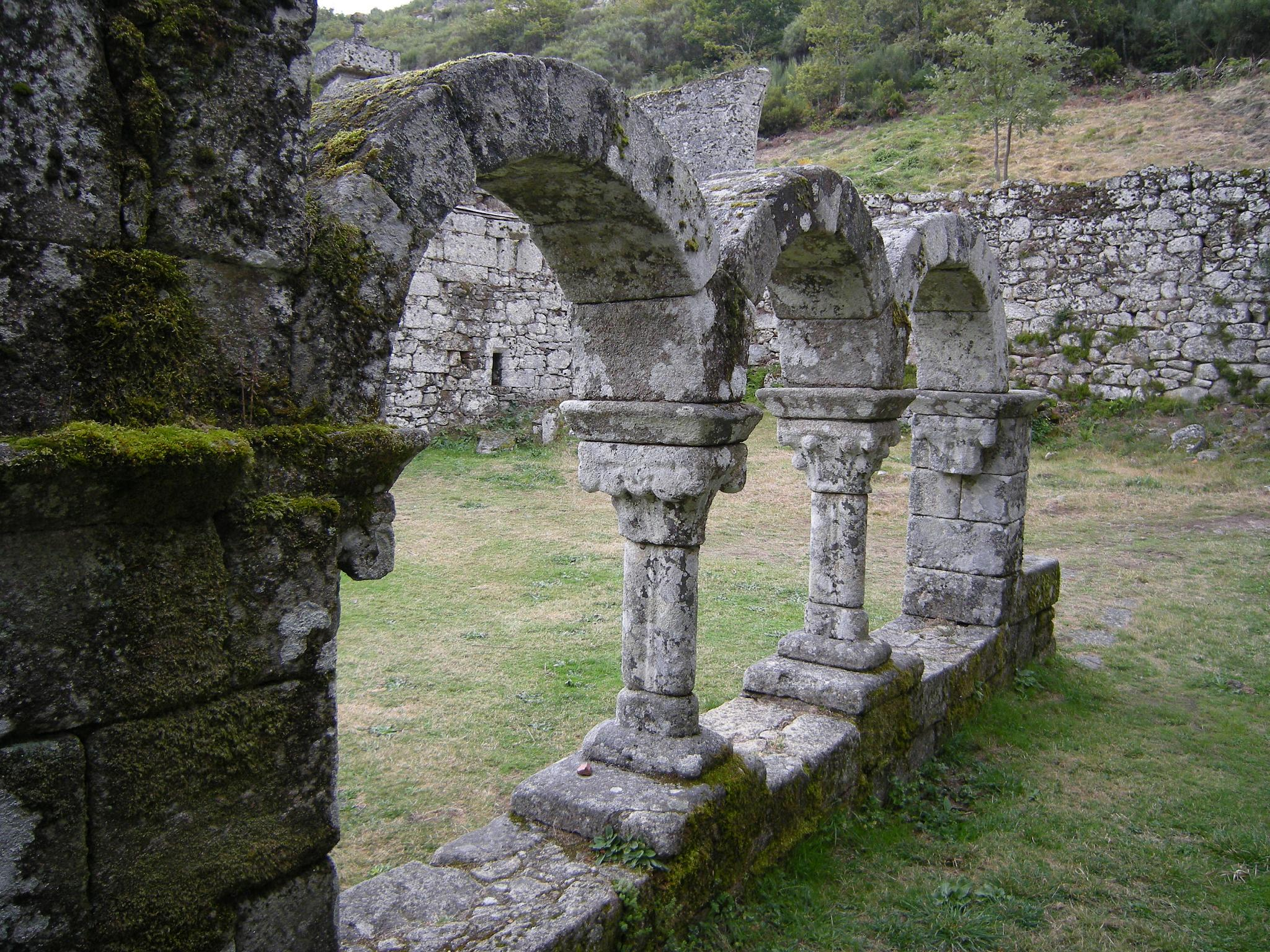
Ruinas del claustro del monasterio de Pitões das Júnias, que data de principios del siglo IX.

## Románico cisterciense

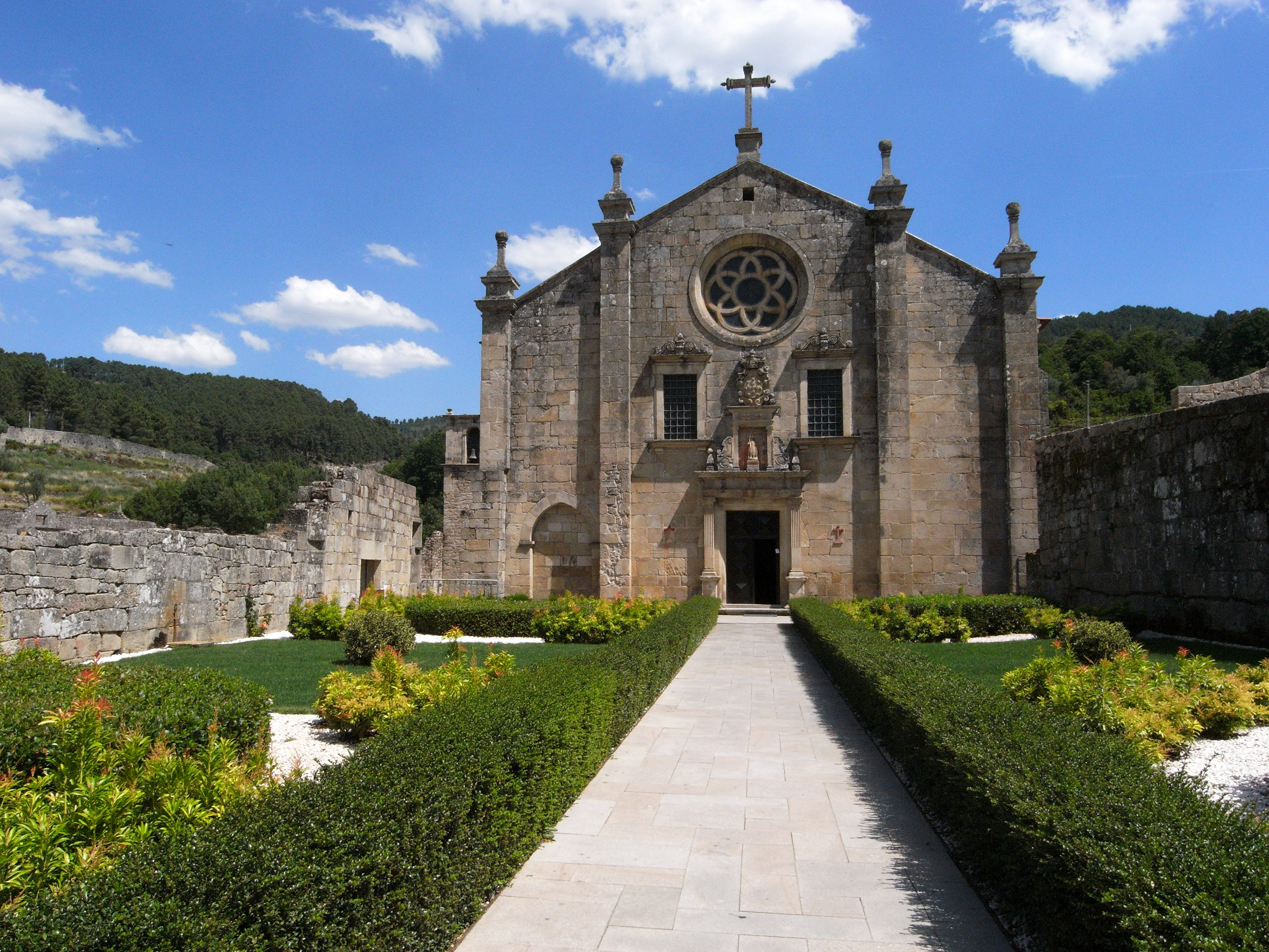
Abadía de Tarouca la fachada es copia de la abadía de Fontenay.

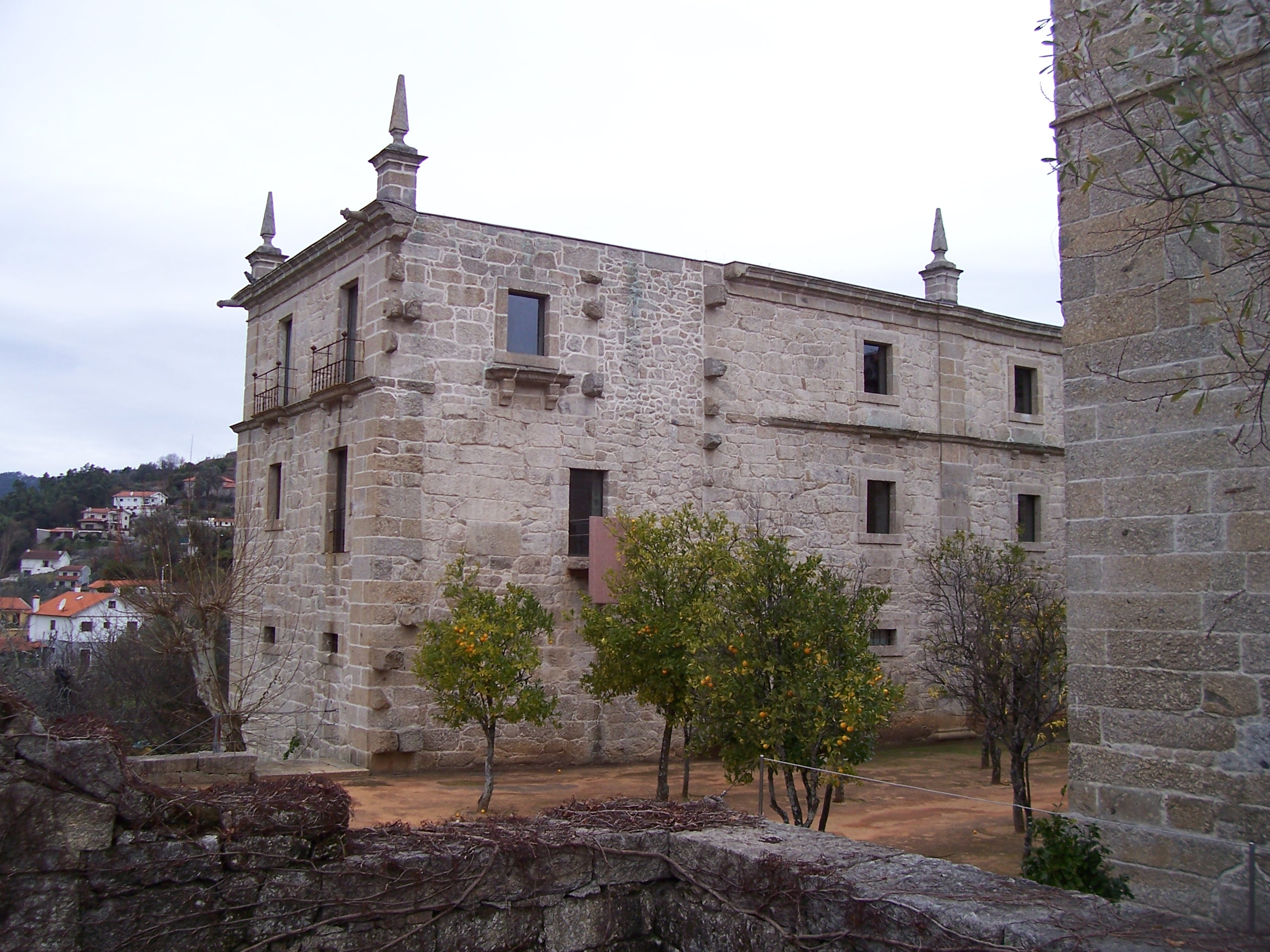
La abadía de Amares, una de las primeras de la Orden de Cister en Portugal.

La arquitectura románica cisterciense reflejó la austeridad y sobriedad características de esa orden monástica en su búsqueda de una meta espiritual y mística predicada por su líder y mentor, San Bernardo de Claraval. En Portugal, además de una arquitectura de estilo gótico cisterciense (en el que el monasterio de Alcobaza es un símbolo universal), existe un estilo románico previo expresado por las abadías de Tarouca (la construcción comenzó en 1144, el año de la llegada de los monjes cistercienses a Portugal), Salzedas (comenzó en 1152) y Fiães (comenzó en 1163).
En la arquitectura de las iglesias cistercienses, el crucero suele ser bastante ancho y las naves laterales están cubiertos por bóvedas de arista que ayudan a sostener la nave central longitudinal. Existe una clara preferencia por los ábsides cuadrados, más sencillos y económicos de construir. Las columnas que soportan arcadas de arcos apuntados (que ya son una característica proto-gótica), tienen grandes capiteles fuertes y están sujetos en bloques rectangulares. Aunque la abadía de Tarouca se inspiró claramente en las abadías de Borgoña de Claraval y de Fontenay; y junto con la de Salzedas todavía tienen algunas similitudes con Fontfroide, sus características arquitectónicas cistercienses auténticas y magníficas se mezclan con motivos decorativos portugueses locales.
Algunas de las iglesias más pequeñas también fueron influenciadas por el románico cisterciense, como la bóveda de San Martín de Mouros que muestra el influjo de la bóveda de la nave central de la abadía de Tarouca y los capiteles exteriores en el altar mayor de la iglesia de Armamar están significativamente influenciados por la abadía de Salzedas. 

Abadías e iglesias cistercienses
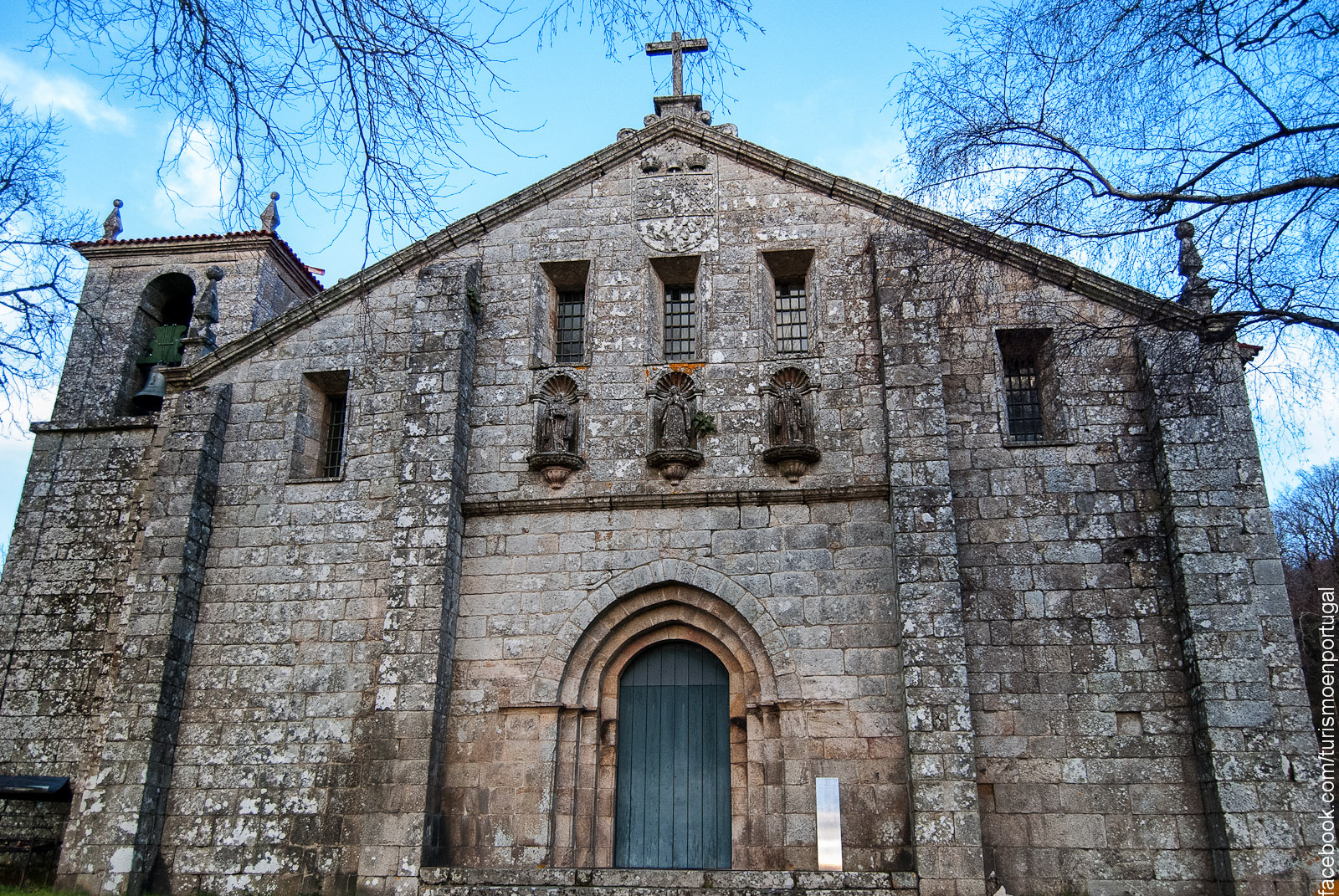
El monasterio de Fiães cerca de Melgaço es una de las abadías cistercienses más antiguas de Portugal, fundada en 1163.
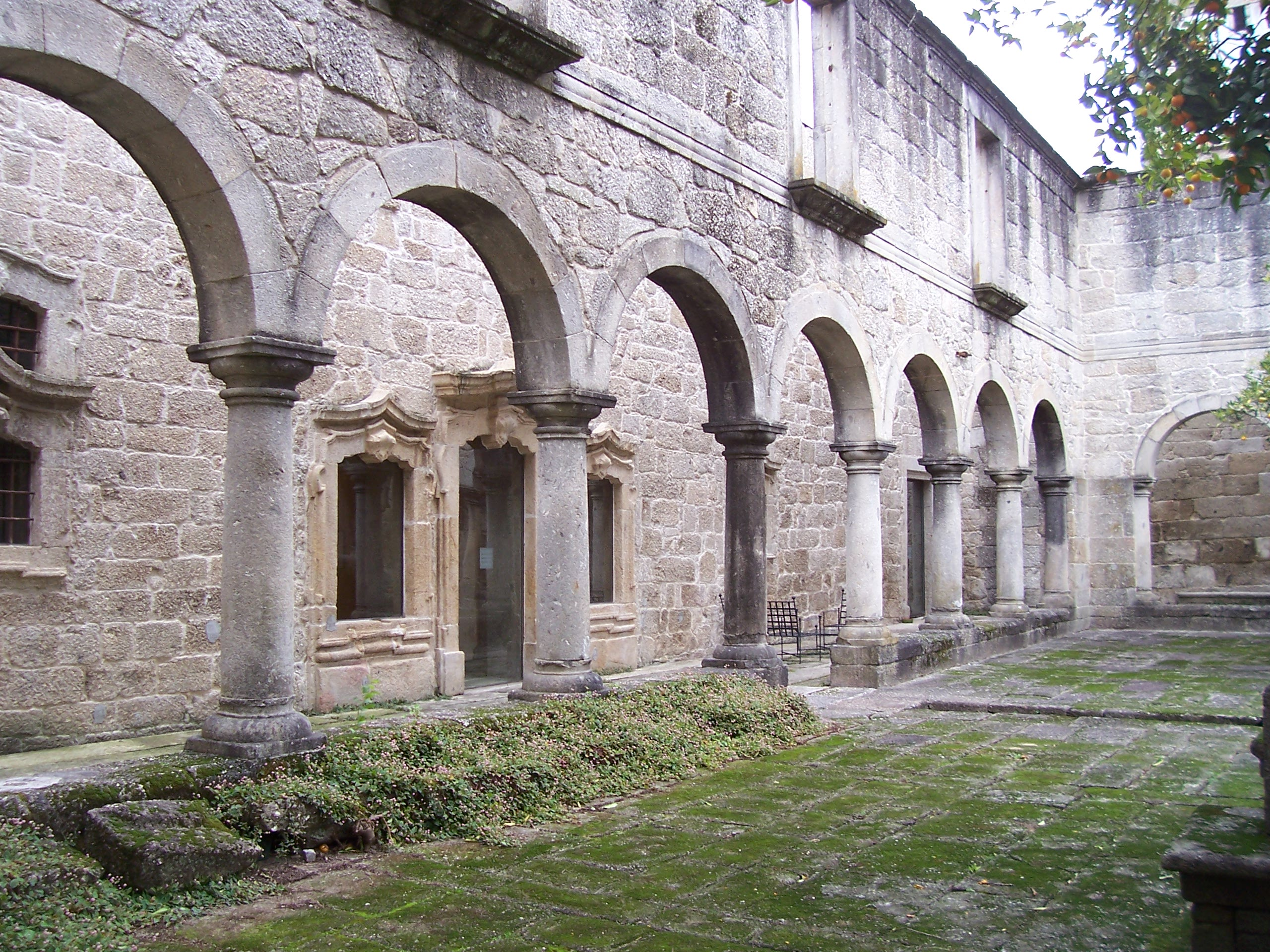
Claustro del monasterio de Santa Maria de Bouro.
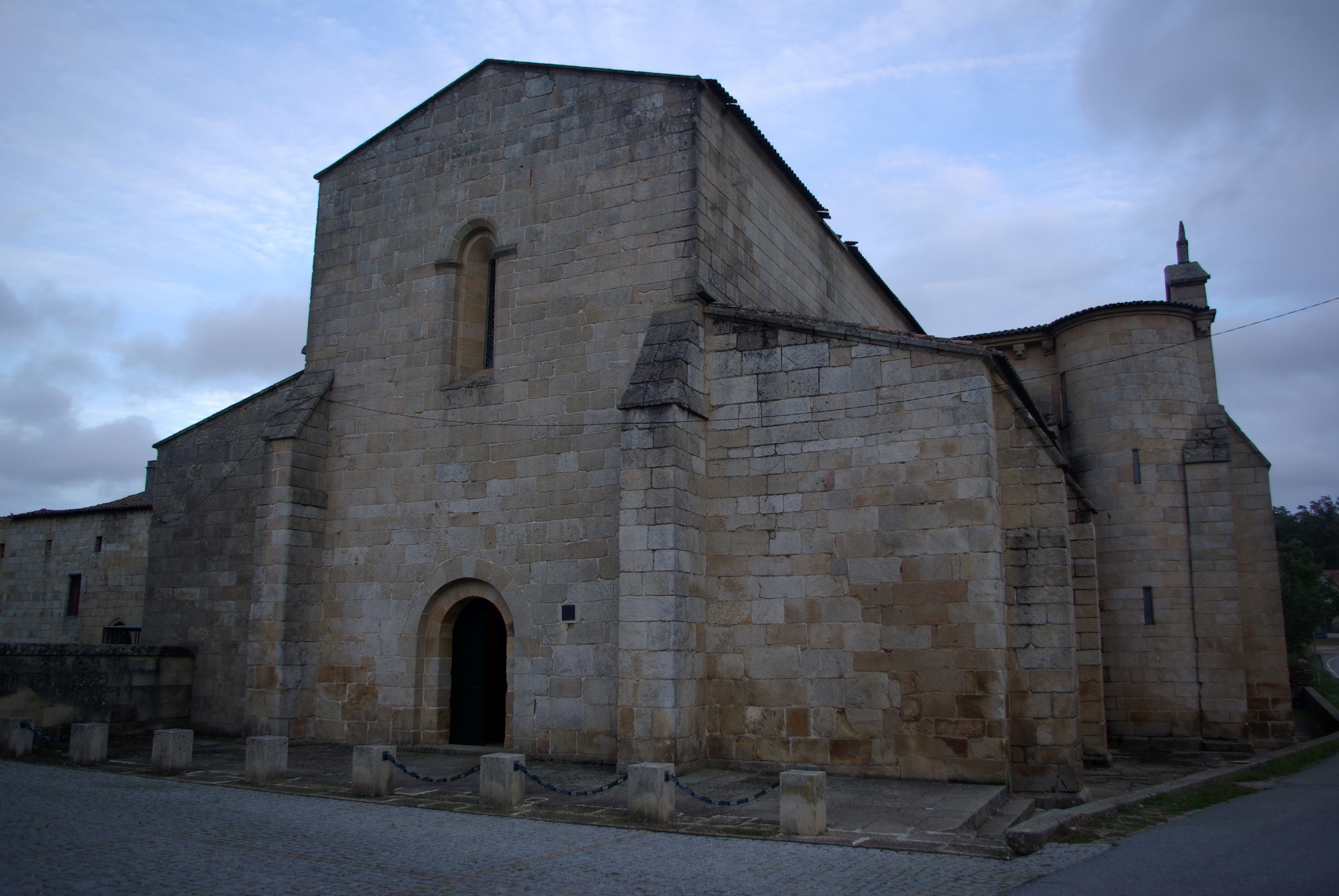
Abadía de Santa María de Aguiar, copiando la fachada de la abadía de Fontfroide.
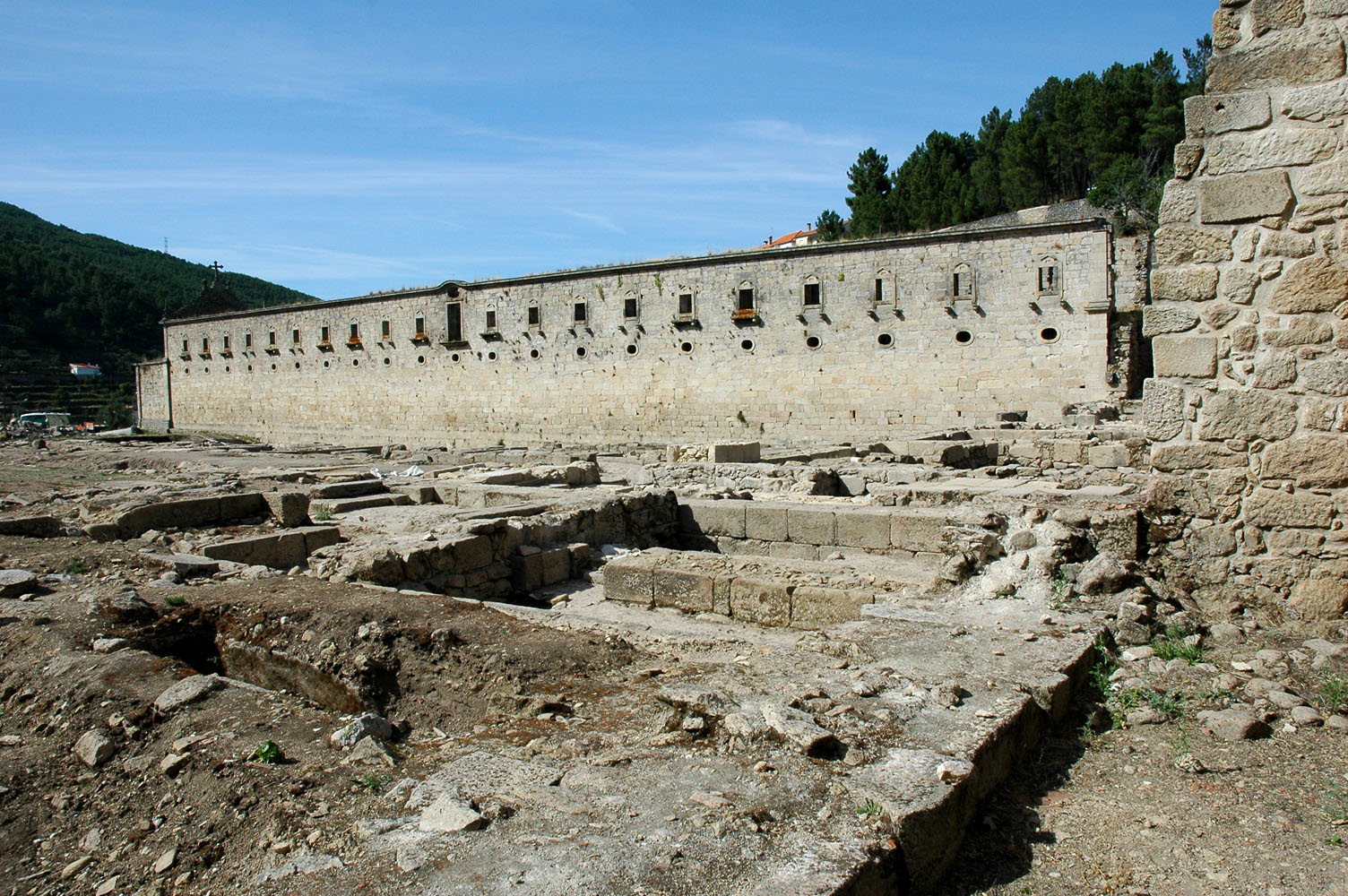
Dormitorio, dependencias y ruinas del claustro de la abadía de Tarouca.
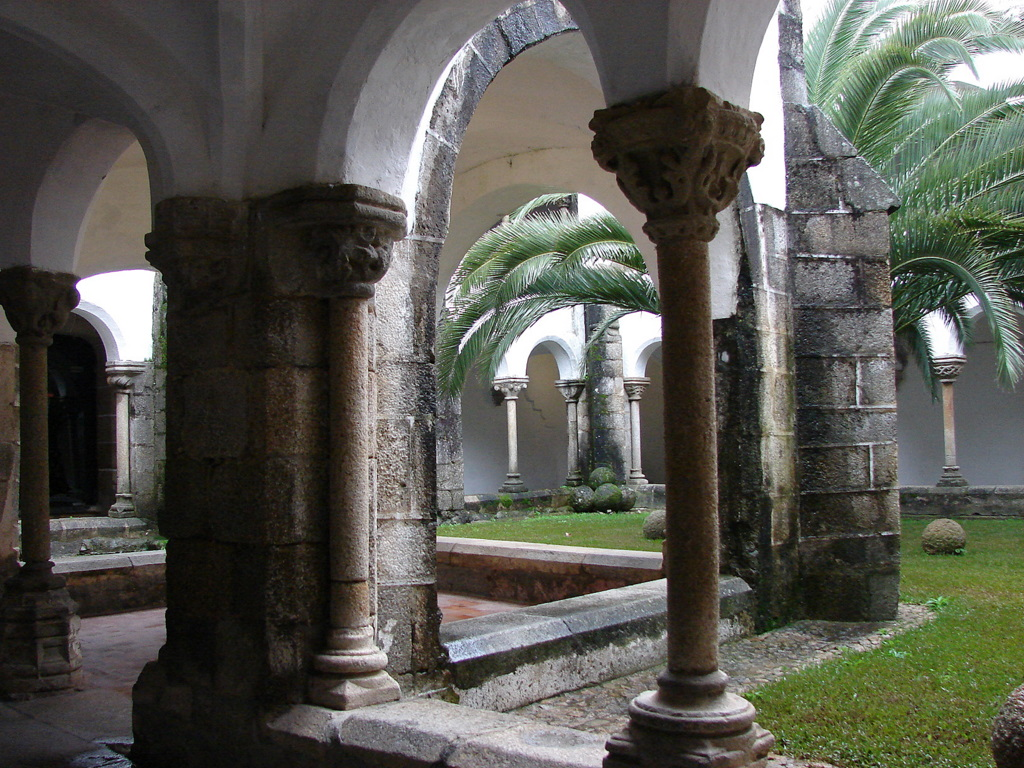
Convento de San Bernardo con contrafuertes.
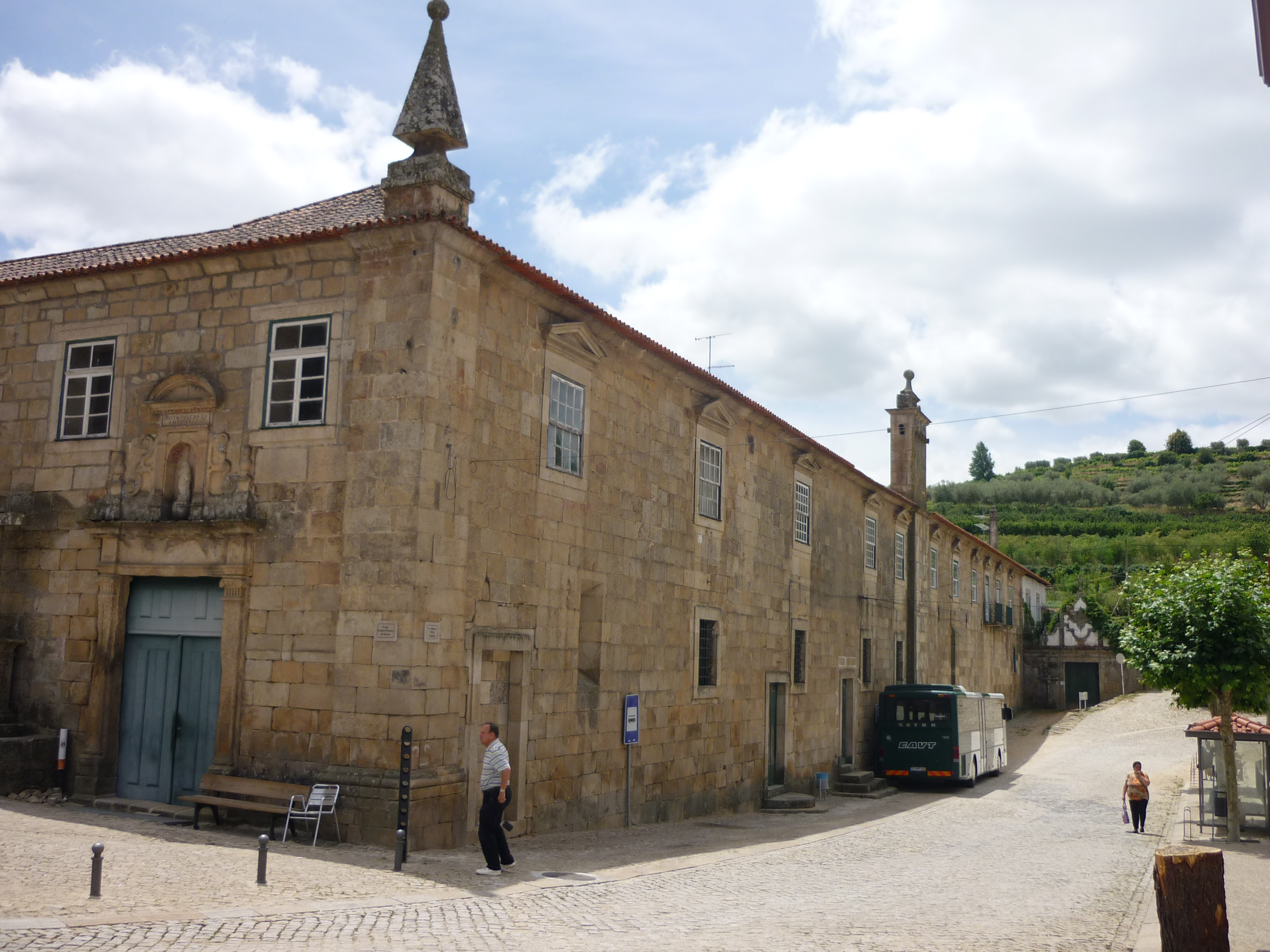
Celdas y scriptorium de la abadía de Salzedas.

## Arquitectura civil y militar

### Domus Municipalis (Ayuntamiento) de Bragança

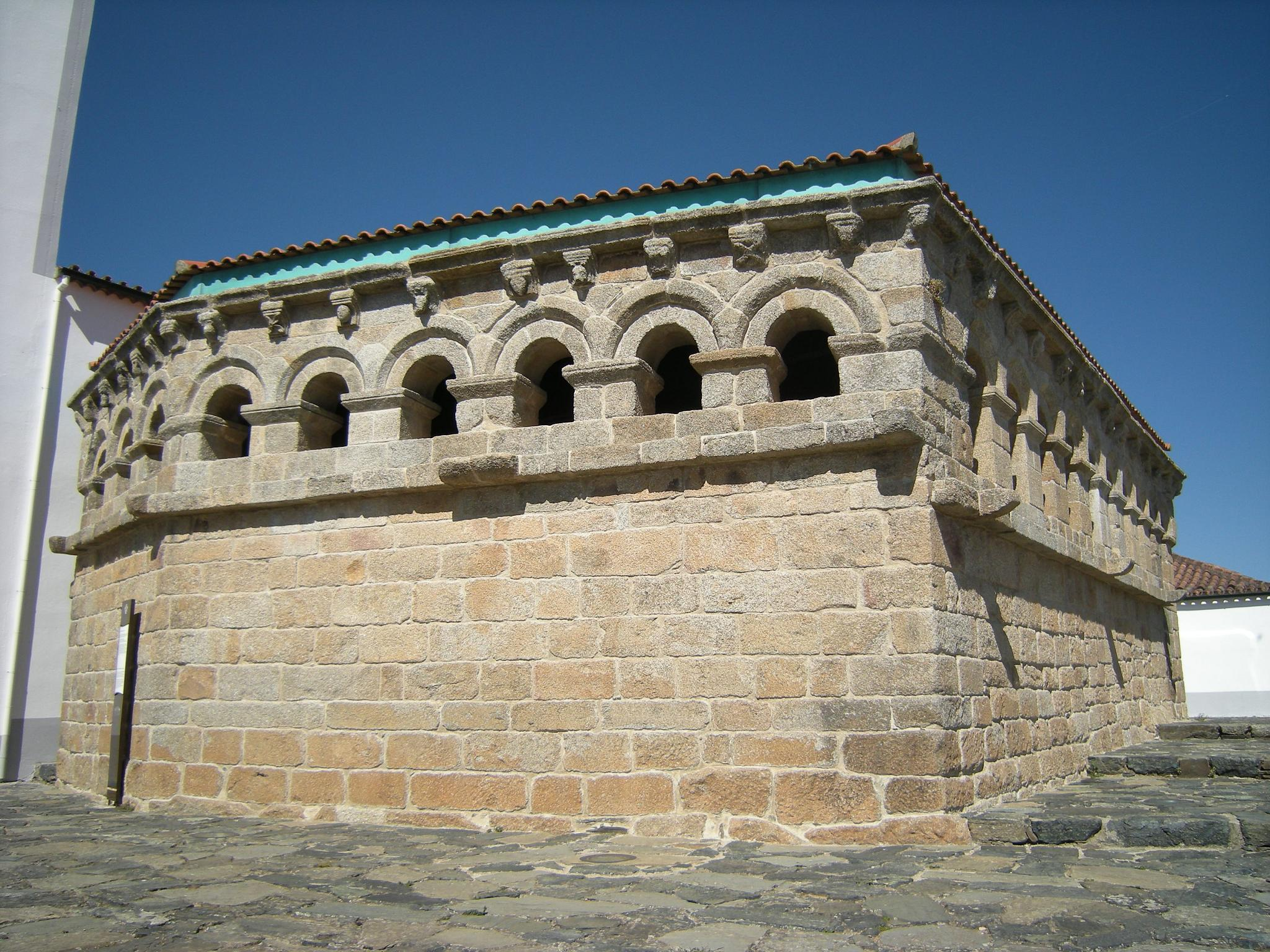
La cantería de la Domus Municipalis, situada en el patio del castillo de Braganza.

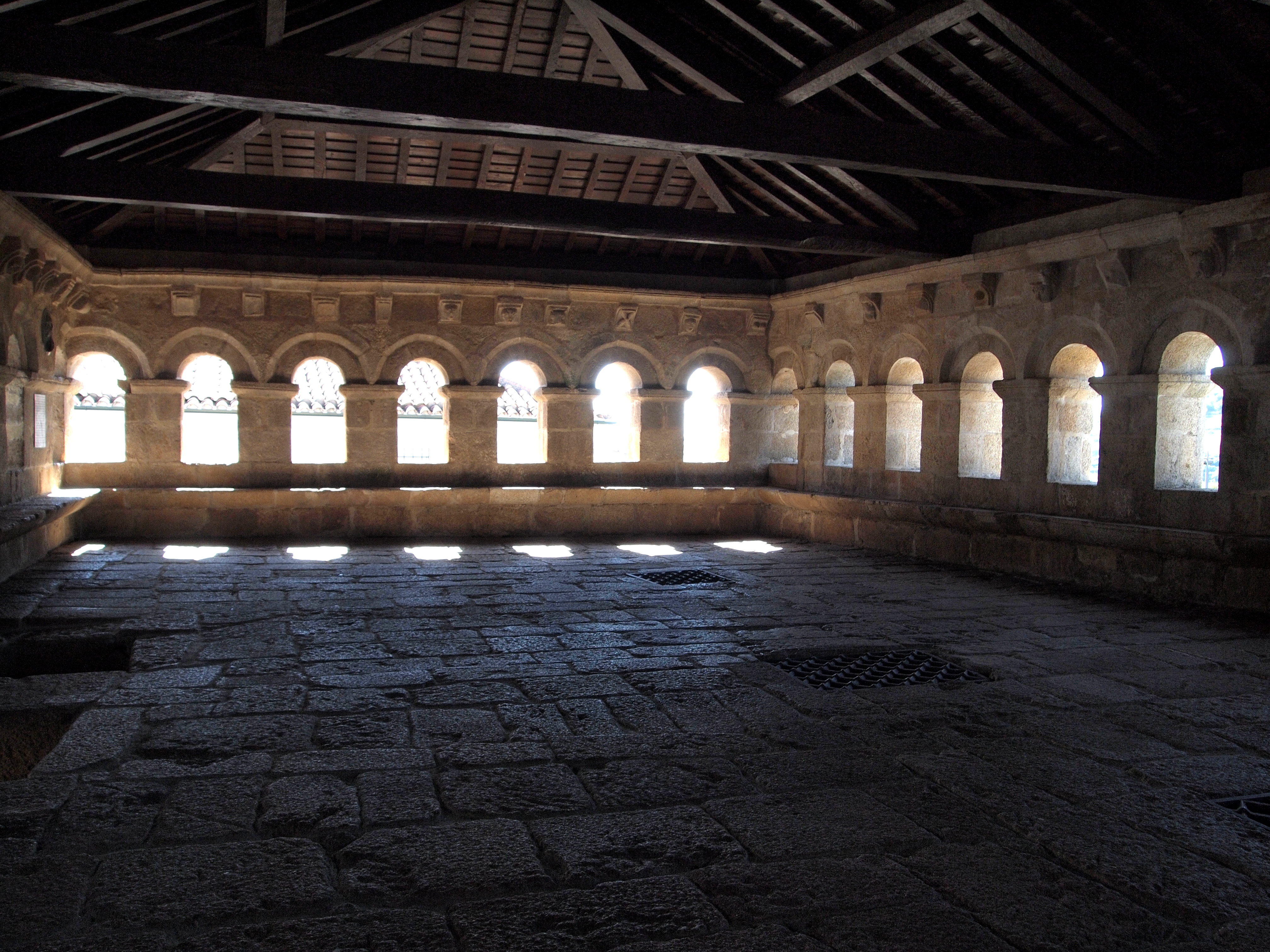
Nivel superior donde tuvieron lugar las reuniones del pueblo (desagües de cisterna en el centro)

La Domus Municipalis (en latín, 'casa municipal') es un edificio románico en el municipio nororiental de Braganza. Su función exacta, nombre y fecha de construcción han sido el inicio de mucho debate y controversia, incluso después de muchas investigaciones durante el siglo XX: primero se creía que podría haber sido la Casa Municipal de la ciudad (en portugués : "Casa da Câmara"), lugar de las reuniones públicas y un símbolo del gobierno local de la gente a través de sus representantes, pero los hallazgos más recientes han presentado una base para la teoría de que podría haber servido como cisterna, pero aún existen dudas sobre si esa fue su función principal.
Este edificio singular (y enigmático) de arquitectura cívica románica también presenta desafíos en su construcción. Una tesis inicial afirmaba que, debido a su diseño y características decorativas, podría haberse construido tan temprano como en el siglo X u XI, pero una mirada más cercana en realidad nos dice que, probablemente, se construyó en la primera mitad del siglo XIII. Además, una investigación más profunda demostró que el edificio existente podría ser el resultado de dos construcciones de datación diferentes, con una cisterna más antigua en el piso inferior y una sala de reuniones construida en la parte superior, utilizando la estructura ya existente. Las dudas sobre su función real surgen de un documento de 1501 en el que el autor (según los escritos publicados del Abad de Baçal (1865-1947) hizo referencia al registro local de Martim Anes (1185-1254) que habló de la construcción del nivel superior de la Domus durante su vida. En este relato afirmó que fue utilizado como lugar de reunión para los hombres buenos del municipio.
Hay otro documento de 1503 que se refiere al edificio como una Sala da Agua y un lugar donde los representantes de la ciudad se reunieron para discutir y firmar contratos, por lo tanto, no debería sorprender si esta supuesta doble función resulta ser correcta. Su fecha de construcción también se hace más clara frente a estos hechos, el historiador de arte Carlos Alberto Ferreira de Almeida señaló que por sus medallones, las aberturas en forma de diamante y la disposición de las ventanas permiten fechar el nivel superior a fines del siglo XIII. o principios del siglo XIV, en el que su estilo arquitectónico románico ya arcaico se puede explicar con la necesidad de adaptarse a la cisterna preexistente.
Ubicada cerca del patio del castillo junto a la iglesia de Santa María, el edificio se basa en un pentágono irregular de varios niveles, construido con bloques de granito redondeados y unidos con mortero, con un techo de madera abovedado en forma una bóveda sostenida por tres arcos y cubierta por tejas. Su planta está ligeramente inclinada y se encontró una fuente de agua natural en la esquina noroeste a poca profundidad.

Detalles de la Domus Municipalis
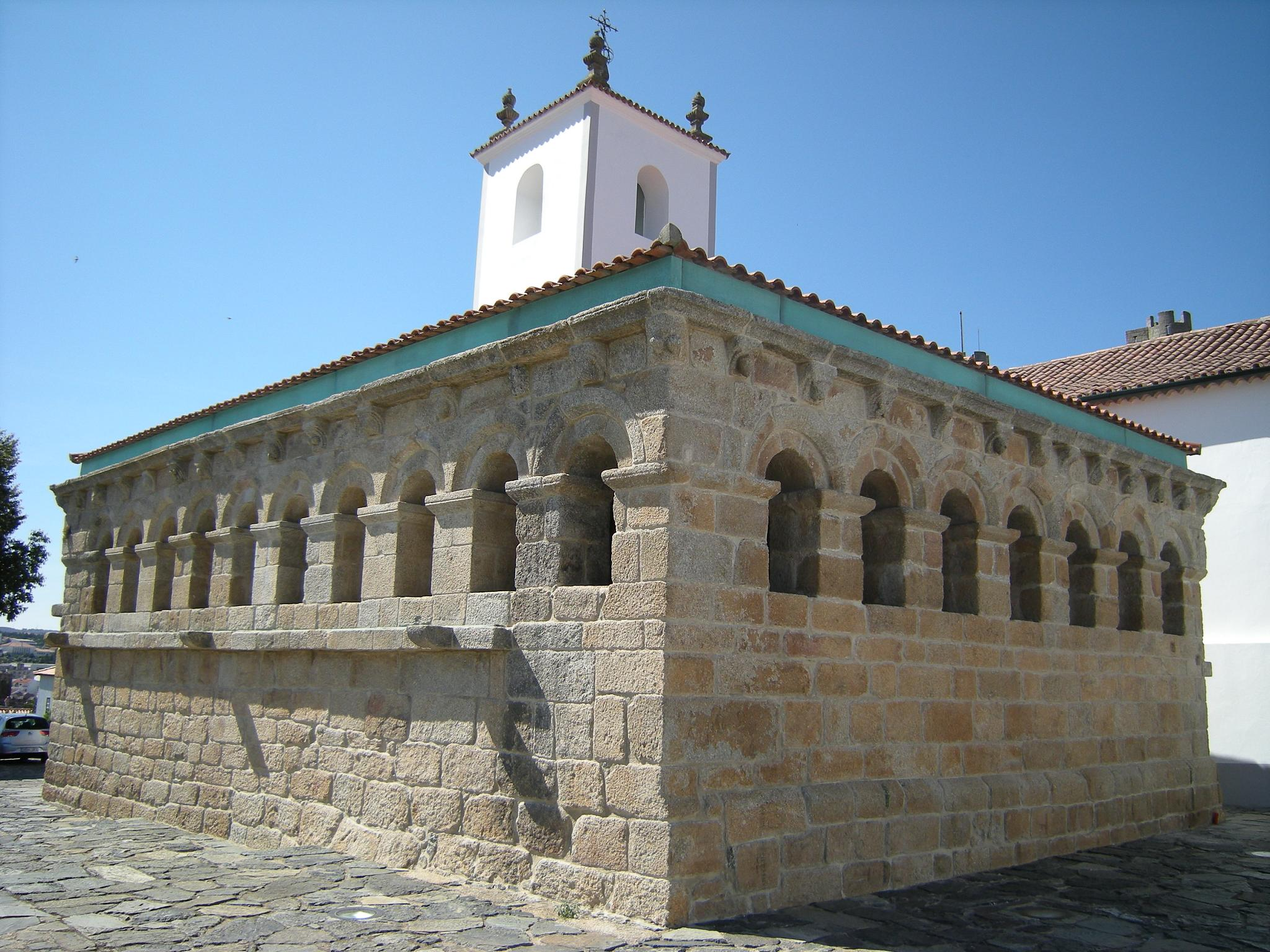
La esquina inferior de la estructura del Domus.
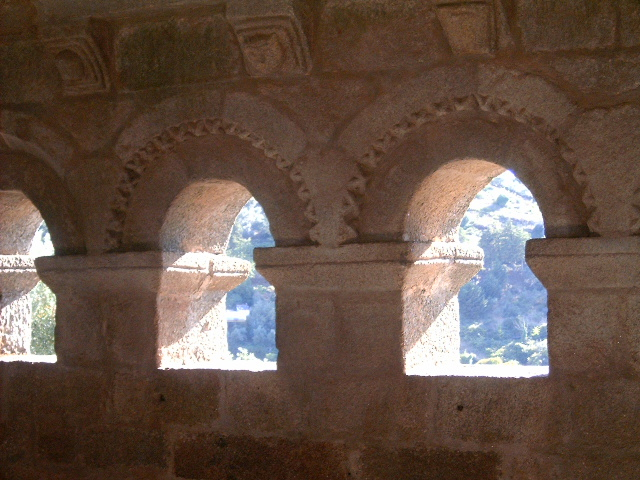
Detalles del marco interior de las ventanas.
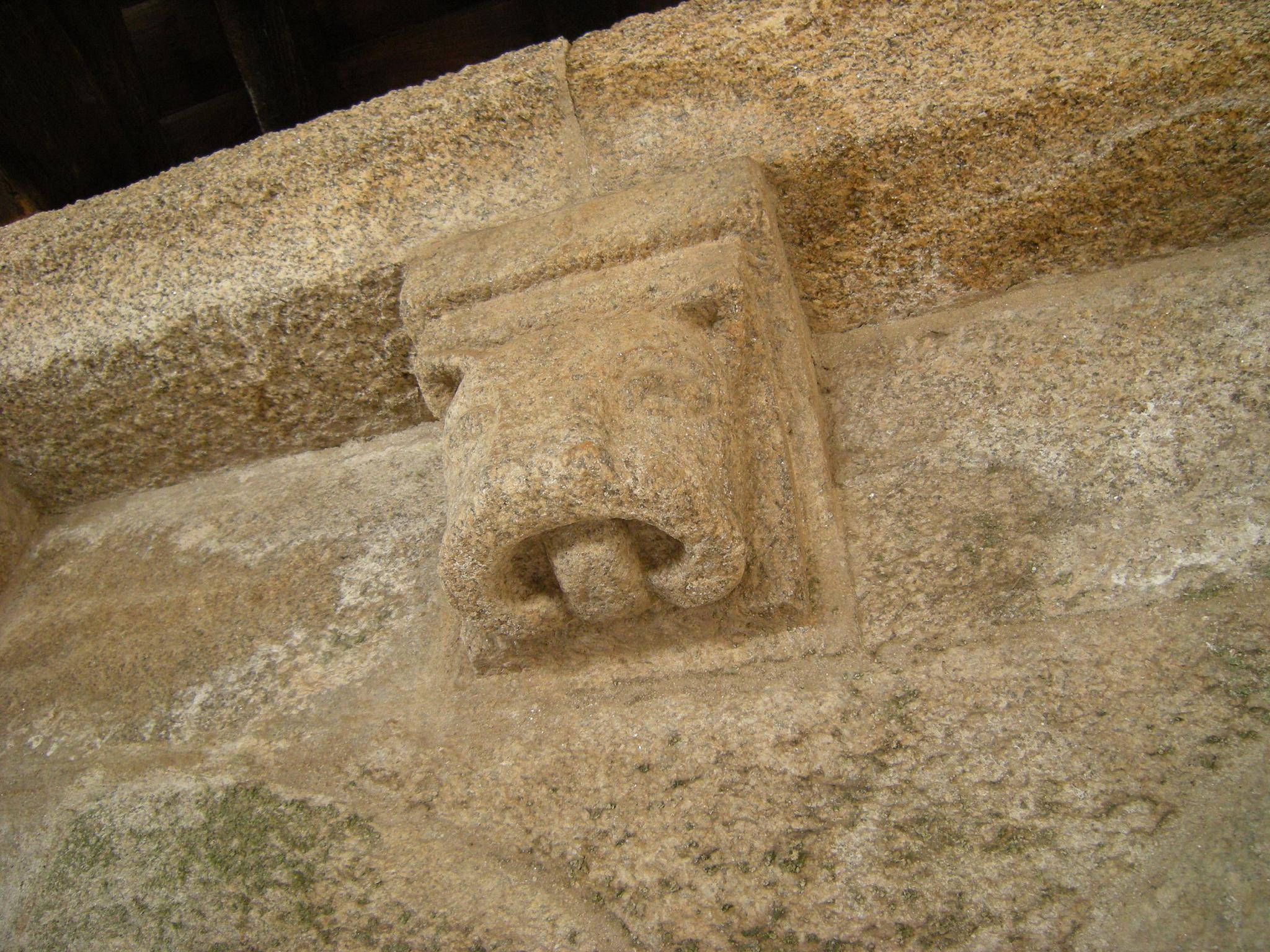
Detalles del corbel.
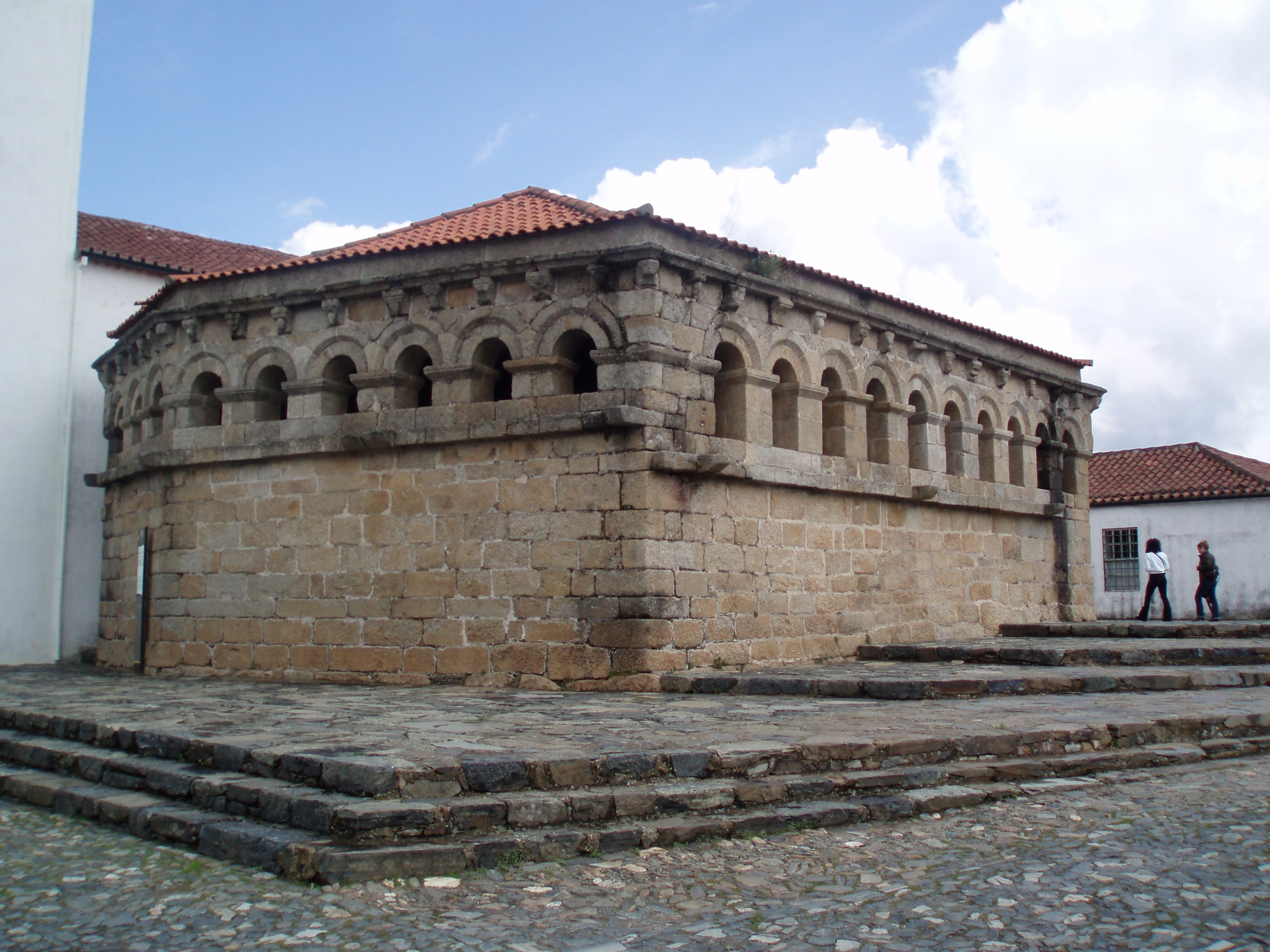
Esquina noreste del edificio.
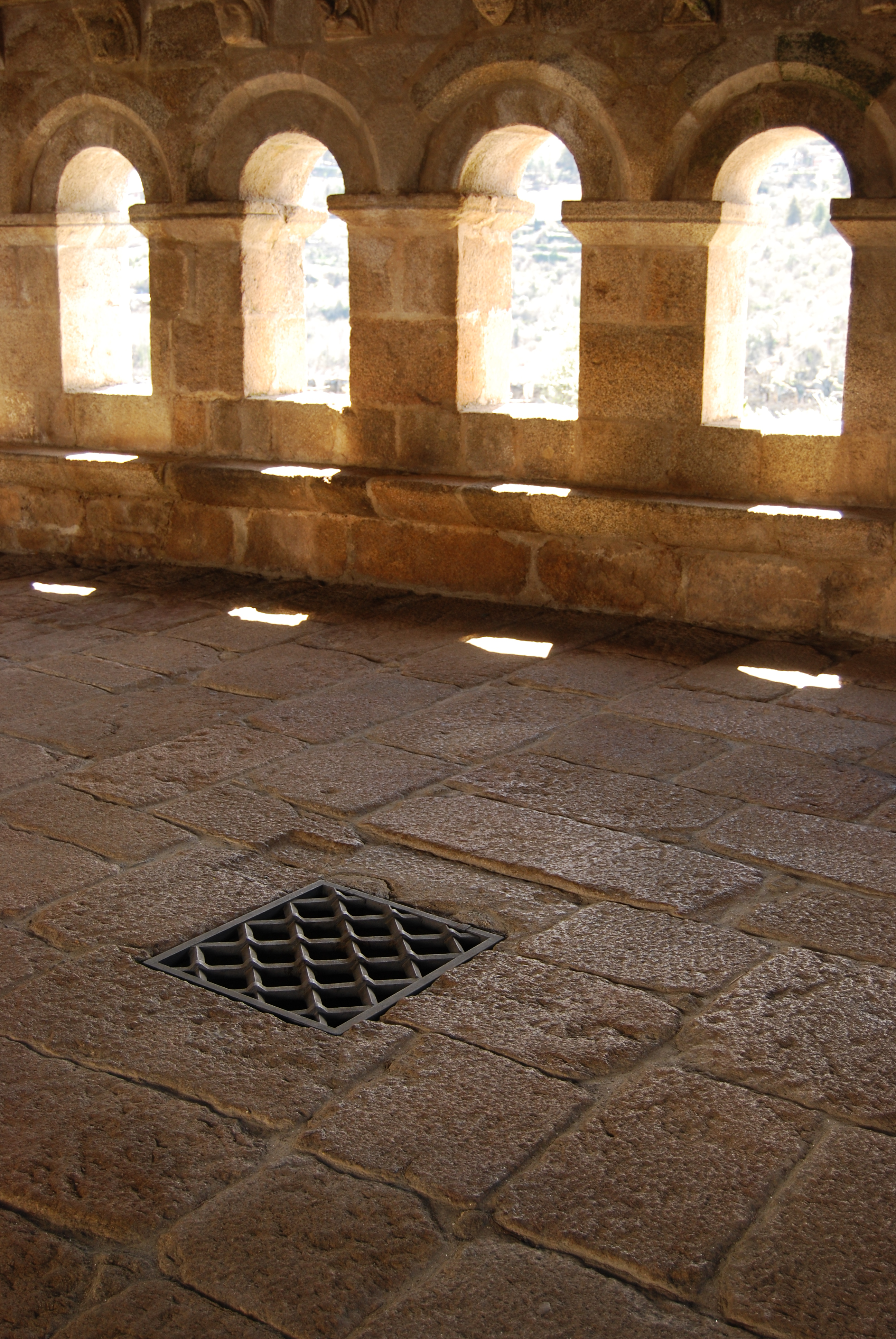
Orificio de drenaje de la cisterna, otra prueba de la doble función del edificio.
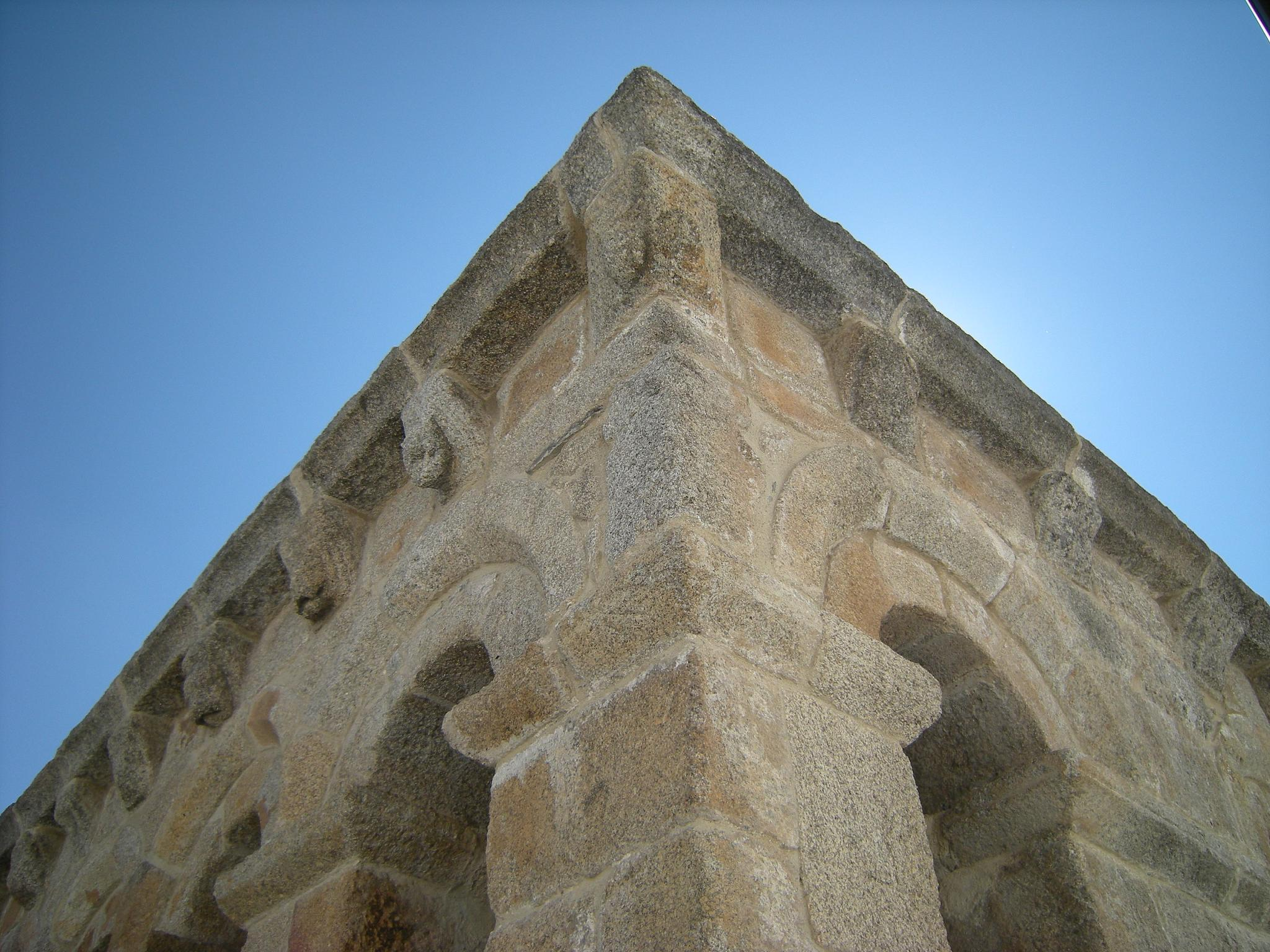
Los detalles de los corbeles muestran su estilo románico, aunque probablemente se construyeron en un período posterior.

### Torres y casas fortificadas

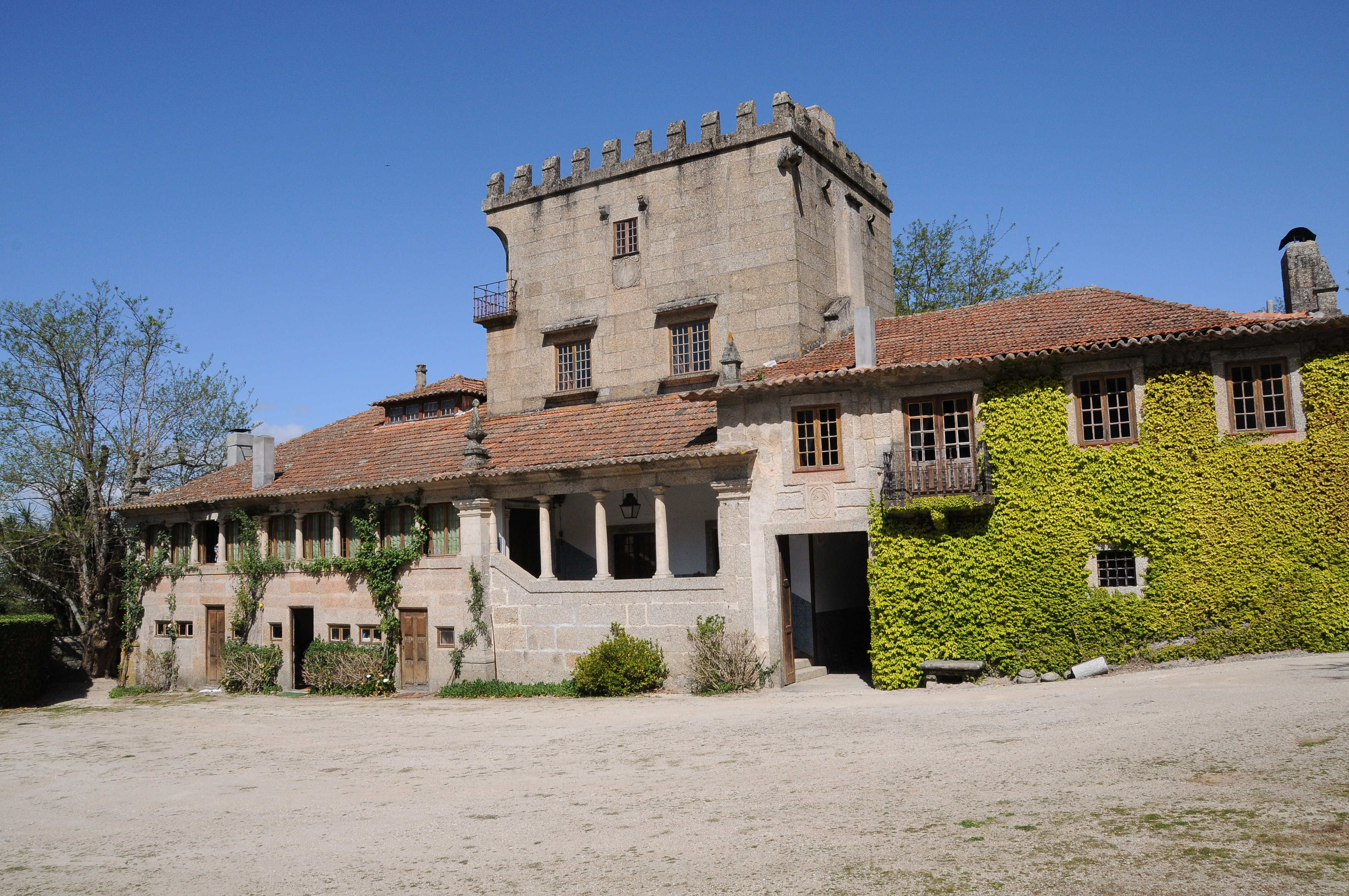
Torre-casa de San Cipriano, cerca de Guimaraes. Remodelada en los siglos XV y XVIII, su torre y edificio principal se remontan a principios del.

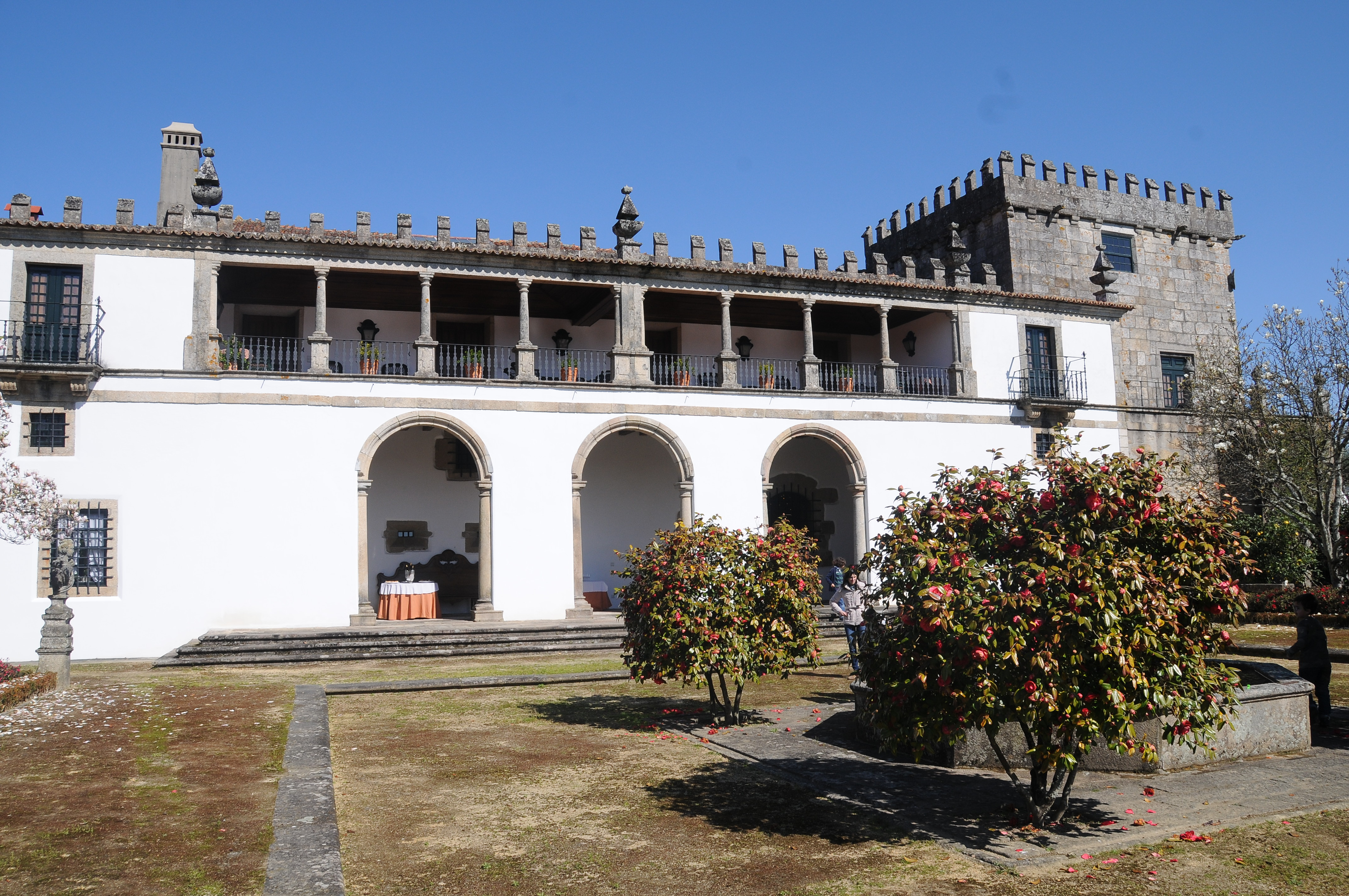
Casa torre Azevedo, en Braga. Hoy en día, como muchas mansiones, es una casa de huéspedes de turismo rural.

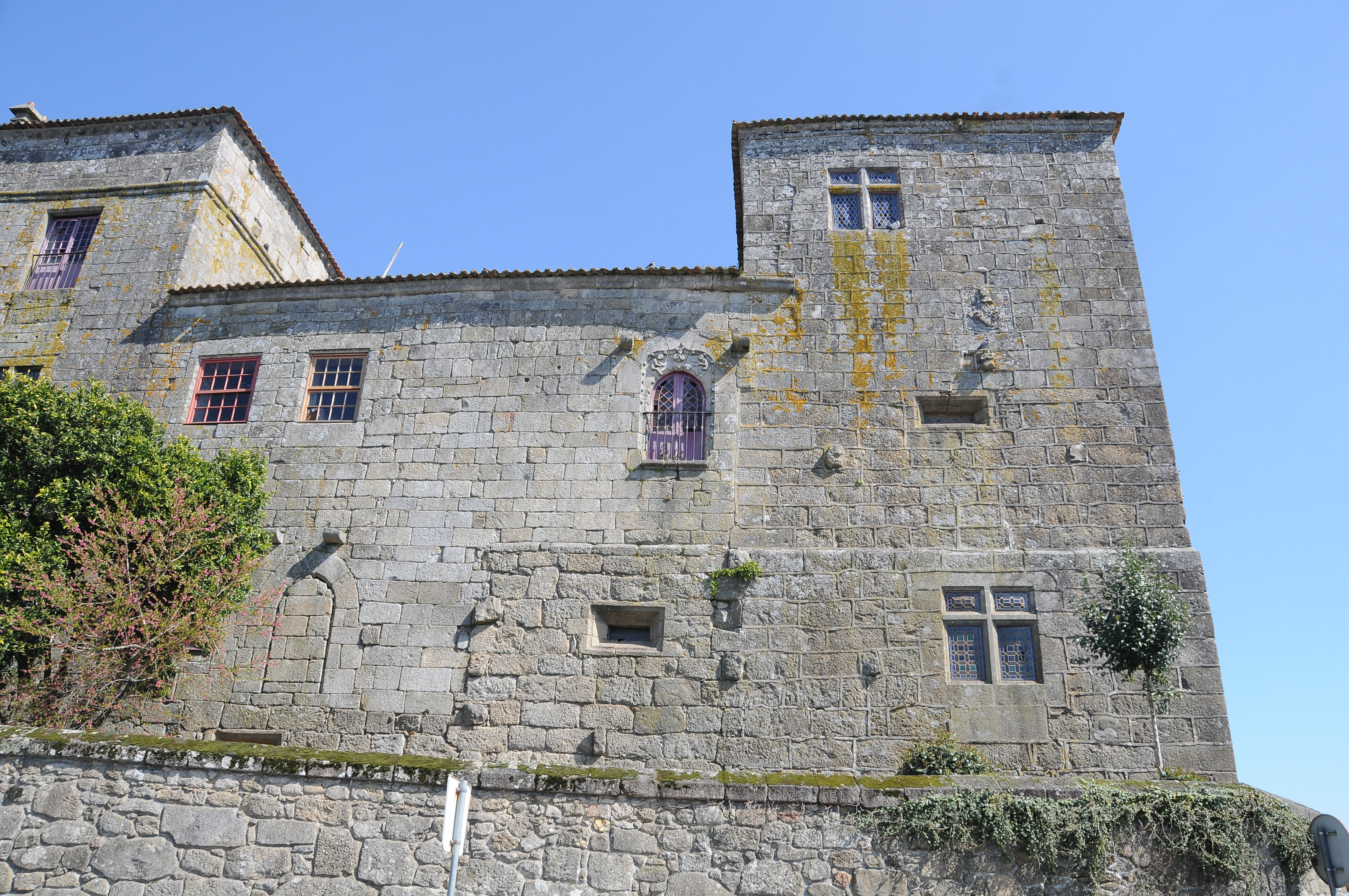
Casa-fortaleza de Pinheiro, construida a finales del y principios del, cerca de Guimarães.

En agudo contraste con la realidad en la mayor parte de Europa, todavía hay algunos ejemplos de arquitectura civil románica portuguesa que han sobrevivido hasta nuestros días, especialmente las residencias nobles fortificadas o Domus Fortis (en portugués : "Casa-Torre"). La mayoría ya no son más que torres individuales que destacan de las construcciones más modernas que las rodean, y muchas fueron remodeladas en estilos góticos y renacentistas posteriores, pero sus características románicas son todavía muy visibles. Estas nobles mansiones fortificadas se construyeron dentro o en la periferia de las tierras feudales (Coutos u Honras), entre los valles agrícolas fértiles. También se pueden encontrar en áreas vecinas de bosques o montañas donde la nobleza podría adquirir nuevas tierras agrícolas fuera de las regiones más ocupadas en las que la compra de nuevas tierras y títulos era más difícil.
Entre ellas están las mansiones y torres de Vilar (Penafiel), Pousada (Guimarães), Dornelas en Braga, Oriz (Vila Verde), Lourosa do Campo (Arouca) y Quintela (Vila Real). En el norte de Portugal había dos tipos de casas fortificadas durante la Edad Media: la casa solariega y la Domus Fortis. La casa señorial, asociada con la nobleza media y alta, no sigue un marco arquitectónico, sino que es más bien un conjunto de diferentes edificios autónomos, al contrario que la "Domus Fortis" que sigue un tipo específico de estructura fortificada que se originó en la última cuarta parte del siglo XI y se extendió ampliamente hacia fines del siglo XII y hasta los siglos XIII y XIV. Este tipo de modelo fue adoptado por los rangos menores de la nobleza en busca de la ascensión social para mostrar a las comunidades locales su poder recién adquirido.
La Domus Fortis está compuesto por varias divisiones: 
- La más importante es la Torre, de planta cuadrada (las redondas eran raras en Portugal), fortificando la casa y ofreciendo protección a sus propietarios y servidores en caso de necesidad. Fue construida con cuatro niveles, cada uno correspondiente a una sola división. Al igual que una torre de vigilancia en los castillos, a la puerta principal se accedía por el primer piso en lugar de la planta baja. Esta planta baja era la recepción y la sala de estar, ya que los pisos superiores estaban destinados a cámaras privadas.
- Un "domus fortis" también tenía un edificio separado junto con o cerca de la torre, con planta rectangular y dos pisos. Esas eran usualmente las zonas de criados y alojamiento.
- En algunos casos se reporta la existencia de una capilla privada como en la torre Vasconcelos. También otras estructuras individuales, como las cocinas, se construyeron cerca de manantiales de agua o pequeños arroyos. No quedan restos de estos edificios, aunque su existencia está completamente documentada.[47]

La mayoría de las casas-torre fueron construidas en las regiones del norte y centro de Portugal que pertenecían a áreas feudales. Algunas fueron restauradas progresivamente en los siglos posteriores, reflejando estilos renacentistas y barrocos más modernos: como las casa-torre de Aguiã, Refoios, Gomariz, Castro, Faralães y Barbosa. En otros casos, sus torres estaban separadas del edificio principal, como Silva, Quintela, Oriz y Penegate, entre otros.

Torres y casas señoriales
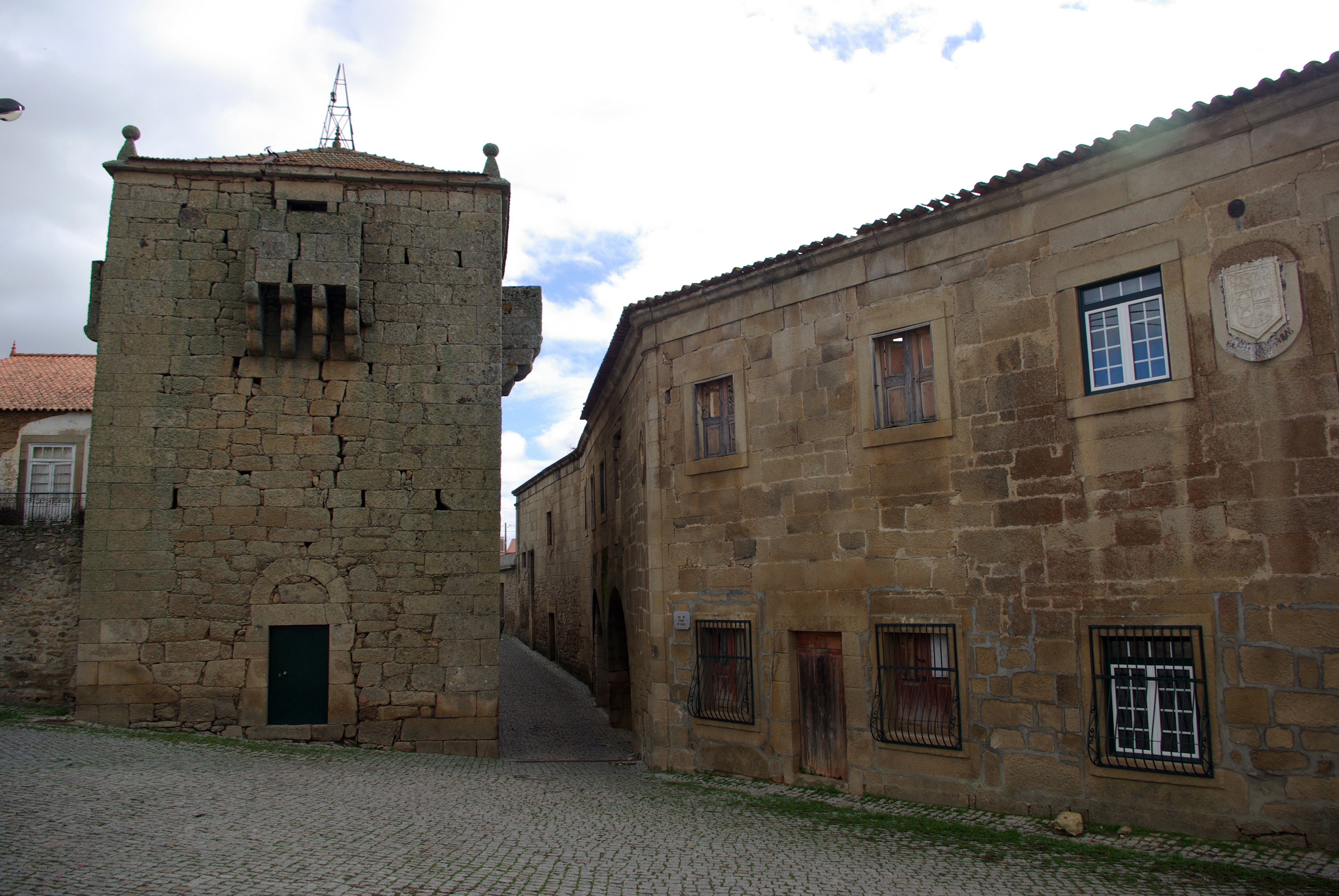
Torre de Metelos de principios del siglo XIII.
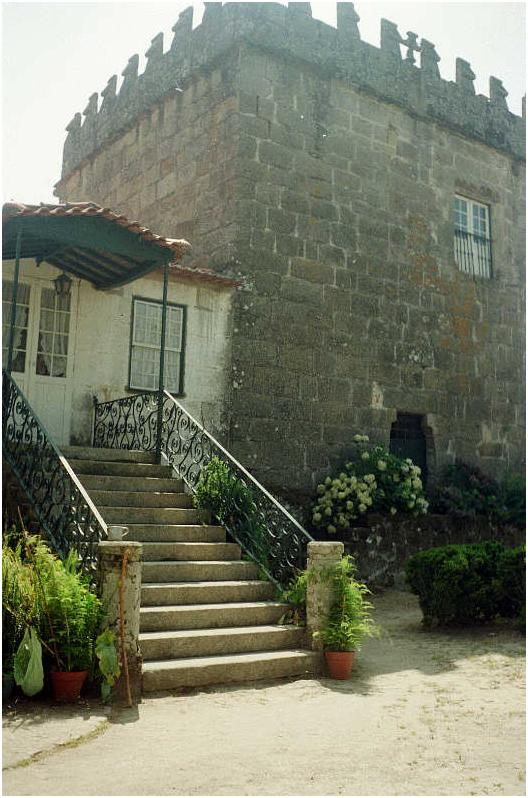
Torre-casa Barbosa en Penafiel. Una de los más antiguas "domus fortis", que se cree que fue construido en el siglo IX.
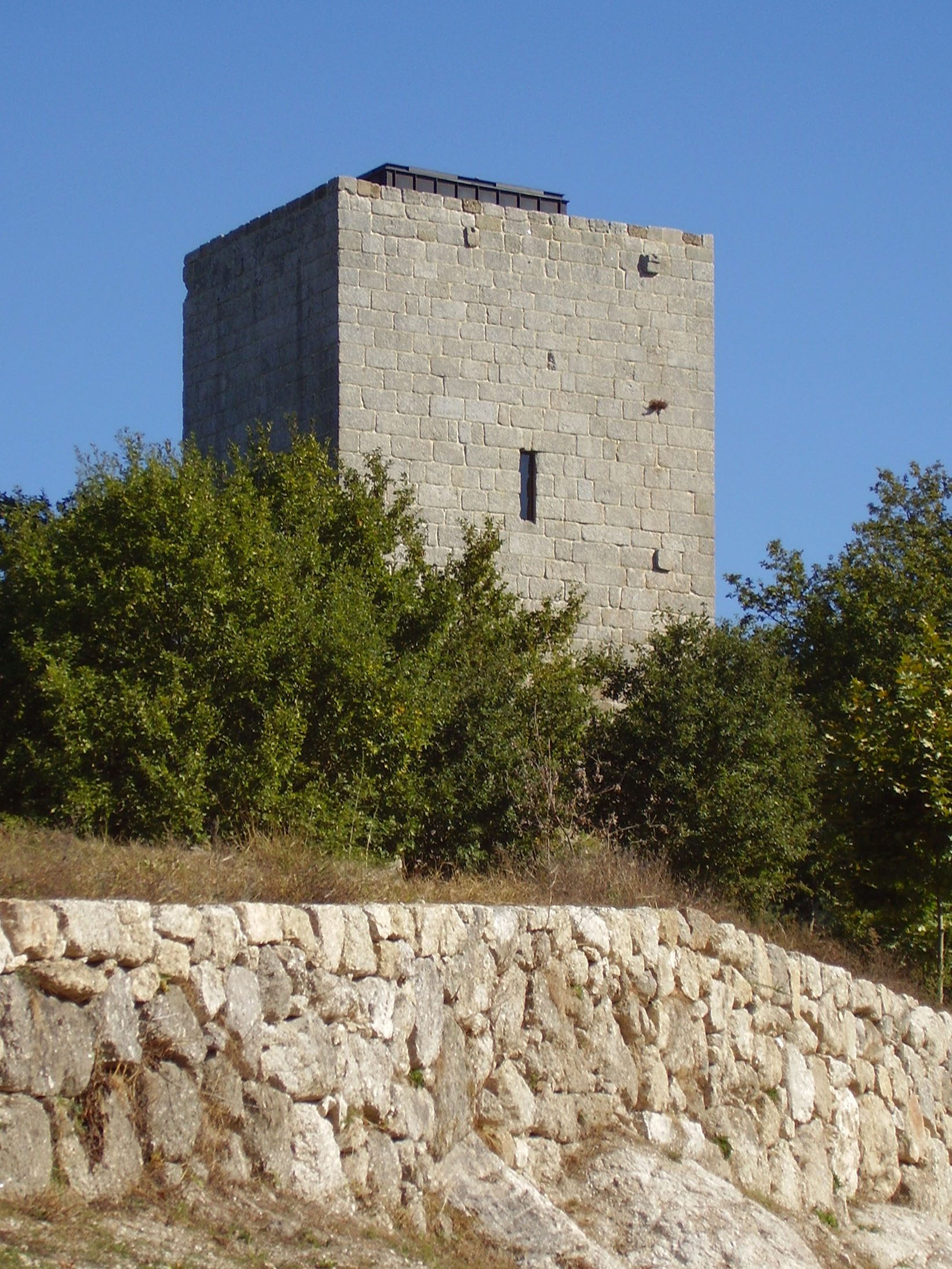
Torre Vilar en Lousada, siglo XIII.
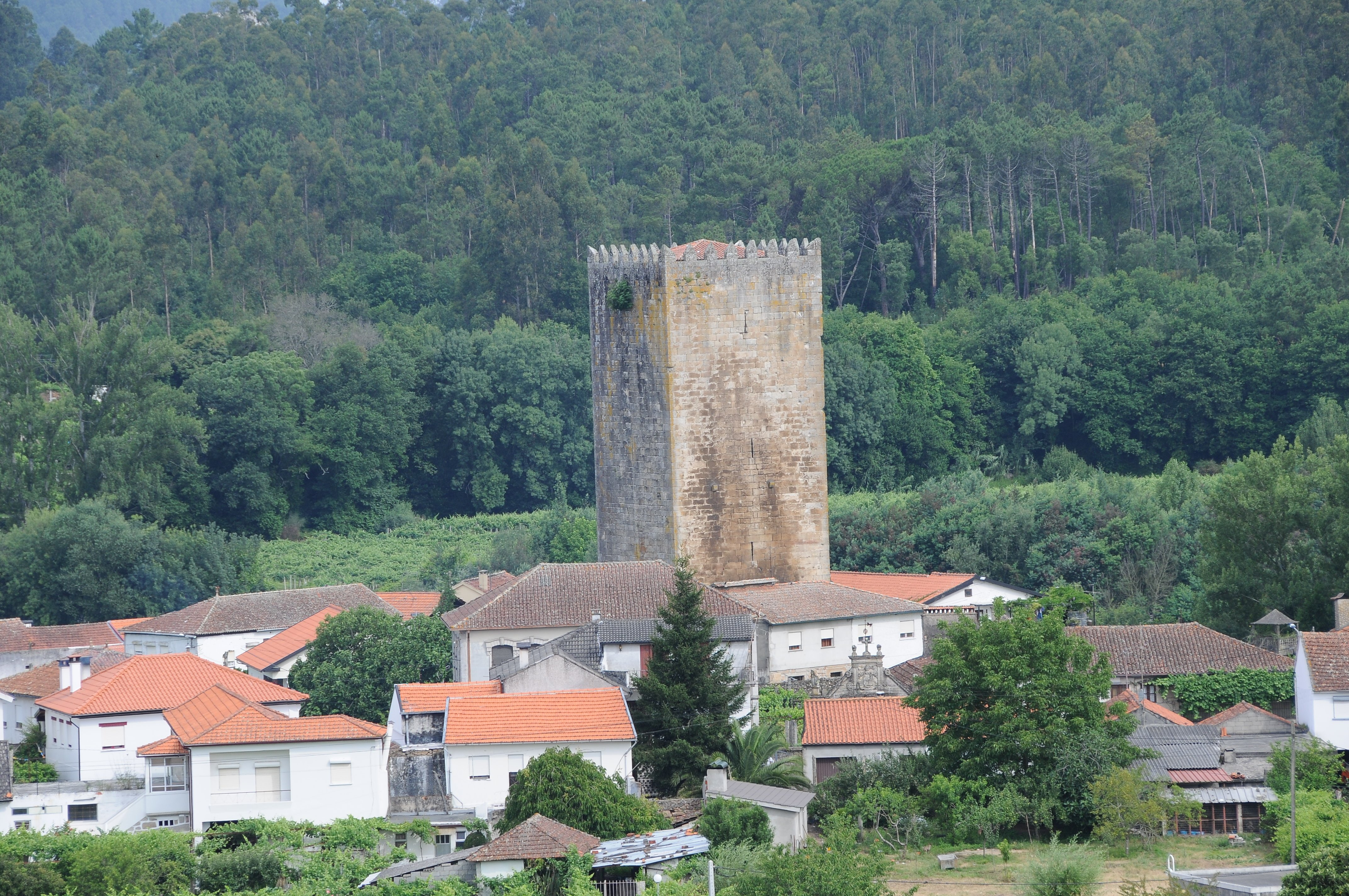
Torre de Lapela en Monção (siglo XII). Perteneció a un castillo del que es la única estructura superviviente.
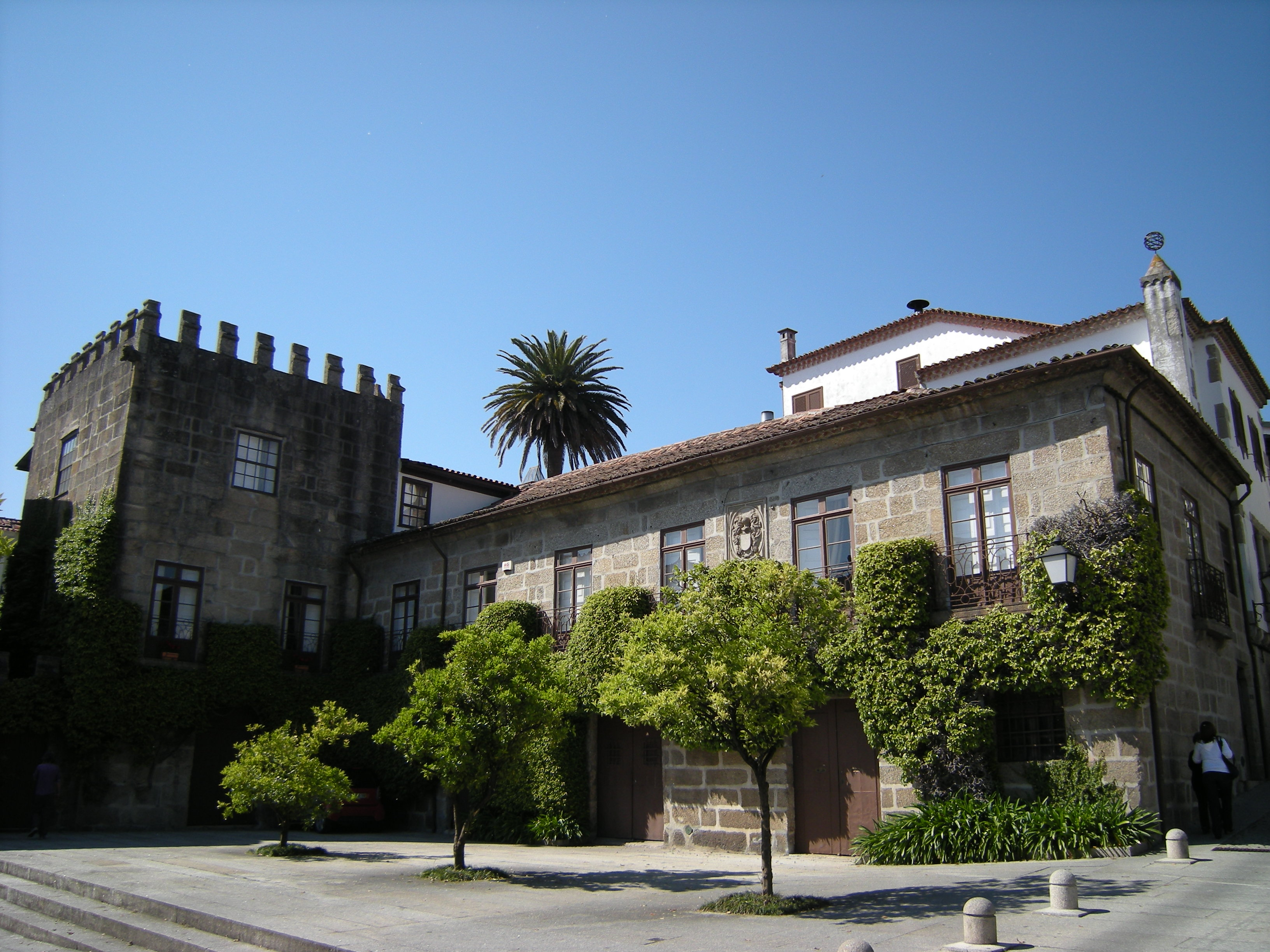
Casa-torre Laranjais en Guimarães. Torre del siglo XI y edificio principal remodelado en los siglos XVI y XVII.
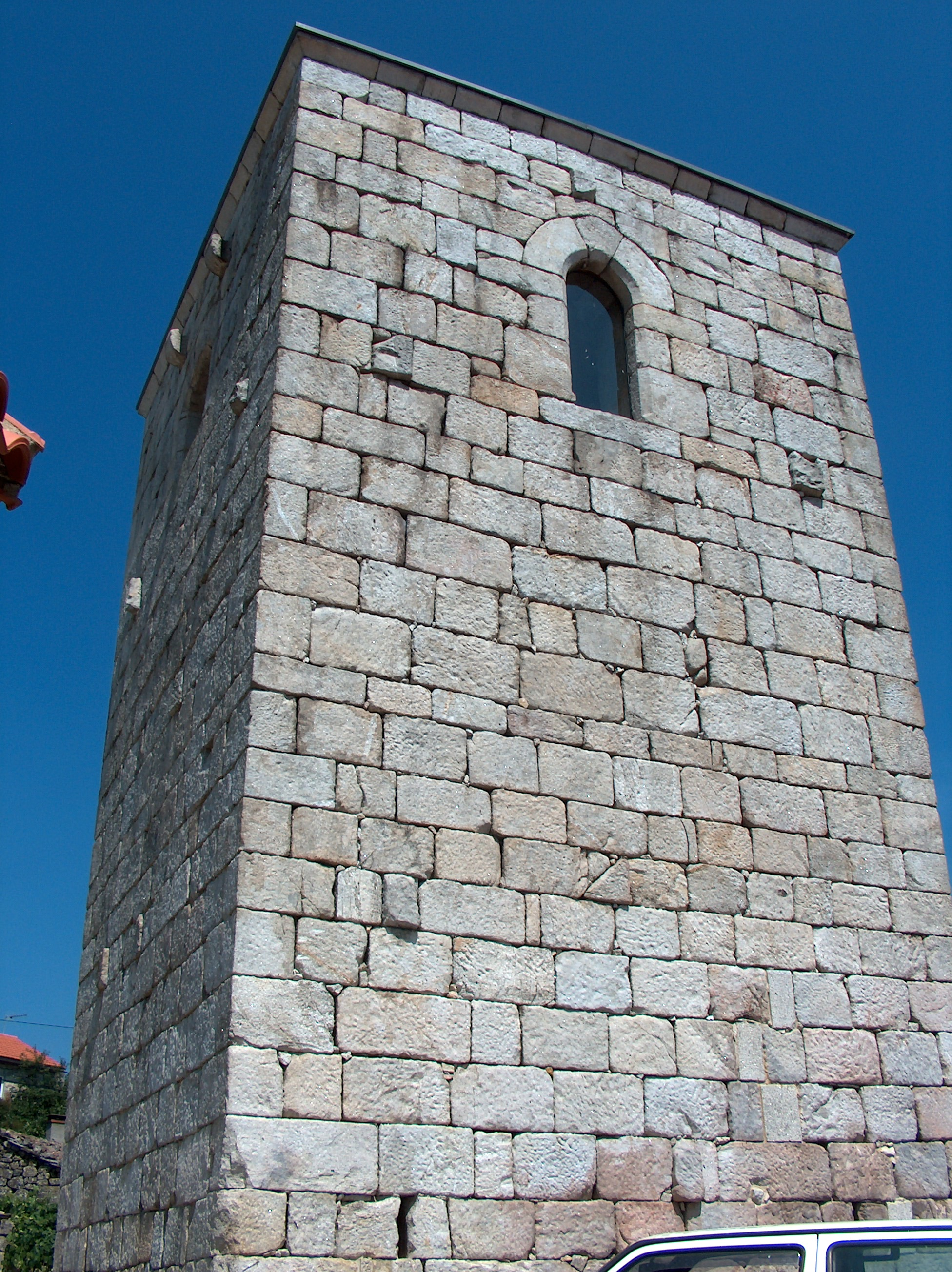
Torre de Alcofra en Vouzela, de principios del siglo XII.

### Puentes

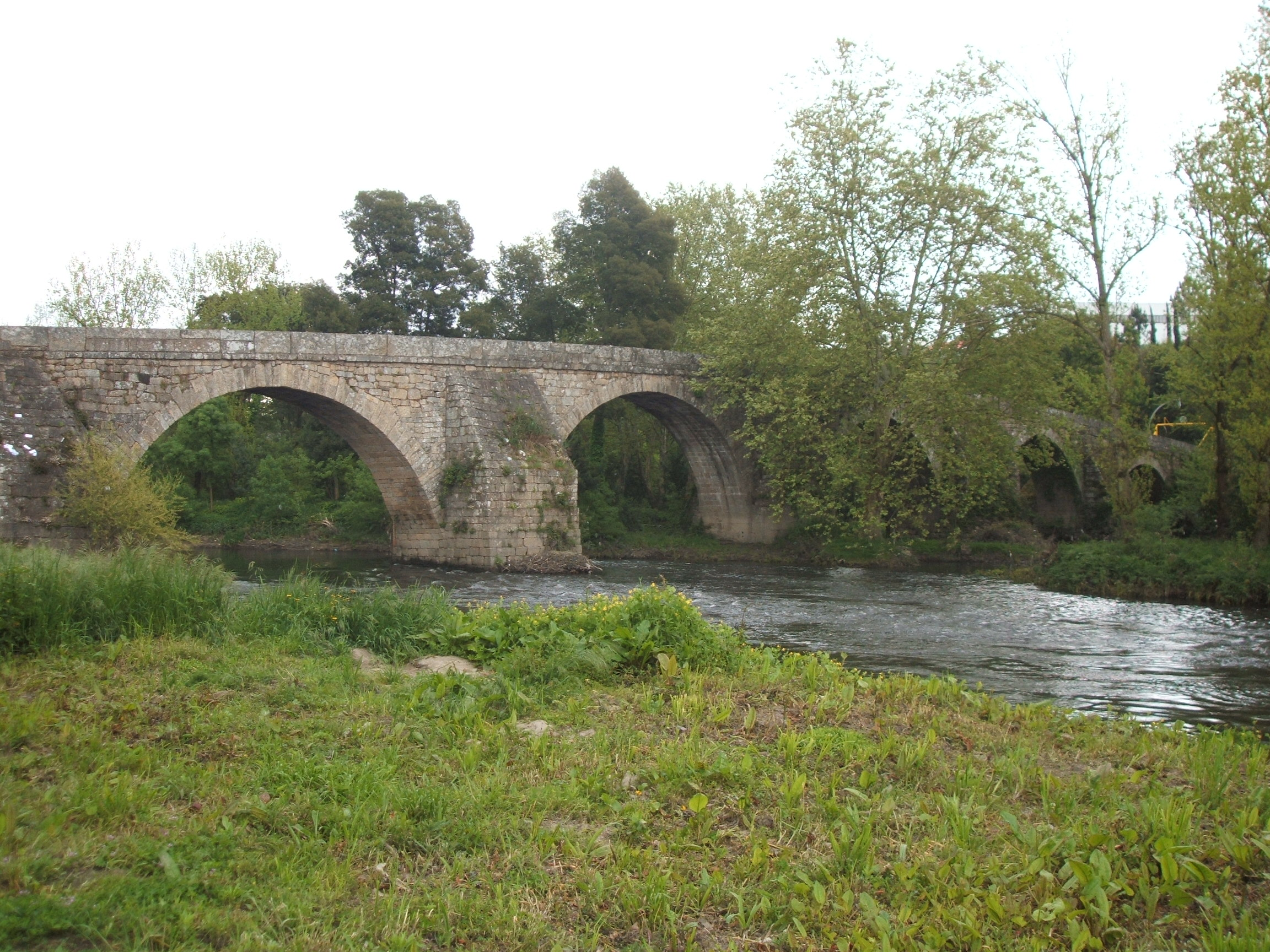
Puente Lagoncinha sobre el río Ave, construido en el en la carretera entre Braga y Oporto.

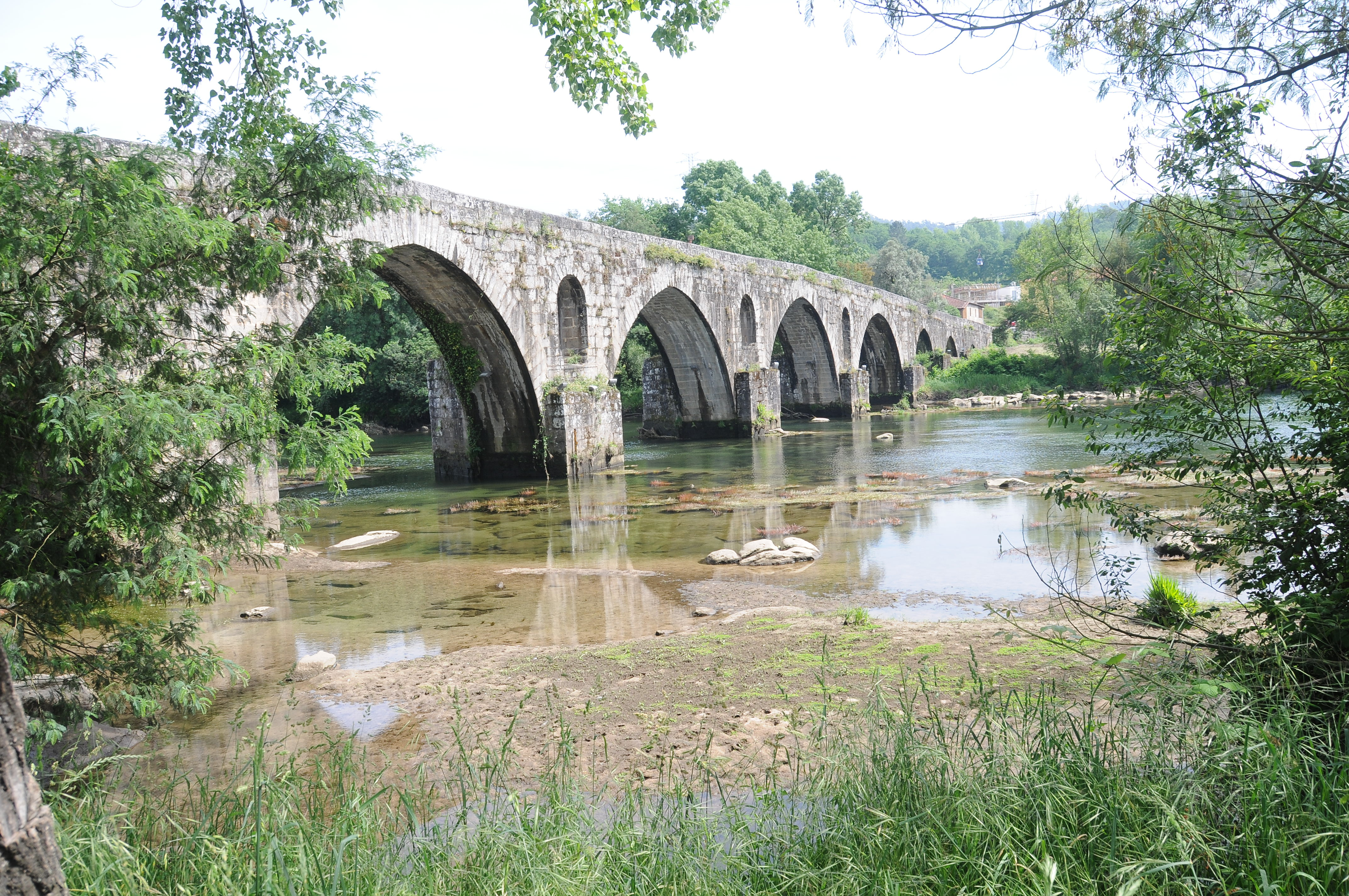
Puente de Oporto sobre el río Cávado, construido en el.

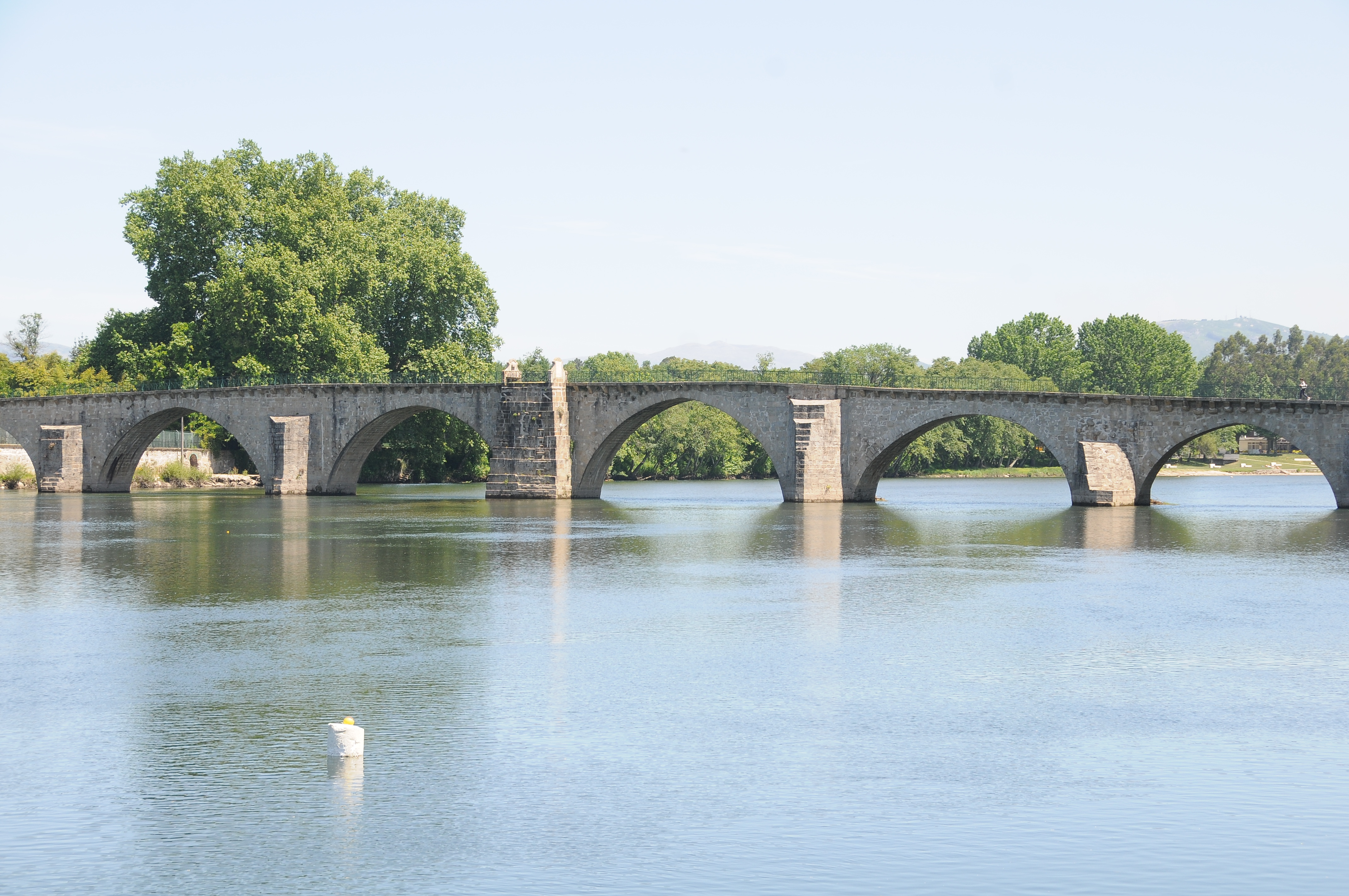
Puente del Prado sobre el río Cávado, aunque originalmente romano, fue reconstruido a principios del.

La construcción de puentes durante la Edad Media está directamente relacionada con la necesidad de restaurar el antiguo sistema vial romano que ya estaba obsoleto, con el fin de desarrollar nuevas conexiones e impulsar el comercio. Desde finales del siglo XI, esa necesidad era tan urgente que la construcción de puentes y la restauración de los lugares de paso serán actividades que empezaron a considerarse piadosas. São Gonçalo de Amarante y São Lourenço Mendes, patrocinadores de la construcción de los puentes Amarante y Cavês, respectivamente, fueron llamados santos por aclamación popular, como San Benizet de Aviñón (Francia) o Sán Domingos da Calçada (La Rioja (España)). mostrando cuánto de este fenómeno de la construcción de puentes y carreteras se consideraba extremadamente importante en otras partes de Europa.
En la voluntad de monarcas, nobles y clérigos hay muchas referencias a donaciones para la construcción de puentes, el Rey D.Afonso Henriques (1109-1185) contribuyó a la construcción de los puentes de Coímbra, Ave y Piares (río Duero). Los albañiles de la época románica fueron más cuidadosos con el diseño estructural y el mantenimiento de los puentes que sus homólogos romanos anteriores, y buscaron terrenos más sólidos para construirlos, y por eso, según Carlos Alberto Ferreira de Almeida, los puentes medievales resistieron mejor contra el peligro de las inundaciones y la prueba del tiempo.
Los puentes románicos presentan arcos grandes cuya altura debe equilibrarse con el uso de pilares en cada extremo al transferir el peso del puente y sus cargas parcialmente a un empuje horizontal restringido por los pilares a cada lado. Los constructores de puentes también mejoraron las estructuras romanas mediante el uso de pilares más estrechos y bóvedas de arco más delgadas. Ejemplos de estos son los puentes de Lagoncinha (siglo XII), sobre el río Ave, con seis arcos, el puente del Prado sobre el río Cávado (siglo XI), con nueve arcos y el puente Cavês sobre el río Támega (siglo XIII).
La construcción de puentes conformó de forma profunda el paisaje medieval portugués. Entre la arquitectura civil románica y los medios económicos y técnicos utilizados para su construcción, la construcción de puentes tuvo el mayor impacto en la vida cotidiana, beneficiando la comunicación entre las personas. 

Puentes románicos
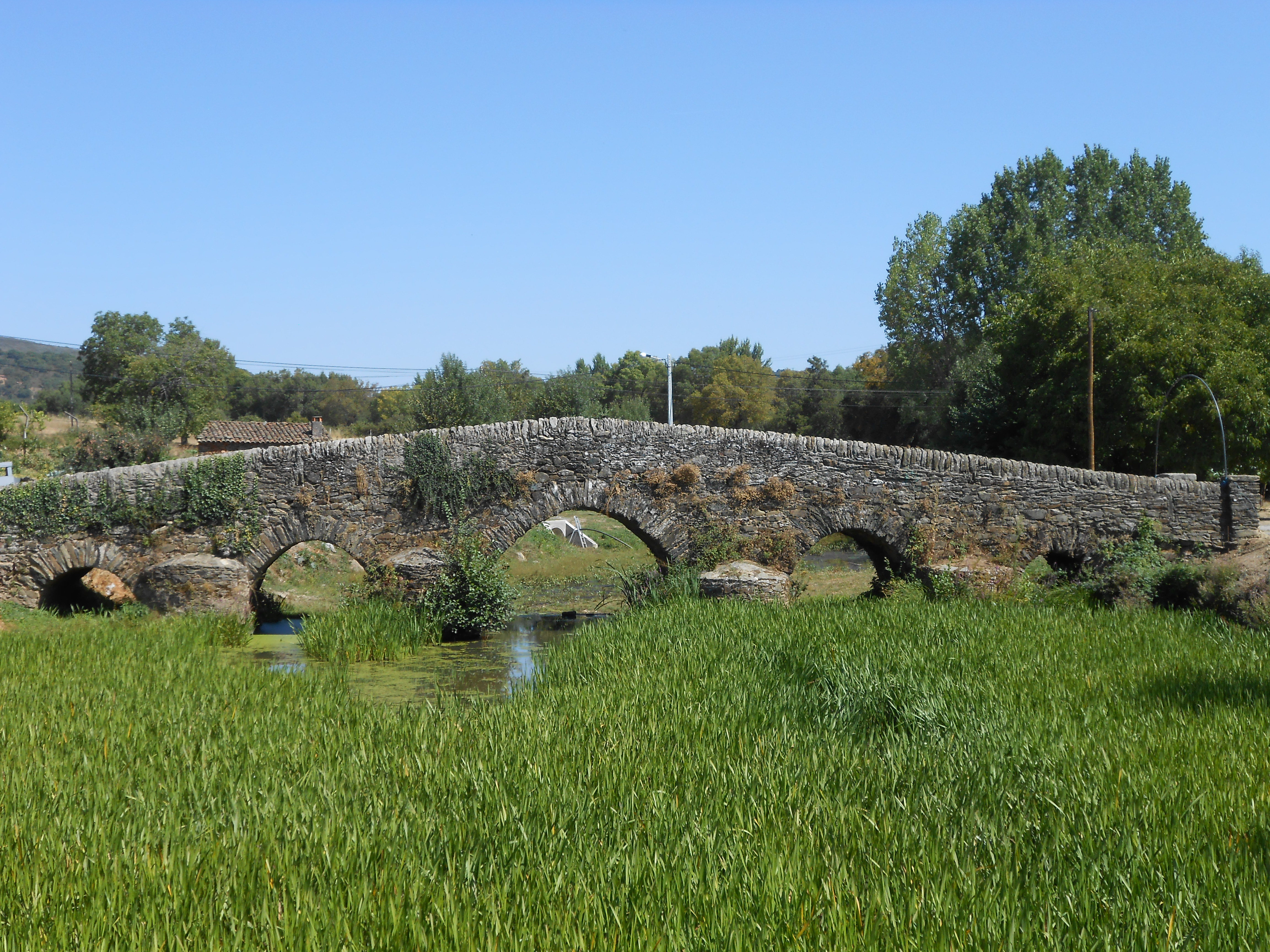
Ponte de Frieira
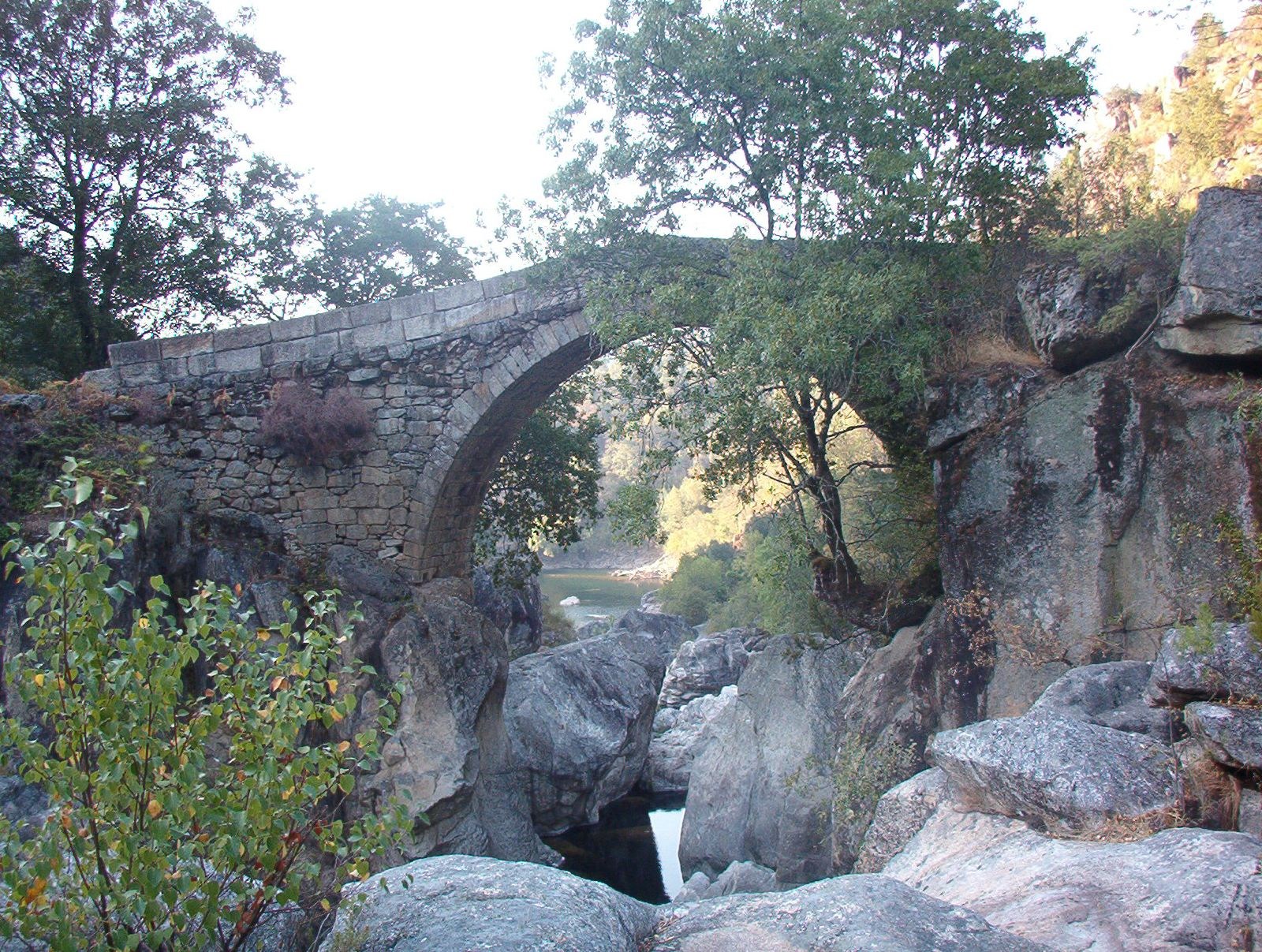
Ponte da Misarela
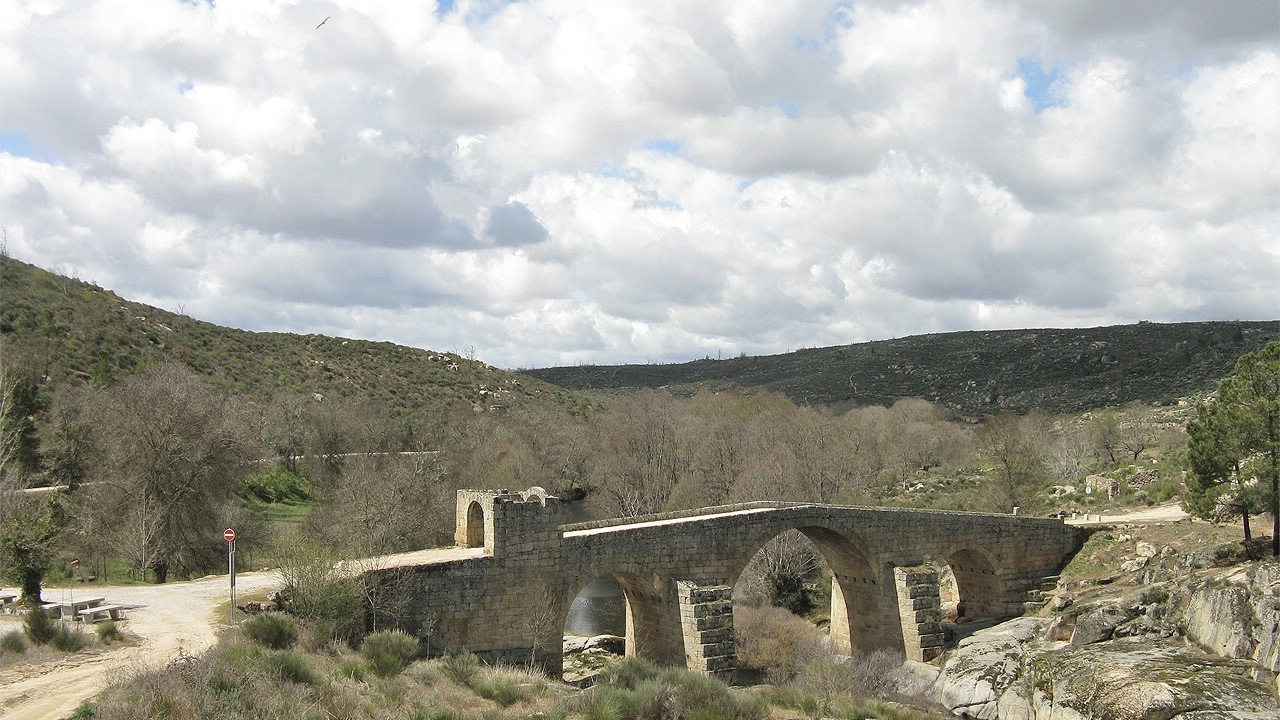
Ponte Sequeiros
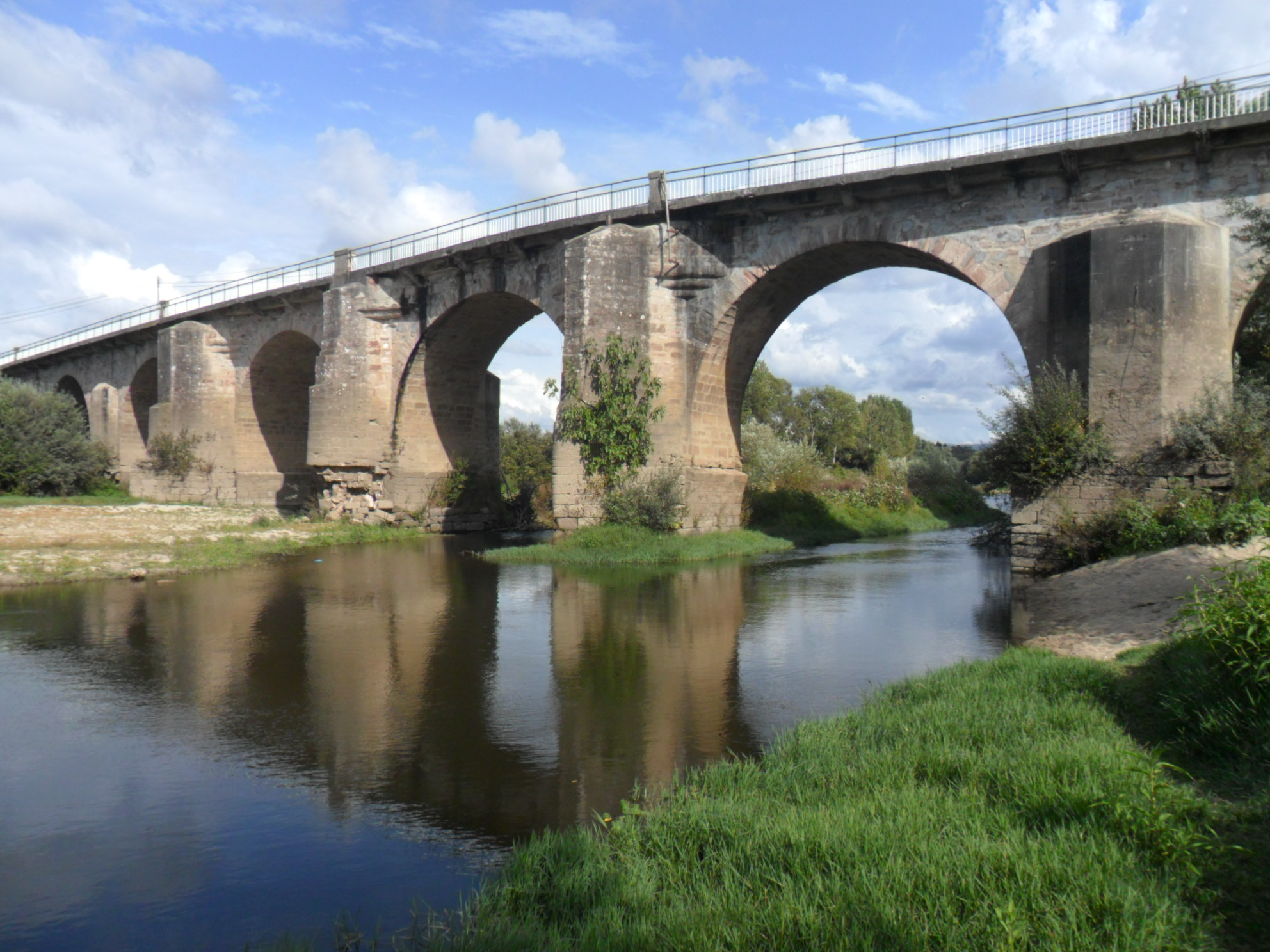
Ponte Velha do Vouga
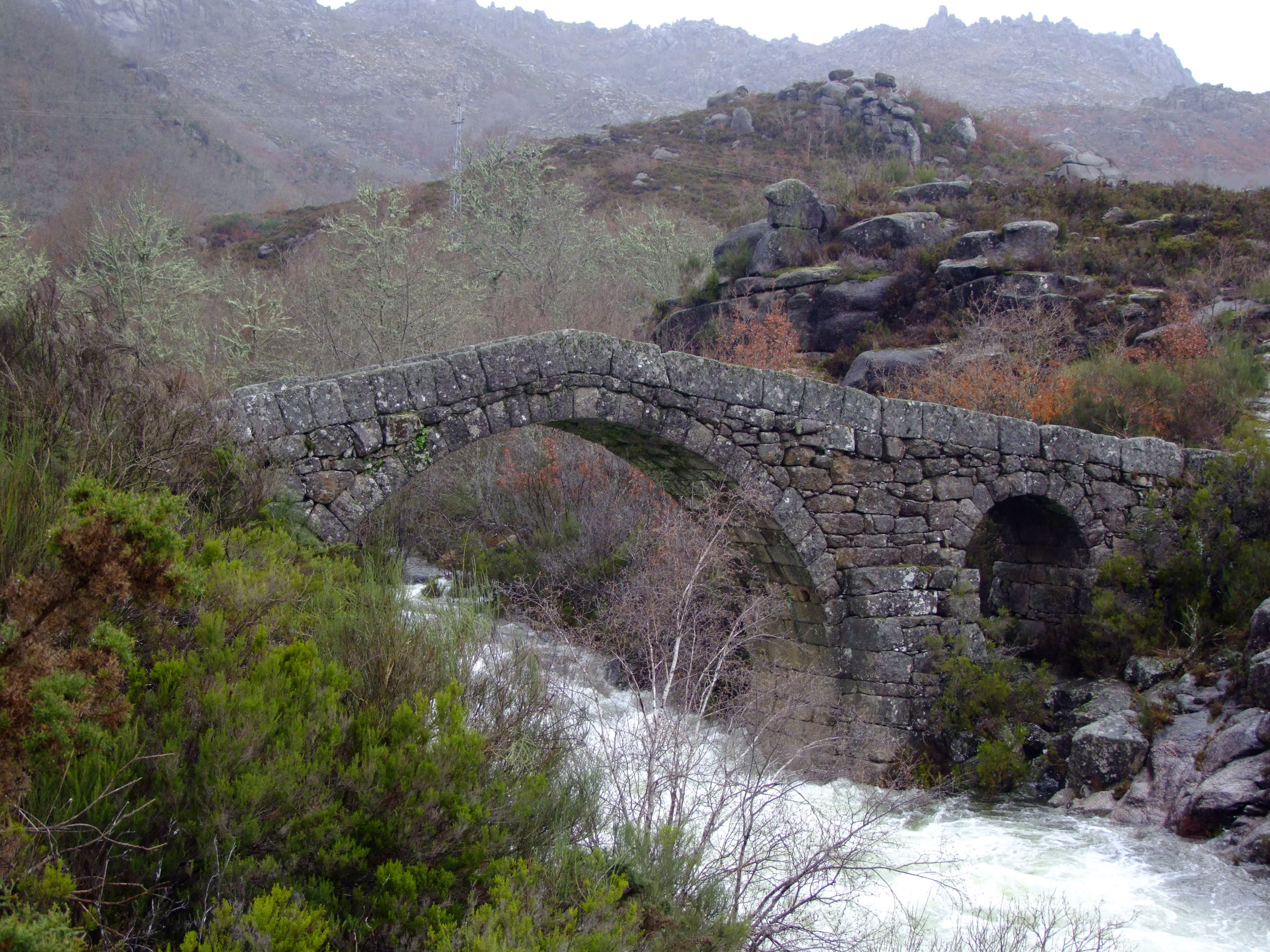
Ponte Nova da Cava da Velha
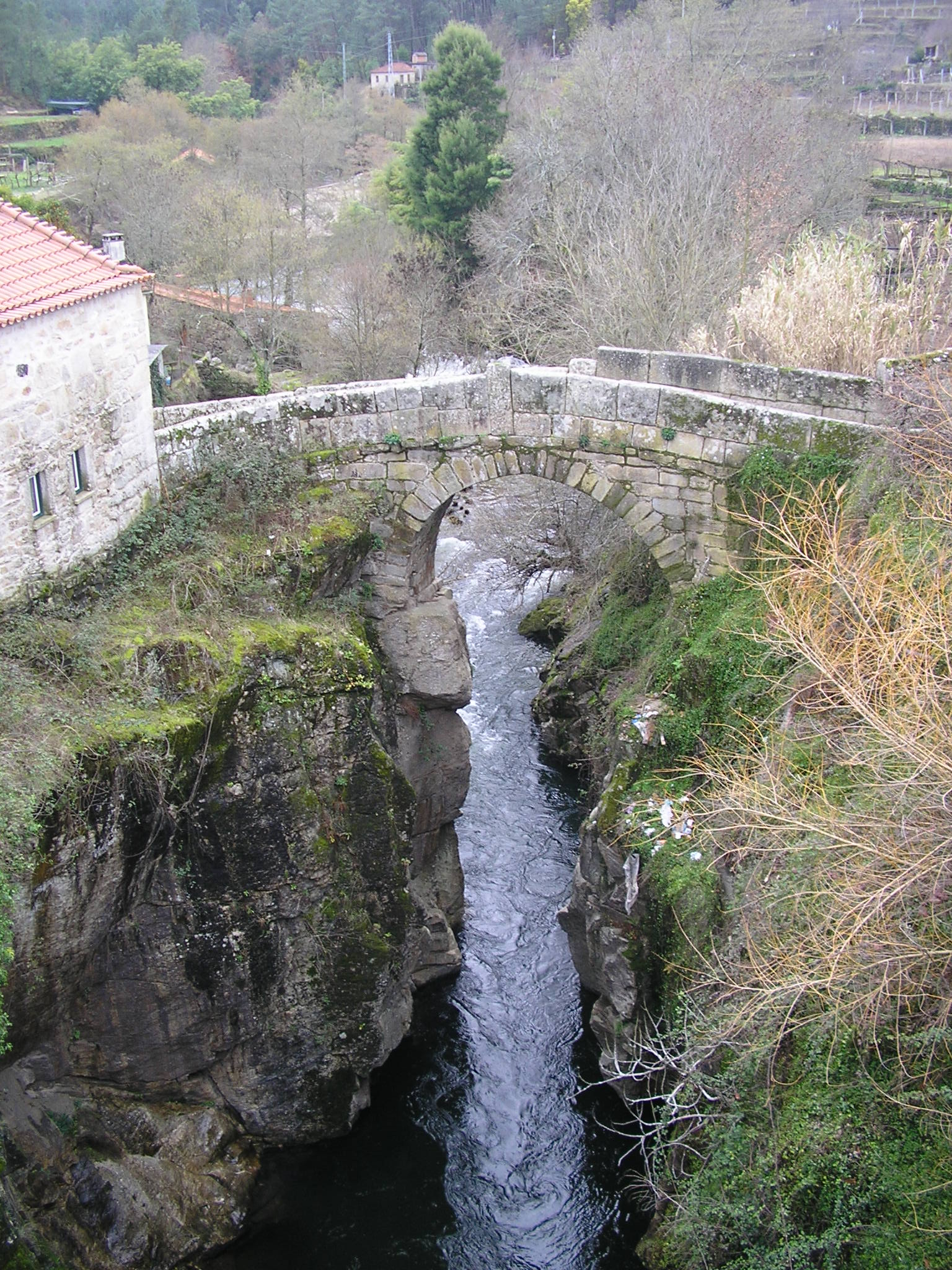
Ponte do Rio Mouro

### Castillos

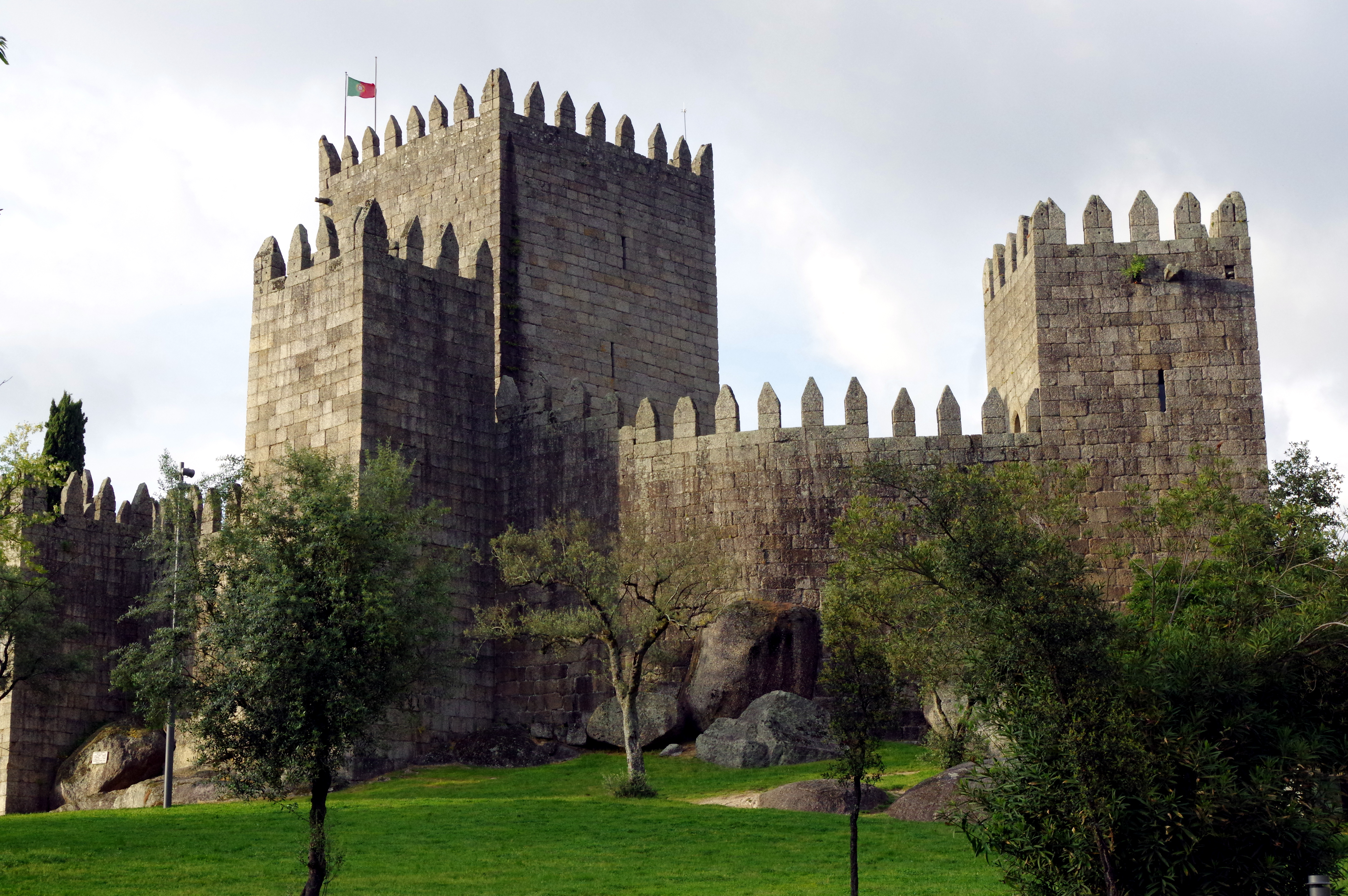
El castillo de Guimarães, construido en el, cuyo aspecto actual es el resultado de ampliaciones de finales del.

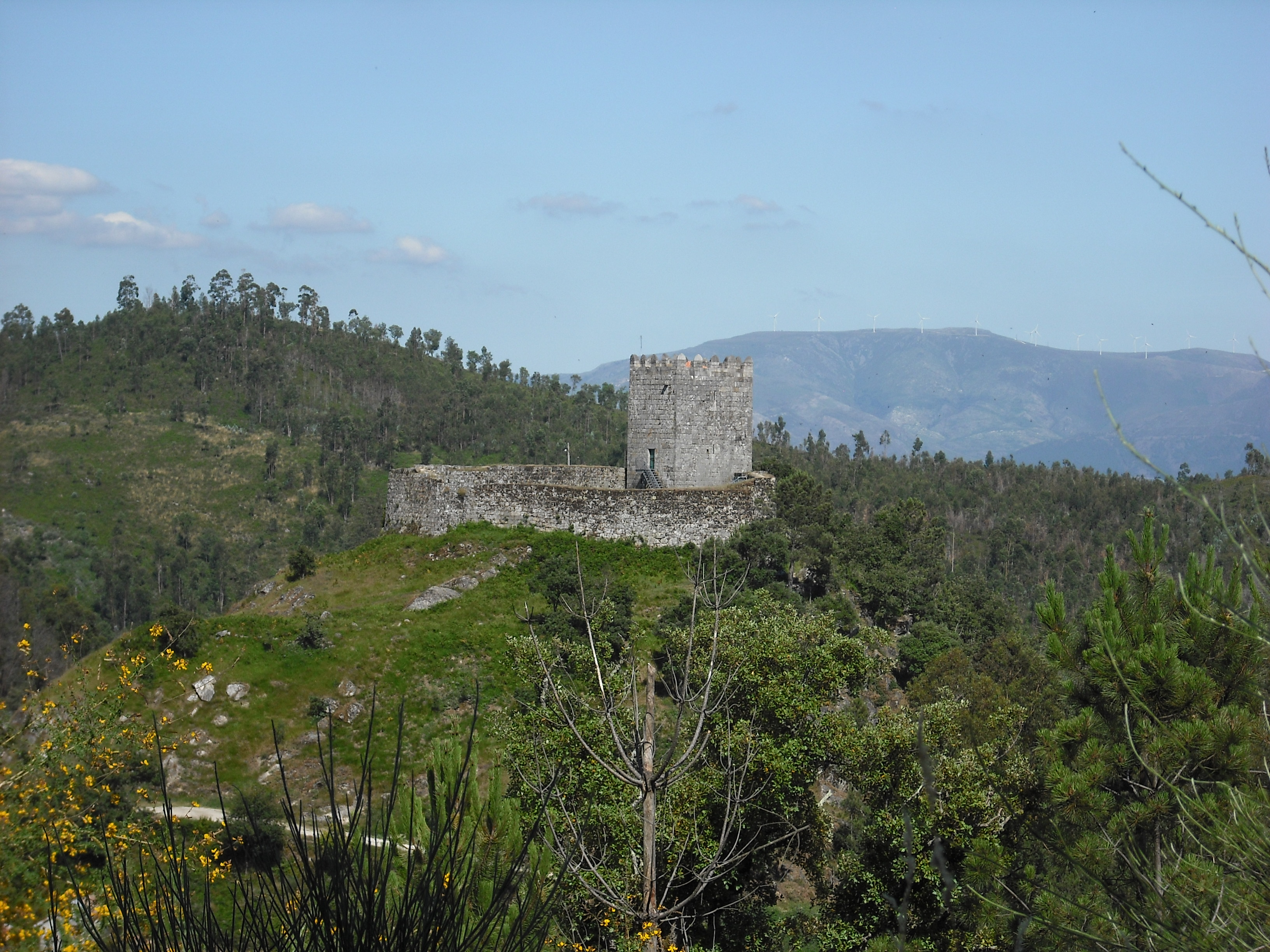
El castillo de Arnoia, construido a finales del, ofrecía protección a un monasterio cercano.

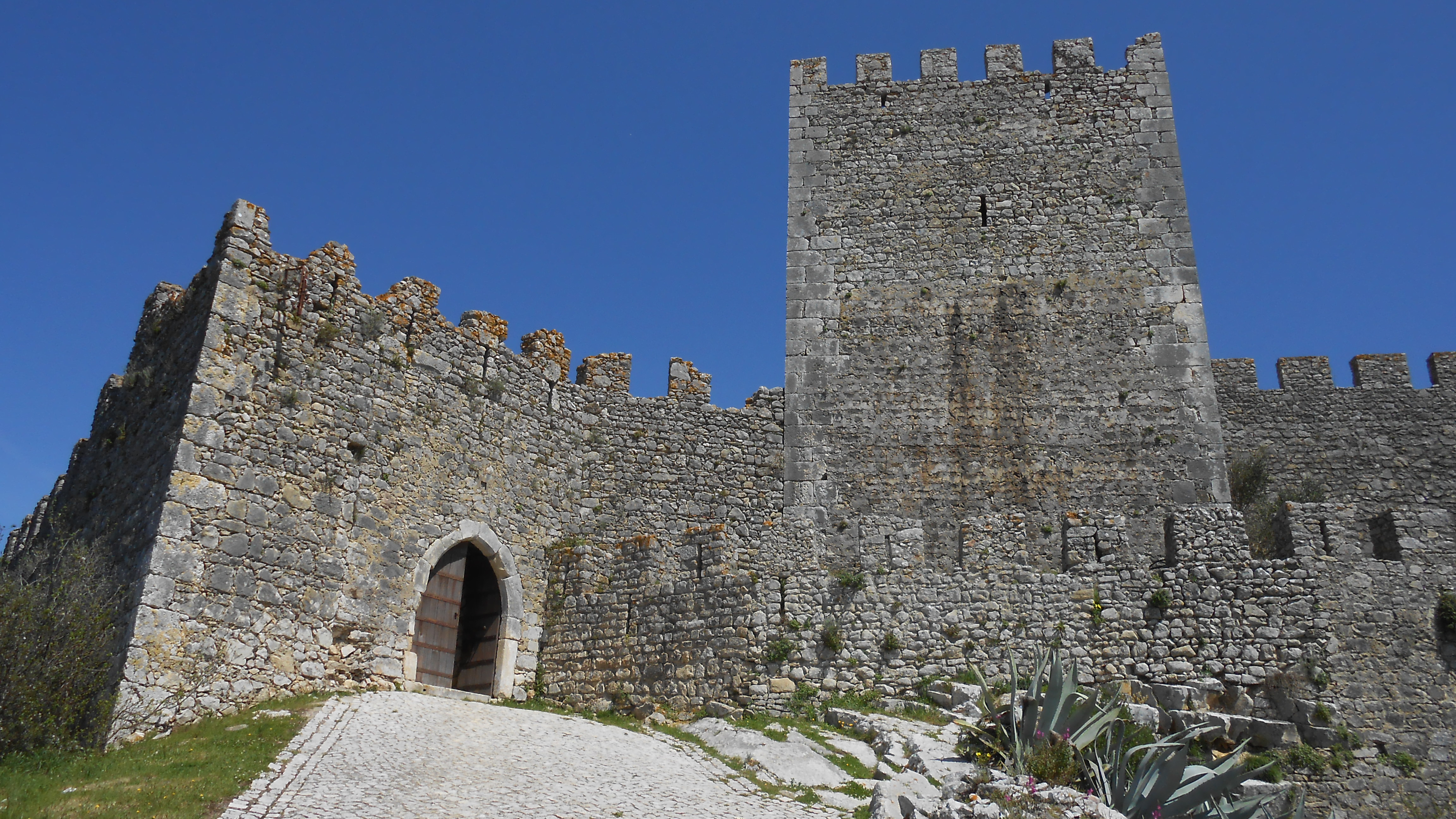
Castillo de Montemor-o-Velho, construido en el.

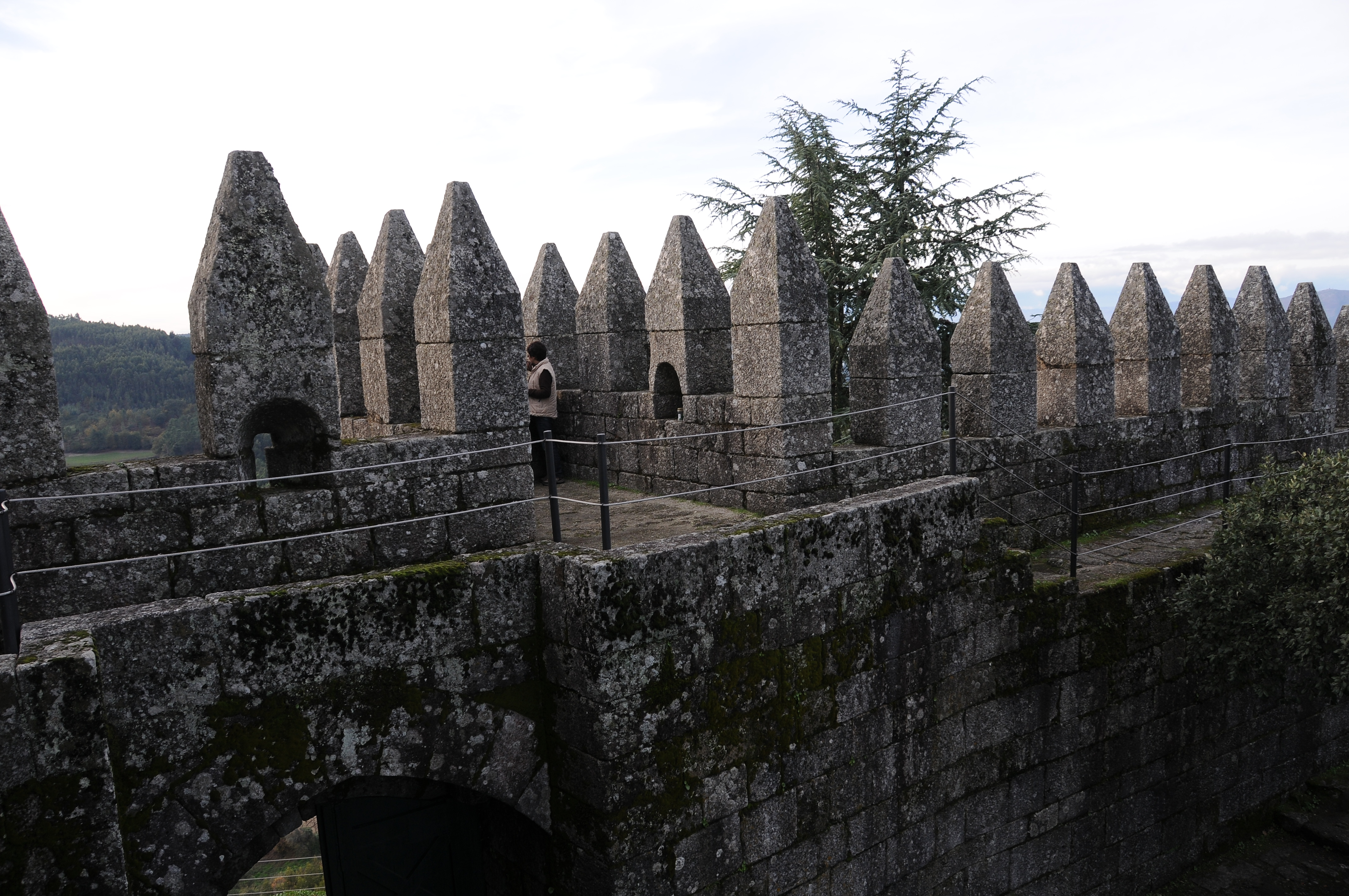
Las almenas y el camino circular en el castillo de Póvoa de Lanhoso, de finales del.

En Portugal, los castillos están directamente relacionados con las necesidades militares y el estado de guerra continua caracterizado por la Reconquista. Las poblaciones que vivían más cerca de la frontera entre cristianos y musulmanes estaban bajo la amenaza de incursiones constantes y el avance de ambas partes en pos de la conquista territorial. La región más precozmente fortificada fue la zona al sur del río Duero, donde en el siglo X casi todos los centros de población tenían su castillo. La mayoría de estas posiciones defensivas, los castillos rurales, tenían una estructura muy simple y aprovechaban las condiciones naturales, como los lugares altos con afloramientos de granito, que dificultaban el acceso. Durante los siguientes tres siglos (siglos X al XIII) asistimos a un auge de castillos debido a la creciente necesidad de proporcionar una defensa pasiva territorial.
La fortaleza de un castillo románico se asienta en el espesor y la altura de sus paredes para resistir los asedios. El adarve se entrelazó con torres para romper los paños continuos de las paredes y en el siglo XII se construyeron otros conjuntos exteriores de murallas junto a los castillos para albergar a las poblaciones y al ganado, como lo demuestra el castillo de Castro Laboreiro.
El castillo románico atestigua el triunfo de la nobleza rural y es también el símbolo de la seguridad de un territorio. Durante este período, consistía en una pared con adarves, almenas y una torre central: la torre del homenaje, símbolo del poder feudal, y la mayor innovación para la fortaleza. Este elemento tiene sus orígenes en el domus fortis, la residencia noble fortalecida.
Entre el norte y el sur de Portugal, particularmente en las regiones definidas por los márgenes de los ríos Mondego y Tajo, existen diferencias notables en las estructuras militares. En el norte, los castillos tienen una estructura más básica y están muy ligados a las fortificaciones tipificadas en la era prerrománica. Hacia el sur, los castillos muestran técnicas más avanzadas en el campo de la arquitectura militar. El área estratégica se concentró en la frontera con los moros, donde las órdenes militares jugarían un papel clave. En el norte se pueden encontrar los castillos de Lanhoso, Castro Laboreiro, Lindoso, Melgaço, Arnoia, Pena de Aguiar, Trancoso, Vilar Maior y el más destacado Castillo de Guimarães. Esta fortaleza, documentada desde alrededor del año 950 dC, se sometió a trabajos de restauración durante el reinado de D.Afonso Henriques y, posteriormente, cambios en su diseño en el período gótico.
Construido bajo el mandato de Gualdim Pais como Maestro de los Caballeros templarios (1157-1195), los castillos de Pombal (c.1156), Tomar (1160), Monsanto (1165), Penas Roias (1166), Almourol (1171) y Longroiva (1174) demuestran la importancia de los templarios en el desarrollo de la arquitectura militar portuguesa durante la segunda mitad del siglo XII. El primer documento que indica la presencia de los caballeros templarios en Portugal se remonta a 1128, cuando la Reina D.Teresa les donó el castillo de Soure. Su fortaleza, construida en el lado norte de la fortaleza, conserva un rasgo distintivo: el alambor, una base reforzada para la torre que usa una rampa inclinada de piedra. Esta solución le da más fuerza y hace que sea más difícil de lograr un asalto en sus paredes. Esta característica también se puede ver en el castillo de Pombal. 
En el castillo de Tomar, sede de la Orden en Portugal, el alambor se construyó a lo largo de los muros exteriores de la fortificación. Con orígenes en la arquitectura militar desarrollada por los cruzados en Tierra Santa, esta técnica constructiva se utilizó en el castillo de Saône y en el castillo des Chevaliers, ambos ubicados en Siria, donde estuvo Gualdim Pais entre 1151 y 1156. Pertenecen a la Orden de los Templarios algunas de las soluciones más innovadoras que la arquitectura militar portuguesa encontró a lo largo del siglo XII.

Castillos románicos
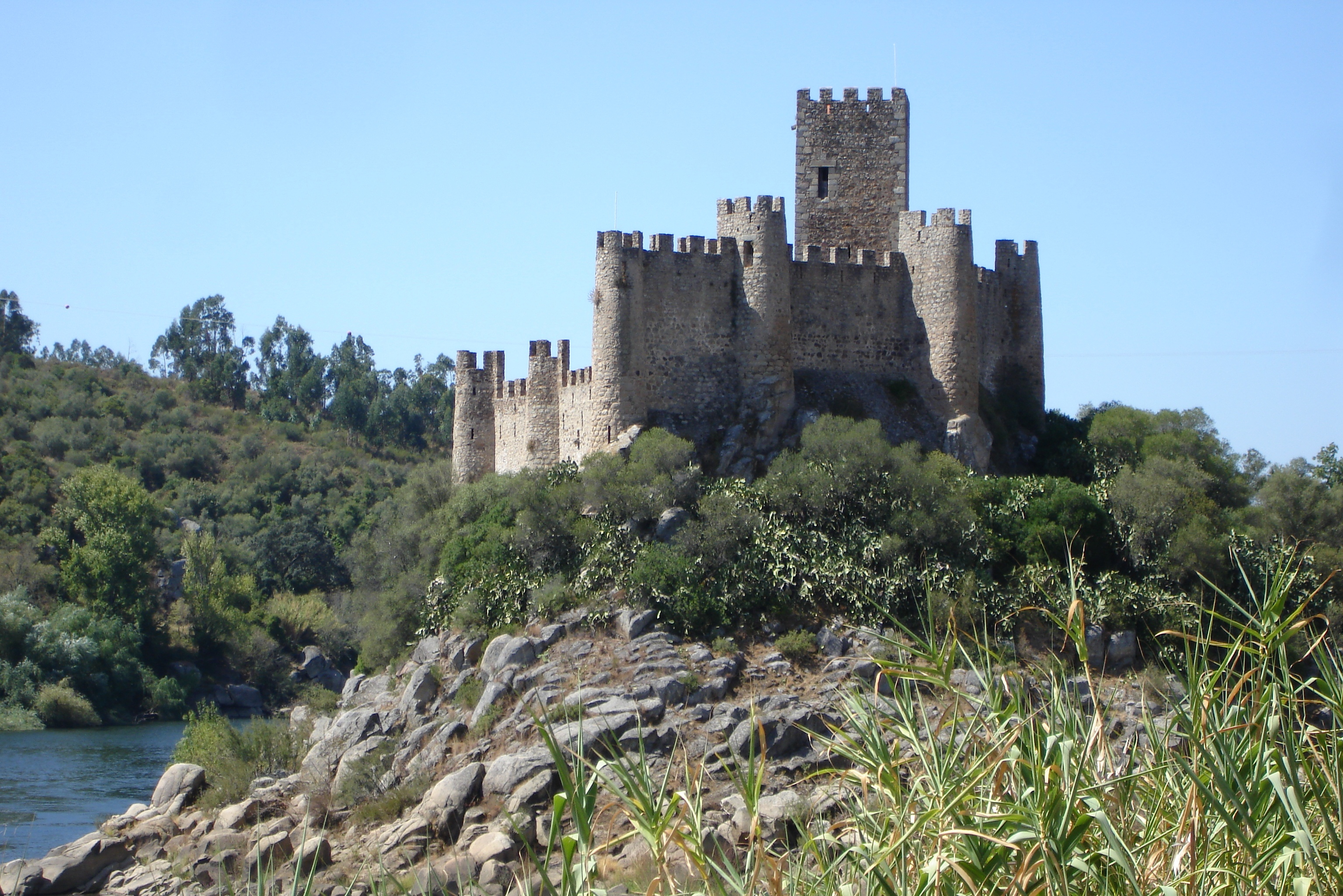
El castillo de Almourol, reconstruido en 1171, se encuentra en un pequeño islote en el río Tajo
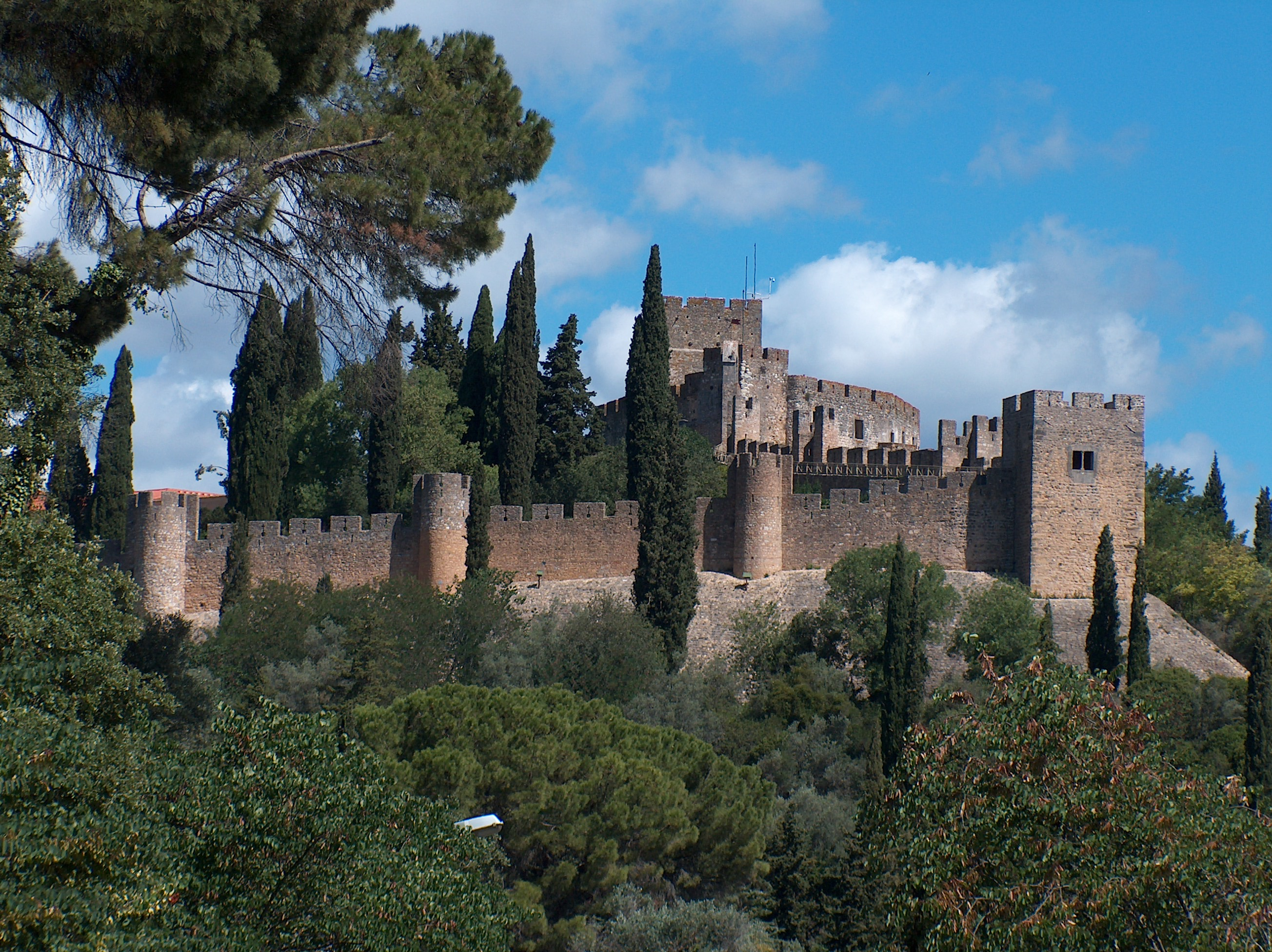
El alambor en el castillo de Tomar, una novedad traída a Portugal desde Tierra Santa por los caballeros templarios
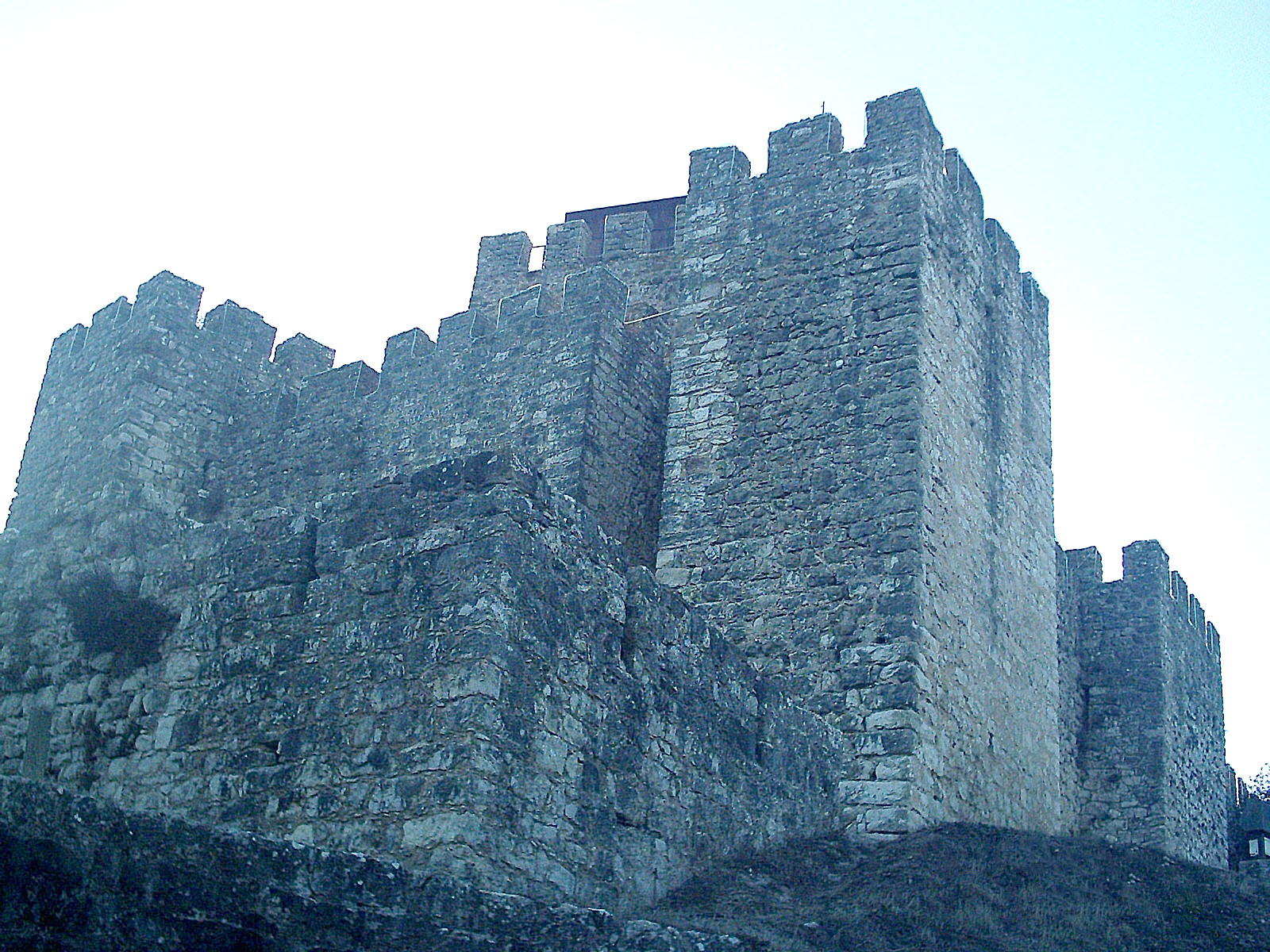
Gruesos muros y torres del castillo de Pombal
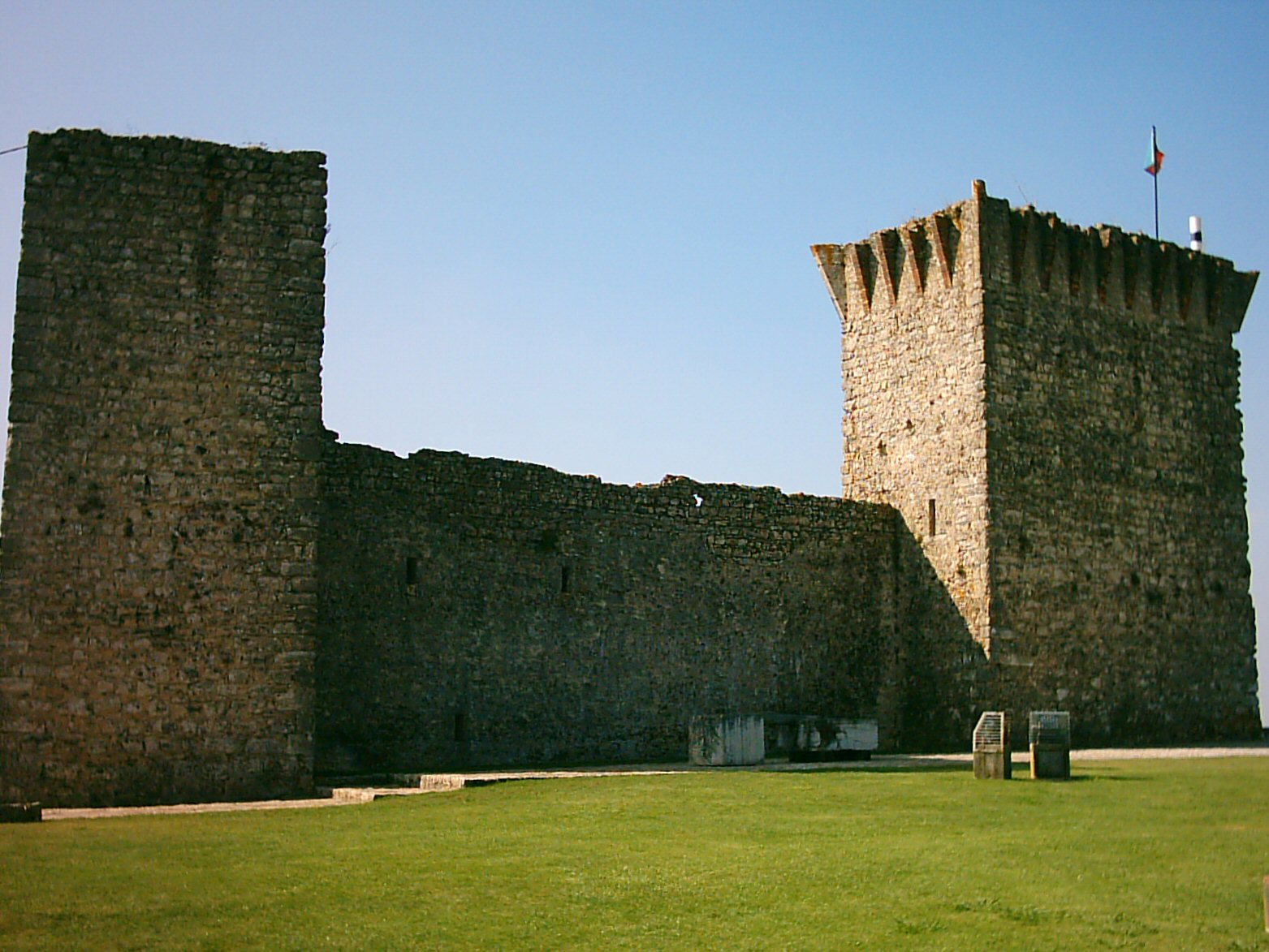
La primera referencia al castillo de Ourém se remonta a 1178
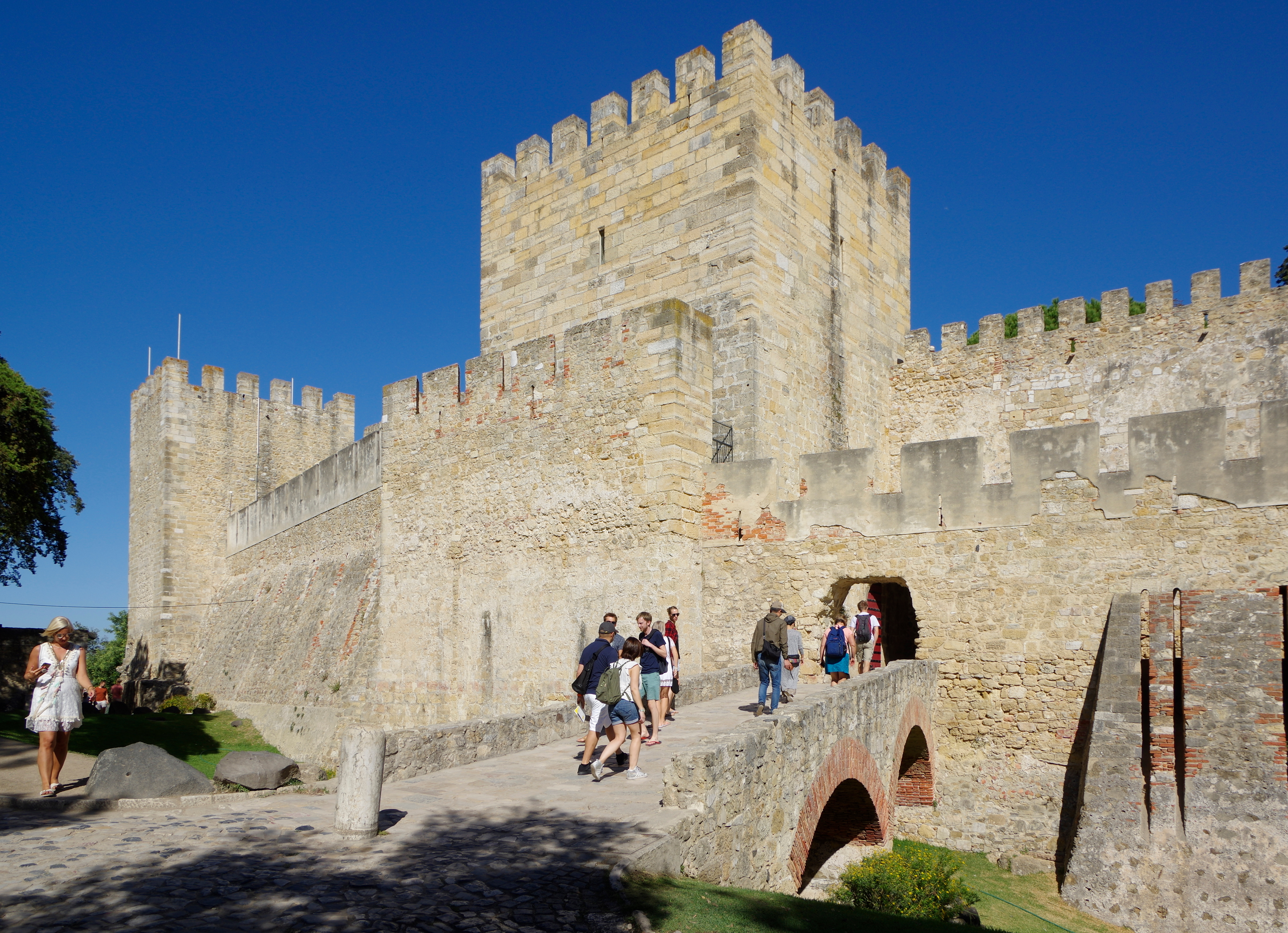
Entrada del puente en el castillo de San Jorge en Lisboa
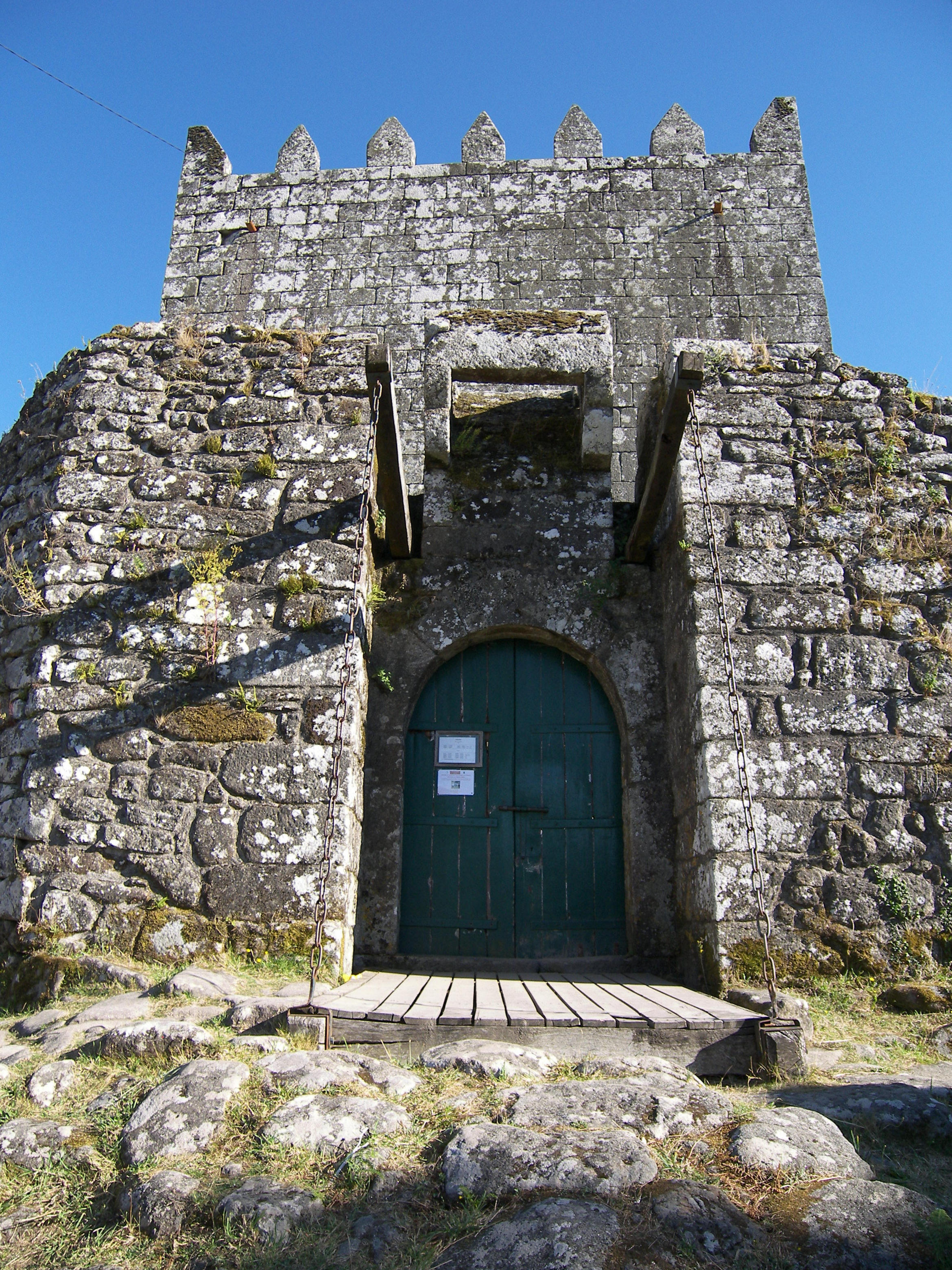
Puerta principal del castillo de lindoso y su puente levadizo

## Transición a la arquitectura gótica

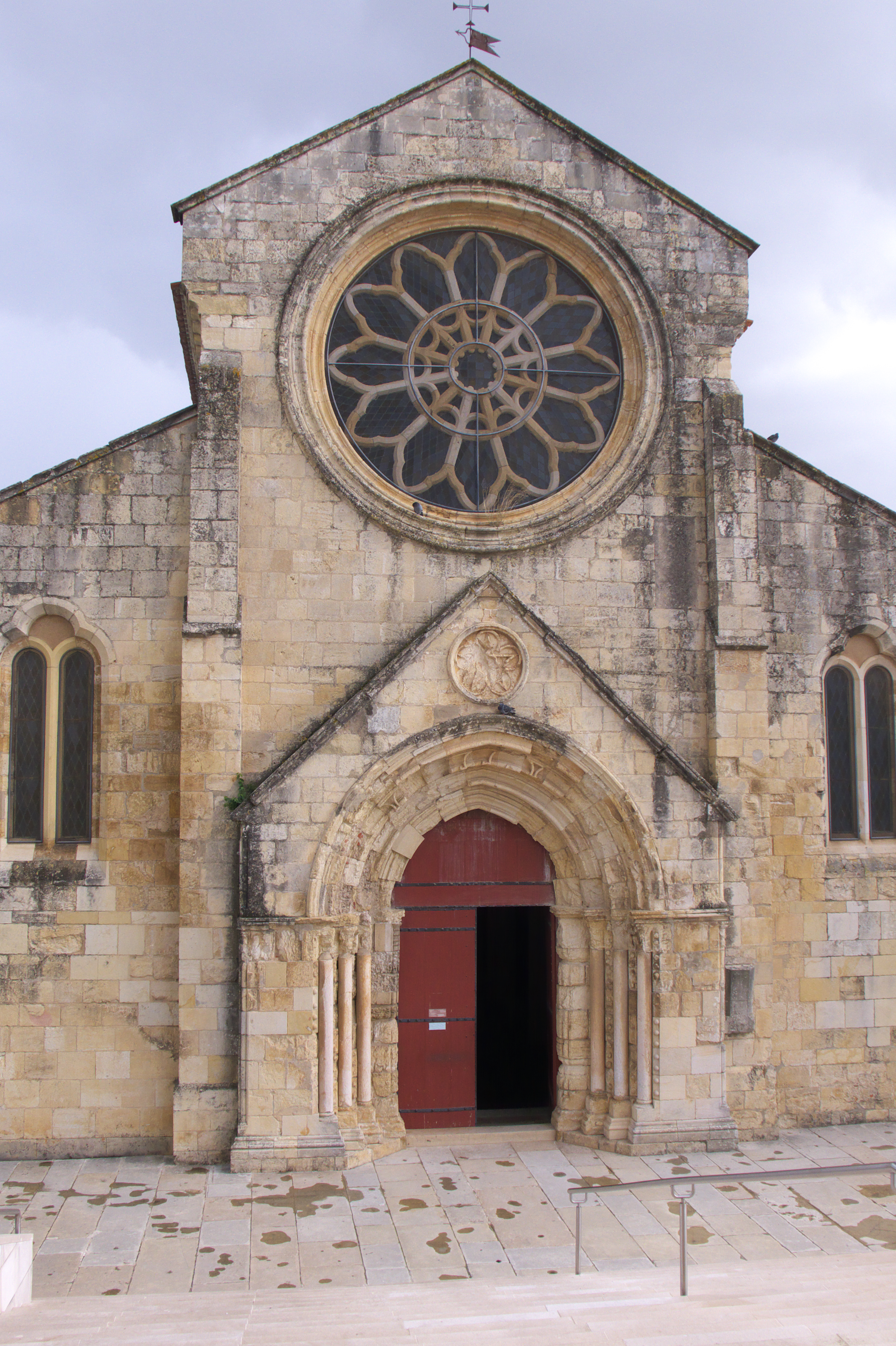
La iglesia de Santa Maria do Olival, construida por los Caballeros Templarios alrededor de 1170, fue uno de los primeros edificios que reflejaban la arquitectura gótica recién llegada pero que mantenía una forma estructural románica.

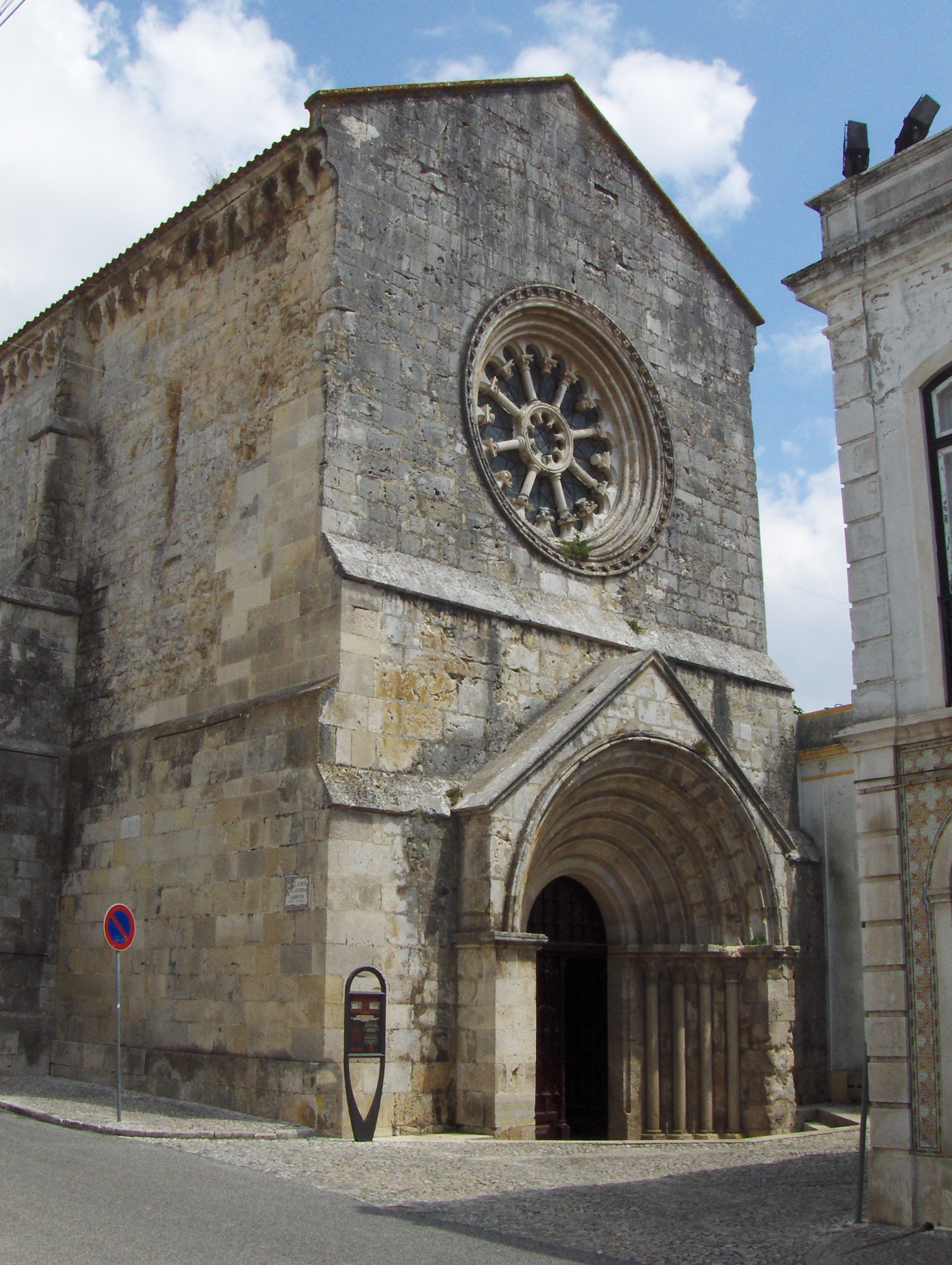
La iglesia de São João do Alporão, construida por los Caballeros Hospitalarios después de 1185, también presenta elementos del gótico temprano como el rosetón o el portal sin decoraciones.

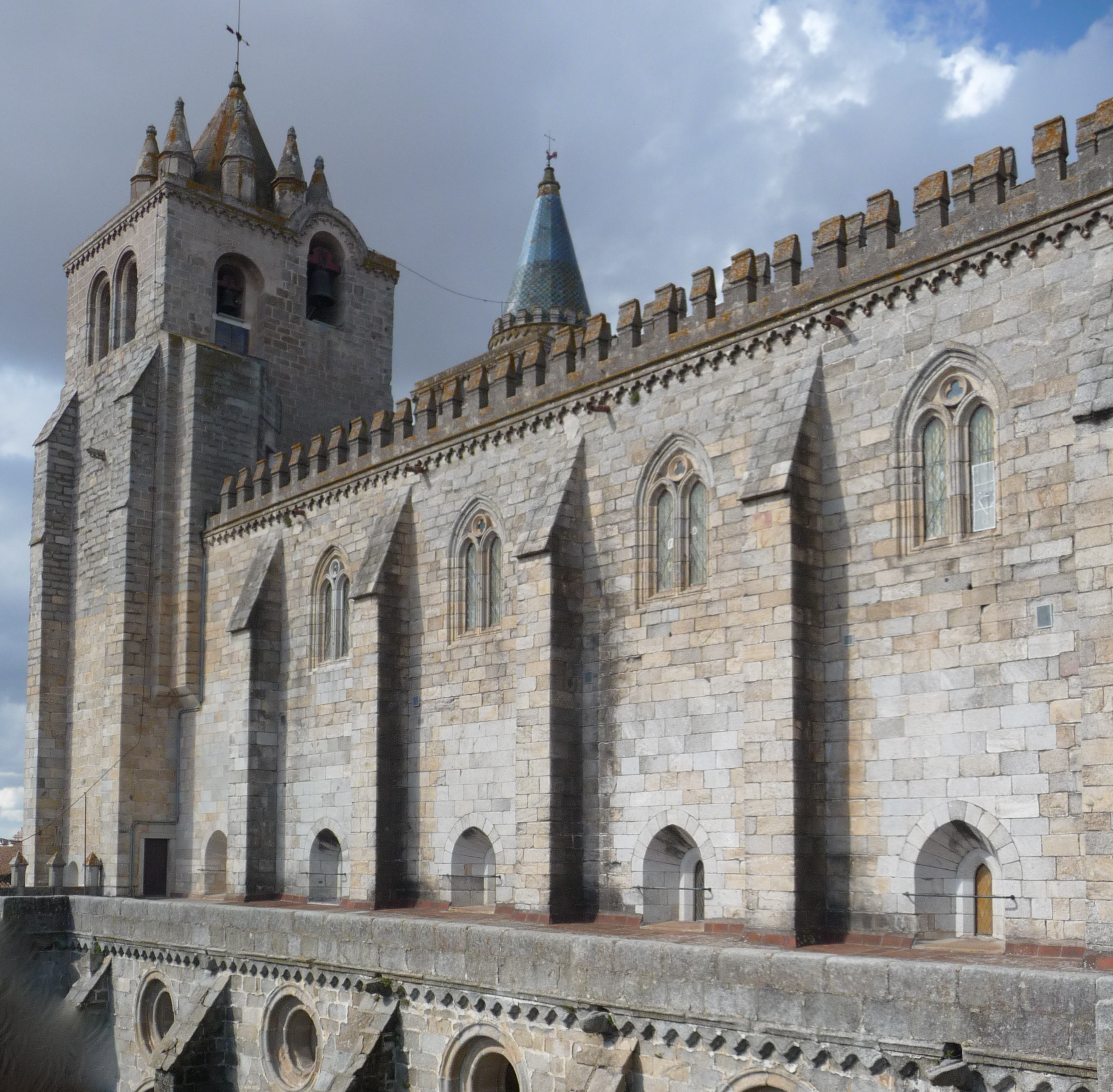
Vista lateral de la catedral de Évora, donde sus enormes contrafuertes le dan un aspecto muy románico.

La llegada de los cistercienses a Portugal después de 1142 coincidió con los primeros pasos en el desarrollo del nuevo estilo artístico gótico  en Francia. Esas características góticas iniciales (arcos apuntados, columnas más altas y delgadas, bóvedas de crucería, contrafuertes y más rosetones), aunque todavía con mucho sabor románico, se implementaron en las abadías cistercienses ya que coincidían con el tipo exacto de enseñanzas austeras y ascéticas predicadas por su líder y mentor san Bernardo de Claraval. 
Así, en Portugal, la fuerte presencia y popularidad del románico hasta los siglos posteriores significó que este modelo cisterciense decorativo y arquitectónico era la base perfecta para el cambio lento al estilo gótico, sin interrumpir nunca por completo el románico anterior. En cambio, estos dos estilos se fusionaron en la arquitectura portuguesa como en ningún otro lugar de Europa dentro de un tipo específico llamado «gótico mendicante», típico de los edificios monásticos. Alcobaza, una de las más grandes abadías cistercienses en el mundo, es el primer edificio plenamente gótico en Portugal, pero todavía tiene un aspecto exterior pesado y austero, solamente equilibrado por su alta y pesada bóveda central de la nave central y las naves laterales. Iglesias como Santa Maria dos Olivais en Tomar o São João de Alporão en Santarém son ejemplos perfectos de este período de transición mendicante entre el románico y el asentamiento definitivo del estilo gótico, que solo sería una realidad en los siglos XIV y XV.
La catedral de Évora es otro ejemplo de transición románico/gótico, que combina ambos en un solo monumento. Construida entre 1186 y 1204 (pero solo se completó completamente en 1250) con una clara perspectiva románica, fue ampliada nuevamente hacia 1280-1340, esta vez en estilo gótico temprano. La catedral recibió varias adiciones valiosas a través del tiempo, como los claustros (período gótico - siglo XIV), o su cúpula, construida a finales del siglo XIII y otra adición que ya muestra las nuevas características góticas.
El románico nunca dejó de expresarse verdaderamente de varias formas tanto decorativas como estructurales hasta el siglo XVI, por lo que la mayoría de los historiadores lo denominan «resistencia románica», refiriéndose a un tipo específico de edificios que presentan una declaración muy marcada de este período, incluso si se mezclan con estilos artísticos posteriores (gótico, manuelino, renacentista). Algunos ejemplos son las Iglesias de Caminha (construidas a finales del siglo XV), la torre de Moncorvo (construida a principios del siglo XVI) y la catedral de Viana do Castelo (también del siglo XV). 

Edificios románico/góticos de transición
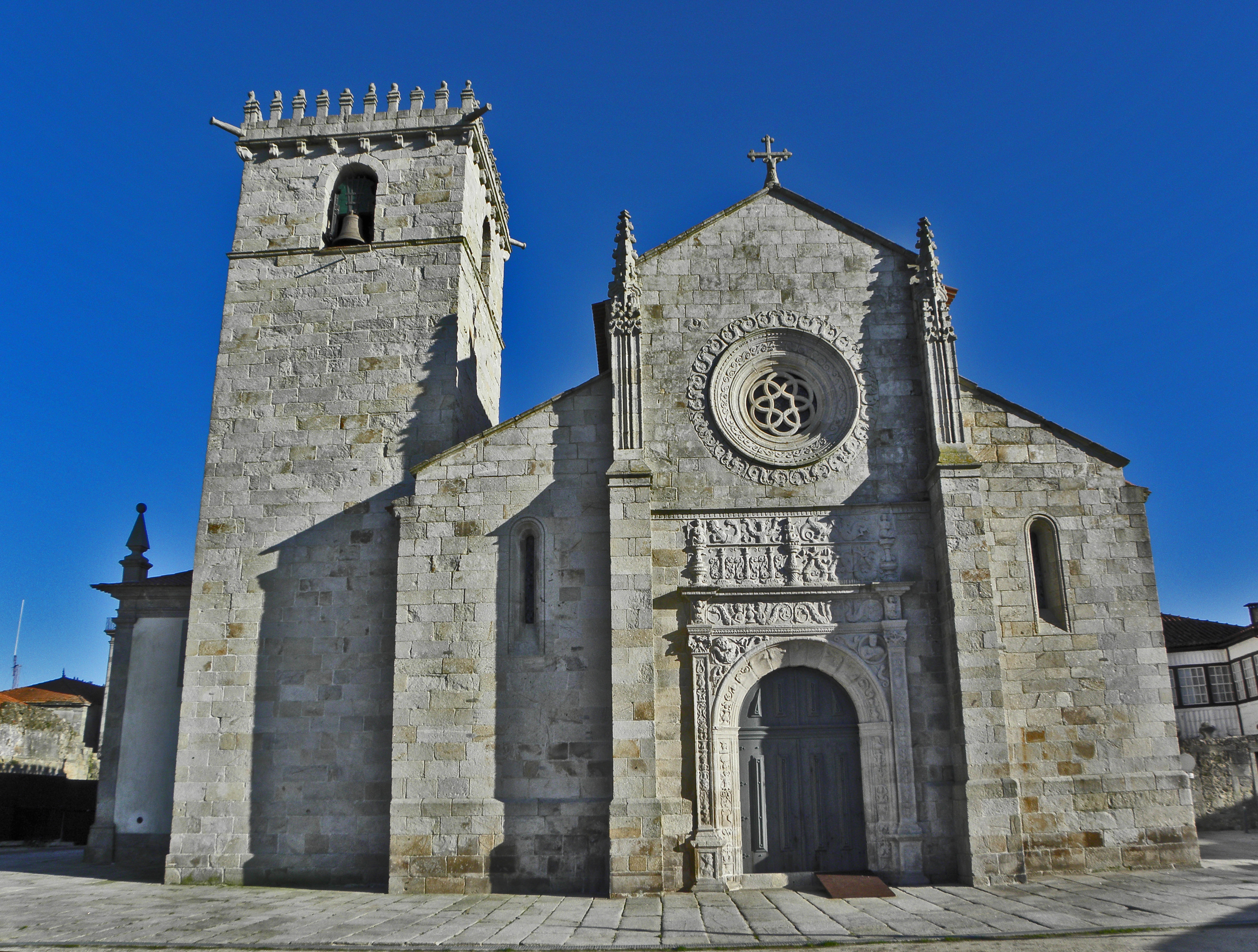
Iglesia de Caminha (siglos XV/XVI). Sus motivos decorativos góticos y manuelinos y su portal renacentista están flanqueados por un pesado campanario de estilo románico.
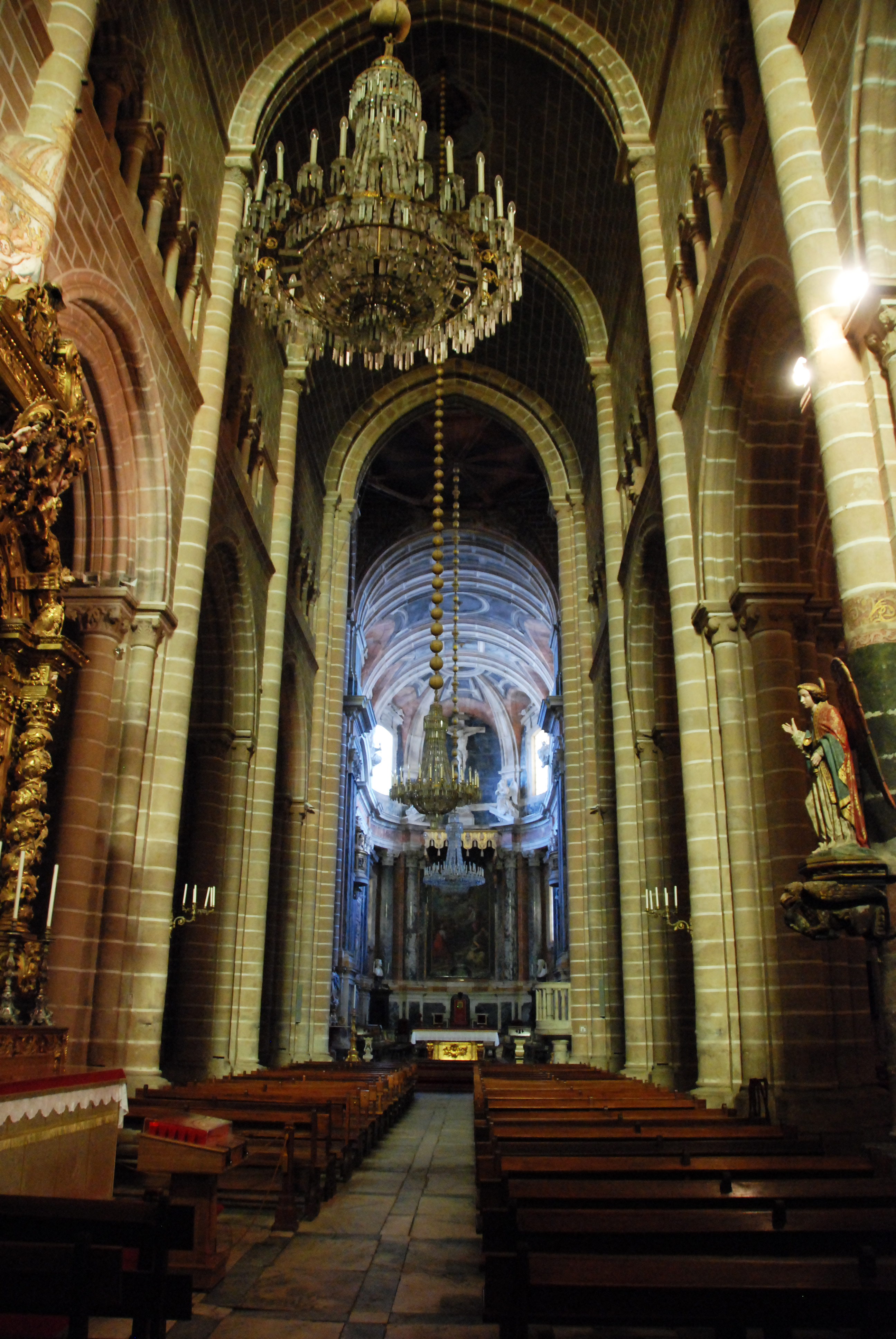
La nave de la catedral de Évora ya tiene una bóveda de cañón puntiaguda de tipo gótico.
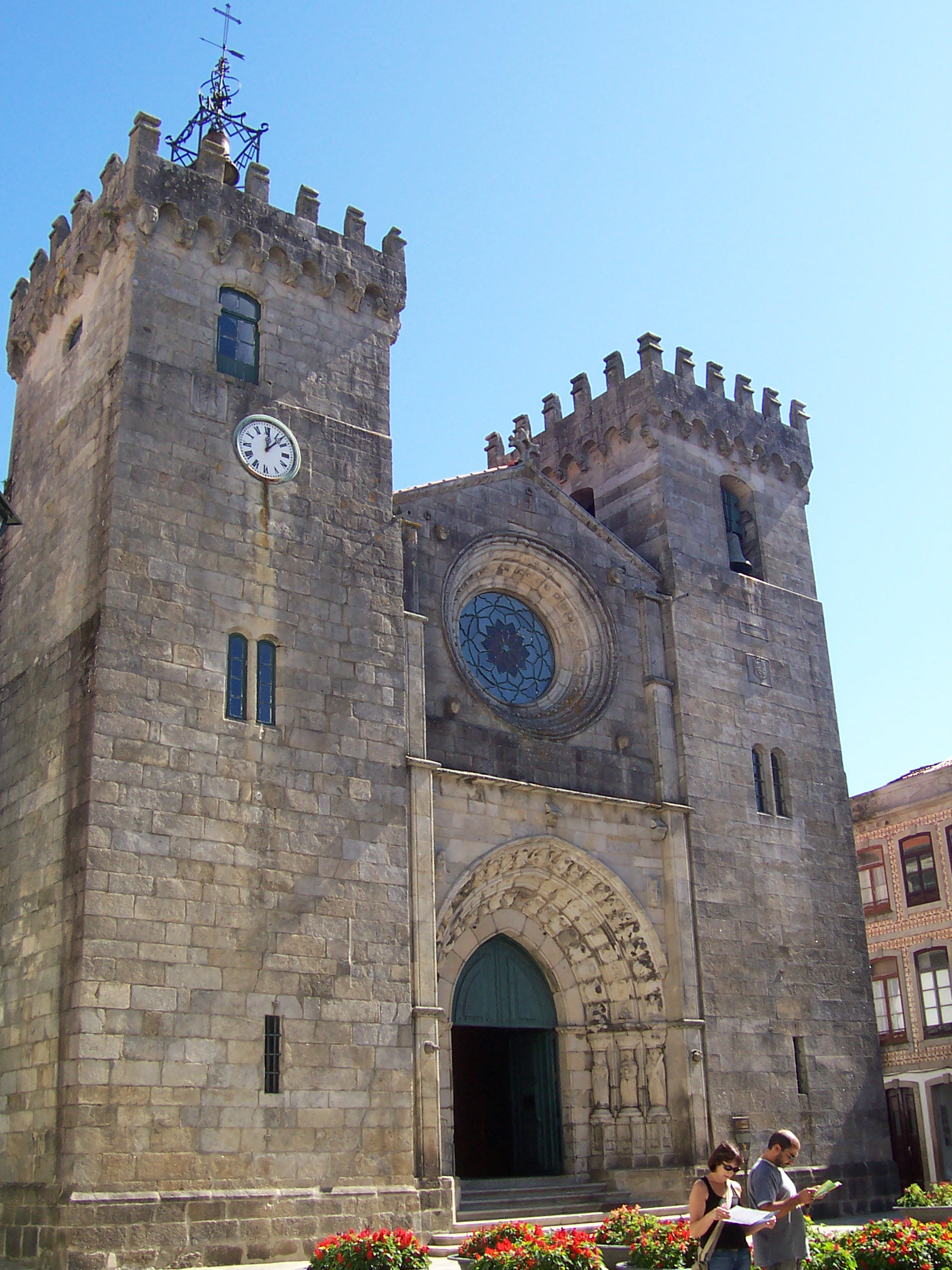
Catedral de Viana do Castelo (siglo XV). Un magnífico portal gótico está flanqueado por dos torres pesadas.
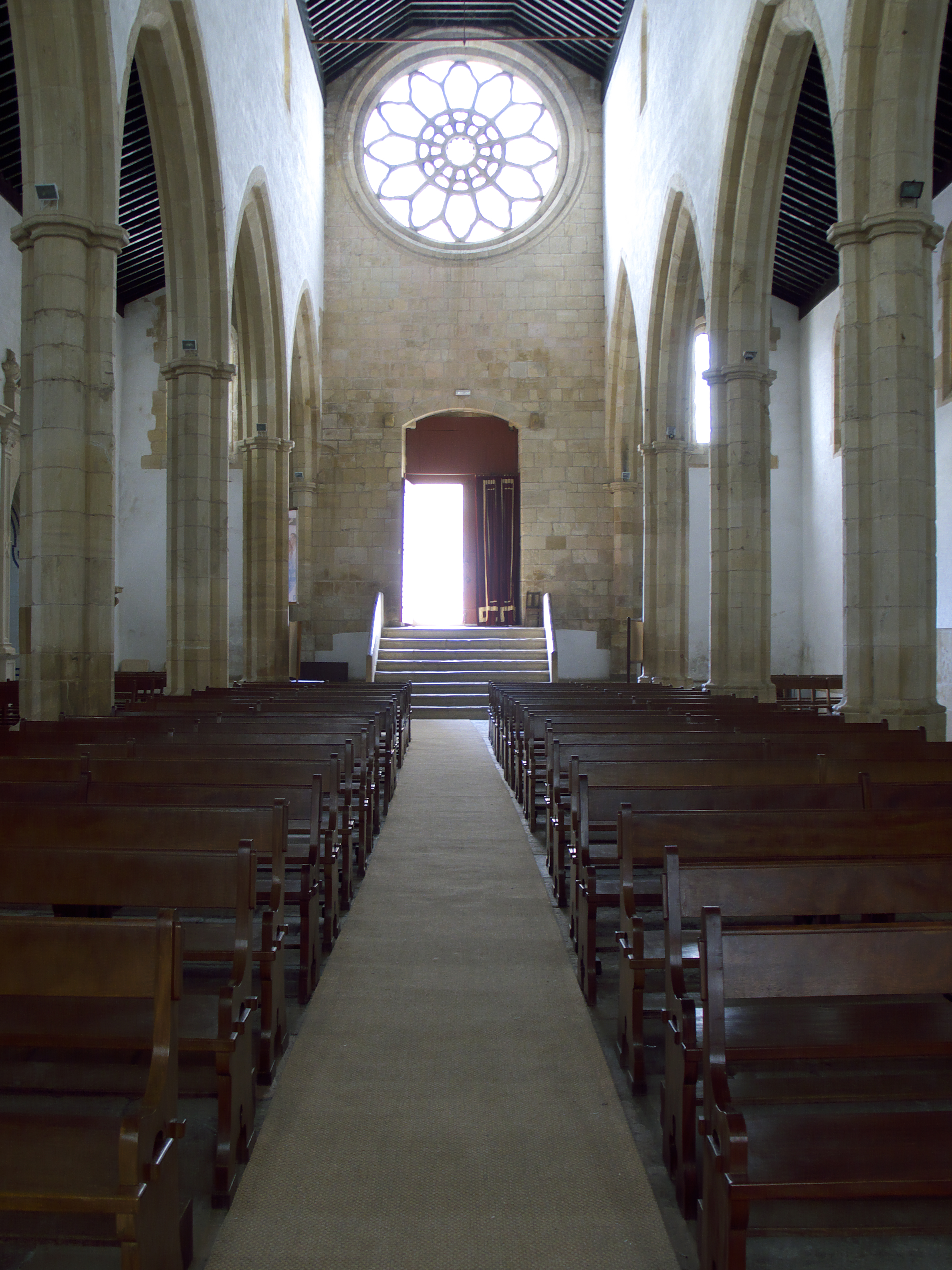
Nave de la iglesia de Santa Maria do Olival.
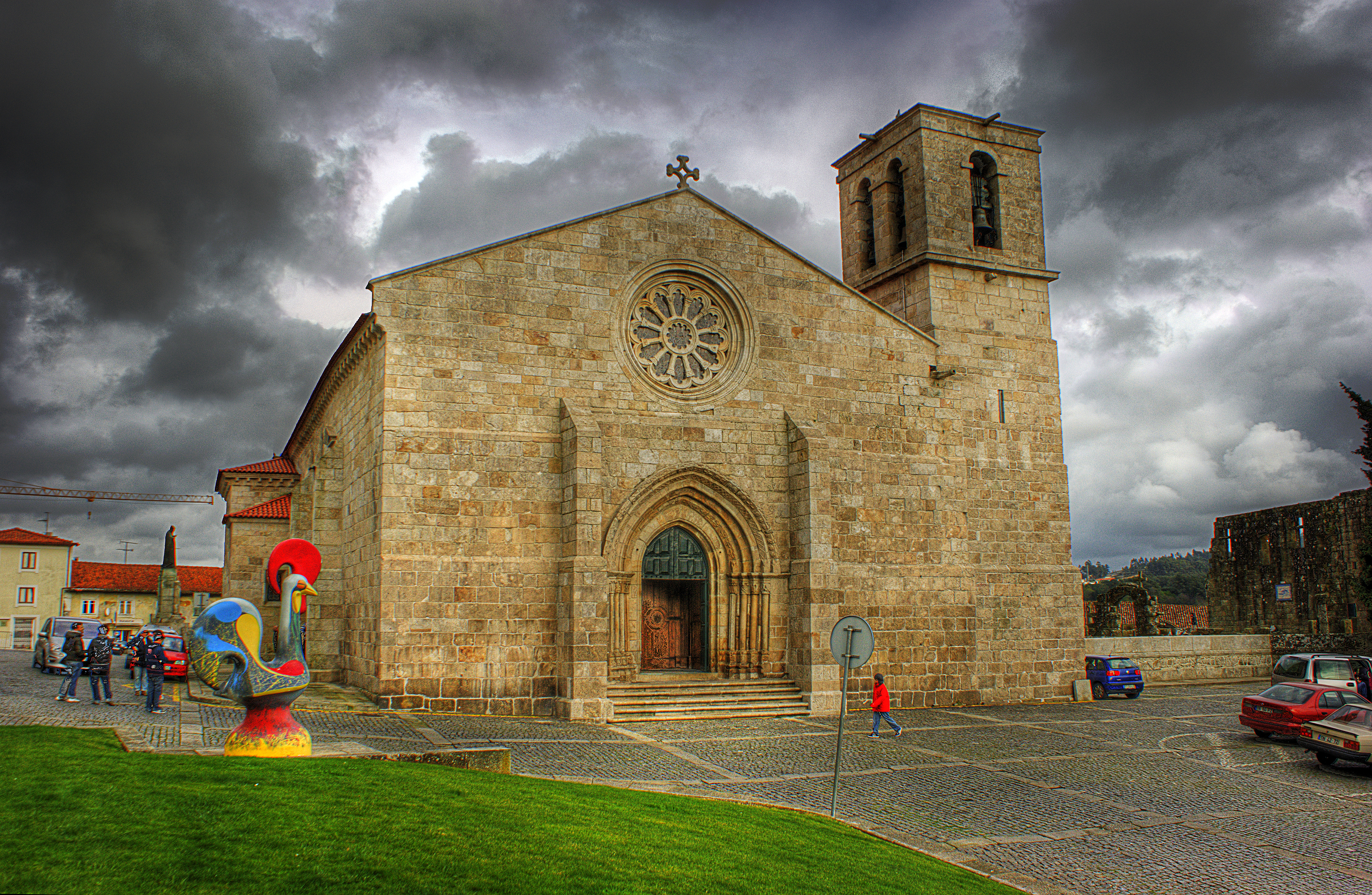
Iglesia de Santa María de Barcelos (finales del siglo XIII). Su fachada románica muestra un portal gótico y rosetón.
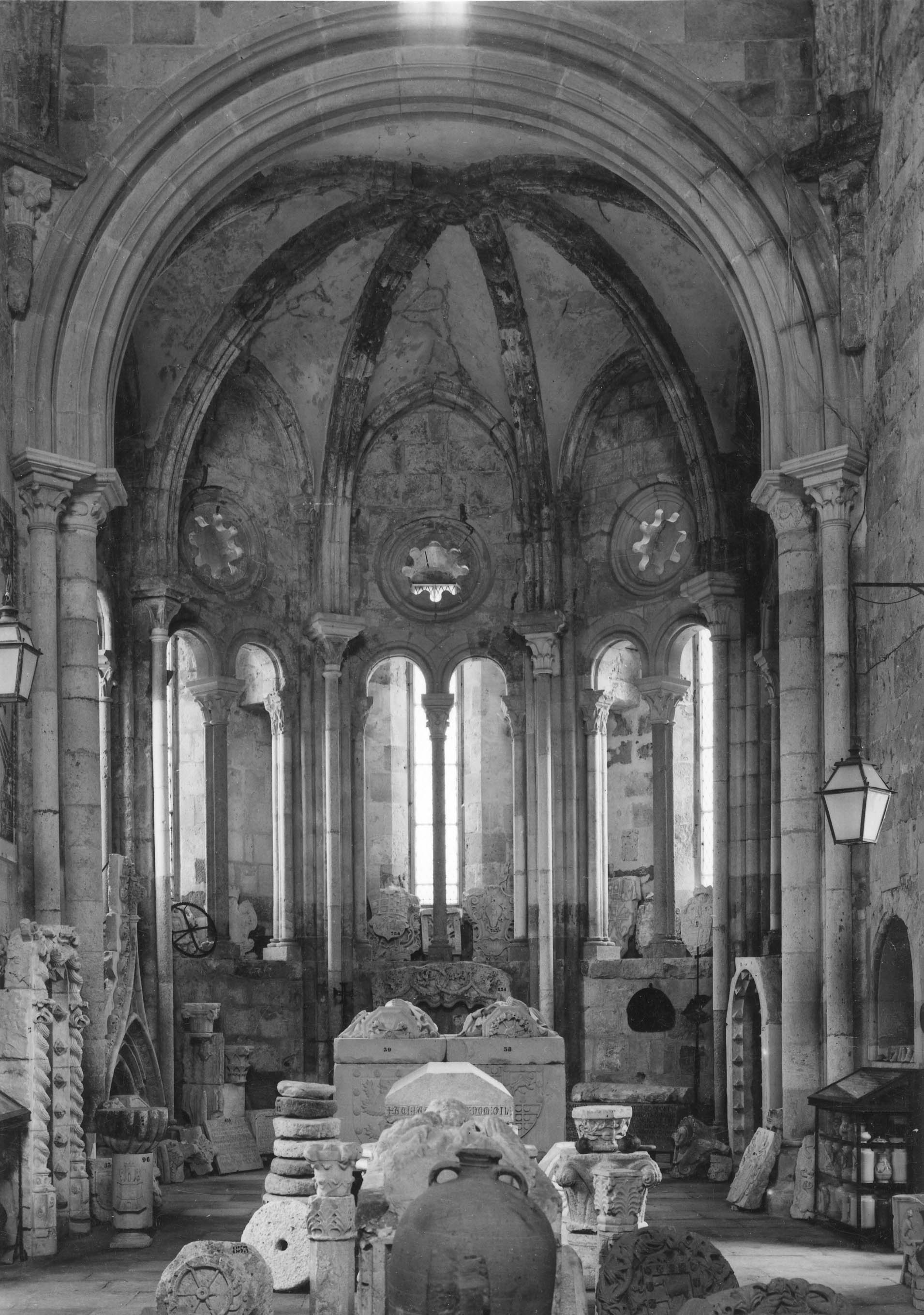
Altar mayor de la iglesia de São João de Alporão con una girola románica debajo de una bóveda de crucería.

## Otras lecturas
- Kingsley, Karen, Arte gótico, Arquitectura visigoda en España y Portugal: un estudio en albañilería, documentos y forma, 1980; Censo internacional de disertaciones doctorales en arte medieval, 1982-1993
- Toman, Rolf - Romanik; Könemann Verlagsgesellschaft mbH, Köln, 1996 (en traducción al holandés   : Romaanse Kunst   : Architectuur, Beeldhouwkunst, Schilderkunst) ISBN 3-89508-449-2
- ALMEIDA, Carlos Alberto Ferreira de, BARROCA, Mário Jorge - Historia de Arte en Portugal - O Românico, 1ª ed., Lisboa, Editora Presença, 2001.
- CADEI, Antonio - "Architettura sacra templare". "L'architettura sacra dei Templari attraverso il   Mediterrâneo ", Actas do I Encontro I Templari y san Bernardo di Chiaravalle. Firenze: Certosa di Firenze, 1995, pp.   15–174.
- KLEIN, Bruno - "A arquitectura românica em Espanha e Portugal", O Românico: Arquitectura, Escultura y Pintura, Lisboa, Edição de Rolf Toman, Konemann, 2000.
- «Norman style | architecture». Encyclopædia Britannica. Consultado el 21 de noviembre de 2015.
- Christys, Ann. Cristianos en Al-Andalus, 711–1000, Richmond 2001.